# Časová osa ruské invaze na Ukrajinu

Animovaná mapa zachycující průběh invaze

Ve čtvrtek 24. února 2022 ráno zahájila Ruská federace invazi na Ukrajinu. Tato časová osa poskytuje chronologický přehled událostí od zahájení otevřeného válečného konfliktu. Ani do konce roku 2024 nedošlo k ukončení bojů.

## Únor 2022

### 24. únor

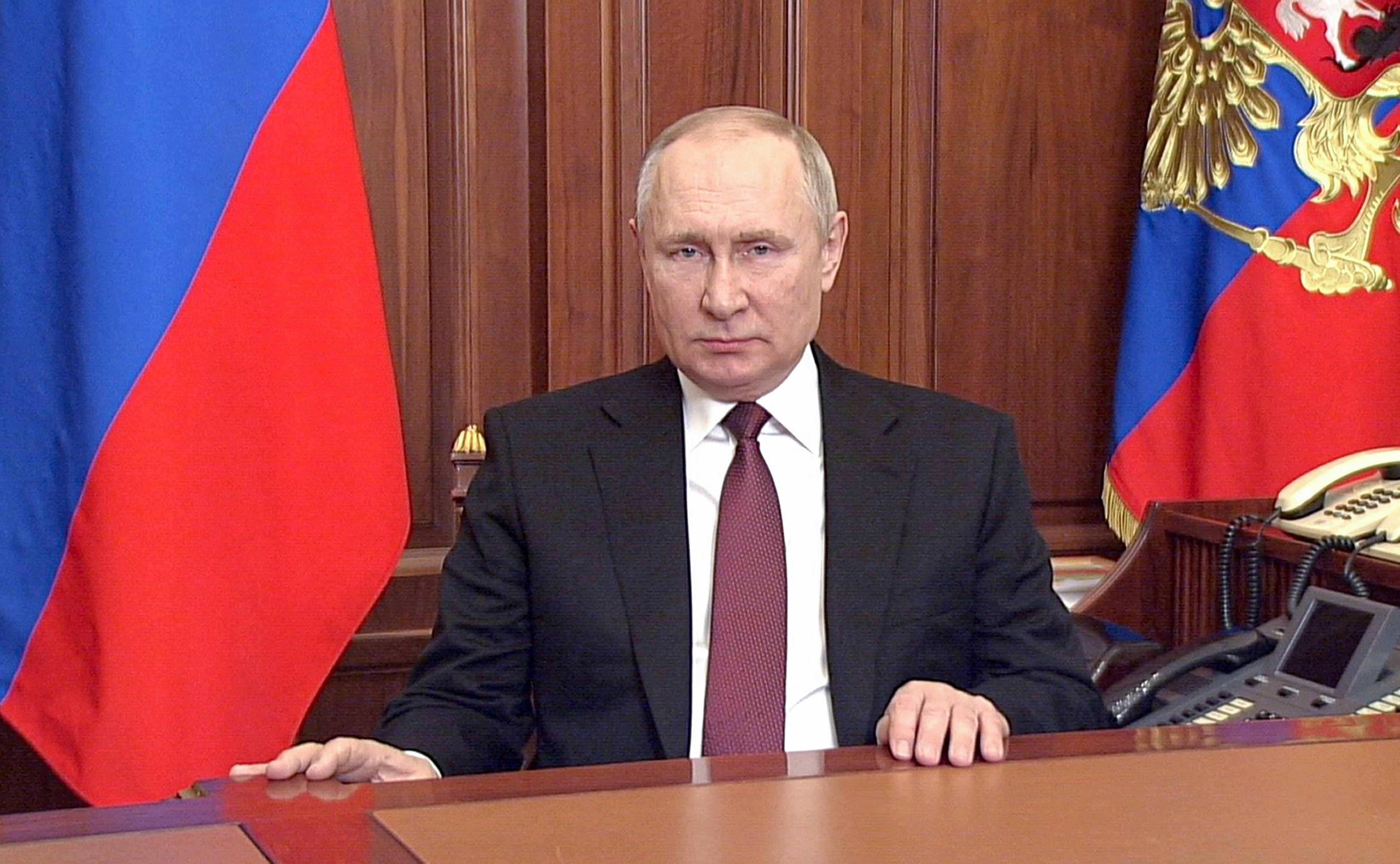
Vladimir Putin v předtočeném projevu ohlašujícím invazi (záznam projevu)

Vladimir Putin v předtočeném projevu vysílaném krátce před čtvrtou hodinou ranní (SEČ) uvedl, že Rusko zahájilo „speciální vojenskou operaci s cílem demilitarizace a denacifikace Ukrajiny“. Krátce po tomto projevu překročily složky ruské armády na několika místech, mimo jiné z běloruského území a z poloostrova Krym, ukrajinské hranice. Ukrajinský prezident Volodymyr Zelenskyj v zemi obratem vyhlásil válečný stav. Ministr zahraničních věcí Dmytro Kuleba obvinil Vladimira Putina ze zahájení „totální invaze“ na Ukrajinu. Putin takováto tvrzení odmítl, vyzval však vojáky ukrajinské armády, aby se stáhli domů a složili zbraně, a ostatní státy, aby nezasahovaly. V opačném případě za to ponesou důsledky. Prezident Spojených států amerických Joe Biden v ranních hodinách telefonoval s Volodymyrem Zelenským a vyzval státy Evropské unie, aby jednoznačně odsoudily ruskou agresi.
Rusko útočilo na celém území Ukrajiny. Hlavní údery krátce po zahájení útoku vedly na město Charkov, z běloruského území do Černihivské oblasti a z Krymu směrem k Chersonu a řece Dněpru. Boje byly hlášeny také ze Sumské, Doněcké, Luhanské oblasti. V Žytomyrské oblasti došlo k útoku ruských sil z běloruského území skrze hraniční přechod Vilča. Za těžkých bojů měly být na přístupových cestách k městu Starobilsk zničeny dva ruské tanky a jeden obrněný transportér. Ačkoliv ruské zdroje popíraly, že ruská armáda útočí s použitím raketových systémů, ze lži ji usvědčily záběry televize CNN. V živém vysílání byla za reportérem poblíž Bělgorodu odpálena salva. Rusko zaútočilo balistickými raketami, střelami s plochou dráhou letu a nálety, do nichž se zapojilo asi 75 bojových letadel, na vojenské cíle po celé Ukrajině (kasárny, sklady munice, téměř desítka letišť). Pozemní síly napadly Ukrajinu z tzv. Doněcké a Luhanské lidové republiky, z Běloruska a Krymu. Zdroje z USA tvrdí, že cílem invaze je svržení legitimní ukrajinské vlády a dosazení Rusku pohodlné formy vládnutí.
Ukrajina požádala Turecko, aby odepřelo právo průjezdu Bosporem a Dardanelami ruským válečným lodím.
Ve městě Charkov mělo být podle nepotvrzených zdrojů nespecifikované civilní sídliště zasaženo neřízenými raketami. To je podle mezinárodního práva považováno za válečný zločin. O druhé největší ukrajinské město probíhaly v odpoledních hodinách tvrdé boje, údajně s desítkami mrtvých na obou stranách.
Kolem 12:45 oznámilo ukrajinské ministerstvo vnitra, že Rusko převzalo kontrolu nad mezinárodním letištěm Hostomel na předměstí Kyjeva, které obsadilo během dne cca 200 ruských výsadkářů. Protiútok vedla 4. brigáda rychlého nasazení Národní gardy. Jde o vojáky cvičené podle NATO. Zároveň však ukrajinská armáda znovu získala pod svou kontrolu města Mariupol a Ščasťa. Poradce šéfa prezidentské kanceláře Mychajlo Podoljak uvedl, že hrozí ruský výsadek ve vládní čtvrti Kyjeva s cílem zajmout vedení země. Boje probíhaly rovněž v oblasti černobylské jaderné elektrárny. Panovaly obavy, že by mohly být narušeny zabezpečené skládky jaderného odpadu. Zhruba o půl sedmé večer byl prostor elektrárny obsazen. V 17:40 byla ruskou armádou obsazena rovněž vodní elektrárna na Dněpru, oznámil to ukrajinský ministr pro energii.
V odpoledních hodinách přicházely ze zasažených oblastí nepotvrzené zprávy o počtu obětí. Podle různých zdrojů zemřelo v Oděské a Chersonské oblasti nejméně 35 Ukrajinců včetně civilistů a dětí.
Zhruba v 17:40 uvedl prezident Zelenskyj, že se ukrajinským vojákům podařilo zastavit ruské útoky a v současné době nastala pauza v bojích. Zároveň potvrdil dříve publikované informace ukrajinského ministerstva vnitra o dobytí mezinárodního letiště Hostomel ruskými jednotkami a nařídil zničit ruský výsadek, který se tam nachází.
Ve večerních hodinách oznámil mluvčí ruského ministerstva obrany Igor Konašenkov splnění strategických cílů pro první den operace. Podle jeho vyjádření ruské ozbrojené síly vyřadily 83 objektů vojenské infrastruktury, sestřelily dva letouny Su-27, dva Su-24, jeden vrtulník a čtyři bezpilotní letouny Bayraktar TB-2. Rovněž uvedl, že separatisté v oblasti Donbasu získali pod kontrolu šest až osm kilometrů území dosud ovládaného ukrajinskou armádou.
Ukrajinské ministerstvo zdravotnictví podle agentury Interfax-Ukrajina potvrdilo 57 mrtvých a 169 zraněných. Rusové své ztráty neuvádí, ukrajinská strana hovoří o nejméně dvou stovkách zajatých, několika desítkách mrtvých a minimálně čtyřech zničených vrtulnících. Objevily se rovněž informace o šesti zničených bojových letadlech.
Podle tajných služeb USA shromáždilo Rusko k nasazení proti Ukrajině kolem 75 % svých pozemních sil. Ve vzdálenosti do 60 km od hranic Ukrajiny bylo identifikováno přibližně 120 z celkového počtu 160 ruských praporních taktických skupin (BTG), přibližně 35 z 50 známých praporů protivzdušné obrany a přibližně 500 stíhacích a stíhacích bombardovacích letounů a 50 středních až těžkých bombardérů.
Ukrajinský prezident Volodymyr Zelenskyj, který v předešlých dnech opakovaně apeloval na Putina, aby místo vojenské akce zvolil diplomatickou cestu, vydal videoprohlášení o vyhlášení válečného stavu. Vedoucí představitelé G7 vyzvali mezinárodní společenství, aby „co nejdůrazněji odsoudilo tento útok, postavilo se po boku Ukrajiny a pozvedlo svůj hlas proti tomuto hrubému porušení základních zásad mezinárodního míru a bezpečnosti“.
Ukrajinské ministerstvo obrany vydalo ve 21:00 některá prohlášení: „Hlavním cílem (ruské) operace je zablokování Kyjeva a vytvoření pozemního koridoru na Krymský poloostrov a do samozvané DMR a způsobit ztráty na kritické civilní infrastruktuře Ukrajiny. Nepřítel má velmi nízkou morálku. V Ochtirce malá jednotka domobrany, vyzbrojená pouze puškovou výzbrojí, vyčistila oblast od ruského útočného praporu. Probíhají boje na přístupech k Chersonu a na linii Peremoha–Hluchiv.“
Ve 23 hodin SEČ vyhlásil prezident Zelenskyj vyhláškou č.69/2022 všeobecnou mobilizaci. Branné povinnosti od dané chvíle podléhali všichni ukrajinští muži ve věku 18 až 60 let, kteří zároveň dostali zákaz opustit území Ukrajiny. V projevu krátce před půlnocí ukrajinského času potvrdil, že o život zatím přišlo 137 vojáků a civilistů a 316 jich bylo zraněno.

### 25. únor

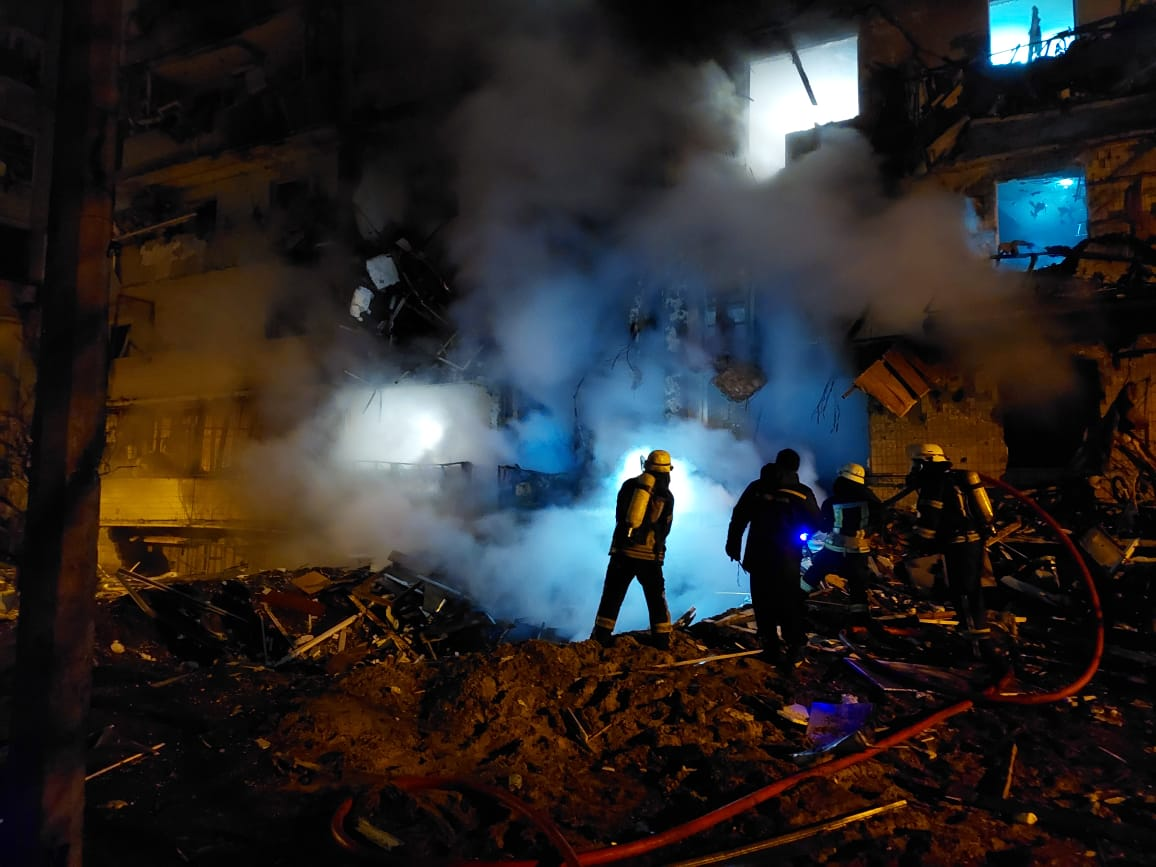
Kyjev, 25. únor

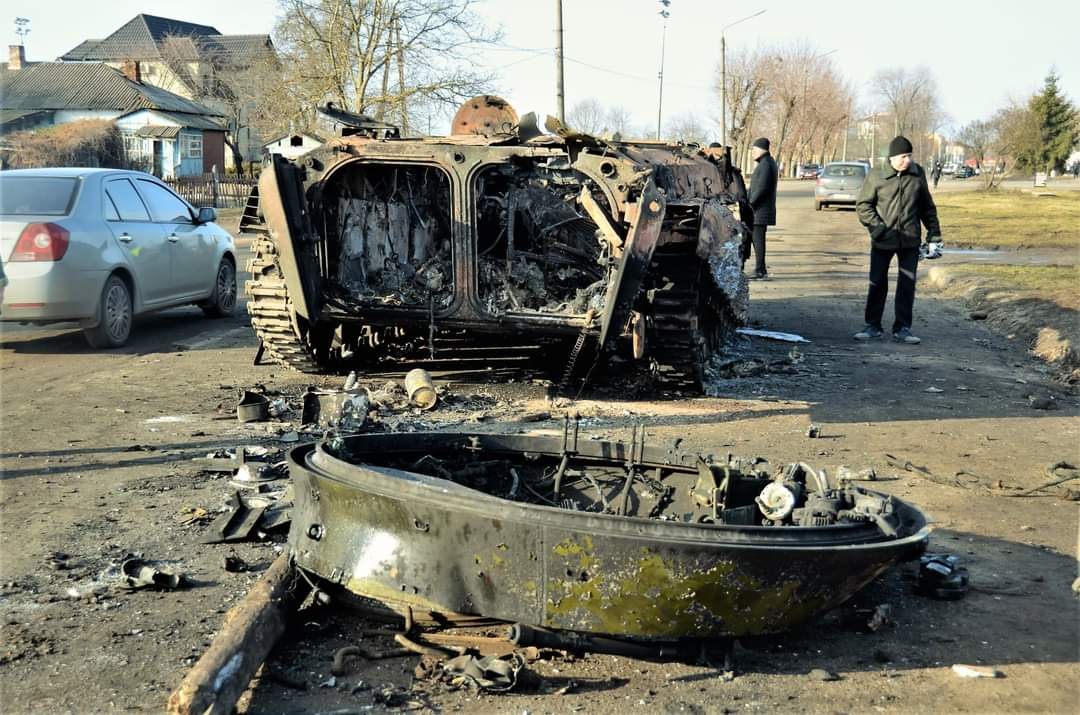
Bitva o Konotop

Nad ránem SEČ probíhaly těžké boje v Sumách. Prezident Zelenskyj prohlásil, že ruské jednotky už pronikly do Kyjeva s cílem odstranit čelní představitele ukrajinské vlády včetně jeho samého a že sankce, které na Rusko uvalila Evropská unie, nejsou dostatečné, protože Rusko nadále pokračuje v agresi proti Ukrajině. Zároveň uvedl, že Ukrajina byla ponechána v osamoceném boji proti přesile. Sídliště v Kyjevě[které?] bylo zasaženo raketami, počet civilních obětí je dosud neznámý. Postup ruských tanků ke Kyjevu se však podle ukrajinských představitelů podařilo po několika hodinách prozatím zastavit. Ukrajinské ministerstvo obrany rovněž oznámilo, že v Kyjevě byla postřílena skupina ruských diverzantů, kteří se předtím zmocnili dvou ukrajinských vojenských vozidel a převlékli se do ukrajinských uniforem s cílem infiltrovat obranu Kyjeva. Zároveň vyzvalo obyvatele, aby informovali armádní složky o pohybu ruských vojsk a zapojili se do boje s Molotovovými koktejly.
Letiště Hostomel u Kyjeva bylo při obraně proti ruskému výsadku poničeno ukrajinskou dělostřeleckou palbou natolik, že Rusové jej nemohli využít pro dodávky posil a materiálu. Ruské jednotky postupující na Kyjev se proto rozhodly obejít město Černihiv, u kterého byl jejich postup zastaven, a mířily na Brovary a Nižyn.
Při obraně Hadího ostrova v Oděské oblasti mělo podle prvních zpráv padnout 13 ukrajinských vojáků, kteří se odmítli vzdát posádce ruské válečné lodi a poslali ji do pr**le, ale 28. února Ukrajinské námořnictvo oznámilo, že je zajali Rusové.
Brzy odpoledne SEČ Turecko odmítlo žádost Ukrajiny z předchozího dne a oznámilo, že Bospor a Dardanely ruským válečným lodím neuzavře. Odvolalo se na mezinárodní dohody, podle nichž musí být lodím umožněno vrátit se na domovské základny, což by bylo uzavřením úžiny pro ruské lodě porušeno. Pouze, pokud by byla naplněna podstata válečného konfliktu, mohlo by Turecko podle konvence z Montreux úžiny uzavřít pro všechny válečné lodě.
Podle nezávislé novinářky Ilije Ponomarenkové ukrajinská armáda zasáhla balistickými raketami krátkého doletu OTR-21 Točka letiště Millerovo v Rostovské oblasti Ruska asi 15 kilometrů od hranic s Ukrajinou, kde se nacházely dvě perutě letounů Suchoj Su-30 ruského letectva, a zničila zde několik letadel.
Šéf ruské diplomacie Sergej Lavrov vyzval Ukrajinu ke složení zbraní a vyjednávání zprostředkovanému v Minsku. Zároveň znovu popřel, že by cílem invaze byla okupace Ukrajiny. Slova poradce šéfa ukrajinské prezidentské kanceláře Mychajla Podoljaka o tom, že je Ukrajina připravena vyjednávat o neutrálním statusu, však označil za lži.
Ukrajinské speciální služby údajně získaly podrobný plán jakým způsobem Rusko plánuje dobývat Kyjev. K ovládnutí letišť má Rusko přichystáno nasazení až 2000 příslušníků speciálních sil za použití lehkých obrněných vozidel. Letiště Hostomel získala zpět ukrajinská armáda a jeho přistávací plocha byla zničena a nelze ji použít k přepravě ruských vojsk nákladními letouny. Mezinárodní letiště Boryspil bylo ostřelováno. Ukrajinská vláda měla podle svých slov informace o nepřátelských sabotážních skupinách vstupujících do Kyjeva, které by mohly vyřadit klíčová místa infrastruktury nebo se pokusit zajmout vládní představitele a proto vyzývala obyvatele Kyjeva k ostražitosti.
Probíhaly boje o strategický přístav a centrum ocelářského průmyslu Mariupol, který se nachází na východě Ukrajiny v těsné blízkosti separatistických oblastí. Jeho dobytí by Rusku umožnilo propojení separatistických republik s Krymem a získat úplnou kontrolu nad pobřežím Azovského moře. Město bylo ostřelováno, ale hlavní bitva s ruskými obrněnými jednotkami pokračovala 15 kilometrů od města.
Mluvčí ruského ministerstva zahraničí Marija Zacharovová, která se mimo jiné 16. února kousavě trefovala do Spojených států, které informovaly o možnosti zahájení invaze, s tím, že „by si příště ráda naplánovala dovolenou“, na podvečerní tiskové konferenci ostře vystoupila rovněž proti Finsku a Švédsku. Obě skandinávské země, v nichž ruská invaze na Ukrajinu vyvolala debaty o možném vstupu do Severoatlantické aliance, varovala, že přistoupení do NATO by pro ně mělo „vážné vojenské i politické důsledky“.
Lídři zemí NATO na mimořádném videosummitu jednomyslně odsoudili ruskou agresi. Rozhodli rovněž o posílení východního křídla aliance dalšími jednotkami, které by měly dorazit v nejbližších dnech a týdnech. Podle vyjádření generálního tajemníka Jense Stoltenberga však NATO nemíní zasahovat přímo na Ukrajině. Tím se v zásadě potvrdily obavy ukrajinského prezidenta Zelenského, že Ukrajina bude ponechána osamocenému boji.
Ukrajina obvinila ruské válečné lodě, že nedaleko přístavu Oděsa ostřelovaly a zasáhly tanker Millennial Spirit plující pod moldavskou vlajkou a nákladní loď Namura Queen s panamskou vlajkou. Informovala o tom agentura Reuters s odvoláním na ukrajinské úřady.
Vladimir Putin ve svém projevu otevřeně vyhrožoval použitím jaderných zbraní, pokud se někdo odváží použít vojenské prostředky k zastavení ruského převzetí Ukrajiny.[zdroj⁠?!] Hrozba byla možná prázdná, ale byla zaznamenána a vyvolala představy o jaderné válce v důsledku nehody nebo chybného odhadu.

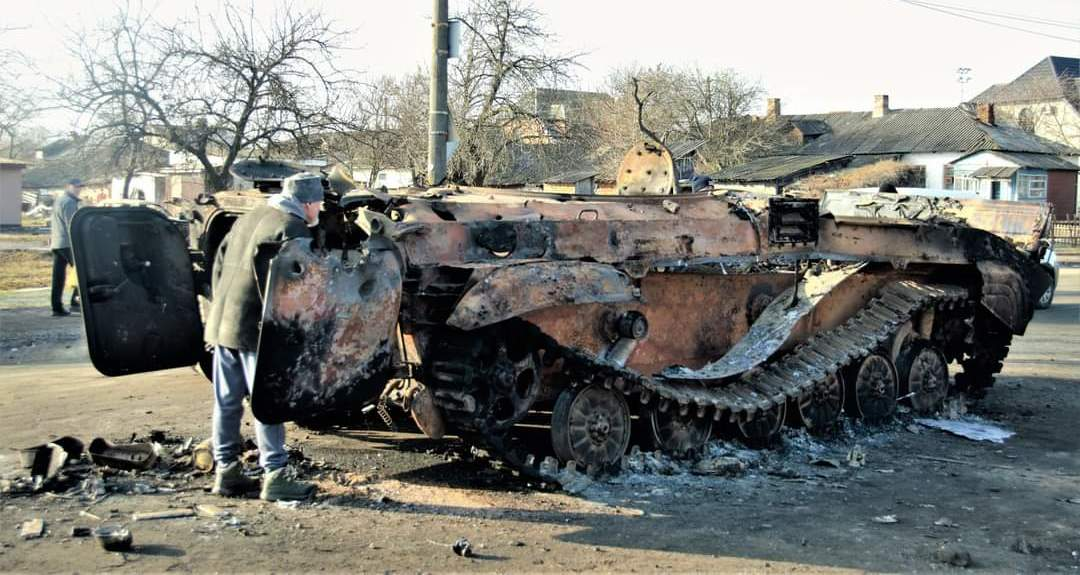
Průzkumné vozidlo BRM-1K zničené u města Konotop

Podle ukrajinských zdrojů utrpěla ruská vojska během dvou dnů bojů ztráty kolem 2 800 vojáků, až 80 tanků, 516 jiných obrněných vozidel, 10 letounů a 7 vrtulníků. Na severovýchodě Ukrajiny u města Konotop probíhaly těžké boje, při kterých bylo zničeno 40 ruských vozidel. Ruským tankům došlo palivo a vojáci obcházeli místní obyvatelstvo s kanystry a žádali o palivo a jídlo. V oblasti přímořského letoviska Kobleve východně od Oděsy zlikvidovala ukrajinská 28. mechanizovaná brigáda 25 ruských parašutistů. Ruská vojska obléhala Charkov, ale ukrajinský ministr obrany Oleksij Reznikov prohlásil, že okupace Charkova je neproveditelná, vzhledem k současným zkušenostem, výzbroji, připravenosti, postoji a soudržnosti ukrajinských vojáků. Nynější situace se tím liší od okupace roku 2014, kdy mnohem slabší ukrajinská armáda podporovaná dobrovolníky osvobodila dvě třetiny území původně obsazeného proruskými separatisty, kteří nechtěli být součástí Ukrajiny.

### 26. únor

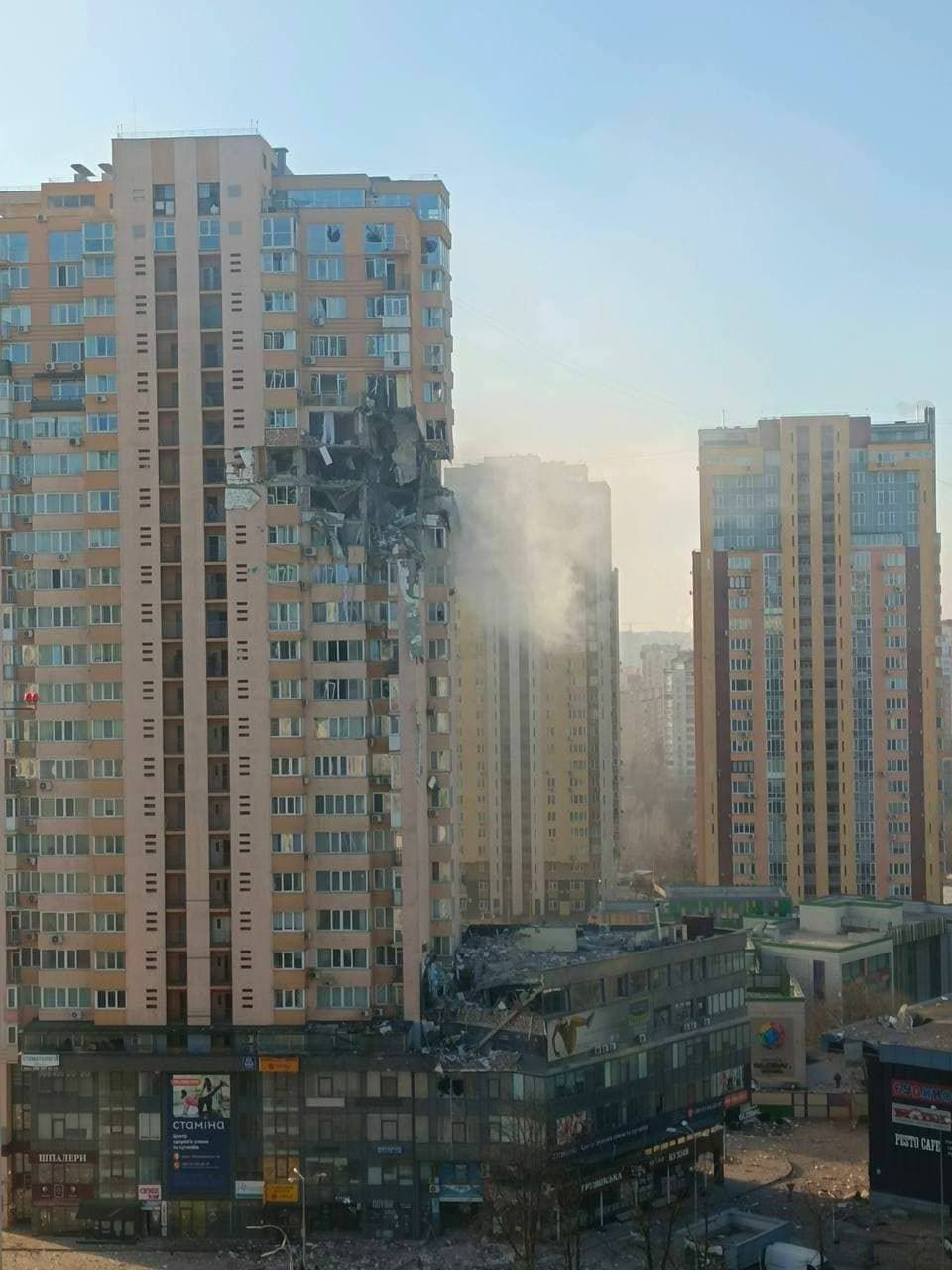
Kyjev, následky ostřelování, 26. únor

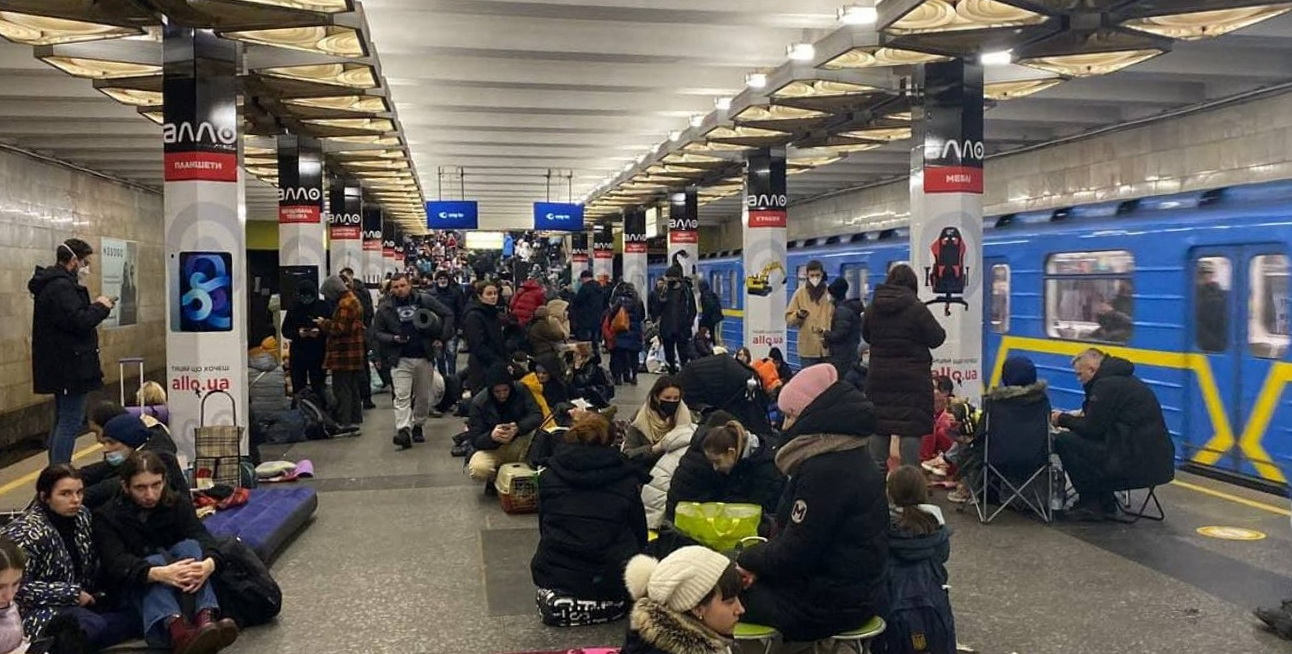
Lidé ukrytí v Kyjevském metru

Třetí den konfliktů probíhaly boje primárně v hlavním městě Kyjevě. Na město od brzkých ranních hodin dopadaly rakety, které zasáhly mimo jiné jeden z obytných výškových domů. Pod palbou se ocitla rovněž vodní elektrárna TEC-6. Prezident Zelenskyj, který podle ukrajinských médií osobně řídil obranu Kyjeva, uvedl, že město čeká klíčová noc, která rozhodne o osudu země, a odmítl nabídku Spojených států na evakuaci. Starosta Kyjeva Vitalij Kličko uvedl, že bylo zraněno 35 lidí, mezi nimi i děti. Během bojových akcí lidé masově prchali z hlavního města a na silnicích do Lvova se vytvářely obrovské zácpy. Zpravodajský portál The Kyiv Independent uvedl, že ve městě byl prodloužen kompletní zákaz vycházení až do pondělí 28. února do osmé hodiny ranní.
Ukrajina zároveň oznámila, že eviduje 3500 zabitých ruských vojáků a přes 200 zajatců.
SBU odhalila ruskou „botovou farmu“ se 7 tisíci botů, které z Ruské federace šířily falešné informace o válečných akcích na Ukrajině. Hlavními platformami pro dezinformace byly Telegram, WhatsApp a Viber. Databáze čísel byla zveřejněna, některá z exponovaných čísel byla vypnuta, jiná jsou ve fázi blokování. Zároveň SBU zahájila trestní řízení pro trestné činy: teroristický čin, šíření nepravdivých informací a válečná propaganda.
Boje nadále probíhaly ve Lvově. Starosta Andrij Sadovyj uvedl, že se ukrajinské armádě podařilo odrazit útok ruských výsadkářů, kteří byli u města vysazeni.
Těžké boje probíhaly na území Ukrajiny v Záporoží, které těsně sousedí s Krymem. Potvrdily se tak některé předpoklady, že hlavním cílem ruské invaze bylo propojit Krym s územím Ruska. Byl ostřelován přístav Mariupol, proběhly těžké boje o města Cherson a Melitopol a kolona ruské obrněné techniky míříla k městu Prymorsk. Ukrajinská armáda zničila most mezi Oděsou a Mykolajivskou oblastí aby znemožnila postup nepřítele tímto směrem. Poradce ředitele Kanceláře prezidenta Ukrajiny Mychajlo Podoljak na tiskové konferenci ve 12 hod. místního času prohlásil, že „Ozbrojené síly Ukrajiny společně s Národní policií plně kontrolují celou situaci a celé území Ukrajiny.“ Ukrajinská stíhačka sestřelila ruský transportní letoun Il-76 MD a protiletadlová obrana helikoptéru a útočný letoun Su-25.
Podle vyjádření ruského ministerstva obrany ruské jednotky získaly pod svou kontrolu město Melitopol na jihovýchodě Ukrajiny, ale britský náčelník ozbrojených sil James Heappey to popřel a uvedl, že ruská vojska dosud ani neobsadila žádný cíl, stanovený pro první den invaze. Na zasedání, které vedl britský ministr obrany Ben Wallace, přislíbilo 25 zemí vojenskou pomoc Ukrajině.
Vladimir Putin oznámil, že ruské jednotky předchozího dne pozastavily ofenzivu, ale obnovily ji, protože ukrajinská strana odmítla vyjednávání. Rusko zároveň v odvetě za shodná opatření kompletně uzavřelo vzdušný prostor pro dopravce z Česka, Polska a Bulharska a pohrozilo zabavením majetku evropských a amerických firem působících v Rusku. Na zasedání Rady bezpečnosti OSN rovněž vetovalo rezoluci odsuzující útok.
Prezident Čečenské autonomní republiky Ramzan Kadyrov potvrdil zprávy o vyslání 12 000 vojáků na straně Ruska na Ukrajinu. Celkem měl k dispozici až 70 000 vojáků, kteří byli ochotni dobrovolně odejít bojovat na Ukrajinu. Podle reportéra webu The Kyiv Independent Illii Ponomarenka na letišti Hostomel bojovala s Čečenci ukrajinská elitní skupina Alfa a jeden z nejvyšších čečenských velitelů Magomed Tušajev byl zabit.
Předsedkyně Evropské komise Ursula von der Leyenová oznámila ve 23:12 SEČ, že EK zajistí aby byl určitý počet ruských bank odpojen od mezinárodního bankovního systému SWIFT. Také Spojené státy americké zvažovaly podle agentury Bloomberg sankce vůči ruské centrální bance, které by mohly mít výrazný dopad na ruskou ekonomiku i bankovní systém. K opatřením Evropské komise se připojily Spojené státy, Velká Británie a Kanada. Opatření, která budou zahrnovat i omezení devizových rezerv ruské centrální banky, budou zavedena v nadcházejících dnech, uvedly země ve společném prohlášení.
Podle zdrojů CNN ruská invaze na Ukrajinu narážela na „tvrdší než očekávaný“ odpor ukrajinské armády i na nečekané potíže se zásobováním svých sil. Rusku se také nepodařilo získat vzdušnou nadvládu nad Ukrajinou, protože ukrajinské letectvo a systémy protivzdušné obrany bojovaly o kontrolu nad vzdušným prostorem. Podle společnosti IHS Janes měla ukrajinská armáda k dispozici řadu různých protiletadlových zbraní, včetně raket naváděných radarem, raket s tepelným naváděním a protiletadlových děl. USA, stejně jako další spojenci v NATO, poskytly Ukrajině také protiletadlové střely Stinger. Do sobotního večera USA nezaznamenaly žádné známky toho, že by ruská armáda převzala kontrolu nad některými ukrajinskými městy, i když ruské síly některé obklíčily, včetně hlavního města Kyjeva.
Nejvyšší státní zástupce Igor Stříž varoval před schvalováním útoku Ruska na Ukrajinu.

### 27. únor

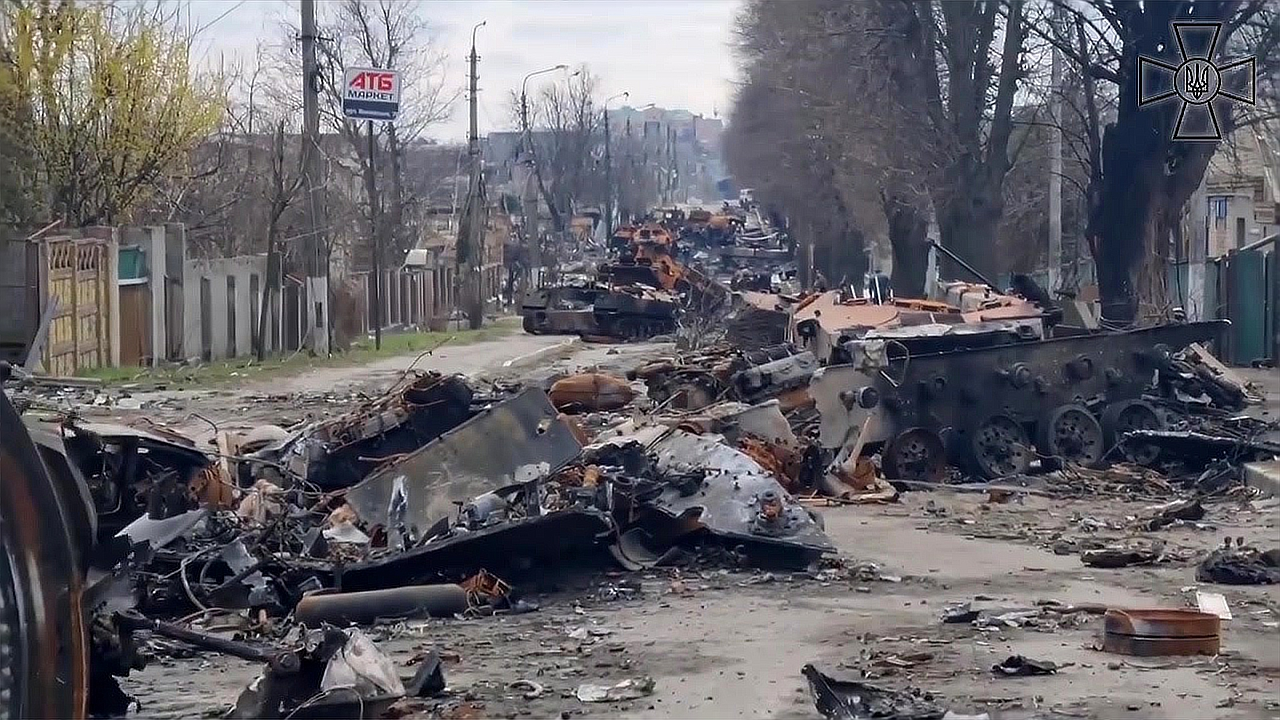
Zničená ruská kolona poblíž města Buča

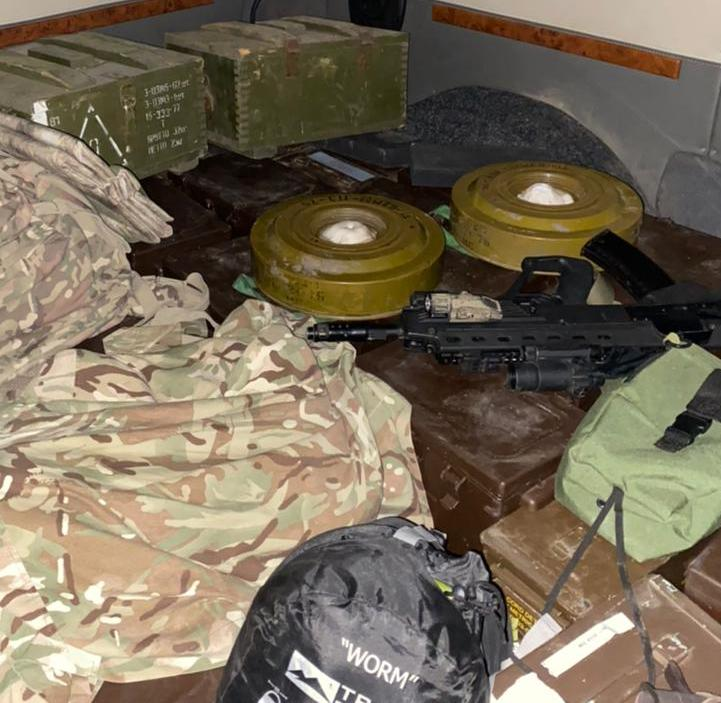
Vybavení ruské sabotážní a průzkumné skupiny zajaté v Oděské oblasti.

Americké ministerstvo financí oznámilo, že se zaměřuje na „klíčovou infrastrukturu“ ruského finančního systému a sankcionuje dvě z jeho největších bank –⁠ státem podporovanou Sberbank (SBER.MM) a VTB (VTBR.MM). Na sankčním seznamu jsou také banky Otkritie, Sovcombank a Novikombank a někteří vedoucí pracovníci státních bank. Tento krok fakticky vyřazuje banky z amerického finančního systému, zakazuje jim obchodovat s Američany a zmrazuje jejich americká aktiva. Americké sankce se týkají také dvou běloruských státních bank –⁠ Belinvestbank a Bank Dabrabyt –⁠ kvůli podpoře útoku Moskvy ze strany této země.
V noci zasáhly dvě ruské balistické rakety velké vojenské letiště ve Vasylkilu asi 20 km jihozápadně od centra Kyjeva. Hoří tamní skladiště ropy a hrozí ekologická katastrofa. Výbuchy se ozvaly i jinde v okolí Kyjeva a objevily se tam požáry. Ukrajinská armáda sestřelila dva ruské letouny. Ukrajinská prezidentská kancelář oficiálně potvrdila zničení konvoje čečenských speciálních jednotek u Hostomelu, v průběhu boje bylo zničeno největší nákladní letadlo na světě Antonov An-225, přičemž destrukci následně potvrdily snímky pořízené dronem.
Spojené státy posílají Ukrajině zbraně v hodnotě 350 mil. dolarů, včetně protitankových střel Javelin, protiletadlových systémů a neprůstřelných vest. Německá vláda uvedla, že Ukrajině dodá 1 000 protitankových granátometů a 500 raket země–vzduch Stinger, Nizozemci 50 protitankových zbraní Panzerfaust 3 a 400 raket. Obě země také zvažují vyslání společného systému protivzdušné obrany Patriot do bojové skupiny NATO na Slovensku. Rumunsko pošle na Ukrajinu zásoby a vybavení v hodnotě 3 milionů eur, včetně paliva, munice, neprůstřelných vest, přileb a dalšího vojenského vybavení, dále potraviny a vodu. Nabídlo, že se postará o zraněné ve vojenských a civilních nemocnicích a urychlí odvoz žen a dětí z hraničního přechodu. Ukrajinu podpořilo také Švédsko, které jí posílá 5000 protitankových střel NLAW, 5000 neprůstřelných vest, 5000 přileb a 135 000 přídělů jídla. Evropská unie poskytne Ukrajině zbraně v hodnotě 450 mil. eur.
Podle Ministerstva obrany Spojeného království ruské síly díky ukrajinskému odporu „nepostupují tak, jak plánovaly“, „trpí logistickými problémy“, utrpěly ztráty a někteří ruští vojáci byli zajati.
Elon Musk oznámil, že na Ukrajině poskytují internetové připojení satelity Starlink společnosti SpaceX. Nahrazují tak internetové služby, které jsou na mnoha místech kvůli ruské invazi nedostupné.
Ruské jednotky pronikly v noci do Charkova, ale během dne byly při pouličních bojích s obránci města eliminovány. Rusko tají skutečné počty padlých vojáků. Podle opozičního listu Novaja gazeta Rusku chybí profesionální vojáci, proto převelelo na hranice Ukrajiny i brance a tam je vyzbrojuje a nutí podepsat smlouvu s armádou.
Rusko už do bojů nasadilo více než polovinu připravené vojenské síly, ale nepodařilo se mu obsadit žádné větší město, vojáci jsou demoralizovaní, dochází jim zásoby paliva a potravin a část z nich už dezertovala. Podle ukrajinských zdrojů bylo zničeno asi 100 ruských tanků, na 540 transportérů, 15 děl, jeden protiletecký systém 9K37 Buk, 16 letounů a 18 vrtulníků a zabito kolem 3 000 ruských vojáků. Ukrajinská protivzdušná obrana, včetně letadel, je i nadále provozuschopná a nad Kyjevem sestřelila dva ruské transportní letouny Il-76, které pravděpodobně měly na palubě výsadkáře. Ukrajinské ministerstvo obrany zveřejnilo záběry na nichž dronem Bayraktar TB2, které Ukrajina nakoupila z Turecka, ničí ruský protiletadlový raketový systém Buk.
Ukrajinská velvyslankyně v OSN Sergiy Kyslytsya vyzvala Mezinárodní červený kříž, aby pomohl s repatriací těl 3 500 mrtvých ruských vojáků. Na ukrajinské straně je potvrzeno 198 obětí a kolem 1 000 zraněných. Ukrajina zároveň oznámila zřízení zvláštní telefonní linky pro příbuzné padlých, zraněných a zajatých ruských vojáků. Na linku se už údajně obrátily stovky lidí, ale ruský úřad pro dohled nad komunikacemi Roskomnadzor službu „Ishchi svoikh“ („Hledej svého“) zablokoval.
Šéf ukrajinských ozbrojených sil Valerij Zálužný oznámil, že za dva dny bylo na Ukrajině mobilizováno téměř 100 000 občanů, z nichž polovinu tvoří vojenské zálohy jednotek územní obrany.
Ruský prezident Vladimir Putin nařídil uvést síly odstrašování Ruské federace (tj. i jaderné) do vysokého stupně pohotovosti. Generální tajemník NATO Jens Stoltenberg tento rozkaz označil za „nebezpečnou rétoriku a nezodpovědné chování“. Ministr zahraničních věcí Česka Jan Lipavský k tomuto rozkazu řekl: „Je to agresivní rétorika a velmi nebezpečné chování. Považuji to za naprosto nepřijatelné.“
Předsedkyně Evropské unie Ursula von der Leyen oznámila, že Evropská unie zaplatí a pošle zbraně pro Ukrajinu a uzavře svůj vzdušný prostor ruským letadlům, včetně soukromých. Součástí vojenské pomoci EU budou i stíhací letadla.

### 28. únor

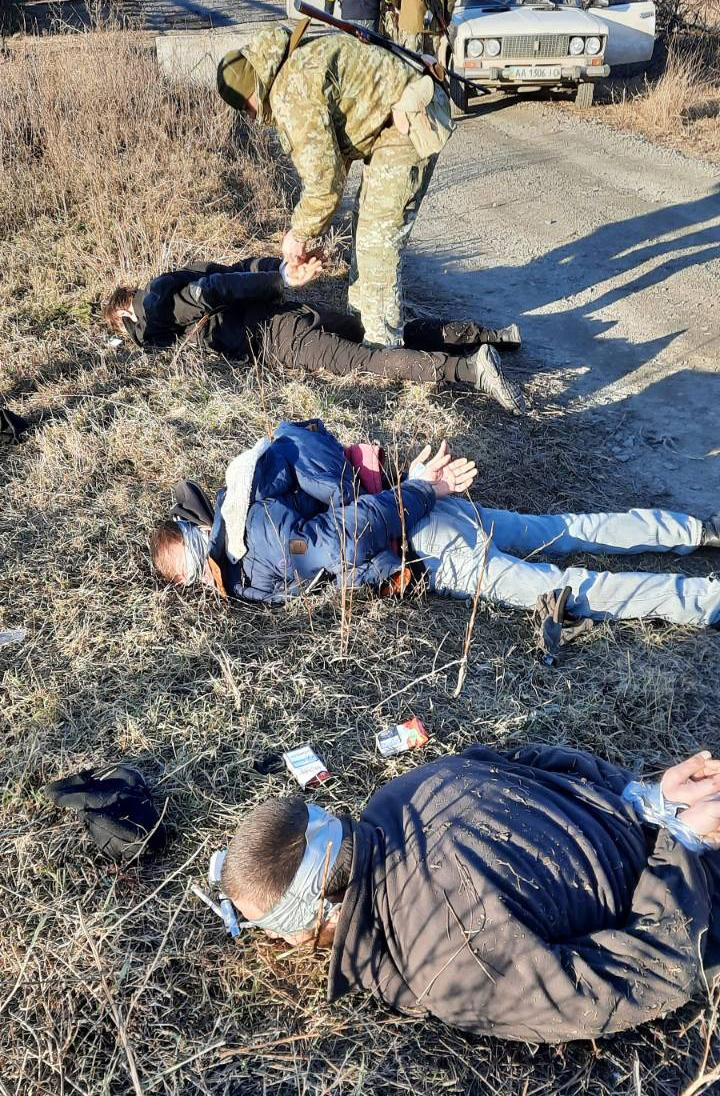
Zatčení podezřelí proruští sabotéři

Evropská unie nabídla Ukrajině stíhačky ruské výroby, které má ve výzbroji Bulharsko nebo Slovensko. Podle nejmenovaného představitele bude mít armáda napadeného státu stíhačky k dispozici do hodiny.
Podle ukrajinského ministerstva zdravotnictví bylo od začátku ruského útoku na Ukrajinu zabito 352 civilistů, z toho 14 dětí, zraněno 1 684 osob, z toho 116 dětí.
The Times uvedly, že ukrajinská vláda má od soboty 26. února informace o tom, že v Kyjevě působí přes 400 žoldnéřů ruské Vagnerovy skupiny s cílem zabít prezidenta Zelenského a dalších 23 vysokých ukrajinských představitelů. Celkem má na Ukrajině působit 2000 až 4000 vagnerovců a o plánech měli být z ruské strany informováni už v prosinci 2021.
Rada bezpečnosti OSN svolala valné shromáždění OSN. Mezinárodní koalice pro demokratickou obnovu Forum 2000 ve své výzvě apeluje na Radu bezpečnosti a Radu pro lidská práva, aby ruskou agresi co nejdůrazněji odsoudily a nadále se touto záležitostí zabývaly. V případě, že Rusko využije svého práva veta, vyzývá Valné shromáždění OSN, aby svolalo mimořádné zasedání a využilo své subsidiární odpovědnosti podle zásady „Jednota pro mír“ k přehlasování ruského veta a uložilo výše uvedené sankce s využitím své autority nejvyššího a univerzálního orgánu OSN.

## Březen 2022
V polovině března předložilo Rusko Ukrajině návrh mírové dohody, kterou připravilo už před zahájením útoku. Podle polského diplomata Jakuba Kumocha, který se zúčastnil mírových jednání mezi Moskvou a Kyjevem, byla ruská dohoda pro Ukrajinu ponižující a předem počítala s kapitulací Ukrajiny a ztrátou území, za což ale zároveň nenabízela žádné reálné záruky.

### 1. březen

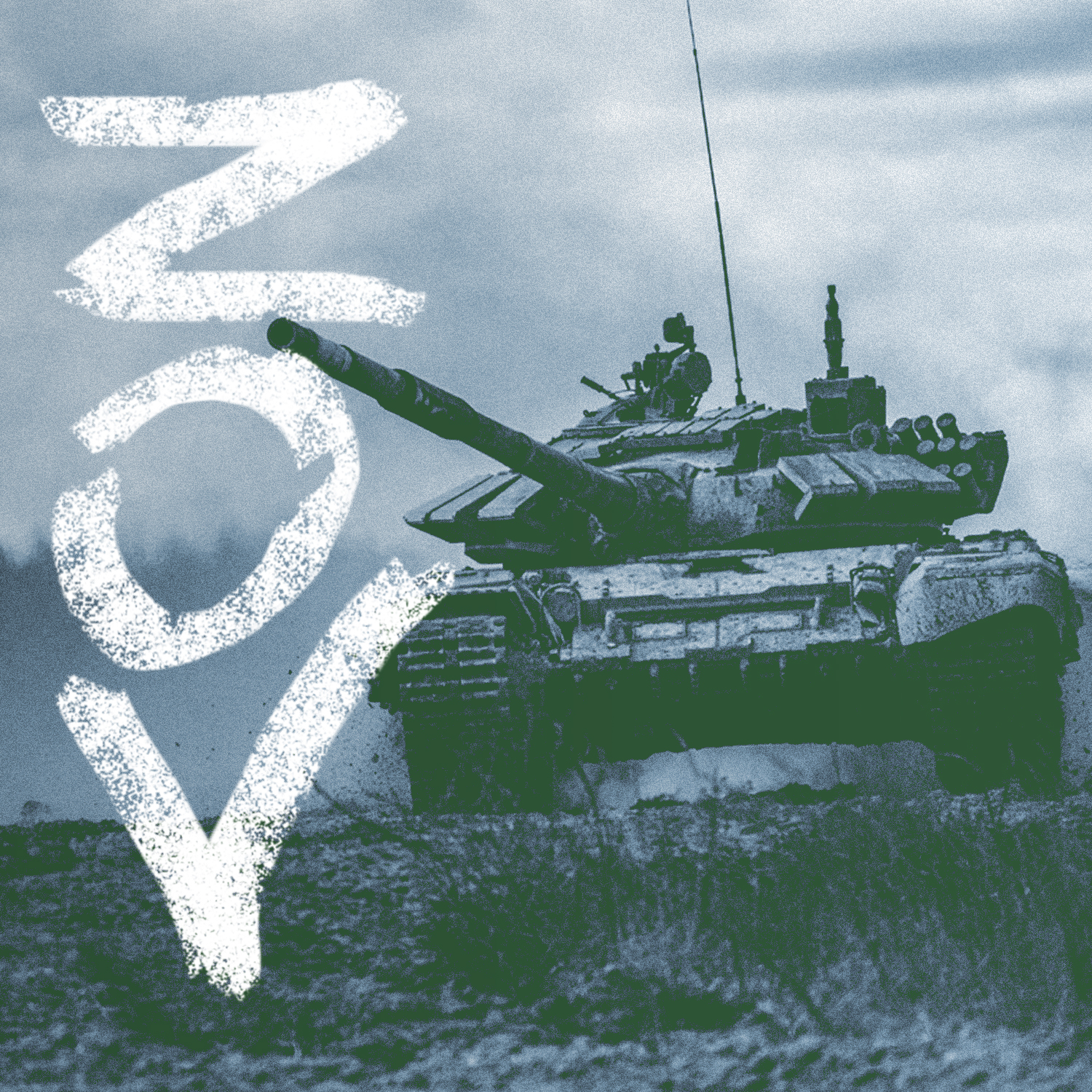
Označení ruské invazní vojenské techniky (dle ukrajinské armády):
Z – jednotky postupující z Ruska (východní vojenský okruh)
Z (v rámečku) – jednotky postupující z Krymu
O – jednotky postupující z Běloruska
V – námořní pěchota
X – Čečenci
A – speciální síly (SOBR, ALFA, SSO)
Ruské vrtulníky mají šedou barvu

Ukrajinská vláda vydala na svých webových stránkách a na stránkách sociálních médií návody na výrobu podomácku vyrobených výbušnin a benzinových bomb. Ukrajinské ministerstvo obrany zároveň zveřejnilo na Twitteru infografiku, v níž upozorňuje na nejslabší místa ruské obrněné techniky a ukazuje civilistům nejlepší místa, kam lze zaútočit zápalnými lahvemi nebo benzinovými bombami.
Odbornice na ekonomickou stabilitu Julia Friedlanderová z Atlantické rady tvrdí, že tvrdé globální sankce proti Rusku „v podstatě vypařily“ jeho aktiva. Tvrdí, že v historii sankcí neexistuje precedens pro to, čemu Moskva nyní čelí. Zástupce poradce Bílého domu pro mezinárodní ekonomiku Daleep Singh prohlásil: „Rusko se ocitá v úplné izolaci od globální ekonomiky, globálního finančního systému a globálních technologií. Pohlíží na zpevnění východního křídla NATO. Vidí Evropu, která se diverzifikuje od ruské energie, a dívá se na Západ, který je energičtější, jednotnější a odhodlanější než kdykoli v období po skončení studené války. Myslíme si, že v určitém okamžiku Putinovi dojde jeho strategické selhání a deeskalace může mít šanci. Do té doby však budeme pokračovat ve zvyšování nákladů.“
Nové satelitní snímky společnosti Maxar Technologies ukazují, že ruský vojenský konvoj, který dorazil na předměstí Kyjeva a skládá se z obrněných vozidel, tanků, taženého dělostřelectva a dalších logistických vozidel, je dlouhý více než 40 kilometrů.
Běloruská armáda podle prezidenta Lukašenka zdvojnásobí počet vojáků na běloruské hranici s Ukrajinou. Podle ukrajinských médií běloruská vojska vstoupila do Černihivské oblasti Ukrajiny. Podle náčelníka běloruského generálního štábu není na území Ukrajiny žádný běloruský voják.
Ukrajinský prezident Volodymyr Zelenskyj se prostřednictvím telemostu spojil s Evropským parlamentem. Ve svém projevu poděkoval za dosavadní podporu a požádal o přijetí Ukrajiny do Evropské unie. Řekl, že Ukrajinci „bojují také za to, aby byli rovnoprávnými členy Evropy. Věřím, že dnes všem ukazujeme, že takoví jsme.“ K europoslancům promluvil také předseda Ukrajinského parlamentu Ruslan Stefančuk.
Generální štáb ukrajinských ozbrojených sil 1. března k 6. hodině ranní evidoval 5 710 zabitých a 200 zajatých ruských vojáků. Bylo zničeno 198 nepřátelských tanků, 29 letounů, 29 vrtulníků, 77 dělostřeleckých systémů, 846 obrněných vozidel, 7 zařízení protivzdušné obrany a další. Údaje jsou vzhledem k vysoké intenzitě bojů přibližné. V Černém moři je již třetí den bouře, která brání ruskému výsadku ve vylodění. Rusko již použilo asi dvě třetiny svých raket a intenzita ruských raketových úderů se snížila. Podle Oleksije Arestovyče, poradce vedoucího prezidentské kanceláře, je situace na Ukrajině stále pod kontrolou.
Šéf ukrajinské bezpečnostní rady Oleksij Danilov oznámil, že díky informacím agentů ruské tajné služby FSB, kteří odmítají podílet se na agresi proti Ukrajině, ukrajinské bezpečnostní složky vypátraly a zlikvidovaly elitní bojovníky čečenského vůdce Ramzana Kadyrova, kteří plánovali vraždu ukrajinského prezidenta Volodymyra Zelenského.
Podle amerických zdrojů se postup ruských vojsk ke Kyjevu zastavil pro problémy se zásobováním jednotek palivem a jídlem. Významnou část ruských jednotek tvoří mladí rekruti, kteří jsou nedostatečně vycvičení pro rozsáhlou ofenzívu. Ruští vojáci mají nízkou morálku a sami poškozují nádrže vozidel nebo se vzdávají Ukrajincům bez boje.
Rusko provedlo raketový útok na televizní věž v Kyjevě, který si vyžádal 5 obětí na životech a přerušení vysílání ukrajinských televizních kanálů, a ruská raketa dopadla i do areálu památníku masakru v Babím Jaru.

### 2. březen

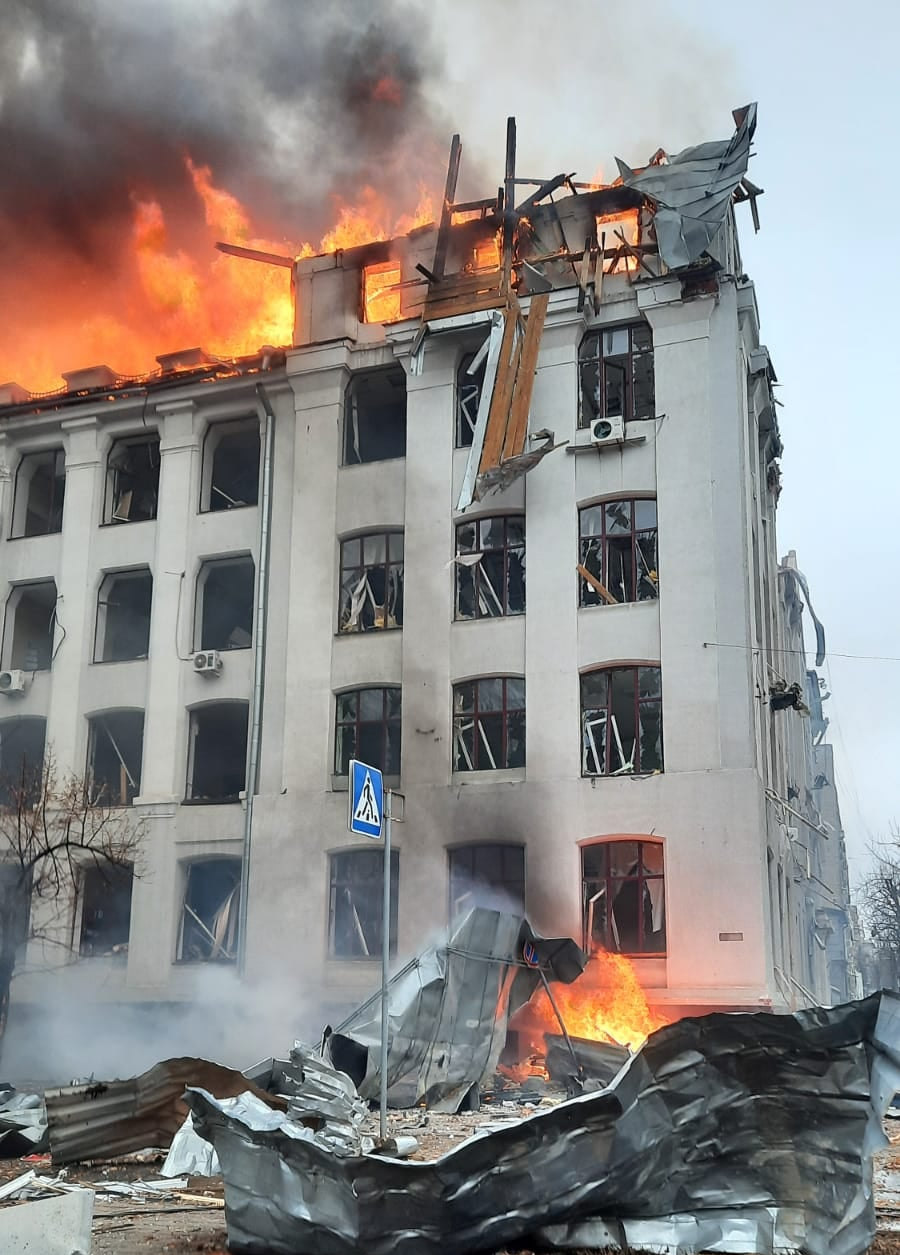
Budova ekonomické fakulty v Charkově po zásahu ruskou raketou, 2.3.2022

Dle ukrajinských zdrojů v časných ranních hodinách přistál v Charkově ruský výsadek a zapojil se do bojů. Měla být napadena i vojenská nemocnice. Celkem zde již zemřelo 21 lidí a stovky jsou zraněny.
Na Ukrajině působí ruští agenti. Příslušníci Bezpečnostní služby Ukrajiny, specializované prokuratury a frankivské policie zadrželi muže, který se 22. února ubytoval v motelu poblíž vojenského letiště, předal ruské straně souřadnice a po ruském raketovém útoku, který 24. února zničil letiště a sklad pohonných hmot, ohlásil výsledek úderu. Muži hrozí 15 let vězení.
Město Cherson bylo 2. března 2022 při bitvě o Cherson obsazeno ruskými vojsky, která se zde setkala s odporem místních obyvatel, ti například blokovali průjezd ruské vojenské kolony a probíhají zde výrazné protesty proti ruské okupaci. Také zde již byly hlášeny případy znásilnění ze strany okupantů, tomu zde mělo padnout za oběť již jedenáct žen, z nichž jen pět přežilo. Mezi oběťmi je i sedmnáctiletá dívka.
Ve městě Enerhodar stovky obyvatel zablokovaly průjezd ruských vozidel. Zaměstnanci Záporožské jaderné elektrárny se shromáždili, aby zabránili ruské armádě v obsazení elektrárny. Střela s plochou dráhou letu zasáhla okresní nemocnici v Černihivu.
Podle ukrajinských sociologů 88 % Ukrajinců věří, že Ukrajina bude schopna odrazit útok Ruska. 98 % respondentů podporuje činnost ukrajinských ozbrojených sil, 93 % podporuje činnost prezidenta Zelenského, 84 % podporuje činnost místních starostů. Na 80 % respondentů uvedlo, že jsou připraveni bránit celistvost Ukrajiny se zbraní v ruce. Ve srovnání s předválečnou dobou se toto číslo výrazně zvýšilo (v roce 2020 – 59 %). Podpora vstupu Ukrajiny do Evropské unie a NATO je nejvyšší v historii průzkumů: 86 % respondentů podporuje vstup Ukrajiny do EU, 76 % pak členství v NATO. Ve srovnání s předválečným obdobím se podpora vstupu do EU a NATO zvýšila o více než 20 procentních bodů. Z hlediska věku je podpora vstupu Ukrajiny do EU a NATO ve všech kategoriích jednoznačná.
Ztráty ruských vojsk ke 2. březnu podle ukrajinských zdrojů: 7000 osob, 30 letadel, 31 vrtulníků, kolem 211 tanků, 862 bojových obrněných vozidel, 85 dělostřeleckých systémů, 9 protiletadlových systémů, 40 MLRS (obrněný salvový raketomet), 60 cisteren, 3 drony operační a taktické úrovně, 2 lehké rychlé čluny, 355 vozidel.
Americký prezident Joe Biden přednesl v Kongresu svou Zprávu o stavu Unie. V projevu mimo jiné oznámil, že Spojené státy se připojují k několika dalším zemím a uzavírají svůj vzdušný prostor pro ruská letadla. Varoval také tamní oligarchy, že ministerstvo spravedlnosti sestavuje pracovní skupinu, která bude vyšetřovat případné zločiny, jichž se dopustili. „Spojíme se s našimi evropskými spojenci, abychom našli a zabavili vaše jachty, vaše luxusní byty, vaše soukromá letadla,“ řekl. „Přijdeme si pro vaše nepoctivé zisky.“ „(Putin) si myslel, že může vjet na Ukrajinu a svět se převrátí. Místo toho narazil na hradbu síly, kterou nikdy nečekal ani si ji nedokázal představit: setkal se s ukrajinským lidem,“ řekl.
Čínský ministr zahraničí Wang I po telefonátu se svým ukrajinským protějškem Dmytrem Kulebou označil situaci na Ukrajině za válku, nikoliv „speciální vojenskou operaci“, jak o konfliktu hovoří Rusko. Čína se nabídla jako prostředník mezi Ukrajinou a Ruskem.
Mimořádné zasedání Valného shromáždění OSN po více než dvoudenní rozpravě přijalo poměrem 141 ku 5 hlasům rezoluci, v níž ostře odsuzuje ruskou invazi na Ukrajinu, požaduje okamžité ukončení bojů a stažení ruských vojáků. Zdrželo se jen 35 států, mezi nimi i Čína.
Generální ředitel WHO Tedros Adhanom Ghebreyesus požádal o vytvoření „humanitárního koridoru“ pro oběti ruské agrese na Ukrajině.
Ministerstvo obrany Ukrajiny získalo dokumenty, které zanechali ustupující ruští vojáci, ze kterých vyplývá, že útok na Ukrajinu byl plánován od 18. ledna a měl se uskutečnit po 20. únoru 2022. Ukrajinské síly zničily velitelské stanoviště ruských vojsk v obci Dytiatky v Kyjevské oblasti. Velitel stanoviště, generálmajor Serhij Nirkov, náčelník štábu 36. armády Východního vojenského okruhu Ruské federace, uprchl do Běloruska. Poprvé po sedmi dnech bojů přešly ukrajinské jednotky do protiútoku na východě Ukrajiny u obce Horlivka. Při leteckém střetu nad Kyjevem sestřelily ukrajinské stíhačky a protiletecká obrana dva ruské Su-35S.
Záchranáři a dobrovolníci evakuovali více než dvě stovky obyvatel Boroďanky v Kyjevské oblasti, kde byli lidé dva dny uvězněni pod troskami budov, ve sklepích a suterénech po ruském bombardování. Při ostřelování Kyjeva dopadly do blízkosti tamního nádraží trosky sestřelené ruské rakety s plochou dráhou letu. Při ostřelování Charkova byla také poškozena Uspenská katedrála.
Ukrajinští vojáci s podporou letadel zničili kolony vojenské techniky, tři letadla, dva vrtulníky a ruskou živou sílu v Kyjevské, Sumské, Černihovské a Charkovské oblasti.

### 3. březen

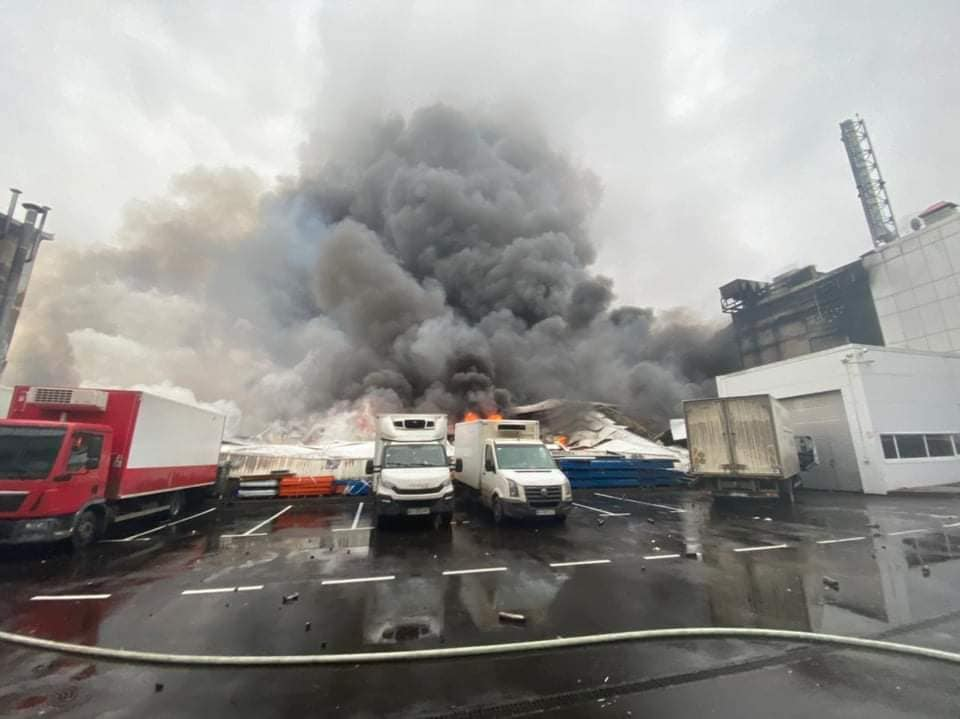
Požár továrny na stavební pěnu po ostřelování osady Čajky, 3. března

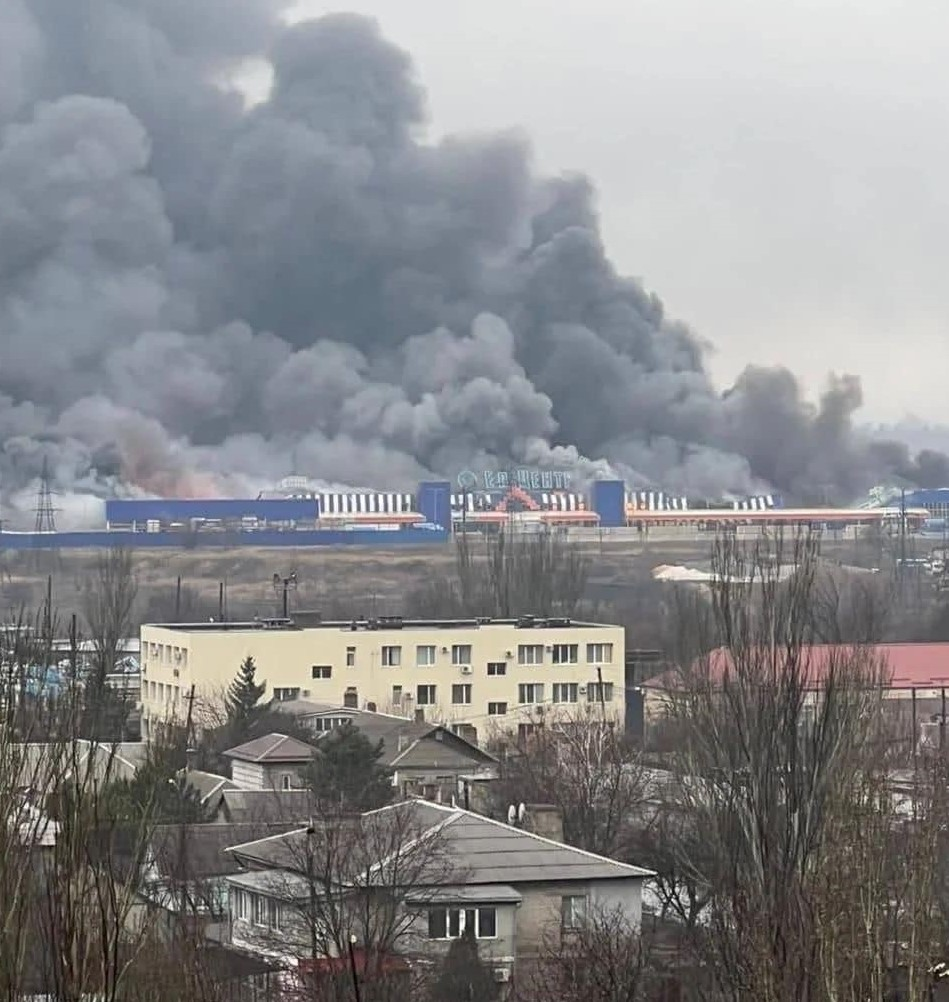
Požár v ostřelovaném Mariupolu, 3. března

Při ruském ostřelování Charkova zahynula zástupkyně Organizace pro bezpečnost a spolupráci v Evropě na Ukrajině Maryna Fenina.
Ukrajinský prezident Volodymyr Zelenskyj prohlásil, že morálka ruských vojáků se hroutí. „Naše armáda, naši pohraničníci, naše teritoriální obrana, dokonce i obyčejní zemědělci denně zatýkají ruské vojáky. A všichni zajatci říkají jen jedno: nevědí, proč jsou tady“. Když okupanti rabují obchody a snaží se sehnat potraviny, lidé je vyhánějí. Neozbrojení Ukrajinci blokují průjezd ruských vojenských vozidel. „Naše armáda dělá vše pro to, aby nepřítele zcela zlomila. Devět tisíc zabitých Rusů za jeden týden,“ řekl Zelenskyj.
Bývalý americký generál David Petraeus tvrdí, že Rusko by mělo absolutní převahu ve vzduchu nad Ukrajinou, kdyby jí Západ včas neposlal zbraně, zásoby a rakety protivzdušné obrany. Podle něj četné ověřené zprávy o sestřelených letadlech naznačují, že ruské síly utrpěly „velmi významné ztráty“. Podrobný seznam konkrétních typů zničených a ukořistěných vozidel a vybavení obou stran pravidelně aktualizuje turecký web Oryx a vše dokládá fotodokumentací. V tomto seznamu ukořistěná nebo ruskými vojáky opuštěná vojenská technika převyšuje dokonce počty zničené nebo poškozené techniky. Zvláštní stránka je věnována cílům zničeným tureckými drony Bayraktar TB2, doložená snímkováním z dronů nebo satelitů.
Prezident Volodymyr Zelenskyj oznámil ve svém projevu, že vláda připravila program zvláštní pomoci pro všechny Ukrajince, kteří kvůli válce přišli o práci. Lidé, kterým Rusko vzalo možnost pracovat, dostanou 6,5 tisíce hřiven. Kromě toho důchodci v březnu obdrží 14% valorizované důchody.
Rusko přiznalo, že od 24. února padlo 498 ruských vojáků a dalších 1597 jich utrpělo zranění. Tyto oficiálně přiznané ztráty za pouhý týden bojů (americké zdroje udávají počty kolem 2000, ukrajinské až 7000) jsou řádově vyšší než ztráty v čečenské válce. Snahu Ruska rychle zakrýt ztráty v poli dokumentuje i fakt, že za vojsky se přesouvala k hranicím Ukrajiny i mobilní krematoria.
Ve dvoudenní bitvě o Voznesensk ukrajinské síly dobrovolníků i profesionálů zlikvidovaly 2. a 3. března většinu ruského taktického praporu, který na místě zanechal téměř 30 ze 43 vozidel a sestřelený bojový vrtulník Mi-24. Obránci měli proti ruské přesile jen granátomety, střely Javelin a pomoc dělostřelectva. Ruská ofenziva na Voznesensk byla vedena od Mykolajivu a Chersonu, ale ukrajinským ženistům se podařilo vyhodit do povětří železniční a silniční most. Pozice ruských tanků a minometů hlásili dobrovolníci teritoriální obrany ukrajinským dělostřelcům, kterým se podařilo část tanků zničit a další zasáhli pěší vojáci ručními protitankovými zbraněmi. Rusové při ústupu zanechali na místě asi 15 provozuschopných tanků a jiných vozidel a množství munice. V bitvě padlo asi 100 ruských vojáků a zemřelo 12 civilistů.

### 4. březen

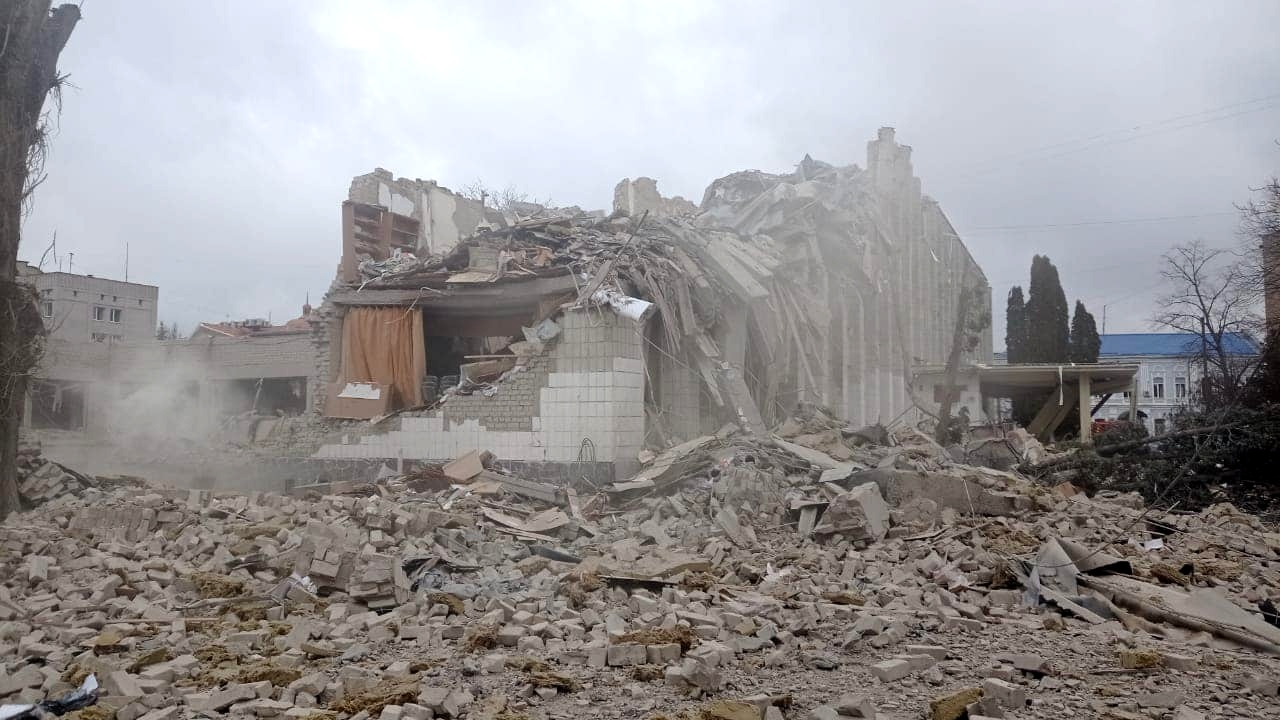
Škola v Žytomyru zničená leteckým útokem v ranních hodinách 4. března

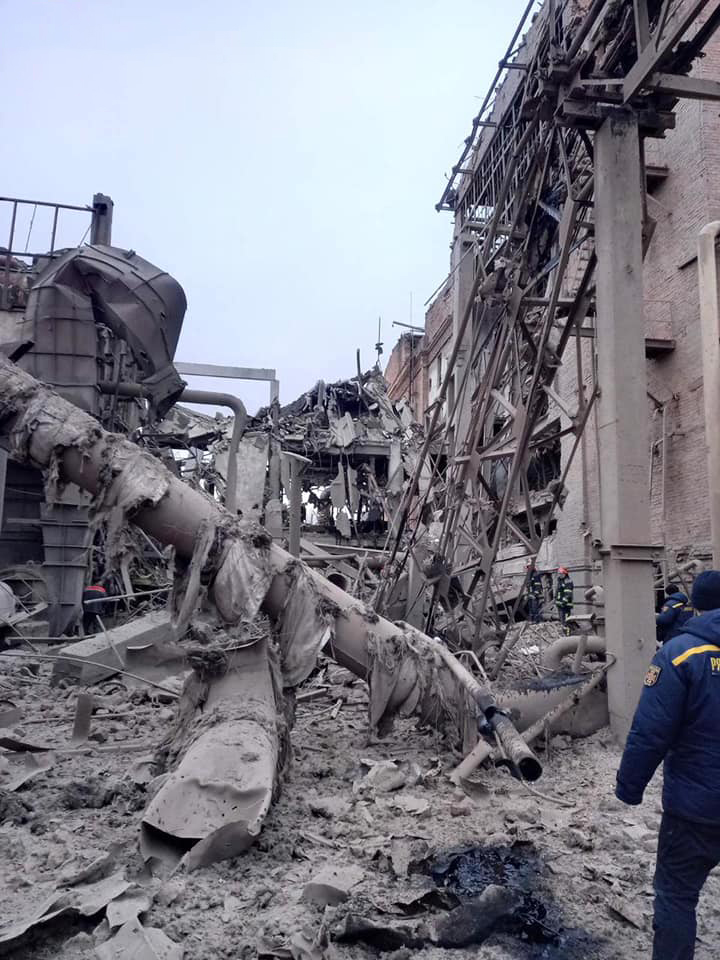
Zničená elektrárna a teplárna v Ochtyrce, 4. března

Podle předsedy Mykolajivské oblastní správy Vitalije Kima „Ukrajinci, kteří pronásledovali ruskou kolonu po celém regionu v Mykolajivské oblasti, zničili na strategické základně ruské armády v Kujbyševe 245 kusů techniky, 30 vrtulníků, mnoho obrněných transportérů, pohonných hmot a personálu. Na ukrajinské straně jsou nulové ztráty.“
Brzy ráno Rusové více než hodinu ostřelovali Záporožskou jadernou elektrárnu (největší jadernou elektrárnu v Evropě), střelba způsobila požár v pětipatrové výcvikové budově. Hasiči se zpočátku kvůli pokračujícímu ostřelování nemohli k požáru dostat. Ukrajinský ministr zahraničí Dmytro Kuleba varoval, že pokud Záporožská jaderná elektrárna vybuchne, bude to desetkrát horší než Černobyl. Hasiči nakonec požár uhasili, takže se nerozšířil na další budovy a zařízení. Podle mluvčího tiskové služby jaderné elektrárny Andreje Tuze nehrozí žádné nebezpečí šíření radiace. Vzhledem k závažnosti situace Mezinárodní agentura pro atomovou energii (MAAE) vyzvala k ukončení bojů u jaderné elektrárny. K útoku se vyjádřila i česká jaderná fyzička Dana Drábová, předsedkyně Státního úřadu pro jadernou bezpečnost, podle níž ruští vojáci porušili ženevské konvence, neboť tím ohrozili civilní obyvatelstvo. Nakonec ruští vojáci alespoň umožnili výměnu směn ukrajinských pracovníků, kteří elektrárnu odstavili z provozu.
Ruské vojsko obsadilo i sousední Záporožskou tepelnou elektrárnu (druhou největší elektrárnu na Ukrajině), která na rozdíl od nedaleké jaderné elektrárny nebyla nijak poškozena. Pracovníci této i dalších elektráren se snaží zvýšenou výrobou aspoň zčásti nahradit výpadky ve výrobě elektřiny způsobené odstavením Záporožské jaderné elektrárny, jakož i dalších tepelných elektráren na Ukrajině, které rovněž musely přerušit výrobu (např. Luhanská tepelná elektrárna musela být odstavena již 21. února a 22. února byla pod soustavnou palbou).
Bylo potvrzeno, že během bojů na Ukrajině zastřelil ukrajinský odstřelovač ruského generálmajora Andreje Suchověckého, který byl velitelem elitní 7. výsadkové divize a zástupcem velitele 41. vševojskové armády spadající pod ruský Střední vojenský okruh. Suchověckij byl respektovaný voják a velitel, který se zúčastnil bojů na Kavkaze i v Sýrii, za svou účast v invazi na Krym v roce 2014 obdržel vyznamenání. Jeho smrt potvrdila ruská media i Vladimir Putin.
Ztráty ruské armády ke 4. březnu činí podle ukrajinských zdrojů přibližně: 9166 osob, 251 tanků, 939 obrněných bojových vozidel, 105 dělostřeleckých systémů, 50 salvových raketometů, 18 prostředků protivzdušné obrany, 404 motorových vozidel, 2 lehké rychlé čluny, 60 palivových cisteren, 3 bezpilotní letadla operační a taktické úrovně. Zničeno bylo také asi 33 letadel a 37 vrtulníků.
Ministerstvo obrany Ukrajiny vyzvalo Ukrajince k totálnímu lidovému odporu proti ruské armádě: k útoku na týlové ruské kolony s municí, palivem a zásobami jednoduchými prostředky, jako jsou pokácené stromy a zápalné lahve. „Zablokujeme týlové zásobování – za několik dní ukončíme válku,“ vyzvalo ministerstvo. Ukrajinci sestřelili ruský Su-25 a poblíž obce Baštanka ukořistila ukrajinská armáda spolu s místními obyvateli ruský protiletadlový raketový komplet Pancir-S1.
Na páteční tiskové konferenci uvedl člen ukrajinské delegace pro vyjednávací proces s Ruskem David Arahamia, že „Rusko bere vyjednávací proces vážně a dokonce ho urychluje. Spěchá, protože celá tato situace vlastně poškozuje obraz Ruska v očích světa.“ Ukrajinská delegace doufá v urychlené plnění dohod o evakuaci a humanitárních koridorech, protože na Ukrajině je mnoho zahraničních studentů z Indie a Číny a velvyslanectví těchto zemí vyvíjejí na Rusko tlak.
Ukrajinská armáda vyzvala občany, aby darovali hobby drony a přihlásili se jako zkušení piloti k jejich obsluze. Ti vytvářejí dobrovolnické jednotky dronů, aby pomohli své zemi odrazit ruskou invazi.

### 5. březen

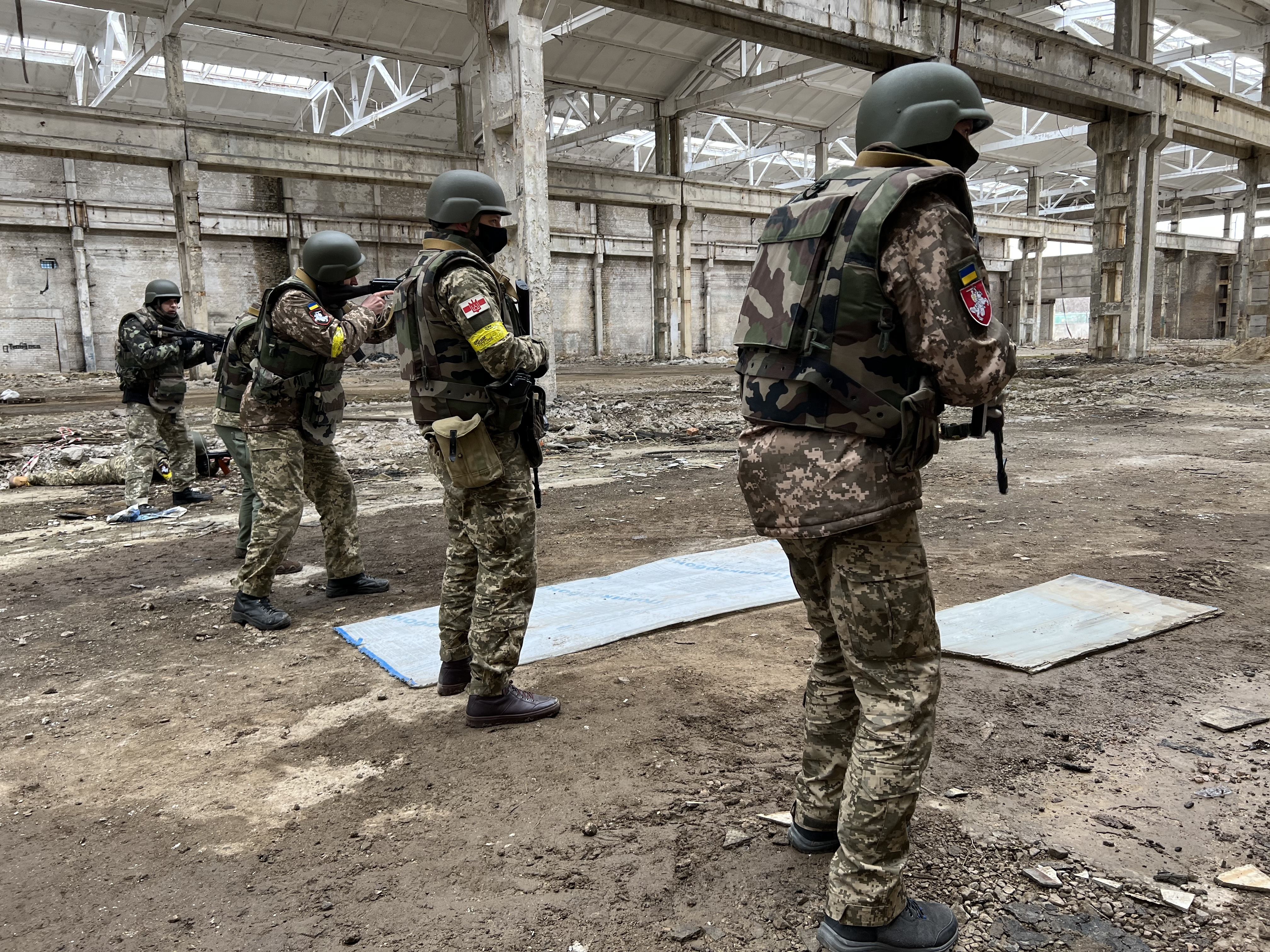
Běloruský regiment Kastus Kalinouski bojující na ukrajinské straně

Tajemník Rady národní bezpečnosti a obrany Oleksij Danilov prohlásil, že ukrajinská rozvědka získala informace o plánu Putina zapojit do invaze na Ukrajinu takzvanou Organizaci smlouvy o kolektivní bezpečnosti (vojensko-politický svaz, který zahrnuje Bělorusko, Arménii, Kazachstán, Kyrgyzstán, Rusko a Tádžikistán).
Americký ministr zahraničí Antony Blinken ocenil „mimořádnou odolnost“ ukrajinského lidu a řekl, že je přesvědčen, že Ukrajina může vyhrát válku s Ruskem. Válka již neprobíhá tak, jak si možná ruský prezident Vladimir Putin naplánoval a pokud je záměrem Moskvy pokusit se nějakým způsobem svrhnout vládu a nastolit svůj loutkový režim, 45 milionů Ukrajinců to tak či onak odmítne.
Ve městech Cherson a Melitopol, která obsadila ruská armáda, masivně protestuje tamní civilní obyvatelstvo. Tisíce lidí s ukrajinskými vlajkami vlastními těly vytlačují hlídkující vojáky a provolávají „Cherson je Ukrajina“.
V Rusku prezident Vladimir Putin odmítl spekulace o zavedení stanného práva. Zároveň prohlásil, že jakýkoli pokus o vyhlášení bezletové zóny nad Ukrajinou bude považován za útok vůči Rusku, na který Moskva okamžitě odpoví. Mladí Rusové, kteří s jeho režimem ani s napadením Ukrajiny nesouhlasí a bojí se návratu poměrů z dob Sovětského svazu, „protestují nohama“ a snaží se zemi opustit přes hranice s Finskem nebo do Turecka. Vlaky do Helsink jsou vyprodané a na hranicích stojí kolony osobních aut. Větší starosti než občanské protesty dělá Putinovi výzva ruského ropného gigantu Lukoil k zastavení invaze.
Denise Kirejeva, člena vyjednávací delegace v Homelu, zastřelila během zatýkání Ukrajinská bezpečnostní služba (SBU). Kirejev byl podezřelý z velezrady. V minulosti zastával vedoucí funkce v několika bankách a měl volný přístup do kanceláře předsedy SBU Ivana Bakanova a náčelníka hlavní správy rozvědky ukrajinského ministerstva obrany Kyrylo Budanova. O jeho zradě měla ukrajinská služba jasné důkazy, včetně odposlechů telefonických hovorů. Kirejev byl pohřben na kyjevském hřbitově Bajkove, kde má sochu v životní velikosti. Další informace byly zveřejněné v březnu 2024.
Ukrajinské síly stále disponují prostředky protivzdušné obrany. V Mykolajivské oblasti námořní pěchota společně s vojáky z operačního velitelství „Jih“ sestřelila 4 vrtulníky nepřítele. Ukrajinská armáda sestřelila ruský letoun Suchoj Su-34, který bombardoval Černihiv vysoce explozivními pumami FAB-500, a zveřejnila snímky padáku pilota, který se katapultoval, se zraněním přežil a byl zajat. Druhý pilot zahynul.
Ukrajinská armáda osvobodila přístavní město Mykolajiv a ukořistila ruskou techniku, kterou tam zanechali ustupující vojáci. Při vjezdu do Mykolajiva v sobotu Národní garda a ZSU zničily obrněný vůz okupantů a zajaly 4 rozvědčíky Ruské federace, včetně jednoho důstojníka. Ukrajinský mariňák sestřelil ruskou Su-25 startující z okupovaného Krymu a pilot i navigátor byli zajati.
Ministerstvo zahraničí Kypru informovalo Rusko verbální nótou, že vzhledem k neutěšenému vývoji na Ukrajině je pozastavena vzájemná dohoda o povolení kotvení ruských lodí. Kypr zakázal přistát pěti ruským válečným lodím, které tam plánovaly doplnit palivo.
Během deseti dnů války se do složek teritoriální obrany Ukrajiny přihlásilo 100 000 dobrovolníků. Od 24. února 2022 do půlnoci 4. března 2022 zaznamenal Úřad vysokého komisaře OSN pro lidská práva na Ukrajině 1058 mrtvých nebo zraněných civilistů. V Mariupolu v Doněcké oblasti ruské těžké zbraně již šestý den ostřelují obytné oblasti a Rusko tak znemožnilo dohodnutou evakuaci civilistů. V sobotu 5. března přišla ruská armáda o 10 letadel a vrtulníků a sedm pilotů padlo do zajetí. Od začátku války tak ruská armáda utrpěla ztráty 44 letadel a 44 vrtulníků.

### 6. březen

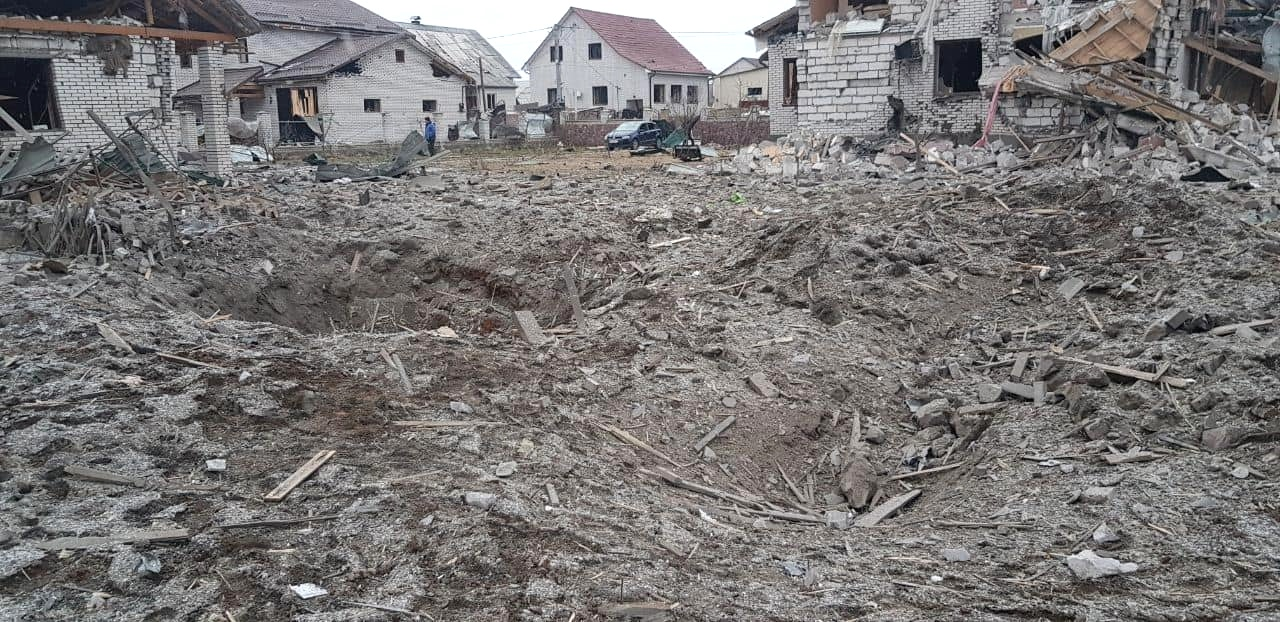
Domy v obci Ovruch zničené ruským ostřelováním

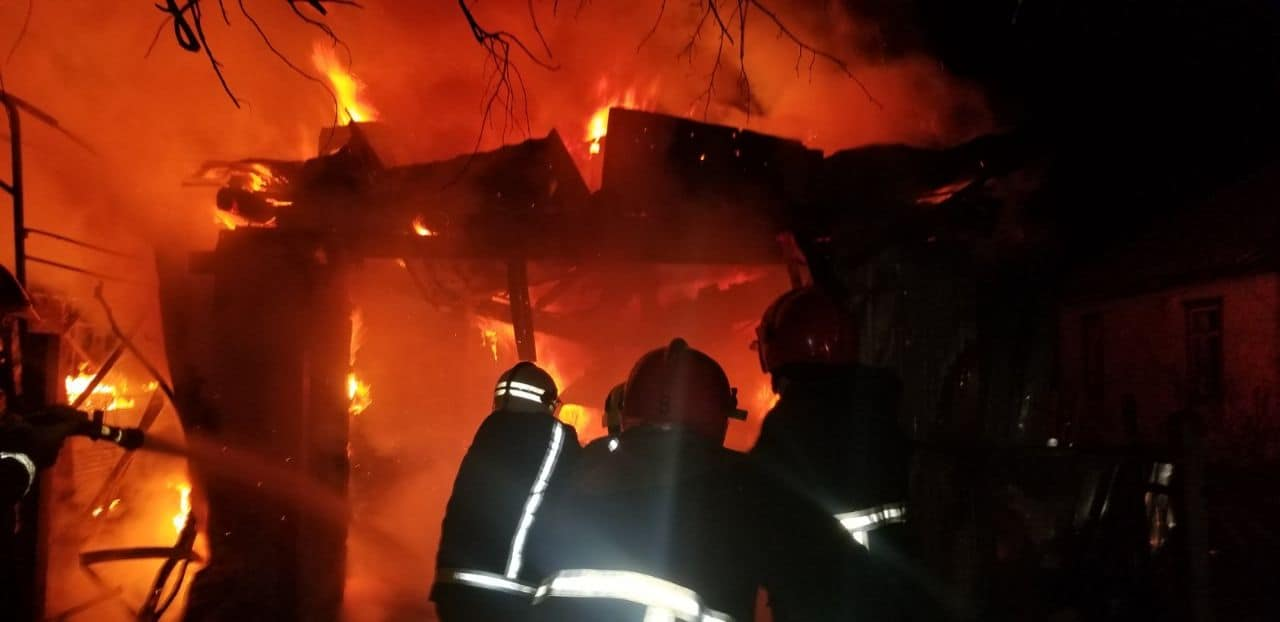
Požár v obci Korosten zničené ruským ostřelováním

Ruská armáda střílela na osvobozené město Mykolajiv ze samohybných raketometů BM-27 Uragan a zranila 14 ukrajinských vojáků a 18 civilistů. Ukrajinští výsadkáři zničili konvoj ruských vojsk, který se přesouval do Dněpropetrovské oblasti z území Charkovské oblasti. U Mykolajiva ukrajinské síly porazily ruskou praporní taktickou skupinu tvořenou bývalými ukrajinskými vojáky, kteří zradili Ukrajinu v roce 2014 při ruské anexi Krymu.
Světová zdravotnická organizace zaznamenala porušení ženevských úmluv, když ruská vojska znemožnila provoz 34 nemocnic po celé Ukrajině. Vesnice Stanova v Sumské oblasti je zcela obsazena ruskou armádou, která zde rozmístila tanky a protiletadlový raketový systém středního dosahu S-300 a obyvatele využívá jako „lidské štíty“. Podle informací zmocněnkyně Nejvyšší rady pro lidská práva Ludmily Denisovové probíhá nucená pasportizace v Novojarsku, Stanycji Luhanské a Muratove, které obsadila ruská vojska. Místním obyvatelům jsou vnuceny pasy nelegální „Luhanské lidové republiky“ se kterými mají požádat o pas Ruské federace. Pasy s ukrajinským občanstvím ničí ozbrojenci „LPR“ před zraky lidí.
Ruské jednotky pálily z raketometů BM-21 Grad na Charkovský fyzikálně-technický institut, kde se nachází výzkumné zařízení s neutronovým zdrojem. Charkovská pobočka Služby bezpečnosti Ukrajiny informuje, že „zničení jaderného výzkumného zařízení spolu s jaderným materiálem mohlo způsobit rozsáhlou ekologickou katastrofu“.
USA, Velká Británie a Kanada vyzvaly své občany, aby opustili Rusko kvůli „nepředvídatelné bezpečnostní situaci“.
V lesním pásu Charkovské oblasti byla rozbita kolona ruských vojenských vozidel. Jsou v ní terénní vozidla „KamAZ“, vojenská obrněná SUV „Tiger“ a náklad munice. Síly Národní gardy a teritoriální obrany Charkova v oblasti Ruska Lozova zničily 4 nepřátelské nákladní vozy s palivem, 3 nákladní vozy GAZ-66, zabavily obrněný automobil „Tiger“. V obci Zavoriči v Kyjevské oblasti zničili bojovníci Sboru rychlého nasazení (CORD) dva ruské tanky.
Bojové ztráty ruské armády od 24. února do 6. března činí podle informací Generálního štábu ukrajinské armády více než 11 tisíc osob. Ruská armáda také ztratila: 285 tanků, 985 obrněných bojových vozidel, 109 dělostřeleckých systémů, 50 vícenásobných raketometů, 21 systémů protivzdušné obrany, 44 letadel, 48 vrtulníků, 447 automobilů, 2 čluny, 60 palivových cisteren, 4 bezpilotní letouny.

### 7. březen

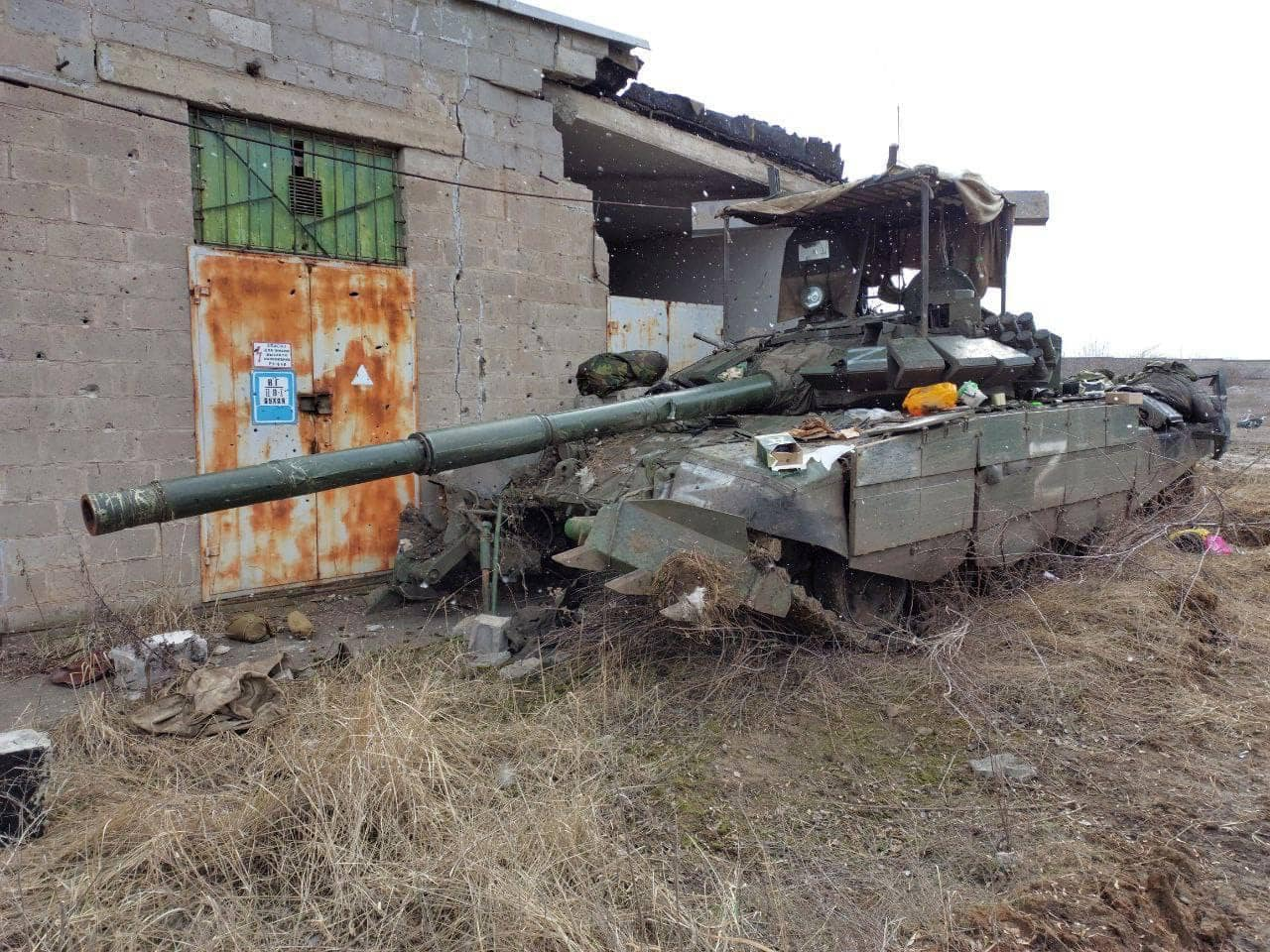
Zničený ruský tank T-72B3 u Mariupolu

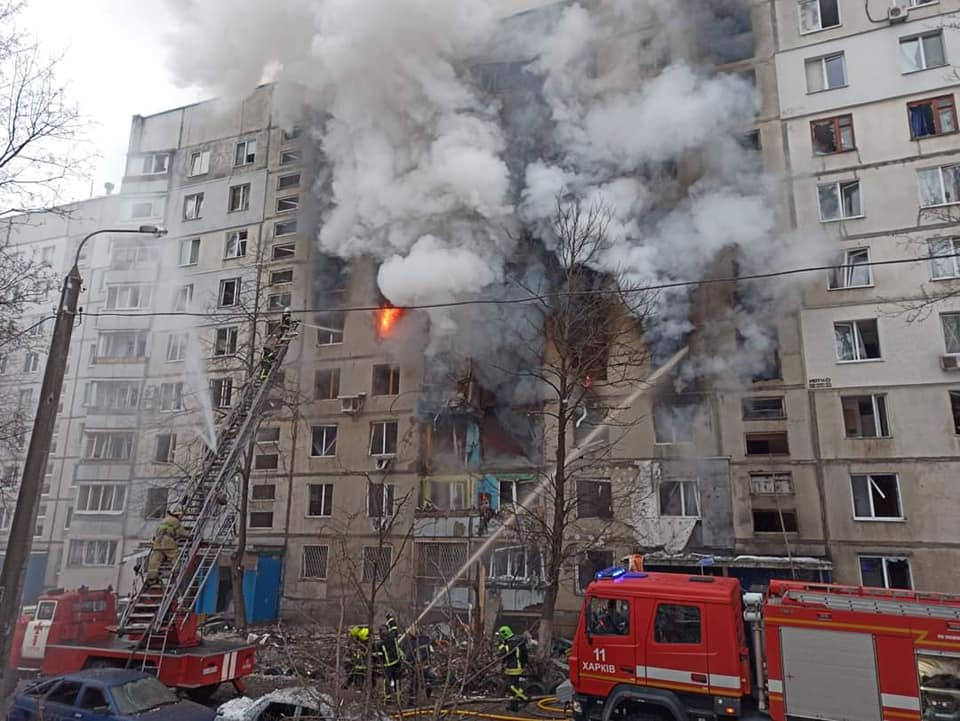
Obytný blok v Charkově po ruském ostřelování, 7. března

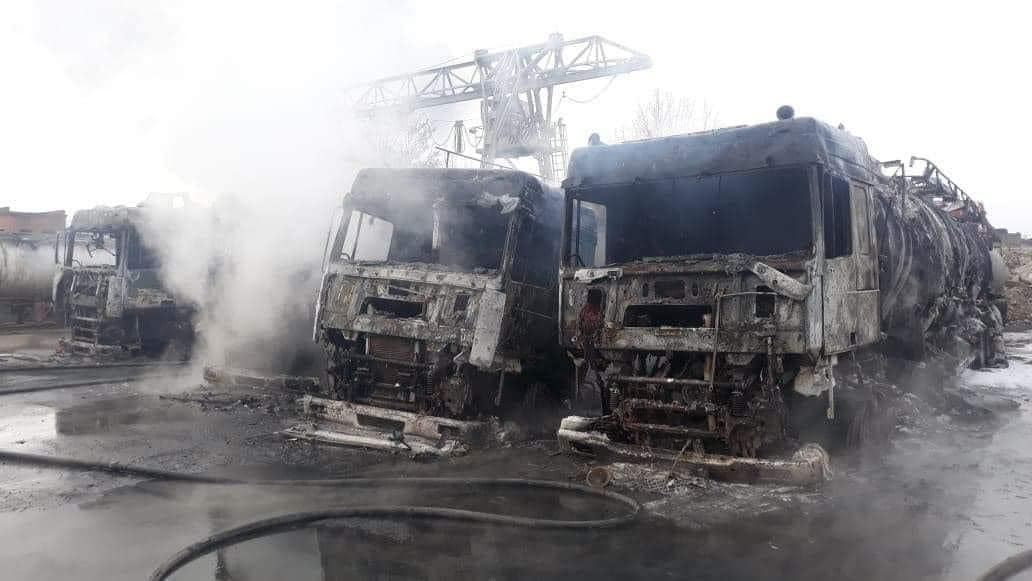
Zničené kamiony u Mykolajiva, 7. března

Ruská vojska zaměřila své úsilí na obklíčení Kyjeva, Charkova, Černihova, Sum a Mykolajivu, na průchody ke správním hranicím v Luhanské a Doněcké oblasti a na vytvoření pozemního koridoru z Krymu do Mariupolu-Novoazovska. Ozbrojené síly Ukrajiny osvobodily město Čuhujiv v Charkovské oblasti, kde je základna ukrajinského letectva. Při útoku zahynul velitel 61. samostatné brigády námořní pěchoty ruských ozbrojených sil podplukovník Dmitrij Safronov a zástupce velitele 11. samostatné výsadkové brigády ruských vzdušně-výsadkových sil podplukovník Denis Glebov. V Mykolajivské oblasti ruská armáda střílela z bezprostřední blízkosti na auto švýcarského novináře Guillauma Briqueta a zranila ho v obličeji a na předloktí. Poté ho prohledala, zabavila mu pas, 3 000 eur, osobní věci, přilbu, kamerové záznamy a notebook a nakonec byl propuštěn.
Ukrajinská armáda po tankové bitvě vytlačila Rusy z Mykolajivského letiště. Ruské vojsko podle ukrajinských zdrojů používá při ostřelování Mykolajiva rakety s kazetovou municí. Na přístupech k Mykolajivu ukrajinští vojáci zničili tři nepřátelské kolony a zmocnili se velkého množství munice, kolové techniky a sedmi houfnic D-20.
Tajné služby Ukrajiny tvrdí, že podle výpovědi jednoho ze zajatců, kterého postřelili sami Rusové, měli okupační vojáci rozkaz střílet na prchající civilisty z Kyjeva. Podle Úřadu vysokého komisaře OSN pro lidská práva od začátku války na Ukrajině zemřelo více než 406 civilistů a 801 lidí bylo zraněno.
Rusko plánuje zintenzivnit nálety a provádět raketové a pumové údery na velká ukrajinská města a průmyslovou infrastrukturu. Za tímto účelem jsou letecké jednotky Středního a Východního vojenského okruhu Ruské federace převeleny na území Běloruské republiky.
Podle vysoce postaveného amerického představitele obrany, kterého cituje CNN, Rusko použilo „téměř 100 %“ bojové síly shromážděné na hranicích Ukrajiny a Běloruska. Ten rovněž uvedl, že Rusko vypustilo na území Ukrajiny více než 625 raket a prezident Volodymyr Zelenskyj má dosud k dispozici „naprostou většinu svých letadel“, stejně jako rakety země–vzduch na ochranu ukrajinského vzdušného prostoru.
Ukrajinská cizinecká legie, ve které jsou dobrovolníci ze Spojených států, Velké Británie, Švédska, Litvy, Mexika a z Indie, zaujala pozice poblíž Kyjeva. Ukrajinští vojáci sestřelili nad Kyjevem dvě ruská letadla. Uvedl to vrchní velitel ukrajinských ozbrojených sil Valerij Zalužnyj. Rusko používá těžké bombardéry Tu-95 a Tu-160, které ze vzduchu vypouštějí řízené střely ve Vinnycké oblasti.
Více než 1 133 ukrajinských obcí a 8 074 rozvoden má úplné nebo částečné výpadky proudu. Postiženo je více než 742 000 lidí. Nejsložitější je situace v Doněcké oblasti, kde více než 233 000 odběratelů nemá elektřinu vůbec. Město Mariupol je zcela odříznuto od elektrické sítě.
Ukrajinské jednotky u Charkova zlikvidovaly náčelníka štábu a prvního zástupce velitele 41. armády Centrálního vojenského okruhu Ruské federace – Generálního ředitelství rozvědky Vitalije Gerasimova. Gerasimov se zúčastnil druhé čečenské války (1999–2009), bojoval v Sýrii a v Rusku obdržel medaili za obsazení Krymu. Kromě něj u Charkova zahynulo a bylo zraněno několik dalších vysokých důstojníků ruské armády.
Velení ukrajinské námořní pěchoty informovalo, že během noci ukrajinští vojáci ostřelovali letiště Čornobajivka u Chersonu, které používají ruská okupační vojska, a podařilo se jim zničit třicet nepřátelských vrtulníků, stejně jako živou sílu a techniku.
Podle emeritního profesora válečných studií na londýnské King’s College Sira Lawrence Freedmana je ruská armáda v rozkladu a k dosažení stanovených cílů má dál než na začátku války. Ruské armádě se nepodařilo dobýt žádné velké město a obyvatelstvo obsazených měst zůstává výjimečně loajální Ukrajině a demonstruje proti okupantům. Známý 60 kilometrů dlouhý ruský konvoj je plný vozidel, která se porouchala, byla opuštěna nebo napadena ukrajinskými silami. Logistika selhala, velitelské systémy jsou rozvrácené a vojáci demoralizovaní a vzdávají se. Podle Freedmana „nebýt toho, že Rusko má stále prostředky, jak obyčejným Ukrajincům znepříjemnit život a pomocí své palebné síly zatlačit do bunkrů ty, kteří nemohou utéct, dalo by se říci, že stojí před porážkou“.

### 8. březen

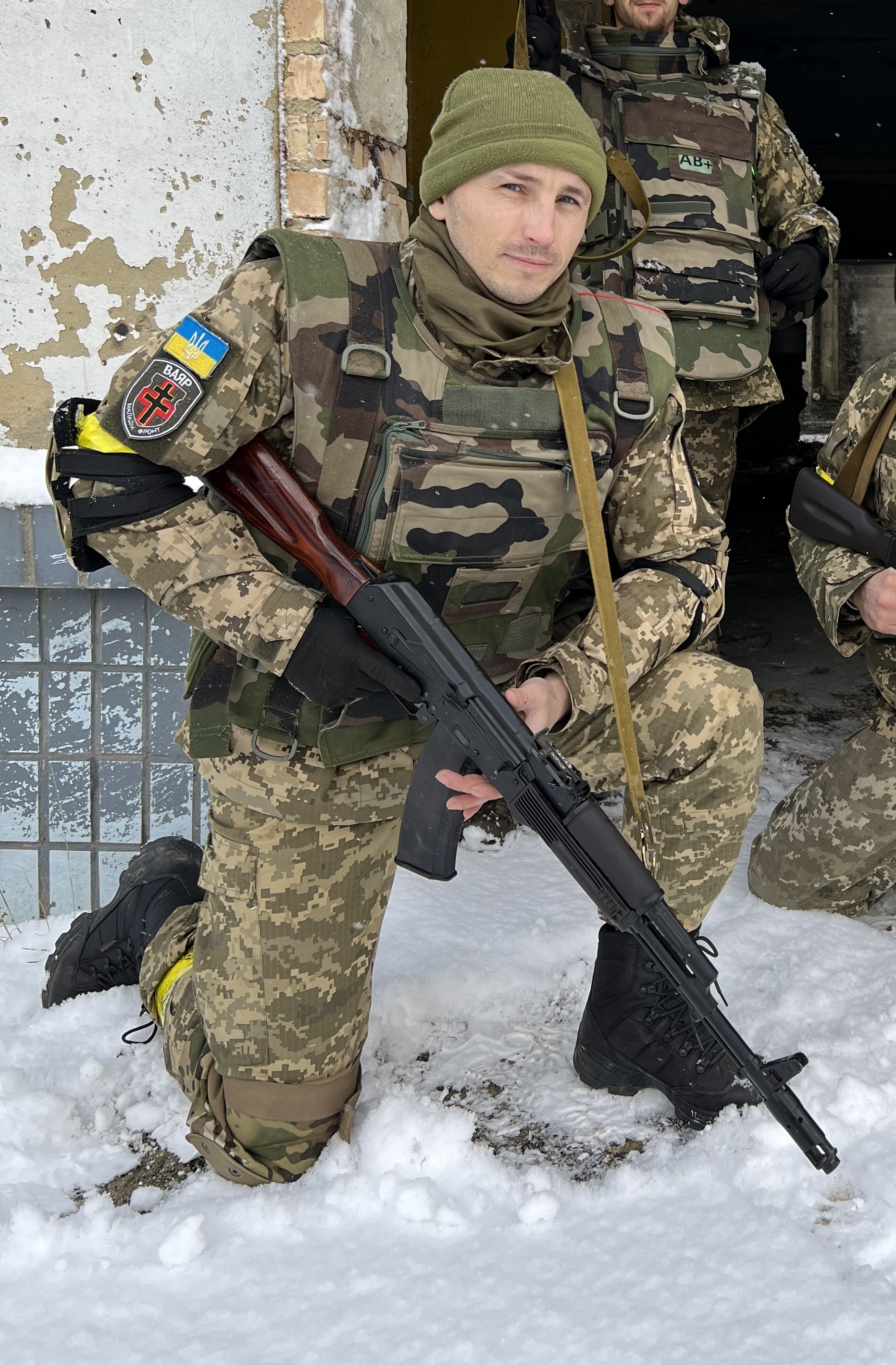
Dzjanis Urbanovič, běloruský regiment Ukrajinské armády

Stále se nedaří naplnit dohody na evakuaci civilistů z ohrožených měst humanitárními koridory. Ukrajina odmítá evakuaci koridory vedoucími na území Ruska či Běloruska, jak je navrhuje Rusko. V úterý 8. března se podařilo úspěšně evakuovat část civilistů ze Sum v Sumské oblasti koridorem do jiného ukrajinského města Poltava. Evakuace z Kyjeva, Černihivu, Charkova či Mariupolu znovu kvůli porušování příměří nebyla možná. Kritická je situace zejména v Mariupolu, město je již deset dní bez elektřiny, vody a plynu, nejsou dodávány žádné potraviny. Na ulicích leží mrtvá těla.
Dvacetitisícovému městu Polohy v Záporožské oblasti, do kterého pronikla ruská vojska, hrozí humanitární katastrofa. Město je šest dní bez tepla, elektřiny, vody, potravin i spojení. Město Ochtyrka v Sumské oblasti, kde žije 50 000 lidí, bylo bombardováno bombami, které po sobě zanechaly dvacetimetrové krátery. Bombardování zničilo budovu městské rady, centrální obchodní dům, tepelnou elektrárnu, rozvody vody a elektřiny a kanalizaci, jsou zde zranění i pohřešovaní lidé. Ukrajinský ministr infrastruktury Oleksandr Kubrakov uvedl, že škody způsobené ruskými vojsky na ukrajinské dopravní infrastruktuře přesáhly 10 miliard USD.
Ruské jednotky jsou demoralizované a stále častěji se uchylují k rabování, násilí, vytváření palebných postavení v obytných oblastech a porušování mezinárodního humanitárního práva. Podle údajů generálního štábu ukrajinské armády ztratila ruská armáda od zahájení invaze 24. února více než 12 000 vojáků, 303 tanků, 1 036 obrněných bojových vozidel, 120 dělostřeleckých systémů, 56 vícenásobných raketometů, 27 prostředků protivzdušné obrany, 48 letadel, 80 vrtulníků, 474 automobilů, 3 čluny, 60 cisteren a 7 dronů.
Podle velitelství ukrajinských vzdušných sil sestřelila ukrajinská armáda během 12 dní bojů desítky ruských balistických raket a střel s plochou dráhou letu, 52 bojových letounů a 69 vrtulníků.
První setkání na vládní úrovni mezi ministry zahraničí Ukrajiny a Ruska Dmytro Kulebou a Sergejem Lavrovem od začátku ruské invaze na Ukrajinu se uskuteční 10. března v turecké Ankaře.
Šéf Mykolajivské oblasti Vitalij Kim ohlásil, že v den výročí 8. března 1943, kdy začalo osvobozování Mykolajivské oblasti od nacistů, zahájí ukrajinská armáda protiofenzivu a osvobodí Mykolajivskou oblast od ruských vojsk.
Polsko oznámilo, že je připraveno okamžitě a bezplatně předat své stíhací letouny MiG-29 americkým silám na letecké základně v Ramsteinu v Německu. Předpokládá se, že tyto letouny by byly následně poskytnuty Ukrajině. Polsko zároveň žádá Spojené státy, aby mu dodaly použitá letadla s podobnými vlastnostmi, mohlo by jít například o stroje F-16. Americká vláda nebyla o polské iniciativě předem informována a návrh zatím zvažuje.
Volodymyr Zelenskyj se stal prvním prezidentem cizí země, který prostřednictvím videohovoru promluvil k poslancům Dolní sněmovny Britského parlamentu. V projevu prohlásil: „Nevzdáme se a neprohrajeme! Půjdeme až do konce. Budeme bojovat na mořích, budeme bojovat ve vzduchu, budeme bránit naši zemi, bez ohledu na cenu. Budeme bojovat v lesích, na polích, na pobřeží, ve městech a vesnicích, na ulicích, budeme bojovat v horách... A chci dodat: budeme bojovat na barikádách, na březích řek Kalmius a Dněpr! My se nevzdáme!“ Požádal britský parlament, aby se dál zpřísňovaly sankce namířené proti Rusku a jeho ekonomice.
Oleksij Arestovyč, poradce náčelníka generálního štábu ukrajinského prezidenta, informoval novináře, že ukrajinská armáda podnikla během posledních 24 hodin sedm protiútoků, při nichž zničila tankovou kolonu u Mariupolu a v zóně operace společných sil jedna z ukrajinských výsadkových jednotek zničila ruskou kolonu.
Podle videa zveřejněného na sociálních sítích byl do ukrajinské Chersonské oblasti z Krymu přesunut devítivozový ruský vojenský obrněný vlak. Geolokaci a autenticitu videa ověřila americká CNN.
Ruský prezident Putin v televizním projevu u příležitosti Mezinárodního dne žen prohlásil, že do bojů na Ukrajině nejsou a ani v budoucnu nebudou nasazeni odvedenci, a také přislíbil, že nedojde k dalšímu povolání rezervistů.

### 9. březen

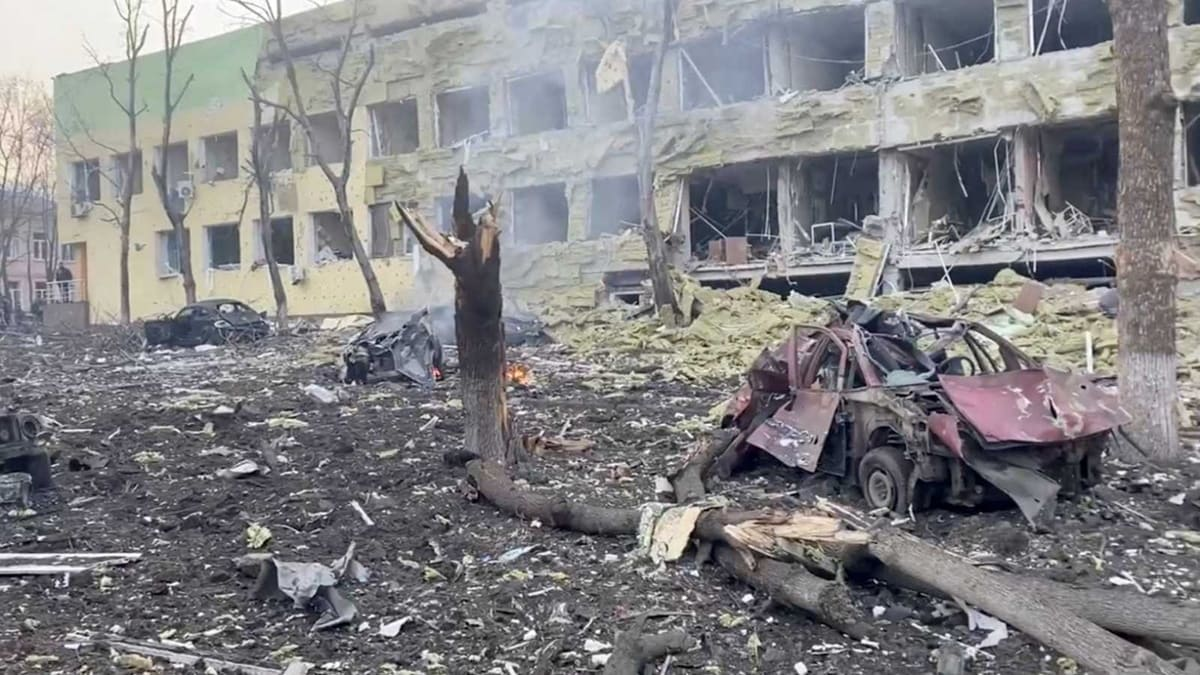
Zničená porodnická klinika v Mariupolu, 9. března

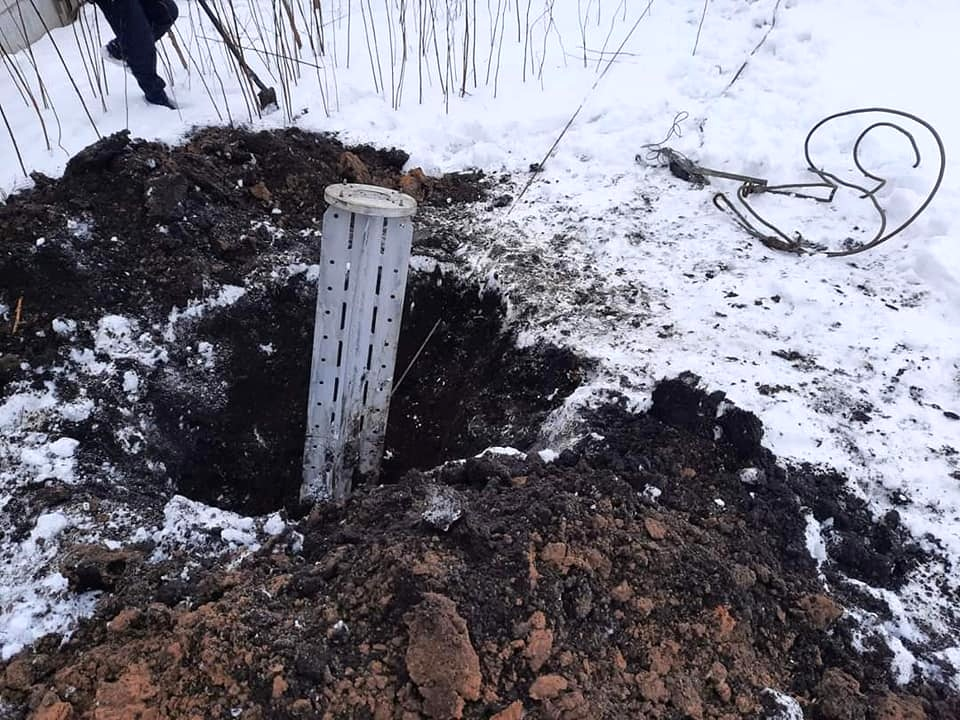
Zbytky ruské střely s kazetovou municí, Charkov, 9. března

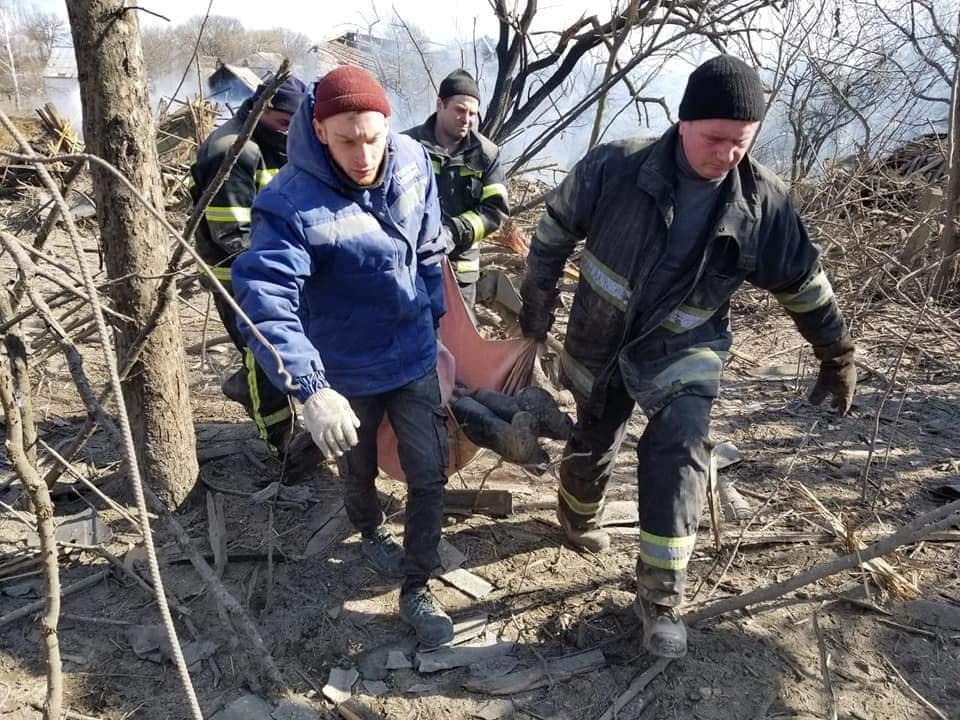
civilní oběť ostřelování, Maliň, 9. března

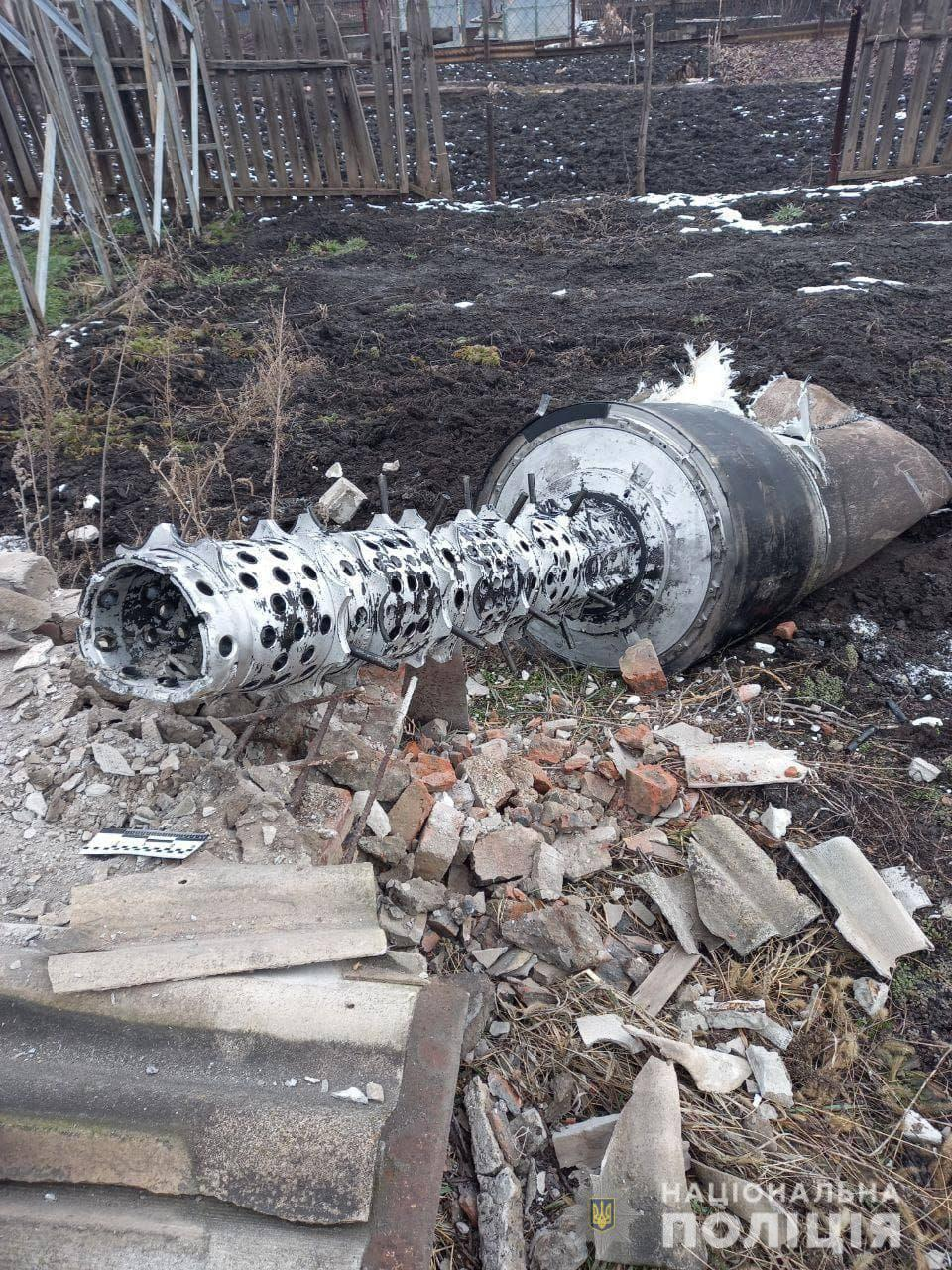
Balistická raketa Iskander v Kramatorsku, 9. března

Situace v 400tisícovém Mariupolu je nadále kritická. Kvůli neustávajícímu ostřelování evakuačního koridoru není možná evakuace obyvatel z města. Ve středu 9. března byla při leteckém útoku zasažena i jedna z místních porodnic a dětská nemocnice. Prvotní informace o dětských obětech se (alespoň prozatím) nepotvrdily, hlášeno je 17 zraněných včetně těhotných žen. Ukrajinský prezident Volodymyr Zelenský označil nálet za zvěrstvo. Podle vedení města zahynulo v Mariupolu od počátku ruské invaze 1170 civilistů. Během středy 9. března bylo pochováno 47 obětí. Za „katastrofální“ označilo situaci ve městě i Rusko, ze selhání evakuace však obvinilo Ukrajinu.
Zaměstnanci Záporožské jaderné elektrárny jsou již 4 dny drženi jako rukojmí. V areálu JE se nachází asi 500 ruských vojáků a 50 jednotek obrněné techniky. Ukrajinský ministr energetiky German Galuščenko prohlásil, že ruská armáda mučí personál elektrárny a donutila vedení elektrárny nahrát prohlášení, které má být použito pro propagandistické účely.
Ukrajinská státní společnost Enerhoatom oznámila, že vlivem bojů v okolí byly přerušeny dodávky elektrického proudu do odstavené Černobylské jaderné elektrárny. Elektřina je potřebná na chlazení vyhořelého jaderného paliva, kterého je v objektech elektrárny uloženo asi 20 000 článků. Pokud by došlo k jejich oteplování, hrozilo by uvolnění radioaktivních látek do životního prostředí. Elektřinu zatím zajišťují dieselové generátory, které vydrží v chodu zhruba 48 hodin. Ministr zahraničí Ukrajiny Dmytro Kuleba žádá Rusko o zastavení palby v oblasti, aby mohlo dojít k opravě poškozeného elektrického vedení. Podle vyjádření Mezinárodní agentury pro atomovou energii (MAAE) však přerušení dodávek elektřiny do odstavené elektrárny nepředstavuje kritický bezpečnostní problém.
Ruské ministerstvo obrany přiznalo, že v jednotkách operujících na území Ukrajiny byli přítomni i vojáci základní služby, přestože prezident Putin den předtím tvrdil opak. Podle ministerstva byli již téměř všichni takoví vojáci staženi zpět na území Ruska.
Díky silné zpravodajské a kontrarozvědné síti se ukrajinským silám podařilo zlikvidovat všechny sabotážní a průzkumné skupiny, které se pokoušely proniknout do vládní čtvrti a spáchat atentát na prezidenta Zelenského. Poradce vedoucího prezidentské kanceláře Mychajlo Podoljak tvrdí, že takových pokusů už bylo více než deset.
Bezpečnostní služba Ukrajiny vyslýchala velitele ruské čety, který byl po invazi zajat. Vypověděl, že jeho jednotky dostaly tři dny na dobytí Charkova, a potvrdil, že byl vydán rozkaz obsadit město Charkov a všechny hlavní silnice a zablokovat všechny východy pro civilisty. Dostal povolení zahájit palbu na obyvatele města v případě odporu.
Z měst Irpinu a Vorzelu v Kyjevské oblasti, obsazených ruskou armádou, bylo evakuováno více než 3 000 lidí. Je mezi nimi několik stovek dětí, starých a vážně nemocných lidí. Ze Sum bylo evakuováno autobusy asi tisíc lidí a dalších 20 000 opustilo město v autech. Z města Izjum bylo za ostřelování ruskými vojsky evakuováno pouze asi 250 lidí, ostatní se skrývají ve zničených domech. Do Záporoží dorazila evakuační kolona 12 autobusů a 100 aut z Enerhodaru, Dniprorudného a Vasylivky. Celkem bylo za posledních 24 hodin evakuováno více než 40 tisíc žen a dětí. V Žytomyru bomba zasáhla kotelnu, která zajišťovala 30 % centrálního vytápění města.
Ukrajinská tisková agentura citovala Petra Andrjuščenka, poradce starosty Mariupolu Vadyma Bojčenka, který uvedl, že ruská armáda provedla cílené bombardování kanceláře Mezinárodního výboru Červeného kříže ve městě. Během blokády a ostřelování bylo podle Andrjuščenka zabito již 1 300 obyvatel Mariupolu.
Boje pokračují v Černihivské oblasti, kde jsou ruské okupační síly obklíčeny a aby se dostaly z obklíčení, střílejí na vlastní jednotky. Obráncům regionu se zde podařilo zničit ruské předsunuté kontrolní stanoviště a několik kolon s kolovými a obrněnými vozidly, což výrazně narušilo ofenzivní plán. Ukrajinské ozbrojené síly osvobodily město Děrgači v Charkovské oblasti od ruských vojsk a zničily přitom dva tanky a dva obrněné transportéry.
Britský list Financial Times s odvoláním na evropské zpravodajské služby a analytiky informoval, že ruské úřady daly Federální bezpečnostní službě pokyn připravit trestné operace v dobytých ukrajinských městech s cílem zlomit odpor civilistů. V Chersonu, kde občané denně protestují s ukrajinskými vlajkami, se ruské policejní síly snaží zavést administrativně-policejní režim a zatkly už 400 civilistů.
Ruské ministerstvo obrany přiznalo, že ruská armáda na Ukrajině využívá raketometné systémy TOS-1A Solncepjok odpalující rakety s termobarickou hlavicí.
Ukrajinský prezident pronesl projev ke 14. dnu války, kde znovu vyzval ruské vojáky, aby opustili Ukrajinu. Apeloval na zachování národní jednoty a odhodlání Ukrajinců ubránit svou zem. Ruským vojákům vzkázal, že budou poraženi i svými vlastními zbraněmi, které zanechali na bojišti. „Stále můžete být zachráněni, pokud prostě odejdete. Nevěřte svým velitelům, když vám říkají, že na Ukrajině máte ještě šanci. Tady na vás nic nečeká. Jen zajetí, jen smrt. Berete naše životy a my bereme ty vaše. A my víme – máme odposlechy – že vaši velitelé už všemu rozumí.“

### 10. březen

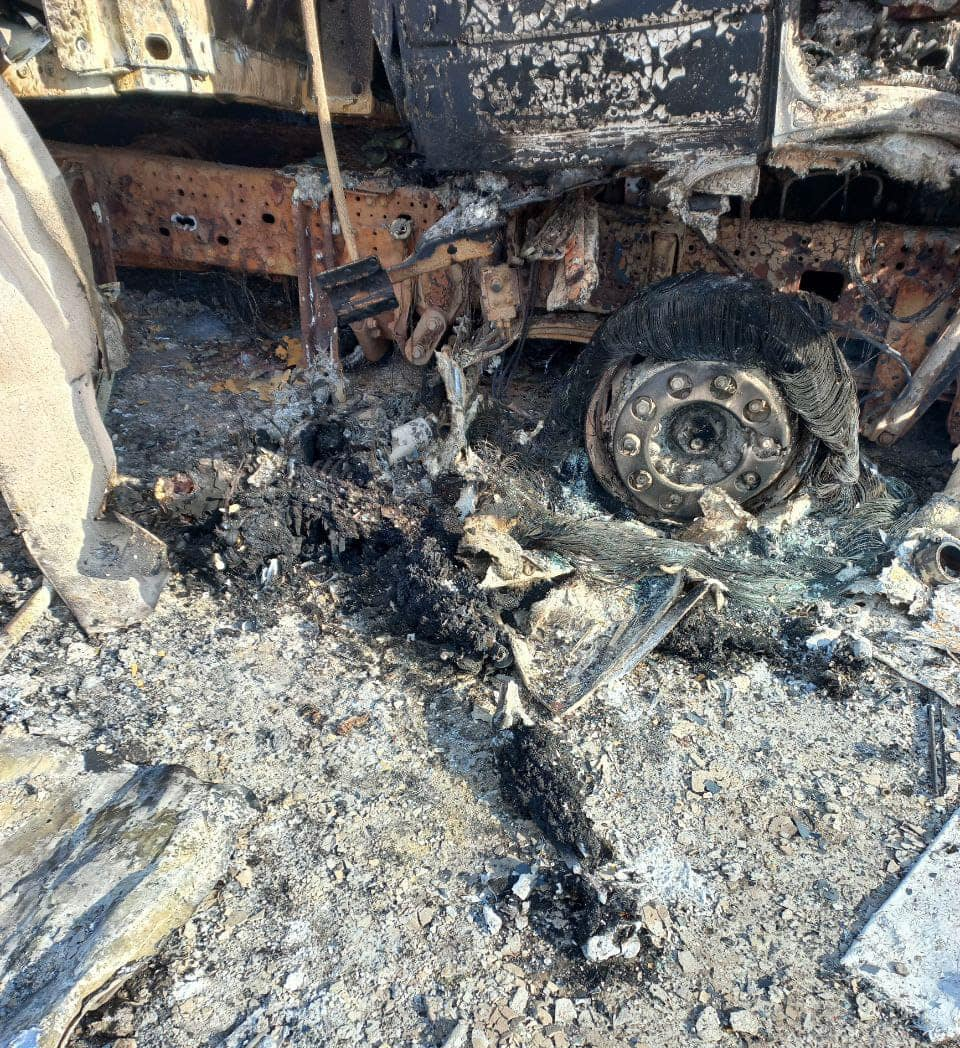
Lidské torzo po ruském bombardování Korostenu, 10. března

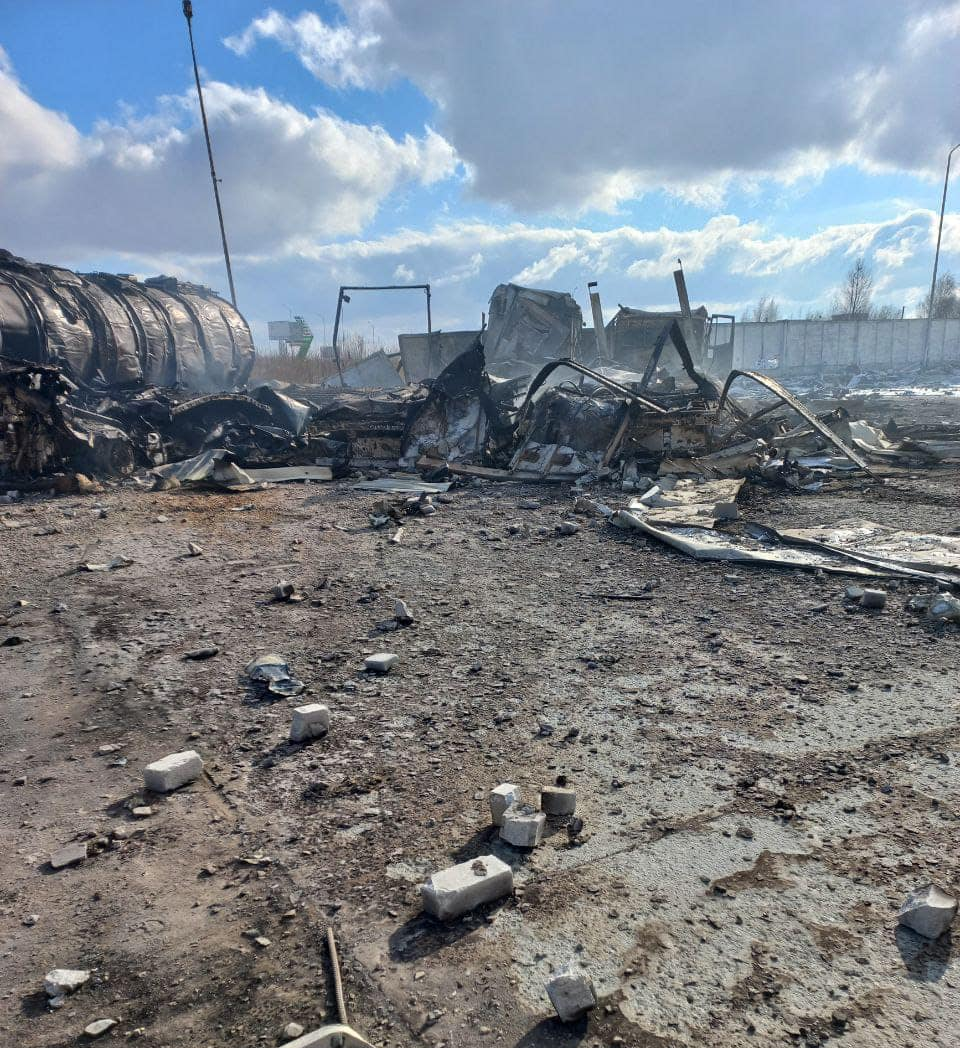
Korosten, 10. března

V turecké Antalyi se konala schůzka ministrů zahraničí Ukrajiny a Ruska, Dmytra Kuleby a Sergeje Lavrova. Jednalo se o první jednání na ministerské úrovni od začátku války. Turecký ministr zahraničí Mevlüt Çavuşoğlu, který schůzku vedl, označil za úspěch už jen to, že se strany dokázaly domluvit na jednání, akce nepřinesla valné výsledky. Lavrov trval na demilitarizaci a denacifikaci Ukrajiny. Požadoval i její kapitulaci, což ukrajinská strana označuje za nepřijatelné. Rus také obvinil Západ z tlaku na Ukrajinu a odmítl vytvoření humanitárního koridoru z Mariupolu.
Evakuace obyvatel z Mariupolu stále není možná. Podle čtvrtečního vyjádření městské rady zemřely při středečních leteckých útocích, které těžce poničily porodnici a dětskou nemocnici, 3 osoby včetně jednoho dítěte. Počet zraněných zůstal na 17. Nálet odsoudila řada světových politiků, mimo jiné britský premiér Boris Johnson, Bílý dům nebo mluvčí OSN. Český premiér Petr Fiala útok označil za válečný zločin. Moskva ovšem obvinění z bombardování odmítá a tvrdí, že jde o dezinformace.
Podle vyjádření starosty Žytomyru byly bombardovány i dvě nemocnice v tomto městě západně od Kyjeva. Při těchto útocích nebyl podle dostupných informací nikdo zraněn. Světová zdravotnická organizace (WHO) už dříve potvrdila 18 útoků na zdravotnická zařízení na Ukrajině, ke kterým došlo od zahájení ruské invaze.
Podle aktualizované bilance Mezinárodní organizace pro migraci (IOM) uprchlo z Ukrajiny před válkou již 2,3 milionu lidí. Největší část uprchlíků zamířila do Polska, polsko-ukrajinské hranice podle vyjádření polské pohraniční stráže překročilo 1,43 milionu lidí.
Ukrajina zveřejnila odposlechy ruských vojáků volajících domů, ze kterých vyplývá, že se dopouštějí rozsáhlého rabování a zabíjejí zajatce.
Ministerstvo obrany Ruské federace nařídilo zničit těla svých vojáků, kteří padli na Ukrajině. Příslušný dokument z 26. února, podepsaný náměstkem ministra obrany Ruské federace Alexejem Krivoručkem, zveřejnilo operační velení Sever. Podle očitých svědků byla 9. března v Čaplynce na administrativní hranici s Krymem naházena do jámy v náspu a ráno spálena těla asi 50 ruských vojáků zabitých v Chersonské a Nikolajevské oblasti.
Podle kanceláře ukrajinského prezidenta padlo do zajetí za posledních 15 dní více než půl tisíce ruských vojáků, kteří bojovali proti Ukrajině. Rusové se otázkou návratu svých zajatých vojáků, stejně jako těly zabitých, která jsou nyní roztroušena po celé severní a jižní Ukrajině, oficiálně nezabývají.
Podle údajů generálního štábu ukrajinské armády z 10. března byli ruští útočníci zastaveni ve všech směrech a utrpěli citelné ztráty na živé síle, technice a zbraních. V Černihivské oblasti ozbrojené síly Ukrajiny zničily divizi balistických operačních a taktických raketových systémů Iskander-M. V Černihově se Ozbrojeným silám Ukrajiny podařilo osvobodit vesnici, porazit oddíl ruské armády a ukořistit vojenské trofeje – 10 tanků, systémy protivzdušné obrany a obrněné evakuační vozidlo. Mezi demoralizovanými ruskými vojáky se šíří zvěsti, že Ministerstvo obrany Ruské federace jim kvůli sankcím nebude moci poskytovat peněžní platby. V oblasti osady Šestovica v Černihivské oblasti hledají okupanti způsob, jak se vzdát. Ministr obrany Ukrajiny Oleksij Reznikov prohlásil, že Ukrajina „přijme kapitulaci Ruska s pochopením“.
Ukrajinští vojáci zabili u Brovar v Kyjevské oblasti velitele ruského tankového pluku plukovníka Zacharova. Zacharov obdržel v roce 2016 z rukou ruského prezidenta Vladimira Putina Řád odvahy. Podle šéfa ukrajinské bezpečnostní rady Oleksije Danilova bylo od začátku konfliktu v důsledku velkých ztrát na bojišti vyměněno osm ruských velitelů. Putin obviňuje vedoucí představitele bezpečnostní služby FSB, že mu předali zpravodajské informace naznačující, že Ukrajina je slabá a v případě napadení se snadno vzdá.
Vedoucí Ministerstva dopravy a spojů Iryna Vereščuk sdělila, že z měst Sumy, Trostjanec a Krasnopilja bylo za dva dny evakuováno více než 60 000 lidí směrem na Poltavu a asi 20 000 lidí bylo evakuováno z Buče, Irpinu, Hostomelu, Vorzelu a dalších míst Kyjevské oblasti. Humanitární pomoc byla dopravena do Enerhodaru v Záporožské oblasti. Klíčový problém je v Mariupolu, kde žije přibližně 450 000 obyvatel bez vody, jídla, elektřiny a vytápění a ruské jednotky odmítají vytvořit jakékoliv koridory a čekají, až se město vzdá.

### 11. březen

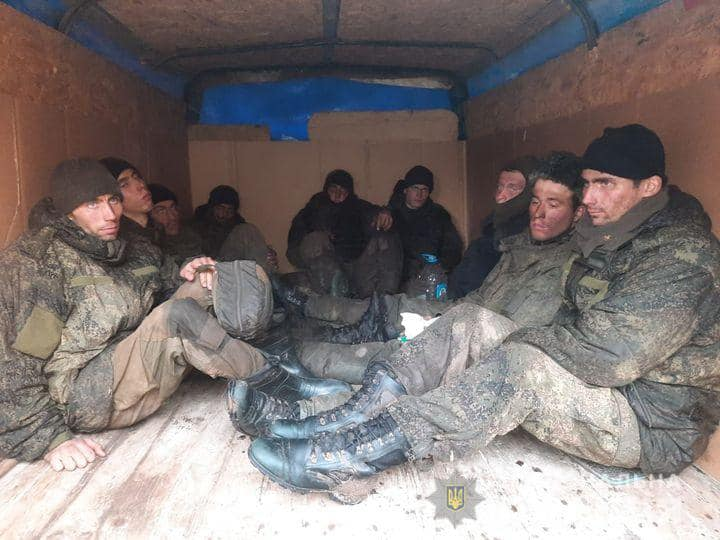
Ruští vojáci zajatí během bojů u Sum, 11. března

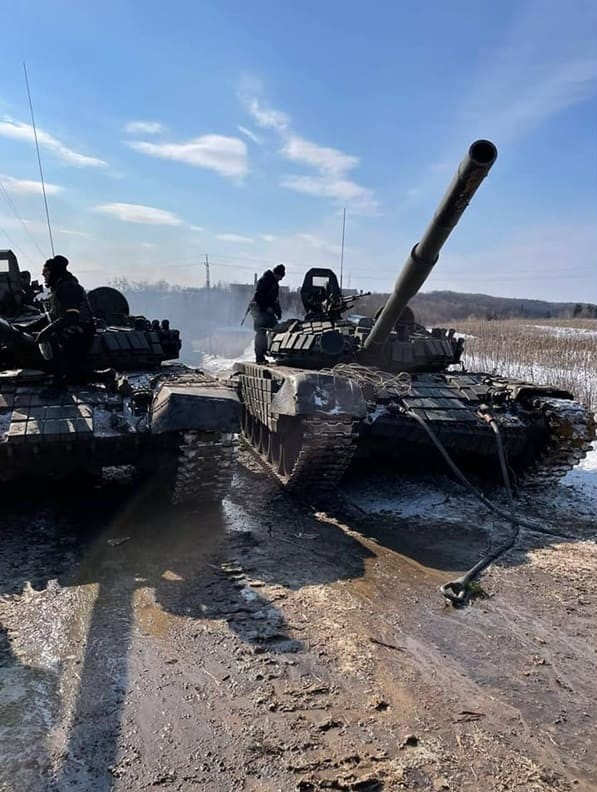
Opuštěné a zajaté ruské tanky u Sum

Ruská armáda v noci ostřelovala Institut fyziky a technologií v Charkově, ve kterém se nachází experimentální jaderný reaktor. Podle ukrajinské státní inspekce pro jadernou regulaci došlo k poškození budovy i některých laboratoří.
Zástupci účastnických zemí OBSE na zasedání Stálé rady organizace opustili sál během projevu ruského velvyslance Alexandra Lukaševiče.
Ruské ministerstvo obrany souhlasilo s tím, aby ukrajinská opravárenská posádka v Černobylské jaderné elektrárně obnovila poškozené elektrické vedení. Předtím běloruské ministerstvo obrany uvedlo, že 10. března obnoví dodávku elektřiny do elektrárny, ale nestalo se tak. Hlavní zpravodajské ředitelství ministerstva obrany Ukrajiny uvedlo, že ruský prezident Vladimir Putin nařídil připravit teroristický útok na černobylskou jadernou elektrárnu, kterou předtím obsadila ruská vojska, a učinit za to odpovědnou Ukrajinu. Jaderná elektrárna je zcela odpojena od monitorovacích systémů Mezinárodní agentury pro atomovou energii a je odpojena od elektrorozvodné sítě. Záloha dieselových generátorů je určena pouze na 48 hodin údržby bezpečnostních systémů.
Ruské ministerstvo obrany tvrdí, že 16 000 „dobrovolníků z Blízkého východu vyjádřilo přání“ přijet na území samozvaných republik a zúčastnit se „osvobozeneckého hnutí“.
Ruská armáda zinscenovala provokaci na ukrajinsko-běloruské hranici. Ruská letadla vzlétla z letiště v Bělorusku, vstoupila do vzdušného prostoru Ukrajiny, otočila se nad ukrajinskými osadami a poté ostřelovala osadu Kopani v Bělorusku. Informovaly o tom ukrajinské vzdušné síly. Bylo zdůrazněno, že se jedná o provokaci, jejímž cílem je zatáhnout ozbrojené síly Běloruské republiky do války s Ukrajinou. První náměstek ministra vnitra Ukrajiny Jevgenij Jenin prohlásil, že Ukrajinská vláda udělala vše pro to, aby se Bělorusko nepřipojilo k ruské koalici. Běloruská strana již byla do konfliktu vtažena kvůli odpálení raket ze svého území, ale další „červenou linií“ by bylo poskytnutí vojenských jednotek k přímé účasti na agresi proti Ukrajině. Ukrajinský ministr obrany Reznikov Bělorusku vzkázal: „Garantuji, že ukrajinská armáda neplánovala, neplánuje a nebude plánovat žádné agresivní akce proti Bělorusku. Nedovolte Kremlu, aby zničil budoucnost Běloruska.“
Podle Nancy Pelosiové Spojené státy kvůli invazi na Ukrajinu přeruší běžné obchodní vztahy s Ruskem a zruší mu doložku nejvyšších výhod. Tento krok ještě týž den potvrdil prezident Joe Biden a předpokládá se, že obě komory amerického parlamentu by ho měly bez problémů schválit. Podobný krok chtějí podle CNN učinit i země Evropské unie a státy G7.
Ukrajinská armáda oznámila, že byl zabit generálmajor Andrej Kolesnikov, velitel 29. armády východního ruského okruhu. Jeho smrt potvrdili později západní představitelé. Podle analytiků přítomnost vysoce postavených vojenských osobností na bojišti nebo v jeho blízkosti může být známkou toho, že ruské operace neprobíhají podle plánu.
Po dvou týdnech války na Ukrajině zahájil ruský prezident Vladimir Putin represe proti tzv. 5. službě FSB, která dohlíží na vztahy se zahraničními partnery. Právě ona mu v předvečer invaze poskytovala údaje o politické situaci na Ukrajině a Putin nakonec pochopil, že byl prostě uveden v omyl. 5. služba FSB mu z obavy, aby si vůdce nerozzlobila, dodávala to, co sám chtěl slyšet. Podle investigativních novinářů zpravodajského serveru Meduza je vedení služby – generál Beseda a jeho zástupce – umístěno do domácího vězení. Mezi důvody patří zneužívání finančních prostředků určených na operace a také špatné zpravodajské informace.
Ukrajinský prezident Volodymyr Zelenskyj i ministryně zahraničí Spojeného království Liz Trussová jsou znepokojeni možným použitím chemických zbraní ruskou armádou. Rusko tyto zbraně použilo v konfliktních oblastech, ale podle Trussové to by byla ze strany Ruska „vážná chyba, která by se přidala k vážným chybám, jichž se Putin již dopustil“. Západní představitelé Rusko varují, že by to znamenalo překročení červené linie, které by vyvolalo dramaticky zvýšenou reakci a možné zapojení NATO do konfliktu, pokud by útok zasáhl některý členský stát Aliance.
V minulosti kritizovaná decentralizace vedení ukrajinské armády se v současném konfliktu jeví jako výhoda. Řada ukrajinských vojáků prošla výcvikem od instruktorů západních speciálních jednotek a na kolony obrněných vozidel a tanků útočí malé týmy vyzbrojené protitankovými zbraněmi. Vedení ukrajinských ozbrojených sil svou taktiku přizpůsobilo tomu, že kolony ruské obrněné techniky trpí logistickými problémy a zaměřilo se na ničení cisteren s palivem.
Podle France 24 bude mít na další vývoj ruské invaze zásadní vliv tání sněhu, které znemožní přesun těžké techniky mimo silnice. Hluboké bahno už takto zvrátilo několik dějinných bitev a zpomalilo i postup Napoleonovy a Hitlerovy armády. Rozbahněný terén (tzv. rasputica), který je teď hlavně na východě a severu Ukrajiny, už uvěznil několik ruských tanků a vojáci byli nuceni tanky opustit a pokračovat pěšky.
Ruské síly zahájily útoky na západní Ukrajinu a zaměřily se na vojenské letecké základny v Ivano-Frankivsku a Lucku raketovými útoky. Ruské ministerstvo obrany uvedlo, že obě letecké základny byly vyřazeny z provozu. V Lucku zahynuli čtyři ukrajinští vojáci a dalších šest bylo zraněno. Rakety také zasáhly Dnipro a zabily jednoho civilistu.

### 12. březen

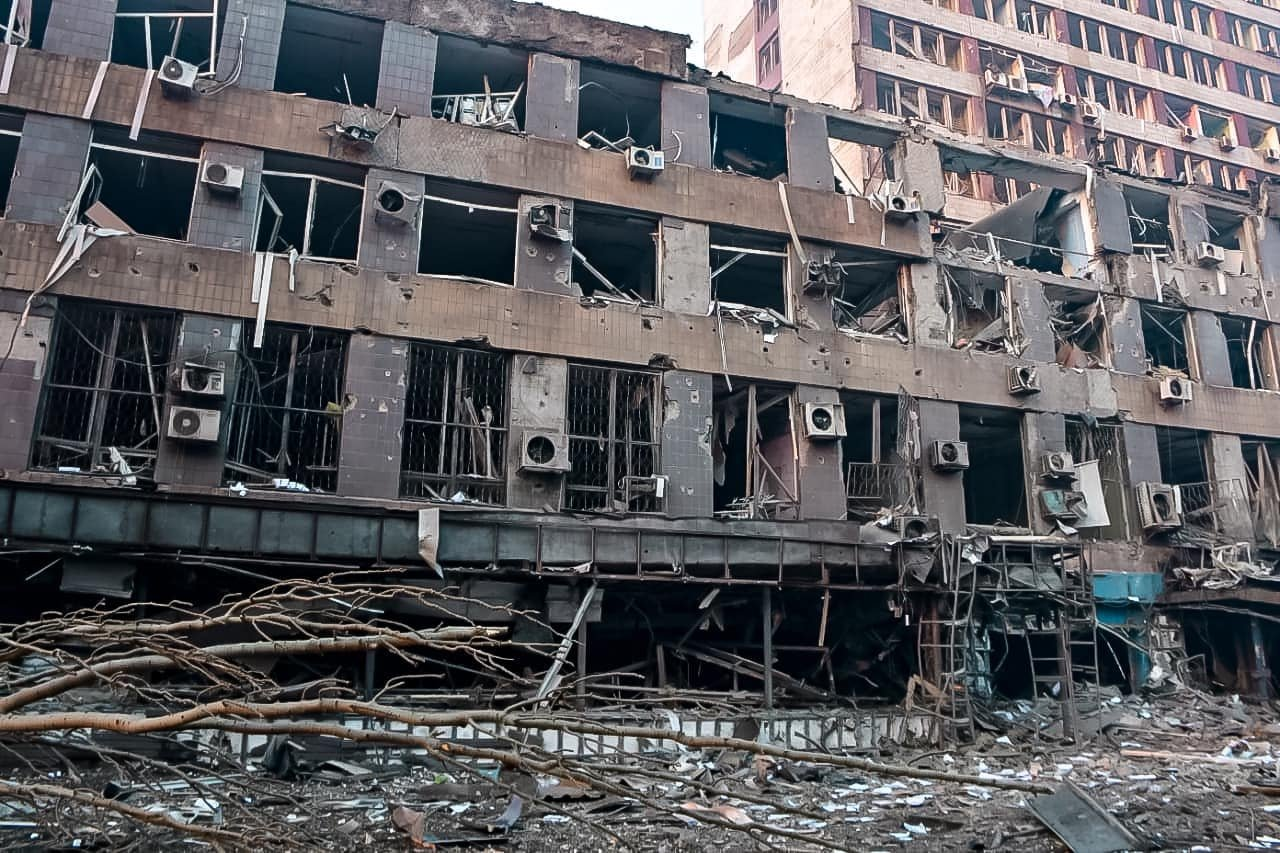
Válečné škody v Mariupolu, 12. března

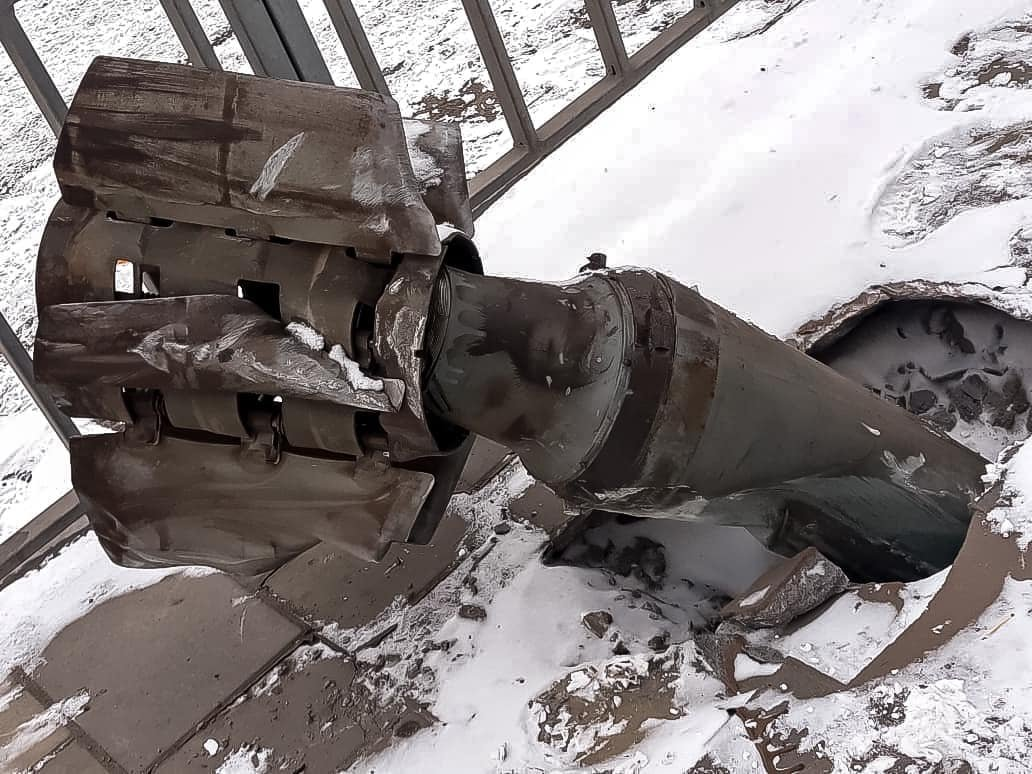
Nevybuchlá ruská raketa v Mariupolu, 12. března

Kolem sedmé hodiny ranní dopadlo osm ruských raket na vojenské letiště u města Vasylkiv. Letiště je zcela zničeno, hoří sklad pohonných hmot a vybuchuje munice ve skladu, který byl rovněž zasažen. Ruské rakety zasáhly také letiště v Kropyvnyckém v centrální části Ukrajiny.
Rusko obsadilo 70 % Luhanské oblasti. Dochází k přerušení mobilního spojení, připojuje se ruská televize a na okupovaných územích se šíří ruská propaganda. V Luhanské oblasti se ruské armádě nezdařil útok na Rubizne a ustoupila do vesnice Kapytolivka. Ve směru na Volnovachu se snaží zaútočit na Krasnou Poljanu a Olhynku. V Charkovské oblasti útočí na padesátitisícové město Izjum.
Ukrajinské letectvo zničilo velitelské stanoviště ruské armády v kyjevském směru. V Mariupolu ukrajinští vojáci téměř zcela zničili jednu praporní taktickou skupinu 102. pluku 150. motostřelecké divize ruských ozbrojených sil. Ukrajinské protiletadlové raketové jednotky Buk-M1 a S-300 zasáhly pět vzdušných cílů: ruský bezpilotní letoun „Forpost“ a čtyři vrtulníky ruské armády. Ukrajinské stíhací letectvo na letounech Su-27 a MiG-29 při značné početní převaze nepřítele svedlo až deset vzdušných soubojů na několika směrech a vrátilo se beze ztrát. Dvě rakety vypálené Rusy na Dnipro byly zničeny dniperskou protiletadlovou raketovou brigádou a jejich trosky uhašeny.
Náhodné neřízené noční ostřelování Mykolajivské oblasti způsobilo požár nemocnice, internátu a kotelny. Mezi objekty, které byly v Mykolajivské oblasti ostřelovány, je i onkologická nemocnice. Ruské jednotky ostřelovaly letiště Kanatovo v Kirovohradské oblasti. Ve městě Derhači v Charkovské oblasti byla ostřelována nemocnice a oddělení pohotovosti, kulturní centrum a místní podnik. Město je bez plynu a částečně i bez elektřiny.
Otevření běloruské fronty, o kterém 11. března informovala rozvědka, se neuskutečnilo. Běloruská armáda má pouze 40 000 příslušníků, z toho jen 10 000 schopných účastnit se bojů. Běloruské obyvatelstvo je navíc proti válce: poslední průzkum místních sociologů ukázal, že pouze 3 % obyvatel podporují invazi své armády na Ukrajinu a Lukašenko se zahájení bojových akcí obává. Bělorusko posiluje ochranu hranice s Ukrajinou.
Pod palbu se dostalo Centrum sociální a psychologické rehabilitace dětí v Ševelivce, ale děti i personál se zachránili v krytu. Během války zničila ruská vojska každý den v průměru 17 škol. Celkem už přišlo o možnost studovat 7 milionů dětí z 280 zničených vzdělávacích institucí.
Bezpečnostní služba Ukrajiny uvedla, že zajatý ruský voják při výslechu prozradil, že mezi ruskými vojáky, kteří si uvědomili že nevykonávají mírovou misi na Ukrajině, už začaly nepokoje. Podle něj vedení ruské armády obnovilo praxi „střeleckých oddílů“ – ešelonů, které sledují hlavní síly Ruské federace a zabíjejí ty, kteří chtějí uprchnout.
V Melitopolu se u obsazené okresní správy shromáždili protestující obyvatelé, kteří požadovali, aby Rusové propustili uneseného melitopolského starostu Ivana Fedorova. Prezident Volodymyr Zelenskyj k tomu prohlásil: „Je to zřejmě známka slabosti útočníků. Přešli do nové fáze teroru, v níž se snaží fyzicky zlikvidovat představitele legitimních místních ukrajinských orgánů.“
Ukrajinská armáda zničila od počátku ruské invaze celkem 2 593 kusů ruské vojenské techniky v ceně 5,1 miliardy dolarů. K tomu je třeba přičíst velké množství ukořistěné techniky, kterou ukrajinská strana neuvádí. Použitelná ruská technika je rychle opravena, přeznačena a zapojena do bojů. Výpočet ceny zničené techniky provedl podle obvyklé prodejní ceny Forbes, přičemž do celkové sumy nezahrnul náklady na rakety vypálené na Ukrajinu. Jen balistické rakety Iskander a řízené střely Kalibr, které používají ruské jednotky, stály celkem asi 3 miliardy dolarů.
Prezident Volodymyr Zelenskyj poprvé oznámil vojenské ztráty Ukrajiny. Podle něj bylo zabito asi 1 300 ukrajinských vojáků. Ztráty ruské armády ve stejnou dobu činí více než 12 000 vojáků.
RBC-Ukrajina s odvoláním na tiskové středisko záporožské OVA uvedla, že humanitární konvoj, který jel do Mariupolu, byl vyrabován na každém kontrolním stanovišti kontrolovaném ruskými vojáky. Ti násilím zabavili potraviny, oblečení a věci osobní hygieny.
Po dlouhém a neplodném telefonickém rozhovoru s ruským prezidentem Putinem, kterého se zúčastnil i Olaf Scholz, oznámil francouzský prezident Emmanuel Macron, že Francie uvalí na Rusko nové sankce kvůli válce na Ukrajině.
Podle ukrajinských a západních zpravodajských služeb Rusko soustředilo pro vojenskou akci proti Ukrajině celkem 120–125 praporních taktických skupin (BTG). Šéf ukrajinské vojenské rozvědky brigádní generál Kyrylo Budanov uvedl, že od 24. února při střetech s ukrajinskou armádou bylo vyřazeno z boje 18 ruských praporních taktických skupin (BTG). Dalších třináct BTG bylo podle něj v akci zcela zničeno. Na základě odhadů mohlo být po dvou týdnech vyřazeno z boje až 45 000 ruských vojáků, kteří byli zabiti, zraněni, zajati nebo demoralizováni, což by mohlo odpovídat až jedné třetině celkového ruského vojenského kontingentu. Budanov to označil za „strašlivé ztráty, které Rusko nikdy nemělo“.
Rusko narazilo na Ukrajině na odpor, který nepředpokládalo, a stále více se uchyluje ke stejné taktice jakou uplatnilo v Sýrii. Ruské dělostřelectvo a letectvo útočí na obydlené oblasti a na kritickou civilní infrastrukturu, včetně nemocnic a škol, ničí vodní a energetické zdroje, aby znemožnilo život civilistům a přinutilo je odejít. Zatímco v Sýrii měli Rusové naprostou převahu, na Ukrajině stojí proti armádě vyzbrojené a podporované západními státy a tato taktika mu v případě ukrajinských měst nevychází i kvůli odporu civilního obyvatelstva v obsazených oblastech.
Operační velitelství ukrajinské armády „Sever“ ohlásilo, že jeho jednotky osvobodily 11. března 5 osad a 12. března další dvě osady v Černihivské oblasti. Zároveň zabránily nepříteli ve zřízení pontonového přechodu, který měl sloužit ruským silám při přesunu ke Kyjevu. Bylo ukořistěno více než 10 kusů nepřátelské techniky.

### 13. březen

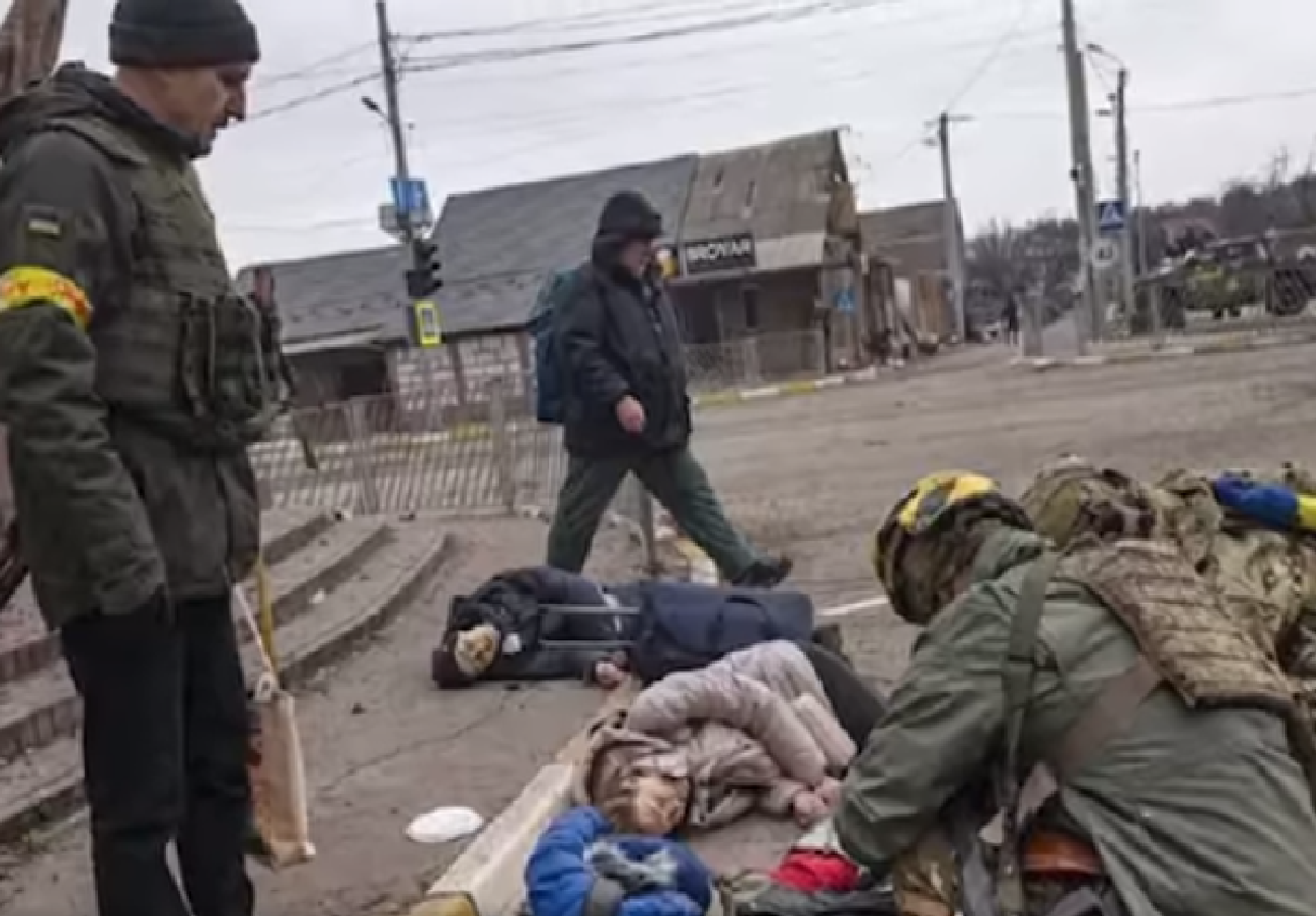
Zabití civilisté, kteří se pokoušeli uniknout z Irpině

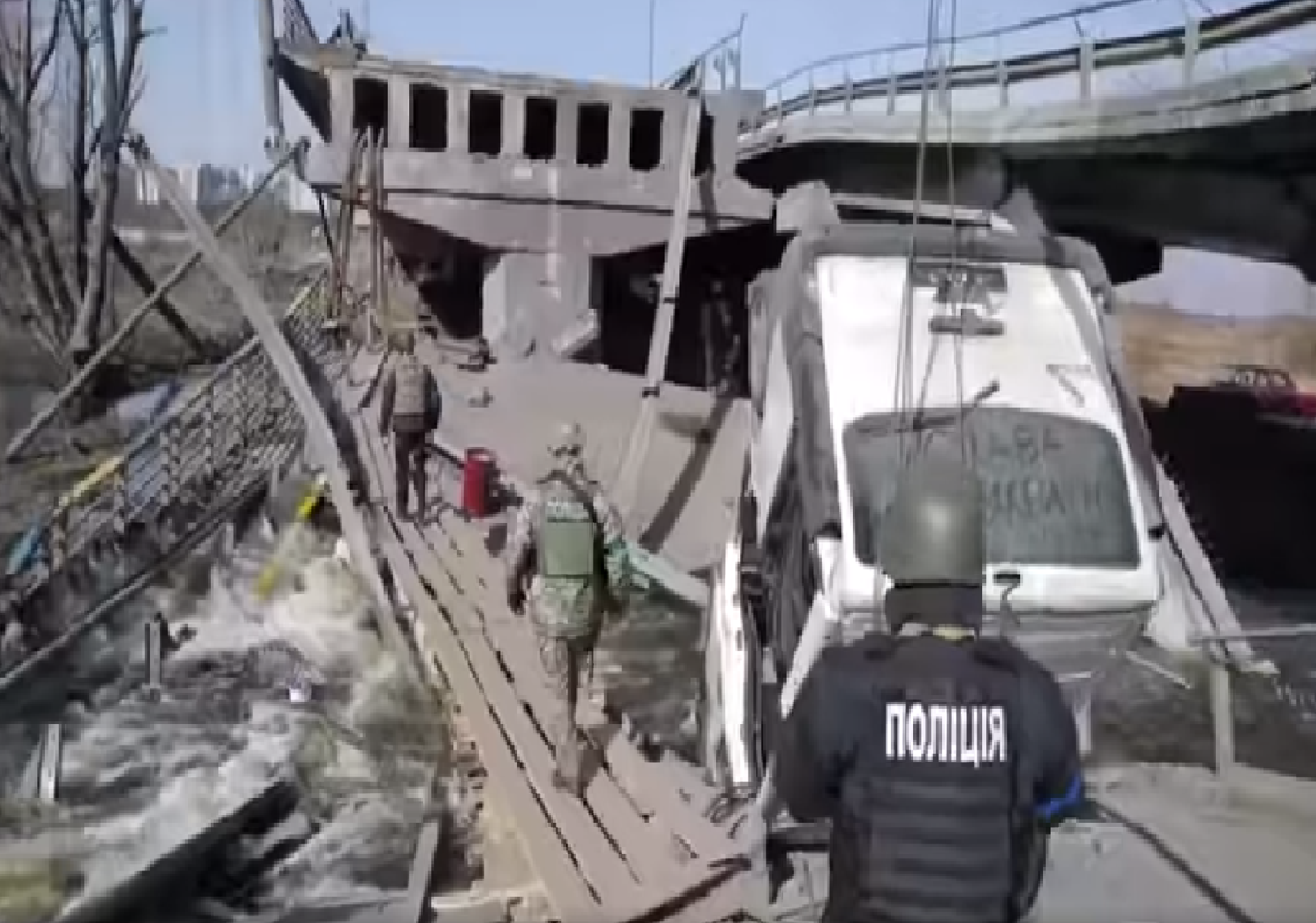
Ukrajinští vojáci přecházejí zbořený most v Irpini, 13. března 2022

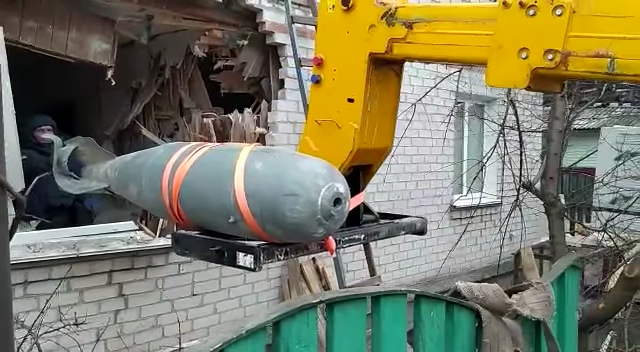
Nevybuchlá ruská puma v Černihivě

Podle vyjádření předsedy oblastní administrativy Lvovské oblasti Maksyma Kozyckého ruské síly za použití třiceti raket s plochou dráhou letu bombardovaly Javorivské mezinárodní centrum pro udržování míru a bezpečnosti na polských hranicích, vojenskou základnu používanou ukrajinskou armádou k pořádání většiny svých cvičení se zeměmi NATO. Devět lidí při tom zahynulo a 57 jich bylo zraněno. Jedná se o zatím nejzápadnější útok provedený Ruskem od začátku války. Mezinárodní letiště v Ivano-Frankivsku bylo podle starosty města také znovu zasaženo. Později ukrajinská strana upřesnila ztráty po útoku na letiště Javoriv na 35 mrtvých a 134 raněných. Lvovský gubernátor Maksym Kozyckij uvedl, že většina vypálených ruských raket byla sestřelena, protože systém protivzdušné obrany fungoval. Útok mohli přivolat britští dobrovolníci, protože na základně bylo aktivních nejméně 12 mobilních telefonů s britskou předvolbou +44, které pravděpodobně zachytily ruské sledovací systémy. Podle britských novin The Telegraph mohou být mezi oběťmi tři bývalí příslušníci britských speciálních jednotek, pravděpodobně SAS.
Ruští vojáci zastřelili amerického novináře a dokumentaristu Brenta Renauda, který natáčel evakuaci civilistů přes jeden z mostů v Irpini. Další dva novináři utrpěli zranění.
V noci poblíž stanice Brusyn v Doněcké oblasti zasáhly trosky z ostřelování evakuační vlak Kramatorsk-Lvov a usmrtily jednoho průvodčího a zranily dalšího. Mezi cestujícími, kteří čekali na záchranu na lymanském nádraží, bylo asi 100 dětí. Ve Svjatohirsku ostřelování poškodilo budovy dětského oblastního zdravotního střediska a Svjatohirské lávry, kde bylo v té době přítomno asi tisíc lidí. Během pokusu o evakuaci ruské jednotky postřílely konvoj civilistů, žen a dětí v civilních autech u obce Peremoha. Ukrajinská generální prokurátorka Iryna Venediktová sdělila, že ke dni 12. března vede generální prokuratura 1717 trestních řízení, týkajících se ruských válečných zločinů na Ukrajině.
V okupovaném městě Cherson, které 13. března slaví výročí osvobození od nacistů, se na náměstí Svobody shromáždilo několik tisíc lidí, kteří provolávají „Cherson je Ukrajina!“. Podle chersonského starosty Ihora Kolychajeva se ruští vojáci snaží podplatit lidi v regionu a vypsat referendum za vytvoření nelegální „Chersonské lidové republiky“. Poslanci městské rady se proti vzniku „lidové republiky“ postavili. 13. března okupanti unesli starostu obsazeného města Dniprorudného Jevhena Matvejeva. Předseda Nejvyšší rady Ukrajiny Ruslan Stefančuk okupantům vzkázal, že pořádání regionálních nebo městských referend je nezákonné a nemožné. Navíc podle částí 1 čl. 19 zákona „O právním režimu válečného stavu“ je zakázáno konání celoukrajinských a místních referend ve válečném stavu. Cokoli co nebude v souladu s platnou legislativou nebude mít právní důsledky, kromě trestní odpovědnosti pro organizátory, spolupachatele a vykonavatele.
Záchranu ukrajinského kulturního dědictví organizuje ředitel mezinárodních projektů ve Staatliche Kunstsammlungen Dresden Jiří Fajt. Do iniciativy jsou zapojena také muzea a galerie z Itálie, Anglie a Francie, včetně Louvru. Původní záměr převézt nejcennější díla do zahraničí byl opuštěn, protože by znamenal pro Ukrajince spíše negativní signál. Nejcennější díla se z galerií a muzeí stěhují do podzemních chráněných prostor. Pomoc se soustředí na poskytnutí ochranných obalů, zařízení na klimatizaci skladišť, hasebních prostředků, apod. a také na poskytnutí potřebných financí z prostředků světové organizace UNESCO či Mezinárodní rady muzeí ICOM.
V souvislosti s rusko-ukrajinskou válkou roste napětí mezi Spojenými státy a Čínou. Jejich vrcholní představitelé se mají setkat v Římě a poradce Bílého domu pro národní bezpečnost Jake Sullivan před jednáním nekompromisně varoval Čínu, aby nepomáhala Rusku vyhýbat se trestům z globálních sankcí, které zasáhly ruskou ekonomiku. V rozhovoru pro CNN sdělil, že pokud Čína pomůže Rusku „nahradit“ ztráty způsobené sankcemi, bude to mít naprosto jisté důsledky“. Američtí představitelé rovněž obviňují Čínu z šíření ruských dezinformací.
Papež František v neděli v jednom ze svých dosud nejsilnějších odsouzení války na Ukrajině odsoudil „barbarství“, které spočívá v zabíjení dětí a dalších civilistů, a vyzval k ukončení útoků „dříve, než se města promění ve hřbitovy“. František řekl, že Mariupol, který „nese jméno“ Panny Marie, se „stal městem umučeným srdcervoucí válkou, která ničí Ukrajinu“. Podle městské rady Mariupolu bylo zabito 2 187 lidí. Mezinárodní výbor Červeného kříže uvedl, že statisíce obyvatel Mariupolu čelí extrémnímu nebo úplnému nedostatku základních potřeb, jako jsou potraviny, voda a léky. Těla mrtvých leží nepohřbena a zraněné nelze léčit.
Evropská města zažila během víkendu masové demonstrace proti ruské invazi na Ukrajinu. Protiválečné protesty se konaly ve Varšavě, Londýně, Berlíně, Frankfurtu, Hamburku, Stuttgartu, Miláně, Florencii, Neapoli, Římě a také ve 37 městech v Rusku, kde policie zatkla kolem 850 lidí. V Srbsku, kde státní média v zemi často přinášejí proruské zprávy o válce, uspořádala malá krajně pravicová strana v Bělehradě protest na podporu ruské invaze na Ukrajinu. Celkový počet zadržených v Rusku v souvislosti s napadením Ukrajiny už dosáhl počtu 14 861.
13. března ukrajinští vojáci zničili čtyři letadla, tři vrtulníky a dron ruské armády a podle záběrů z dronu také část obrněných vozidel u Mariupolu.
Ozbrojené síly Ukrajiny téměř úplně zničily jednotky 155 samostatné námořní brigády (jednotka 30926, Vladivostok) v důsledku neuvážených rozhodnutí velení brigády. Ztráty činily asi 600 mrtvých a stejně tolik zraněných a zbytek brigády nemá přístup k jídlu a bydlení.

### 14. březen

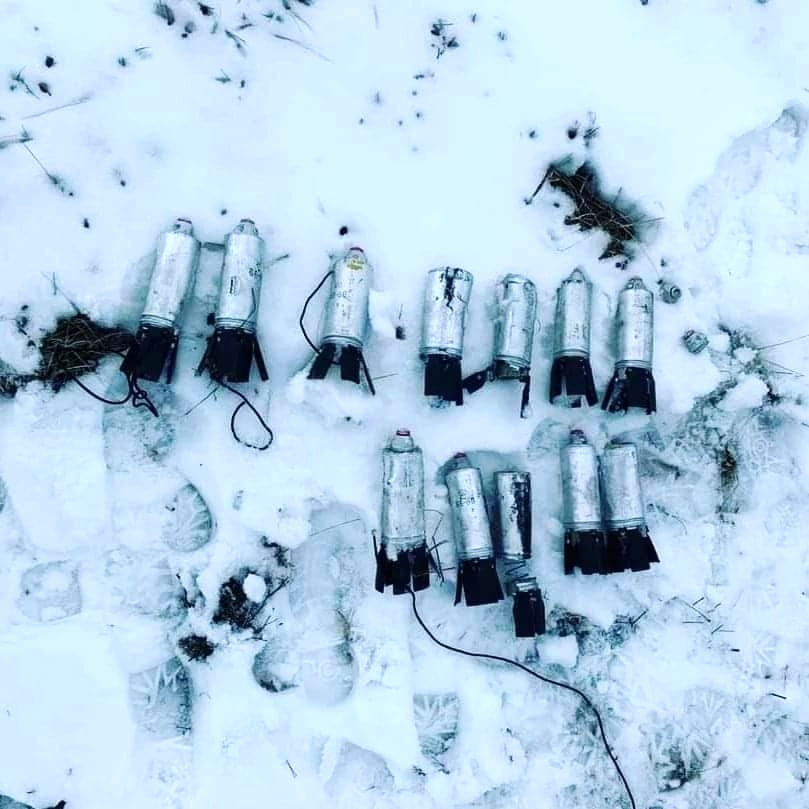
Kazetová munice užitá při ostřelování Charkova, 14. březen

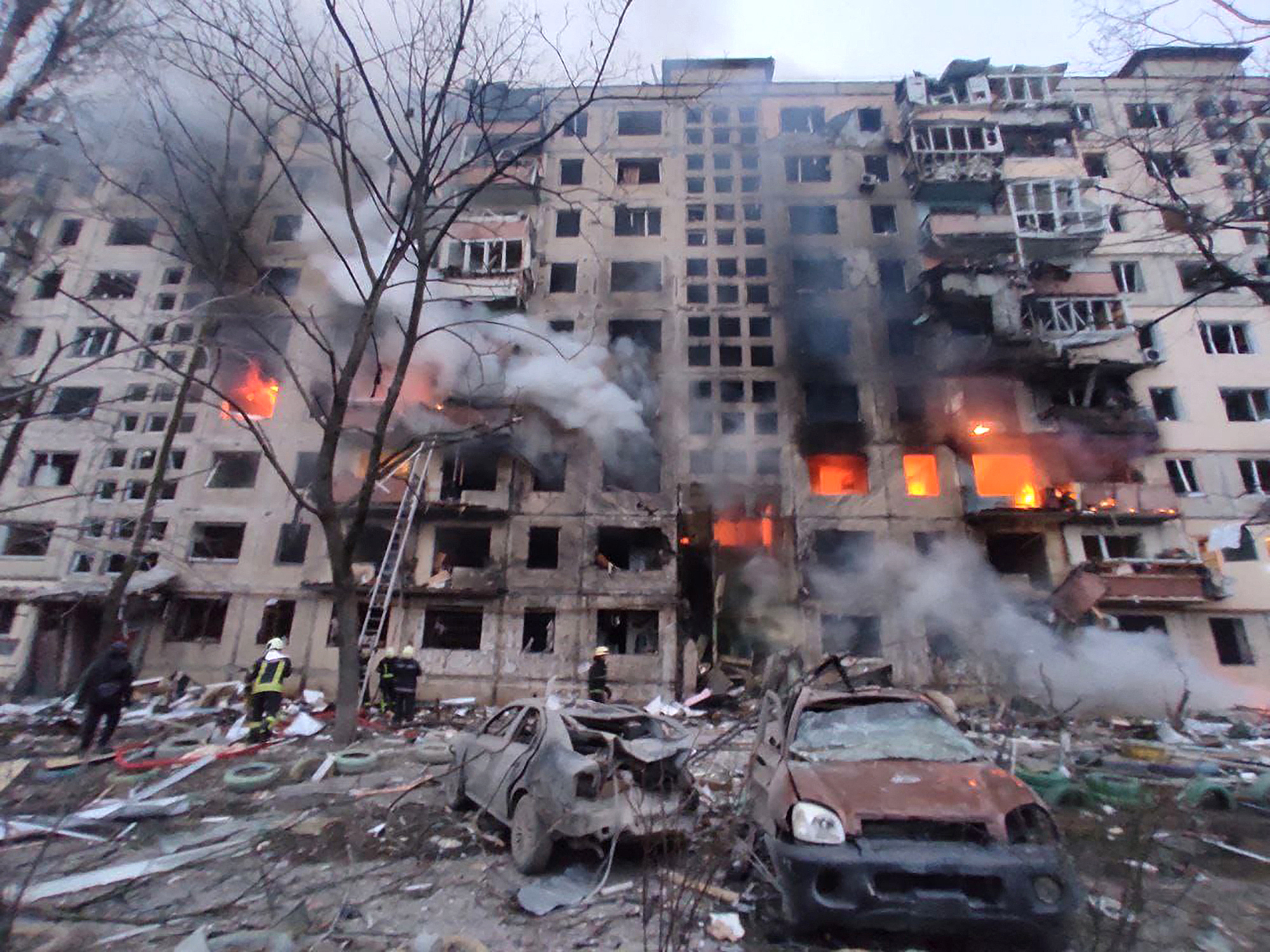
Obytný blok v Kyjevě po ostřelování, ul. Bohatýrská, 14. březen

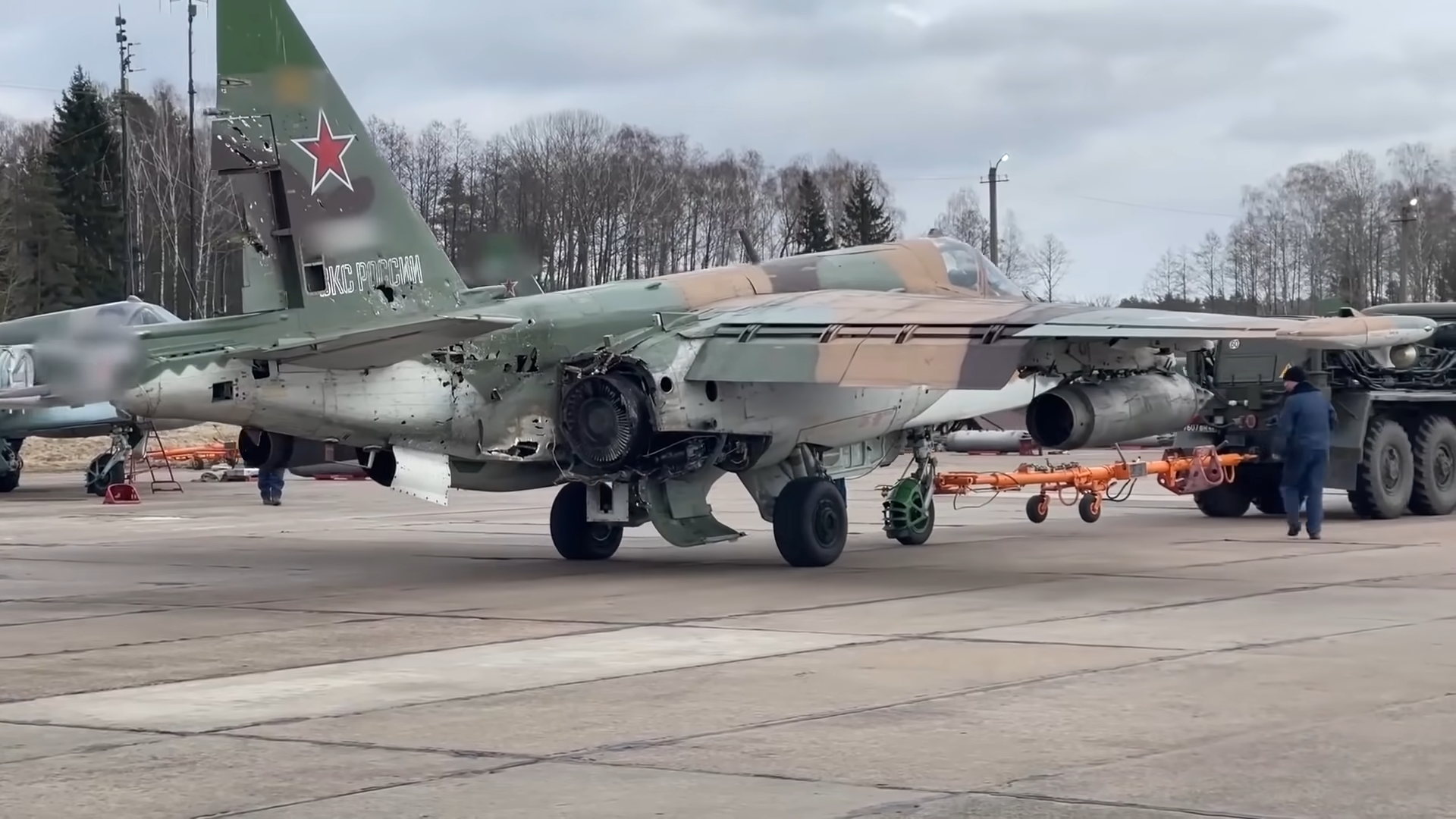
Ruský SU-25 zasažený protileteckou obranou Ukrajiny po úspěšném návratu na základnu

Podle údajů Generálního štábu ozbrojených sil Ukrajiny ztratilo Rusko od počátku invaze do 14. března více než 12 000 vojáků, 77 letadel a 90 vrtulníků, více než 380 tanků, 617 vozidel, 1 249 obrněných vozidel, 150 dělostřeleckých systémů, 64 raketových systémů a 34 systémů protivzdušné obrany.
Nejhorší situace je stále v Mariupolu, kde už zahynulo více než 2 500 lidí a humanitární konvoje se do města kvůli ruskému ostřelování nemohou dostat. Přístavní město Mariupol v Azovském moři se 430 000 obyvateli, které je klíčem k vytvoření pozemního mostu z Ruska na Ruskem anektovaný Krym, pomalu umírá hlady. Zraněnou těhotnou matku, kterou na nosítkách zachytily kamery po ruském ostřelování tamní porodnice, se nepodařilo lékařům zachránit a po provedení císařského řezu bylo také dítě již mrtvé. Matka i dítě byly pohřbeny v masovém hrobě.
Čečenský vůdce Ramzan Kadyrov potvrdil, že se spolu s čečenskými bojovníky nachází na území Ukrajiny, jako důkaz však použil video, ze kterého není zřejmé, kde a kdy bylo natočeno.
Podle sdělení Parlamentního shromáždění Rady Evropy prezident Volodymyr Zelenskyj krátce před 16. hodinou zrušil pro blíže nespecifikované „naléhavé a nepředvídatelné okolnosti“ své plánované vystoupení před Radou Evropy. Místo něj by měl v 16:00 SEČ vystoupit ukrajinský premiér Denys Šmyhal. Rusko mělo pozastavené členství v Radě Evropy od jeho invaze na Ukrajinu a později z ní samo vystoupilo. Kyjev bombardují ruská letadla a navíc Rusové pohrozili, že u Záporožské elektrárny odpálí munici.
Na hranici Polska s Běloruskem blokují polští a ukrajinští aktivisté již třetí den kamiony z Ruska. Kolona kamionů je dlouhá 28 kilometrů.
Severní operační velitelství Ukrajinské armády oznámilo, že v Černihivské oblasti ukrajinské jednotky zničily cílenou palbou nepřátelské velitelské stanoviště, včetně značného počtu živé síly a vojenské techniky. Ruským jednotkám se nepodařilo prolomit odpor ukrajinských obránců ve směru na Doněck a v boji ruská armáda ztratila až 100 vojáků, dva tanky, tři bojová vozidla pěchoty a jeden obrněný transportér. V bitvě na volnověžském směru Rusko ztratilo 4 bojová vozidla pěchoty a až dvě čety pěchoty. Ukrajinská letadla a dělostřelectvo zničily ruskou podpůrnou kolonu – více než 12 motorových vozidel.
V ukrajinské multimediální platformě Ukrinform podalo svědectví pět zajatých mladých ruských vojáků ve věku 19–21 let. Potvrdili, že jsou odvedenci, kteří se měli zúčastnit vojenského cvičení, ze kterého byli odveleni na Ukrajinu a cítí se podvedeni. Za několik dní jim došly potraviny, cestou se porouchala technika a ze 30 tanků zbylo jen 6 a 2 obrněné transportéry.
Rusové zastavili humanitární konvoj s potravinami, vodou a léky, který směřoval do Mariupolu, ve vzdálenosti 60 km od města.
Mezinárodní soudní dvůr v Haagu bude jednat o žalobě Ukrajiny proti Rusku 16. března.
Americký poradce pro národní bezpečnost Jake Sullivan se setkal s nejvyšším čínským diplomatem Jang Ťie-čchi na jednání v Římě. V médiích se předtím objevila zpráva, že Rusko požádalo Čínu o vojenské vybavení, včetně bezpilotních letounů. Sullivan pro CNN před schůzkou sdělil, že snahy o obcházení sankcí ve velkém měřítku nebo podpora Ruska za účelem jejich zpětného naplnění budou mít naprosto jednoznačné důsledky – „Nedovolíme, aby to pokračovalo a aby existovalo záchranné lano pro Rusko z těchto ekonomických sankcí z jakékoli země, kdekoli na světě.“ Prohlášení byl zveřejněno záměrně, ale podle Sullivana USA věří, že Čína si možná nebyla vědoma rozsahu toho, co Putin plánuje nebo jí lhal stejně jako ostatním zemím.

### 15. březen

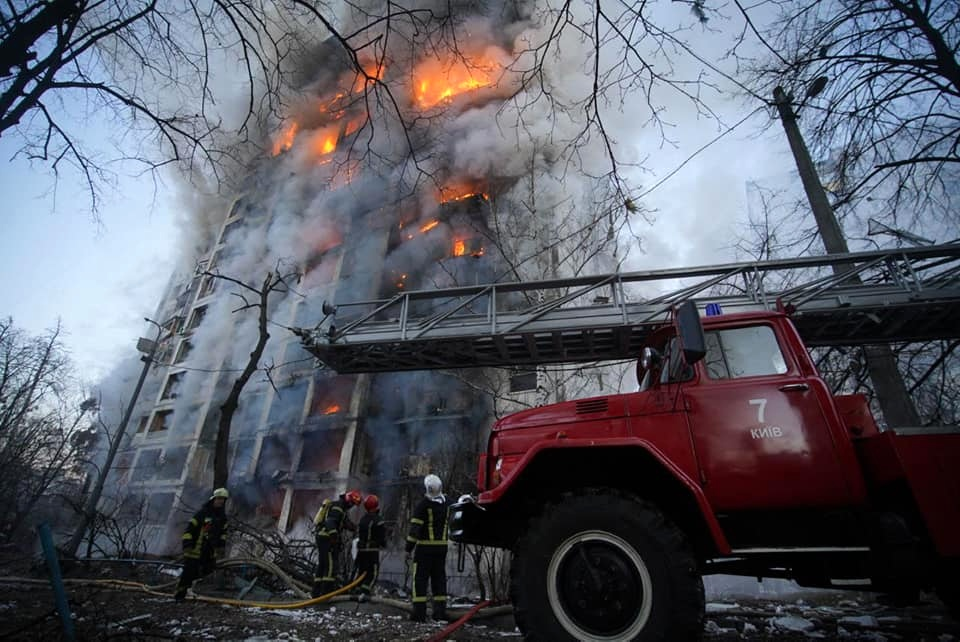
Požár 16patrového domu v Kyjevě po ruském ostřelování, 15. březen

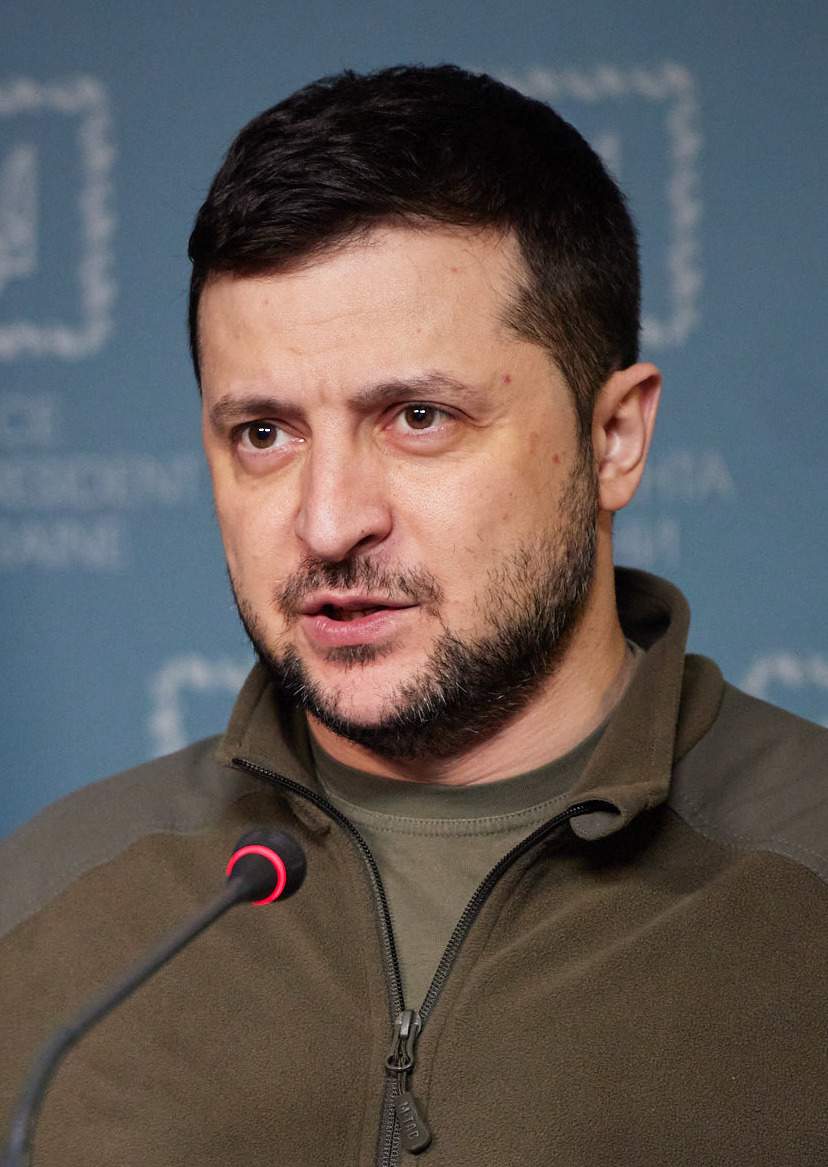
Každý výstřel Ruska na Ukrajinu je krokem k jeho sebezničení – projev prezidenta Volodymyra Zelenského, 15. březen

Moldavská prezidentka Maia Sandu navštívila kontrolní stanoviště na ukrajinsko-moldavské hranici, aby projednala stav hraničních přechodů, fronty a postup při registraci humanitární pomoci. Moldavsko je s pouhými 2,6 milionu obyvatel jednou z nejchudších zemí Evropy a přitom do 10. března přijalo už 230 000 uprchlíků z Ukrajiny, což z něj činí zemi s největším počtem uprchlíků na obyvatele.
Americký prezident Joe Biden přislíbil veškerou podporu Ukrajině a prohlásil: „zajistíme, aby Ukrajina měla zbraně na ochranu před ruskou invazí. Budeme posílat peníze, potraviny a pomoc na záchranu životů Ukrajinců. Přivítáme ukrajinské uprchlíky s otevřenou náručí.“
Ukrajinská armáda získává množství ruské vojenské techniky, která uvázne pro technické problémy a vojáci ji opustí. Tým automechaniků a inženýrů v Kyjevě techniku opravuje pro ukrajinskou armádu a vrací do boje. Ukrajinským obráncům pomáhá i jarní počasí a bahnitý terén – získali tak i zcela nový ruský tank, který uvázl uprostřed rozoraného pole. Ukrajinci zveřejňují videa, v nichž traktor odtahuje ukořistěný ruský transportér.
Ukrajinská tajná služba SBU zatkla hackera, který ve svém bytě zprostředkoval anonymní telefonáty z Ruska na mobilní telefony okupantů na Ukrajině, předával příkazy a instrukce předsunutým skupinám ruských okupantů a posílal textové zprávy ukrajinským bezpečnostním důstojníkům a státním zaměstnancům s návrhy, aby se vzdali a postavili se na stranu okupantů.
Generální tajemník NATO Jens Stoltenberg prohlásil, že v reakci na ruskou válku na Ukrajině musí aliance NATO nově vyhodnotit svoji vojenskou strategii. Může to znamenat soustředění více sil ve východní části Aliance, ve vyšší pohotovosti a s větším množstvím výzbroje. NATO „rovněž zváží výrazné navýšení společného nasazení ve vzduchu a na moři, posílení integrované protivzdušné a protiraketové obrany, posílení kybernetické obrany a pořádání více a větších cvičení.“ Americký prezident Joe Biden zastavil Trumpem ohlášené stažení amerických vojsk z Evropy a jejich počty se počátkem roku 2022 zvýšily z 80 000 na 100 000 (v roce 1991, kdy se rozpadl Sovětský svaz, měly Spojené státy podle záznamů Pentagonu v Evropě 305 000 vojáků). Do Polska a Německa byly nově vyslány pěší brigády o počtu 4 000 vojáků a četné jednotky velitelství armády. USA rovněž vyslaly stíhací letouny F-35A na východní křídlo NATO a bojové vrtulníky Apache do pobaltských států. Scowcroftovo centrum pro strategii a bezpečnost při Atlantické radě tvrdí, že omezení vojenské přítomnosti NATO ve východní Evropě popsaná v Zakládajícím aktu NATO-Rusko z roku 1997 jsou ve světle ruské invaze na Ukrajinu irelevantní.
Premiéři tří evropských zemí Mateusz Morawiecki, Petr Fiala a Janez Janša a místopředseda polské vlády Jarosław Kaczyński v úterý přijeli vlakem do ukrajinského hlavního města Kyjeva, kde se setkali s prezidentem Volodymyrem Zelenským, aby vyjádřili podporu Ukrajině. Premiér Morawiecki shrnul účel návštěvy slovy: „Právě zde, ve válkou zmítaném Kyjevě, se tvoří dějiny. Právě zde bojuje svoboda proti světu tyranie. Právě zde visí na vlásku budoucnost nás všech.“ Podle Petra Fialy bylo cílem návštěvy „potvrdit jednoznačnou podporu celé Evropské unie svrchovanosti a nezávislosti Ukrajiny.“ Jediný český politik, který je proti zasílání zbraní Ukrajině, je dlouhodobý příznivec Putina Tomio Okamura. Starosta Kyjeva Vitalij Kličko vyhlásil kvůli bezpečnosti civilistů dvoudenní zákaz vycházení: od 20:00 15. března do 7:00 17. března.
Ztráty ruské armády od 24. února do 15. března přesáhly 13 500 osob. Kromě toho ruská armáda přišla o 404 tanků, 1 279 bojových obrněných vozidel, 150 dělostřeleckých systémů, 64 vícenásobných raketometů, 36 systémů protivzdušné obrany, 81 letadel, 95 vrtulníků, 640 kusů vozidel, 3 lodě, 60 cisteren, 9 bezpilotních letounů.
V Dnipru ruské jednotky zničily raketami Iskander letištní dráhu a poškodily terminál. V Charkově a Kyjevě byly ostřelovány obytné domy. Rusko na Ukrajině ničí zejména infrastrukturu. Od počátku invaze zničilo 230 objektů dopravní infrastruktury, 165 rozvoden elektřiny a plynovodů, 72 vzdělávacích institucí, 21 zdravotnických zařízení, 2 700 obytných budov, 10 sociálních ústavů, 400 dalších objektů, včetně velitelství Státní služby pro mimořádné situace, Národní policie atd. Více než milion Ukrajinců zůstává bez elektřiny a plynu. Podle ministerstva financí ztráty Ukrajiny z války činí asi 500 miliard USD, což je nejméně třetina ukrajinského HDP.
Z obleženého a ostřelovaného Mariupolu vyjely evakuačním koridorem čtyři tisíce aut, která odvezla 20 000 obyvatel přes Berďansk do Záporoží, kde dostanou potřebnou pomoc. Ruská armáda vzala personál a pacienty mariupolské nemocnice jako rukojmí a shromáždila v ní i 400 civilistů z okolních domů. Ve městě hoří několikapatrové budovy a továrny, obyvatelé se skrývají ve sklepích. Město je dva týdny odříznuté od světa, bez světla, vody a plynu, chybí zde jídlo. Za brutální ostřelování Mariupolu jsou odpovědní doněčtí separatisté, kteří město obléhají. Jejich velitel Alexandr Chodakovskij přiznal, že útok na toto důležité ukrajinské přístavní město nejde podle představ ruských agresorů, protože síly obránců jsou zhruba vyrovnané. Posily z Čečenska obránci rychle zdecimovali.
Podle údajů Pentagonu ruská vojska od začátku války odpálila na Ukrajině více než 950 raket. Ruská a ukrajinská armáda si zachovaly 90 % bojových sil ale Rusko téměř nepokročilo v dosažení svých cílů.
Čína označila zprávu o tom, že Rusku přislíbila vojenskou pomoc za dezinformaci. Podle odborníků na mezinárodní záležitosti v Číně i v zahraničí Čína nechce, aby se konflikt zhoršil a bude se snažit zabránit tomu, aby její pomoc a další asistence byla použita na bojišti na Ukrajině. Poskytnout pomoc zemi, která napadne jinou suverénní zemi a poruší tím mezinárodní právo je v rozporu s její oficiální politikou. Pomoc Moskvě nemá pro Čínu ani žádné zjevné výhody a oslabené Rusko by mohlo být pro Čínu strategicky a ekonomicky výhodné. Mohla by sdílet pozorovací a zpravodajské služby a dodat jídlo nebo náboje, ale pravděpodobně se chce vyhnout vysoce prestižním nebo velkým prodejům zbraní Rusku uprostřed konfliktu, které by Čínu vystavily mezinárodním sankcím.
Na shromáždění svých příznivců premiér Viktor Orbán obvinil opozici, že se snaží zatáhnout Maďarsko do konfliktu na jeho východní hranici a prohlásil, že Maďarsko nepošle na Ukrajinu žádné zbraně a do války se nezapojí.

### 16. březen

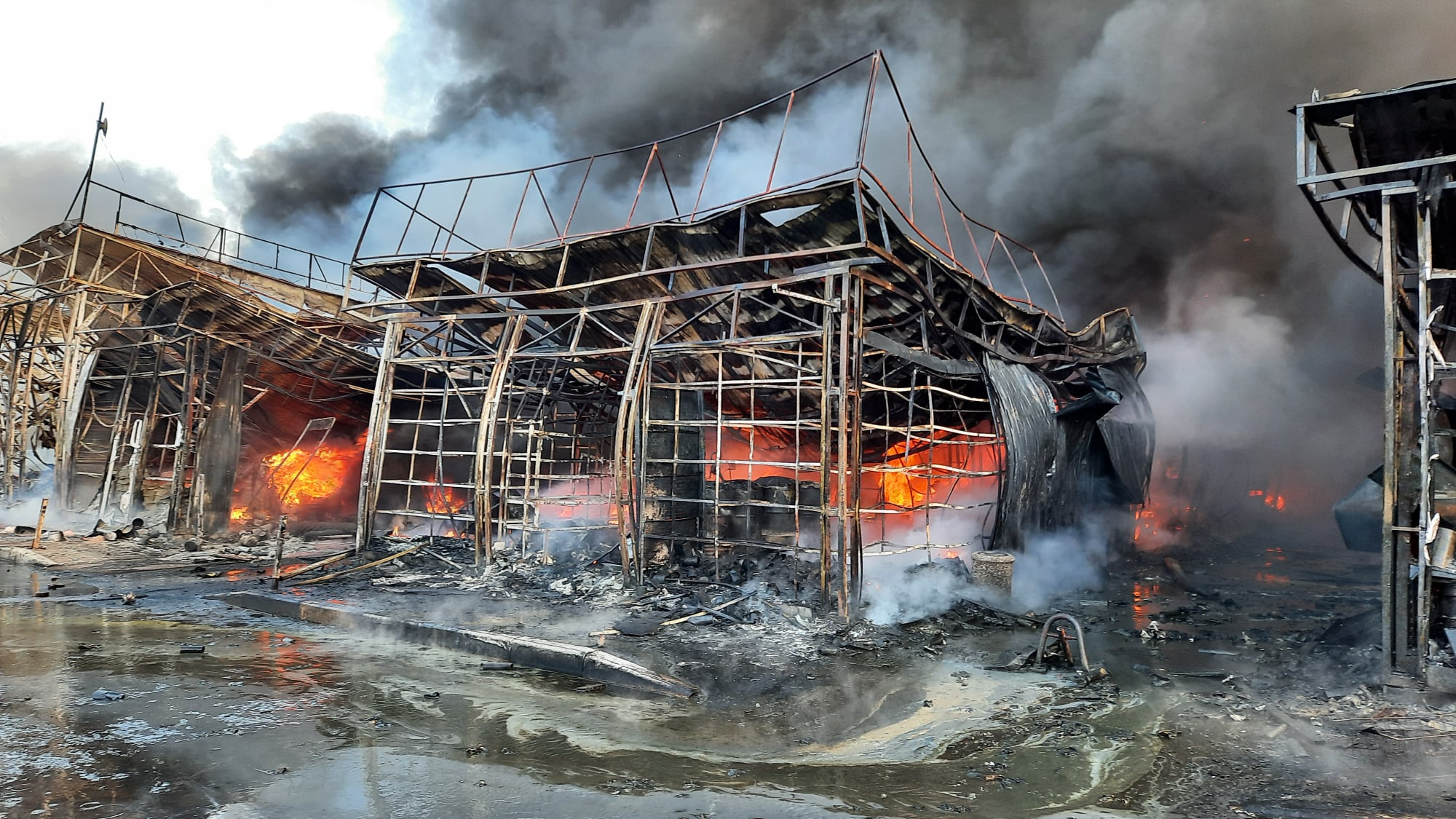
Hořící obchody po ruském ostřelování Charkova, 16. března)

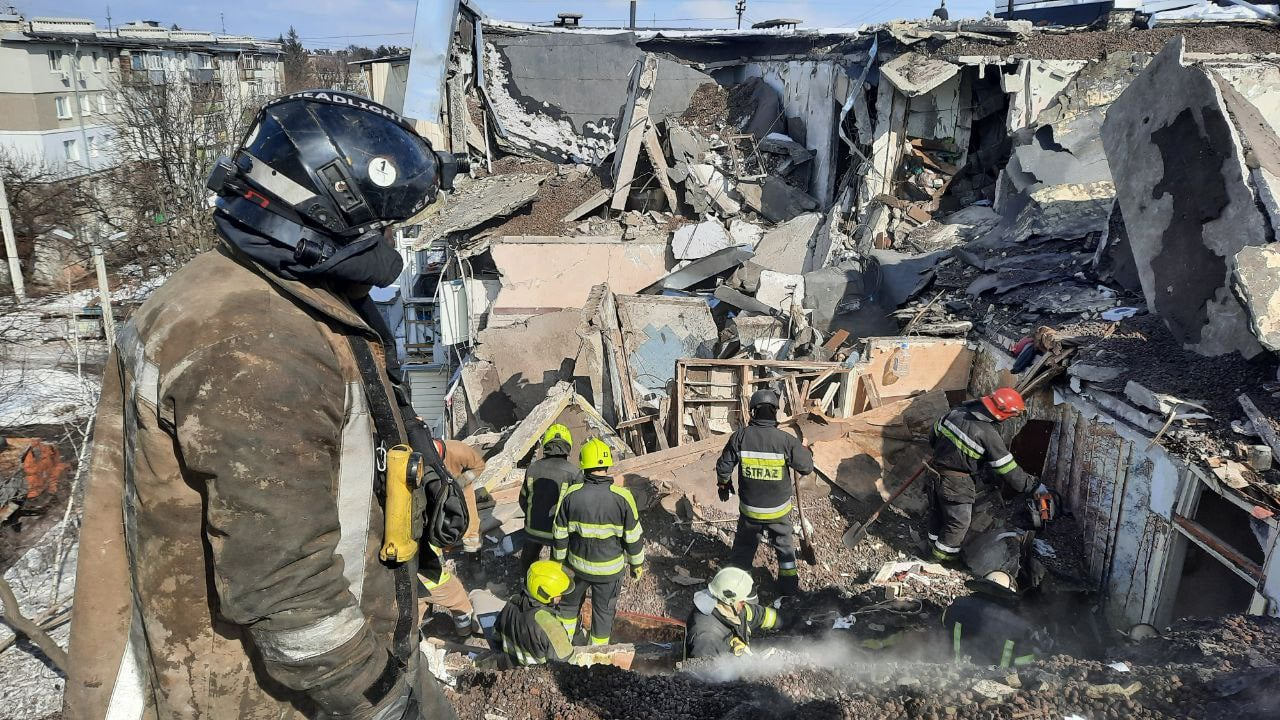
Charkovští hasiči zasahující po ruském ostřelování sídliště, 16. března)

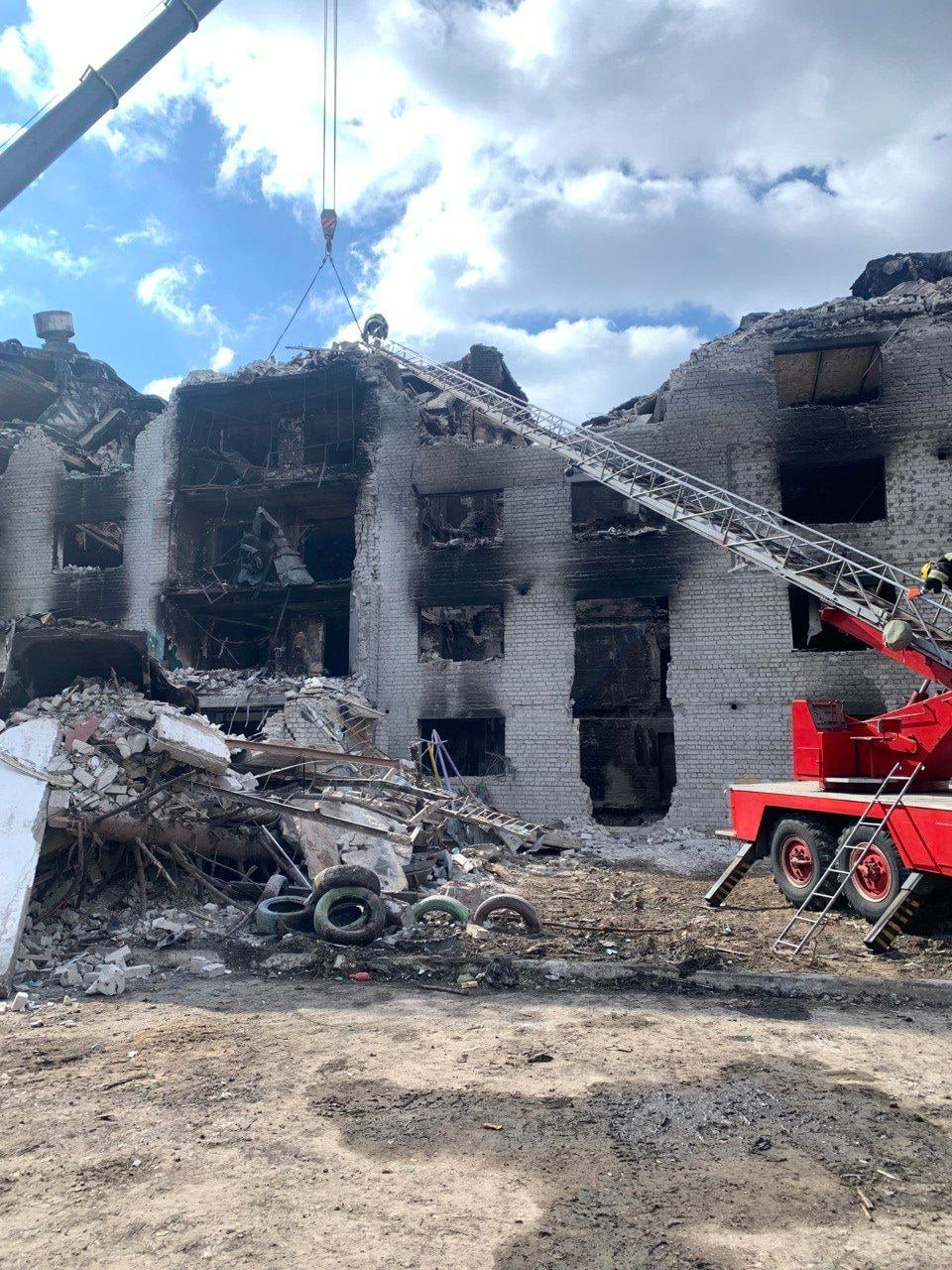
Domy v Charkově po ruském ostřelování, 16. března

Hlavní ruský vyjednavač Vladimir Medinskij uvedl, že strany diskutují o možné kompromisní představě budoucí Ukrajiny s menší, neangažovanou armádou. Poradce ukrajinského prezidenta Mychajlo Podoljak odmítl ruská tvrzení, že Ukrajina je otevřena přijetí modelu neutrality srovnatelného se Švédskem nebo Rakouskem. Podoljak uvedl, že Ukrajina potřebuje silné spojence a „jasně definované bezpečnostní záruky“, aby byla v bezpečí.
Ruské síly zintenzivnily boje na kyjevských předměstích, zejména v okolí města Buča na severozápadě a dálnice vedoucí na západ s cílem odříznout dopravní spojení do hlavního města a zničit logistické kapacity. Obsadily město Ivankiv, 80 kilometrů severně od Kyjeva, a kontrolují okolní region na hranici s Běloruskem. 12 měst v okolí Kyjeva je údajně bez vody a šest bez tepla. Kromě leteckých úderů a ostřelování pozemními silami ostřelovaly ruské námořní lodě přes noc město jižně od Mariupolu v Azovském moři a další poblíž Oděsy v Černém moři. Kritickou situaci zažívají obyvatelé Mariupolu, kde je zničena infrastruktura a lidé pohřbívají mrtvé do masových hrobů.
Ukrajinský prezident Volodymyr Zelenskyj promluvil ke Kongresu Spojených států. Ve svém videoposelství řekl: „V nejtemnějším období pro naši zemi a celou Evropu vás vyzývám, abyste udělali více. Je třeba nových balíčků sankcí, neustále, každý týden, dokud se ruská vojenská mašinérie nezastaví. Omezení jsou potřebná pro všechny, na nichž je tento nespravedlivý režim založen.“ „Rusko vrhlo tanky a letadla proti naší svobodě, proti našemu právu žít svobodně ve vlastní zemi a zvolit si vlastní budoucnost.“ Zelenskyj Američanům připomněl jejich národní traumata jako Pearl Harbor nebo útok z 11. září 2001 a navrhl vytvořit svaz odpovědných zemí, které budou mít sílu okamžitě zastavit konflikty a poskytnout veškerou potřebnou pomoc do 24 hodin, vše, co je potřeba k udržení míru a rychlé záchraně světa a životů.
Podle ukrajinské rozvědky bylo v jednom z luhanských obchodů otevřeno místo pro vydávání těl mrtvých „mobilizovaných“ obyvatel okupovaných území. Příbuzným obětí je vydáván pouze úmrtní list a povolení k pohřbu. Žádné jiné dokumenty, které by svědčily o nějakých okolnostech nebo místě úmrtí, nejsou vydávány. Za mrtvé mobilizované z „Luhanské lidové republiky“ a „Doněcké lidové republiky“ nejsou vypláceny žádné částky. Příbuzným oficiálně zabitých Rusů byla přislíbena platba ve výši 12 milionů rublů.
Prezident Volodymyr Zelenskyj podepsal zákon, který zakazuje tištěným médiím, televizi a rozhlasu ospravedlňovat, prohlašovat za legitimní a popírat ozbrojenou agresi Ruska proti Ukrajině, která trvá od roku 2014. Je zakázáno nazývat válku „vnitřním konfliktem“, „občanským konfliktem“, „občanskou válkou“, popírat dočasnou okupaci části ukrajinského území. Rovněž je zakázáno glorifikovat výroky a činy těch, kteří provádějí ozbrojenou agresi Ruska proti Ukrajině.
Dvě třetiny ruských raket vypálených na ukrajinské území zasáhly civilní budovy. Během uplynulých 24 hodin provedly ruské jednotky více než 50 útoků na obytné čtvrti Charkova. Ve 3:00 ruské střely zasáhly jednu z charkovských škol a třípatrová část budovy o rozloze 800 metrů čtverečních byla zničena. V Černihově ruští vojáci ostřelovali civilisty stojící ve frontě na chleba a zabili nejméně deset lidí. Ruská armáda vyrabovala všechny kanceláře podniků v Černobylu, ukradla osobní ochranné prostředky a počítače a zničila zaparkovaná auta. Ve městě, kde zůstalo asi 300 lidí, v současné době nefunguje elektřina. V noci ruská armáda pokračovala v ostřelování Rubizně, kde zapálila 12 domů a Severodoněcku, kde vypukly požáry v sedmi domech.
Ukrajinská armáda sestřelila dva ruské letouny Su-30 nad Černým mořem. Při útoku na letiště v Chersonu zničila několik zaparkovaných ruských helikoptér a vojenských vozidel. Úspěšný útok potvrdily i satelitní snímky, které má k dispozici CNN. Ztráty ruské armády od 24. února do 15. března přesáhly 13 800 osob. Kromě toho ruská armáda přišla o 430 tanků, 1375 bojových obrněných vozidel, 190 dělostřeleckých systémů, 70 raketových systémů s vícenásobným odpalováním, 43 systémů protivzdušné obrany, 84 letadel, 108 vrtulníků, 819 vozidel, 3 lodě, 60 palivových cisteren a 11 bezpilotních letadel.
Centrum pro boj proti dezinformacím při Radě národní bezpečnosti a obrany Ukrajiny uvedlo jména ruských důstojníků zabitých od počátku invaze. Jmenovitě se jedná o generálmajora Magomeda Tušajeva, generálmajora Vitalije Gerasimova, generálmajora Andreje Kolesnikova, plukovníka Andrije Zacharova, plukovníka Serhije Porochňu, plukovníka Ihora Nikolajeva, podplukovníka Jurije Agarkova, podplukovníka Dmitrije Sofronova, podplukovníka Michaila Jermolina.
Podle agentury Reuters ruská vojska bombardovala budovu Doněckého akademického oblastního divadla v Mariupolu, kterou zcela zničila. V budově je protiatomový kryt, kde se v době útoku skrývalo asi 1 000 lidí, o jejichž osudu nejsou informace. Zničení divadla potvrdili ministr zahraničí Dmytro Kuleba i poslankyně ukrajinského parlamentu Inna Sovsunová. Další ruské bomby zasáhly sportovní středisko Neptun v Mariupolu, které rovněž sloužilo jako úkryt civilistů. Pod troskami zůstaly ženy a děti.
Ukrajinští dělostřelci zasáhli velitelské stanoviště a opěrný bod 35. armády Východního vojenského okruhu ruských ozbrojených sil u Kyjeva a úspěšný útok dokumentovali snímky z dronu.
Spojenci se snaží pomoci Ukrajině k vytvoření „bezletové zóny“ zasláním prostředků protivzdušné ochrany. Slovensko poskytne Ukrajině systém protivzdušné obrany S-300 na ochranu před ruskými nálety a náhradou dostane americké raketové systémy Patriot z Německa a Nizozemska. Americký prezident Joe Biden prohlásil, že Spojené státy pomohou Ukrajině získat systémy protivzdušné obrany dlouhého dosahu, aniž by upřesnil o jaký typ se jedná. Na zasedání ministrů obrany NATO prohlásil ministr obrany Ben Wallace, že Velká Británie dodá Ukrajině přenosný protiletadlový raketový systém země-vzduch Starstreak, určený k ničení nízko letících nepřátelských vrtulníků a letadel až do výše 5 km.
Podle sdělení Jurije Ignata, tiskového mluvčího velení vzdušných sil Ukrajiny, protivzdušná obrana 16. března zničila tři ruské stíhačky Su-30, jeden stíhací bombardér Su-34, jedno letadlo neznámého typu, dva vrtulníky a jeden operačně-taktický bezpilotní letoun. Kromě toho protivzdušná obrana Pozemních sil ohlásila další sestřelenou stíhačku, bombardér Su-34 a vrtulník Ka-52.

### 17. březen

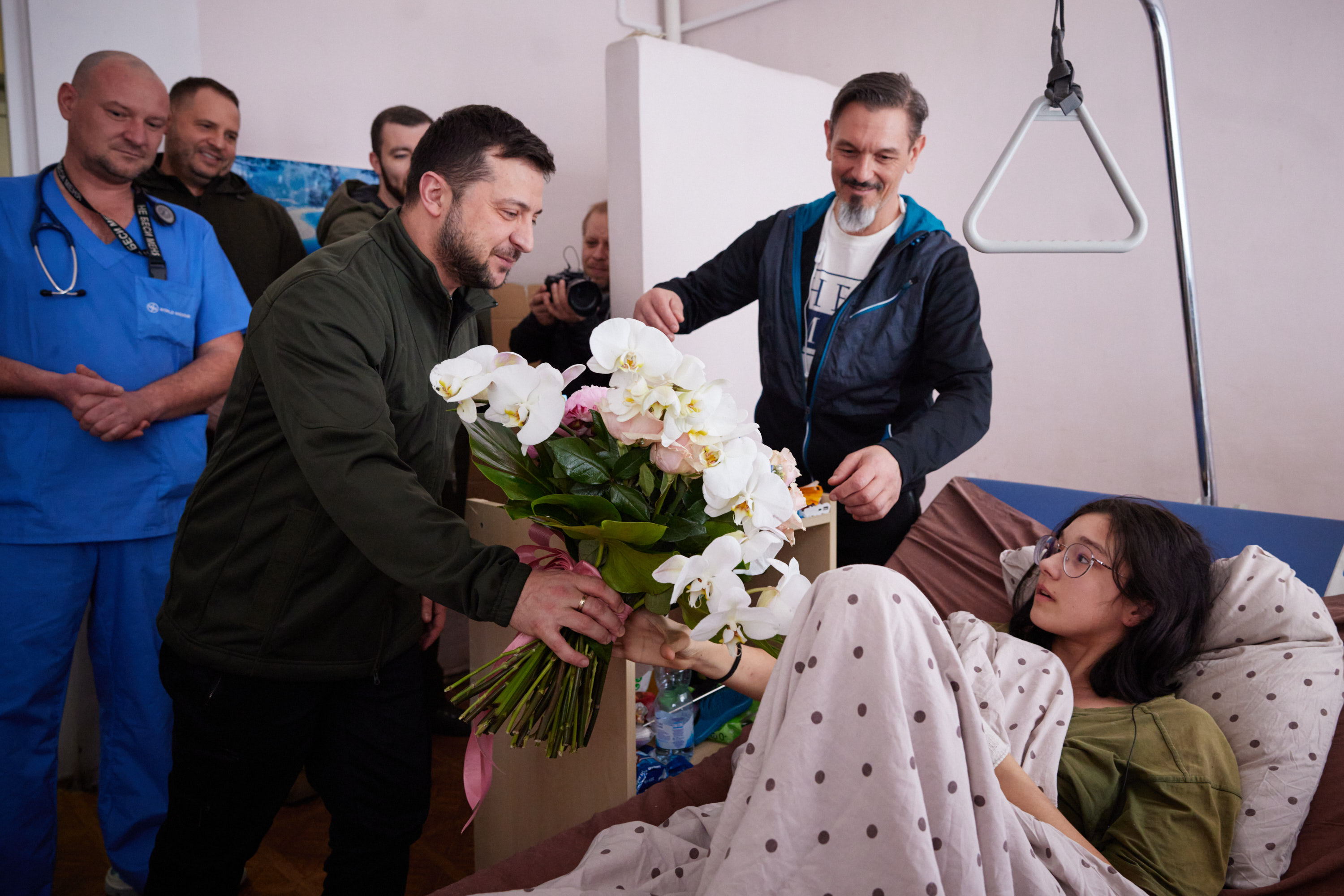
Prezident Zelenskyj na návštěvě nemocnice v Kyjevě, 17. března

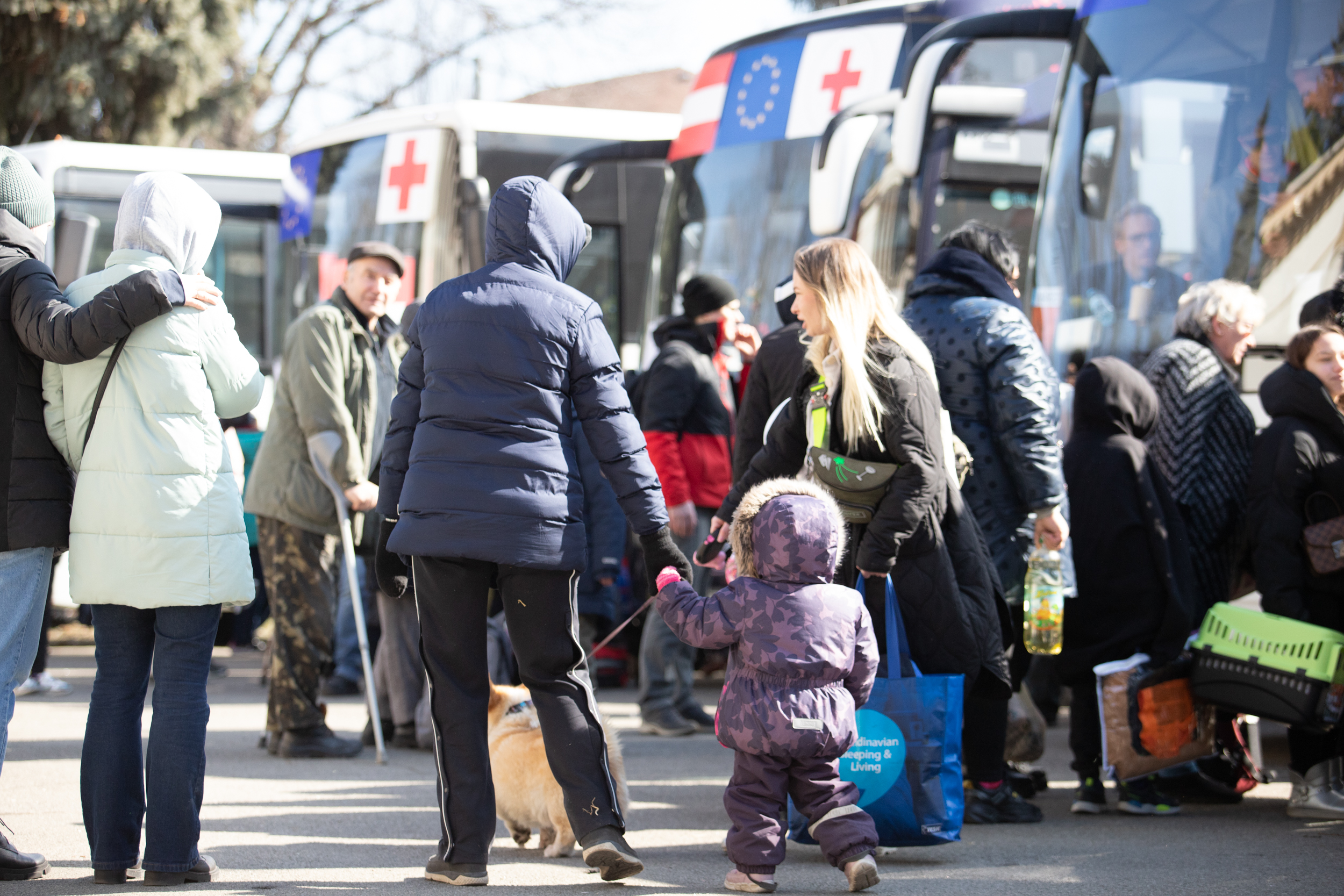
Evakuační autobusy v Kyjevě

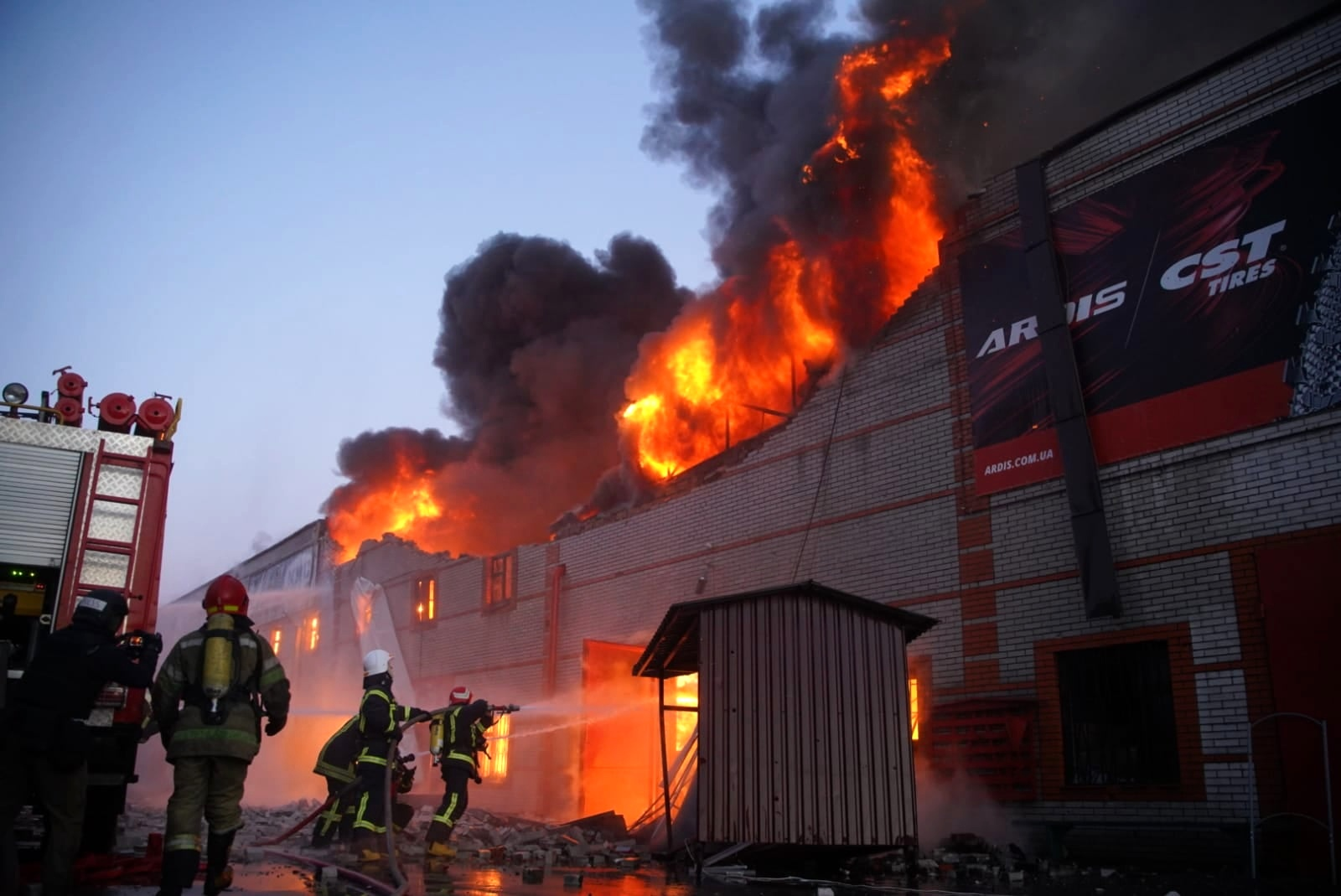
Sklady v Kyjevě zasažené ruským ostřelováním, 17. března

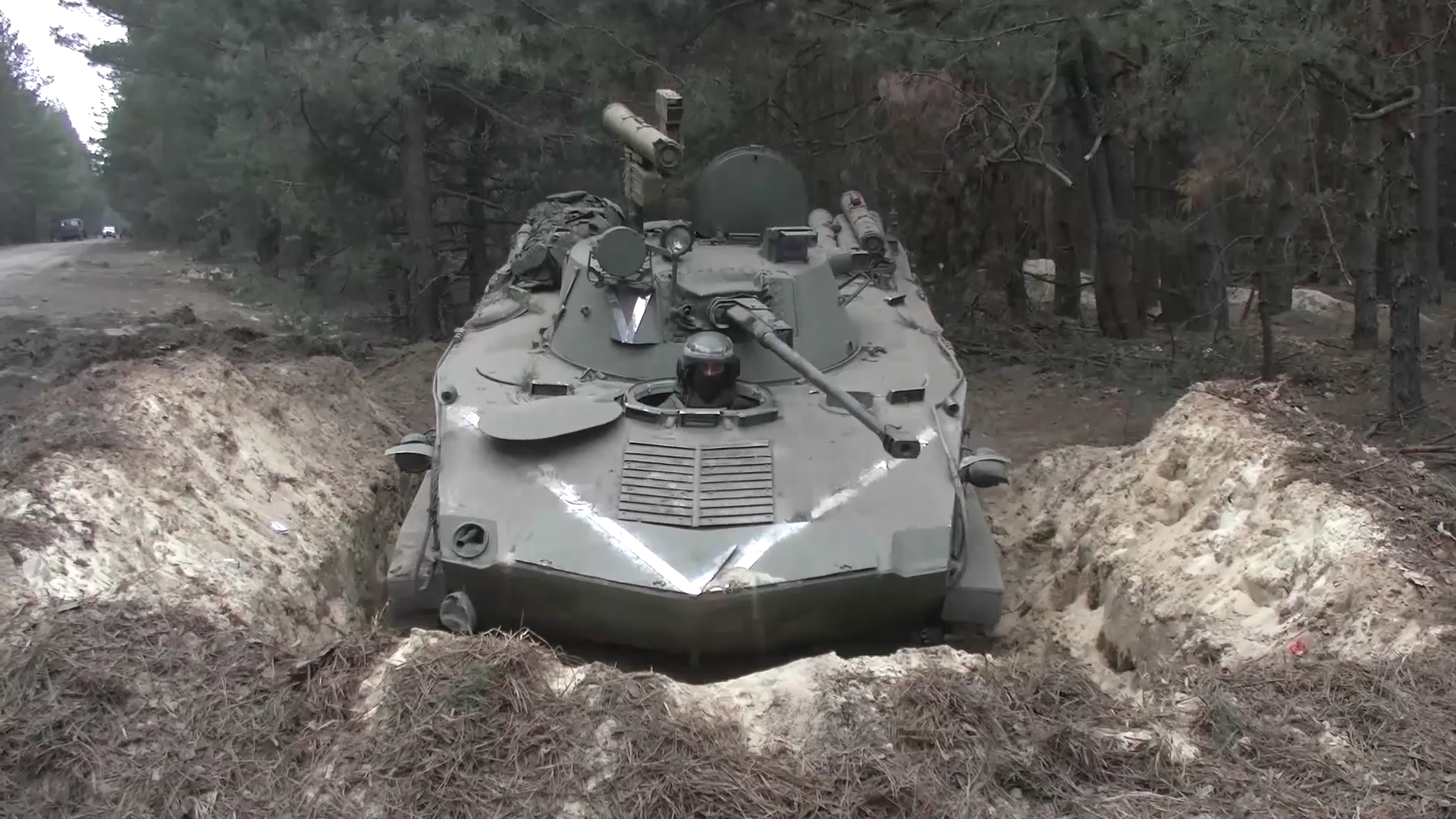
Ruský transportér v zákopu před Kyjevem

Bezpečnostní poradce ukrajinského prezidenta Oleksij Arestovyč prohlásil, že prezident Volodymyr Zelenskyj nezměnil své stanovisko, že hranice Ukrajiny musí být uznány ve stavu z roku 1991. To znamená, že Ukrajina si nadále činí nárok na Ruskem anektovaný poloostrov Krym a území ovládané separatisty ve východoukrajinském Donbasu. Zelenskyj vícekrát uvedl, že územní svrchovanost Ukrajiny nemůže být v nynějších jednáních s Ruskem o ukončení války předmětem kompromisu.
Letadlo s ruským ministrem zahraničí Sergejem Lavrovem, které mířilo do Pekingu, se podle záznamu z radarů otočilo nad Sibiří v oblasti Novosibirska a vrátilo se do Moskvy. Podle deníku Bild, který cituje ČTK, není jasné, co se za letu přihodilo – zda jej čínští představitelé odmítli přijmout či zda svého ministra povolal zpět do Moskvy prezident Vladimir Putin.
Unesený starosta ukrajinského Melitopolu Ivan Fedorov byl vyměněn za devět zajatých ruských branců ve věku 19–20 let (ročníky 2002–2003).
V Luhanské oblasti ruské okupační síly ostřelovaly celou noc Rubižne a zničily nejméně 27 domů. Cílem ostřelování byly také obce Popasna a Severodoněck, kde byl zasažen útulek pro matky s dětmi. Informace o mrtvých a zraněných nejsou známy. Podle velení východního letectva sestřelila ukrajinská protivzdušná obrana v noci nad Dněpropetrovskem dvě ruská letadla.
Podle údajů ukrajinské generální prokuratury od začátku války na Ukrajině zemřelo 108 dětí a více než 120 jich bylo zraněno. Kreml odmítl splnit příkaz Mezinárodního soudního dvora OSN k zastavení vojenských operací.
V Mariupolu, kde žilo 450 000 obyvatel, je zničeno nebo poškozeno 80–90 % budov. K 14. březnu bylo ve městě nalezeno na volném prostranství asi 2 357 mrtvých, ale není známo kolik se jich nachází pod sutinami domů. Protiatomový kryt Činoherního divadla v Mariupolu přežil ruské bombardování a po odklizení trosek se podle poslankyně Olhy Štefanyšynové do tamního poledne podařilo z trosek dostat již asi 130 lidí a později i ostatní, ale záchranáři byli během odklízení trosek ostřelováni. Italský ministr kultury Dario Franceschini prohlásil, že Itálie je připravena obnovit budovu Činoherního divadla zničenou ruskými vojsky. Evakuačním koridorem se do 17. března zachránilo z Mariupolu asi 30 000 lidí v 6 500 autech.
Poté, co celý den na region útočila ruská armáda, je Chersonská oblast zcela obsazena ruskými vojsky. Téměř každá ze 49 obcí zažívá přerušení dodávek elektřiny, vody a plynu. Od večera 16. března je bez proudu 64 obcí. Situace v regionu je kritická kvůli nedostatku potravin a léků a terorizování civilistů ze strany Rusů. Ruská armáda na kontrolním stanovišti odebrala část pomoci zaslané pro děti do sirotčince Olešky.
Poradce vedoucího prezidentské kanceláře Oleksij Arestovyč prohlásil, že k 17. březnu si zachovaly operační a strategické schopnosti pouze dvě z deseti ruských armád, které působí ve třech z původně šesti operačních oblastí. Rusko vyslalo na Ukrajinu 97 praporních taktických skupin, tj. více než 130 000 vojáků. K 15. březnu bylo 15 z nich zcela zničeno a 18 není bojeschopných.
Dne 16. března poškodilo ruské ostřelování vysokonapěťové vedení Záporožské jaderné elektrárny. V oblasti zásahu probíhají boje a vedení není možné opravit. Energoatom informoval, že výkon obou provozovaných bloků jaderné elektrárny byl snížen.
Ministři zahraničí G7 ve společném prohlášení obvinili Putina z vedení „nevyprovokované a hanebné války“ a vyzvali Rusko, aby splnilo příkaz Mezinárodního soudního dvora k zastavení útoku a stažení svých sil.
Podle investigativního zpravodajského webu Bellingcat zatkla Federální bezpečnostní služba Ruské federace kvůli tvrzení, že „vynášel informace“ a „plýtval“ tolik potřebným palivem, jednoho z nejvyšších generálů, zástupce velitele sil Národní gardy (Rosgvardie) Romana Gavrilova. Jeho síly v Rosgvardii utrpěly značné ztráty, zatímco ruský útok vázne.
Ruská armáda používá k ostřelování civilních objektů kazetovou munici, kterou zakazuje Dublinská úmluva z roku 2008. Úmluvu o zákazu užívání kazetové munice podepsalo více než 100 zemí, ale Rusko ani Ukrajina (která kazetovou munici rovněž vlastní) se k této dohodě nepřipojily. Kazetové bomby vypálené ruskými vojáky na Kozaču Lopan zabily šest lidí a zranily nezjištěný počet osob. Stejná munice byla užita i při útocích na Charkov, Děrgač, Cherson a mnoho dalších měst na Ukrajině. Důkazy o použití kazetových bomb přinesl investigativní web Bellingcat.
Ukrajina zřizuje Národní informační kancelář, která bude spadat pod ministerstvo pro reintegraci dočasně okupovaných území a bude shromažďovat údaje o ukrajinských válečných zajatcích, mrtvých, nezvěstných a nezákonně zatčených Ruskou federací, včetně civilistů.
Prezident Volodymyr Zelenskyj vystoupil s projevem v německém Bundestagu online. Vytkl německým úřadům, že otálejí s uvalením preventivních sankcí proti Rusku, a vyzval kancléře Olafa Scholze, aby se ujal vedení a pomohl Ukrajině ukončit válku. Po Zelenského projevu Scholz oznámil, že spolkové země Německa poskytnou Ukrajincům pomoc.
Vojáci Azovského pluku zničili během jednoho dne čtyři tanky a dva obrněné transportéry, zasáhli ještě jeden obrněný transportér Rusů. Byla zničena rota nepřátelské pěchoty.

### 18. březen

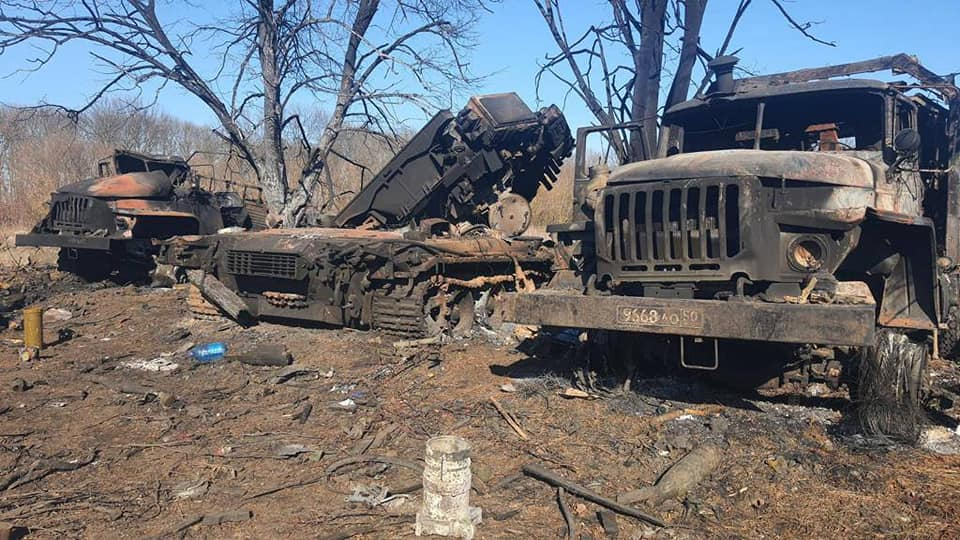
Zničená ruská technika poblíž obce Trostianec, 18. března

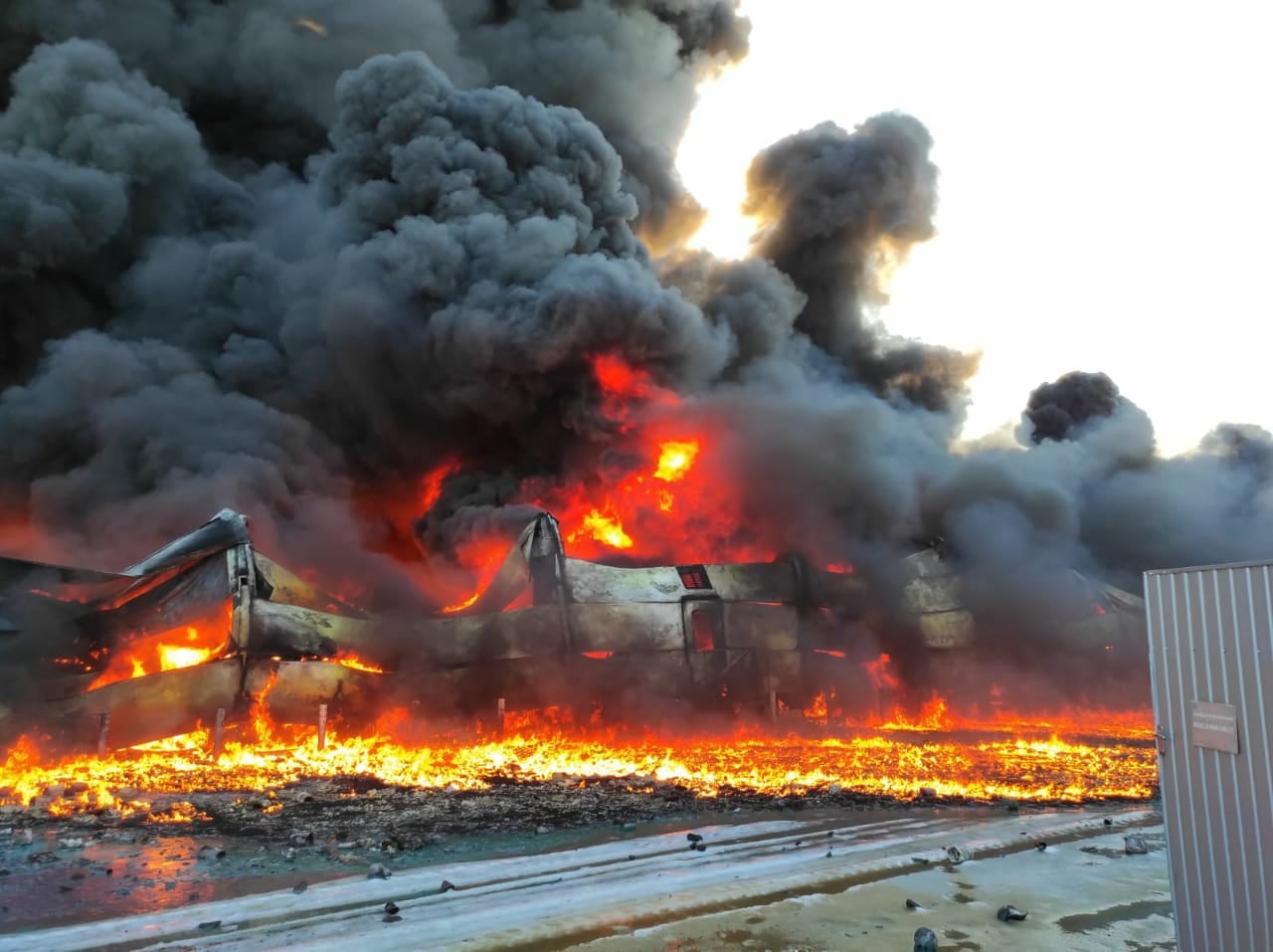
Sklad barev v Sumách po zásahu ruskými střelami, 18. března

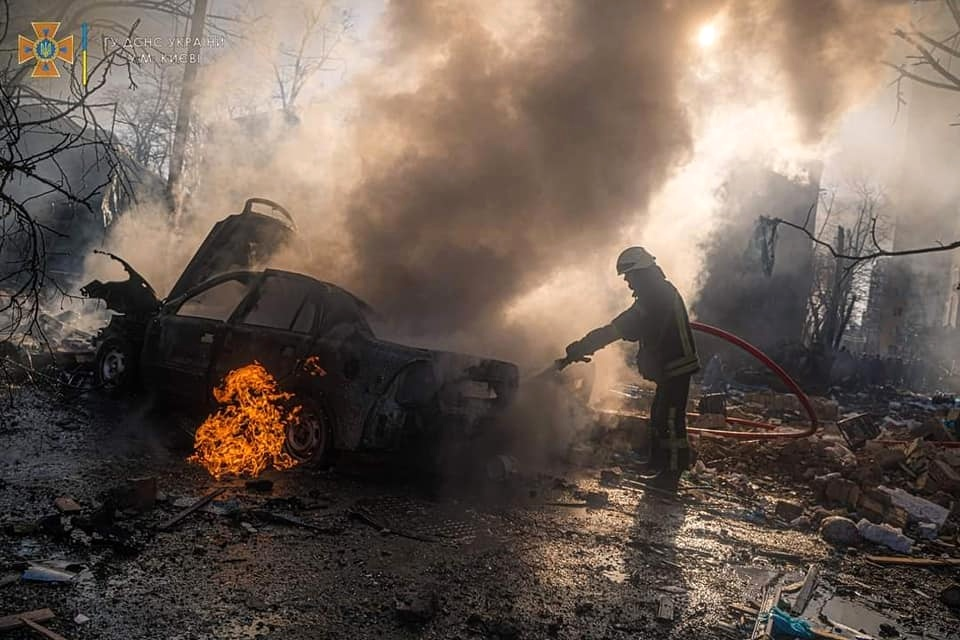
Požár v Kyjevě po pádu sestřelené ruské rakety 18. března

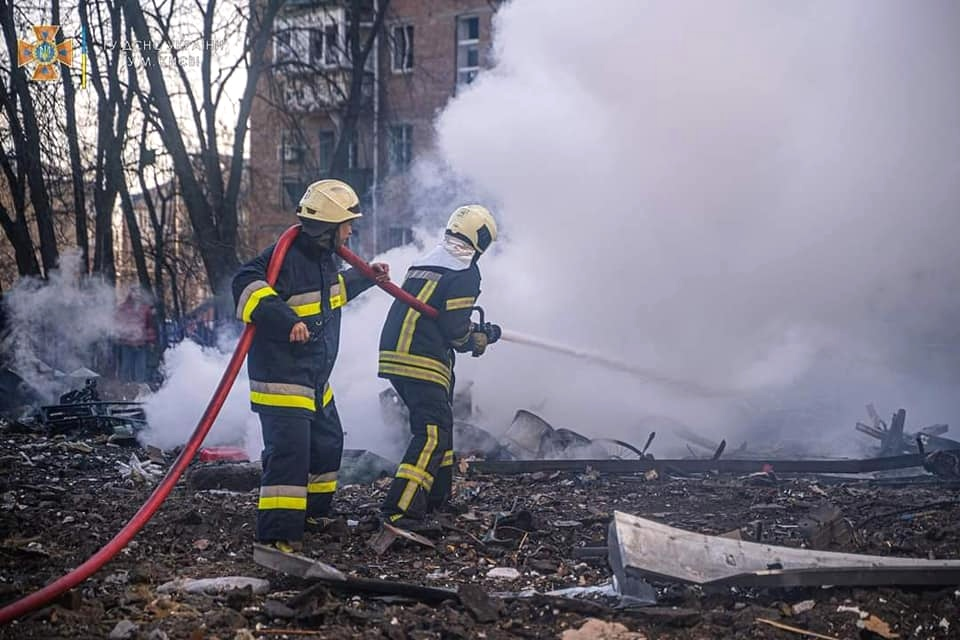
Kyjevští hasiči, 18. března

Počet lidí zabitých při ruském ostřelování v Merefě v Charkovské oblasti vzrostl na 23, dalších 26 bylo zraněno. Prokuratura zahájila trestní řízení ve věci porušení válečných zvyklostí a pravidel v kombinaci s úkladnou vraždou.
Rusko najalo asi 1 000 dobrovolníků z takzvané armády Bašára Asada a Hizballáhu, kteří mají zkušenosti s bojem ve městě. Generální štáb ozbrojených sil Ukrajiny se domnívá, že žoldáci nemají v úmyslu bojovat na Ukrajině, ale vnímají ji jako příležitost dostat se do Evropy.
Ruské jednotky se snaží odhalit systém ukrajinské protivzdušné obrany podél pobřeží Černého moře. Generální štáb ukrajinské armády uvedl, že během 17. března ukrajinská obrana za účasti vlastních stíhaček a protiletadlových raket zničila 14 ruských vzdušných cílů, z toho sedm letadel, jeden vrtulník, 3 BpLA a tři střely s plochou dráhou letu.
Oproti dřívějším zprávám zůstalo v krytu pod divadlem v Mariupolu uvězněno asi 1 300 lidí, které se nedaří vyprostit kvůli ostřelování. Kryt bombardování vydržel, ale skládá se ze tří částí a zatím z trosek, které rozebrali sami obyvatelé Mariupolu, bylo vysvobozeno jen 130 lidí.
Ukrajinské síly oznámily, že zabily velitele ruského výsadkového pluku Sergeje Suchareva a jeho zástupce. Sucharevův pluk bojoval proti Ukrajině u města Ilovajsk v Donbasu již v roce 2014 a zúčastnil se také obou čečenských válek a rusko-gruzínské války v roce 2008.
Od počátku války se na Ukrajinu podle pohraniční služby vrátilo 320 000 mužů, aby se zapojili do obrany své země. Na Ukrajině je již 6,5 milionu vnitřně vysídlených osob a 3,2 milionu lidí uprchlo do zahraničí.
Po vyhoštění tří pracovníků ruského velvyslanectví v Bratislavě v souvislosti se špionážní aférou následovalo 18. března vyhoštění deseti ruských diplomatů z Bulharska, čtyř z Litvy a po třech z Estonska a Lotyšska.
Velké přístavní město Mykolajiv (500 000 obyvatel) se osvobodilo od ruských jednotek, které pronikly do města 4. března, ale nepodařilo se jim ho obsadit. Ukrajinské jednotky zničily ruské kolony předtím, než jim dorazily posily, a při následném protiútoku se dostaly až za hranici Mykolajivské oblasti s Chersonskou oblastí. Ukrajinské síly dobrovolníků i profesionálů zlikvidovaly většinu ruského taktického praporu také v nedalekém Voznesensku. V Oděse, v blízkosti vojenského objektu, zničili zástupci Územní obrany města geodetický maják. Ve večerních hodinách byl Mykolajiv ostřelován z oblasti Chersonu a budovách místní posádky zahynuly desítky ukrajinských vojáků.
Šéf Luhanské oblastní správy vyzval, aby se nevěřilo falešným informacím o obsazení ukrajinských měst Kreminna, Rubižné, Severodoněck, Lysyčansk, Popasny. Ruská vojska se snaží tato města dobýt, ale ukrajinští vojáci neustupují. V Lysyčansku ruská armáda při ostřelování zasáhla místní nemocnici. U Černihova byly odraženy dva pokusy ruských vojsk o postup vpřed, mnoho vozidel bylo zničeno. V Doněcké oblasti ruská armáda ostřelovala 11 osad a poškodila obytné domy a infrastrukturu, jsou zde ranění a mrtví civilisté a záchranáři. Letadla a těžké dělostřelectvo ruské armády nepřetržitě ostřelují města Mariupol, Avdijivka, Krasnorivka, Mariinka, Vuhledar, Bogojavlenka, Novomichajlivka, Stepne, Olhynka, Vasylivka, Verchnotoretske.
Ostřelování Charkova pokračovalo i v noci a byla při něm zasažena budova vysoké školy. Celkem bylo podle starosty ve městě zničeno více než 700 budov. Na Ukrajině bylo v důsledku ostřelování a bombardování zcela zničeno 64 vzdělávacích institucí a 464 jich bylo poškozeno. Za posledních 24 hodin bylo poškozeno 24 vzdělávacích institucí a jedna byla zničena. Podařilo se uhasit požár na Barabašovské tržnici, který způsobilo ruské ostřelování 17. března. Ostřelován byl také Kramatorsk a předměstí Záporoží, kde došlo k požáru v továrně. Po ostřelování začal v Sumách hořet sklad s barvami a laky. Požár zasáhl více než 6 tisíc metrů čtverečních.
Generální štáb ozbrojených sil Ukrajiny oznámil, že k 18. březnu činily celkové ztráty ruské armády od začátku invaze na Ukrajinu asi 14 200 mrtvých vojáků, 450 zničených tanků a více než 200 letadel. 18. března zničila ukrajinská protivzdušná obrana nejméně 12 vzdušných cílů ruských okupantů – dvě letadla, tři vrtulníky, tři bezpilotní letouny a čtyři řízené střely.
Po schůzce amerických a čínských diplomatů v Římě, kde USA daly jasně najevo, že pomoc Číny Rusku by měla nepříjemné důsledky, hovořili spolu 18. března prostřednictvím videohovoru i americký prezident Joe Biden a čínský prezident Si Ťin-pching. Ten prohlásil, že mír a bezpečnost jsou nejcennějšími poklady mezinárodního společenství a konflikt, jako je ten na Ukrajině, není v ničím zájmu. Biden zdůraznil svou podporu diplomatickému řešení krize a v rozhovoru konkretizoval důsledky, se kterými se Čína bude muset potýkat, pokud se Rusku rozhodne v jeho agresi pomoci. Zároveň zopakoval, že politika USA vůči Tchaj-wanu se nezměnila a zdůraznil, že Spojené státy jsou i nadále proti jakýmkoli jednostranným změnám stávajícího stavu. Podle experta na mezinárodní politiku z Ukrajinského institutu budoucnosti Iliji Kusy, Čína už pochopila, že Rusko na Ukrajině nedosáhne vytyčeného cíle a bude k němu přistupovat pragmaticky. Čína se bude snažit dosáhnout dohod s USA o novém globálním bipolárním formátu, kde Rusko bude hrát druhořadou roli.
Prezident Volodymyr Zelenskyj prohlásil, že obráncům Kyjeva se podařilo dobýt zpět 30 okolních obcí. Generální štáb ukrajinských ozbrojených sil má zprávy o ruských vojácích, kteří se odmítají účastnit bojů, páchají sebevraždy nebo si záměrně přivodí zranění. Zároveň varoval, že Rusko plánuje na Ukrajinu vyslat jednotky ze své základny v Arménii.
Podle průzkumu, který 18. března provedla na Ukrajině společnost Rating Sociological Group a zúčastnilo se ho 1000 respondentů, je 93 % Ukrajinců přesvědčeno, že jejich země zvítězí. Podle Ukrajinců jsou k Ukrajině nejpřátelštější Polsko, Litva, Velká Británie a Spojené státy. Za přátelské jsou považovány také Česká republika, Rumunsko, Moldavsko, Slovensko, Turecko, Francie a Slovinsko. Čína je pro Ukrajince převážně neutrální zemí, zatímco Rusko (98 %) a Bělorusko (84 %) jsou pro Ukrajince nepřátelskými zeměmi. Pro 89 % Ukrajinců je nepřijatelné podepsání dočasného příměří s Ruskem bez stažení jeho vojsk z Ukrajiny. Podpora vytvoření vojensko-politické unie Ukrajiny, Polska a Velké Británie vzrostla z 61 % (v lednu) na 85 % a je vyšší než podpora vstupu do NATO (72 %).

### 19. březen

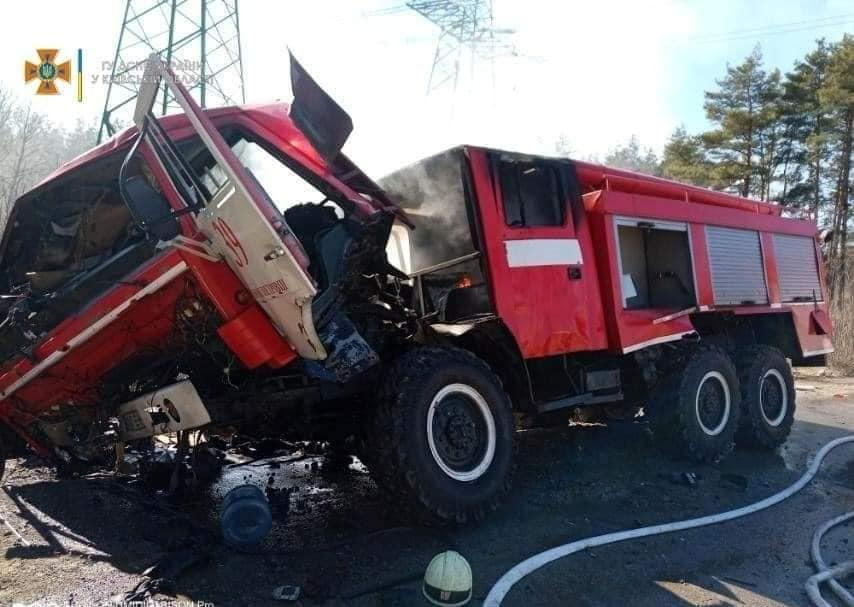
Požární vozidlo po najetí na minu, Kyjevská oblast, 19. března

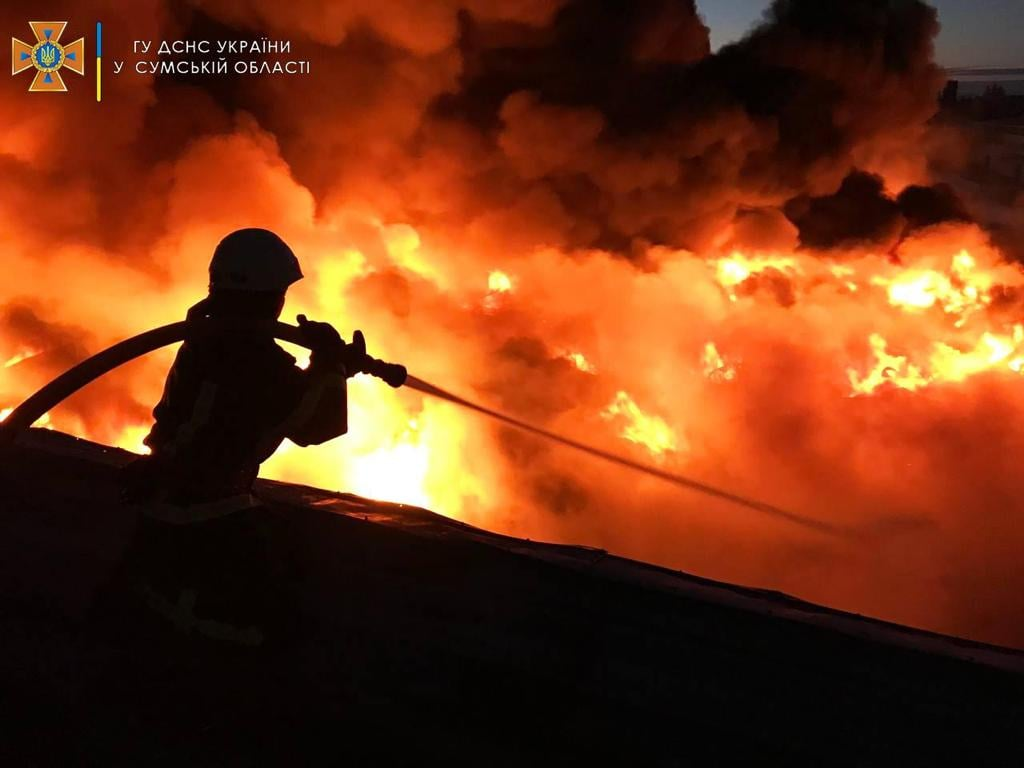
Hašení požáru skladu v Sumách, 19. března

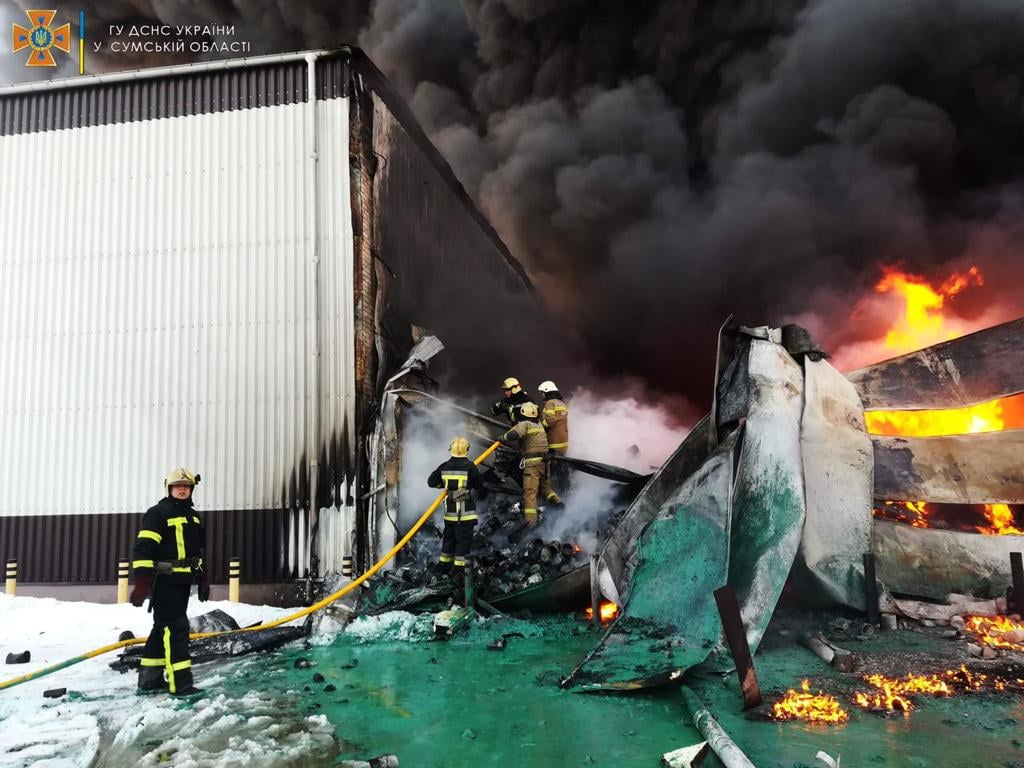
Hašení požáru skladu v Sumách, 19. března

Podle zprávy Úřadu OSN pro koordinaci humanitárních záležitostí bylo v důsledku ruské invaze na Ukrajinu vysídleno téměř 10 milionů lidí, což představuje téměř čtvrtinu obyvatel Ukrajiny. Z toho je 6,5 milionu vnitřně vysídlených osob a více než 3 miliony lidí odešlo do zahraničí.
Turecko nabídlo roli mediátora mezi Ruskem a Ukrajinou a mohlo by být místem přímého jednání prezidentů Vladimira Putina a Volodymyra Zelenského. Podle mluvčího tureckého ministerstva zahraničí Ibrahima Kalina jsou podmínky, které si klade Vladimir Putin a které sdělil ve svém rozhovoru s tureckým prezidentem Recepem Erdoganem, nadále nepřijatelné.
V Mariupolu ruská vojska ostřelováním zničila metalurgický závod Azovstal, který byl jednou z největších továren tohoto druhu v Evropě. Ukrajinská armáda v Mariupolu zničila ruské muniční sklady a vojáci pluku Azov několik kusů ruské obrněné techniky.
Aby Rusko nahradilo své ztráty ve válce na Ukrajině, byly na území Běloruska převeleny samostatné jednotky 155. samostatné brigády námořní pěchoty z Vladivostoku a 40. samostatné brigády námořní pěchoty ze základny Petropavlovsk-Kamčatskij a v oblasti severozápadně od Černobylu byly rozmístěny týlové oblasti Východního vojenského okruhu. Na Ukrajině je podle oficiálních údajů 562 ruských válečných zajatců.
Ruské ministerstvo obrany uvedlo, že jeho armáda použila hypersonické střely kompletu Kinžal („Кинжал“) ke zničení podzemního skladu raket a letecké munice ukrajinských vojsk v obci Děljatin v Ivanofrankivské oblasti. Podle ukrajinské strany nebyl nikdo zabit ani zraněn. Podle ruské armády je tento systém, který překoná všechny stávající i vyvíjené systémy protivzdušné a protiraketové obrany, schopen zasáhnout cíle na vzdálenost více než 2 000 km. Aerobalistické rakety Kinžal nesou modernizované stíhací letouny MiG-31K, které jsou nasazeny v Jižním vojenském okruhu a předtím cvičily v Sýrii.
Podle Generálního štábu ozbrojených sil Ukrajiny byl zabit velitel 8. vševojskové armády Ozbrojených sil Ruské federace generálporučík Andrej Mordvičev. Ruská operačně-taktická skupina „Východ“ ztratila v bojích 8 tanků, 11 bojových vozidel pěchoty a asi četu pěchoty. V Čornobajivce v Chersonské oblasti ukrajinské dělostřelectvo již pošesté odrazilo a zlikvidovalo ruské útočníky. Síly protivzdušné obrany Ukrajiny zničily nad Oděsou několik nepřátelských bezpilotních letounů.
Osm z deseti humanitárních koridorů 19. března úspěšně fungovalo. Ruští vojáci nepustili 14 kamionů s humanitárním zbožím (potraviny, dětská výživa, léky) do Chersonské oblasti a neumožnili jejich vyložení. Ruské jednotky násilně přesunuly několik tisíc lidí z Mariupolu do Ruska. Zajatí obyvatelé Mariupolu byli odvezeni do filtračních táborů v okupovaném Novoazovsku, kde jim byly kontrolovány telefony a odebrány ukrajinské pasy. Poté byli někteří převezeni do vzdálených měst Ruska, osud ostatních zůstává neznámý.
Během 19. března ruské jednotky ostřelovaly Černihiv, Novi Petrivtsi, obec Makarov v Kyjevské oblasti a byl bombardován Charkov. Infrastruktura Černihivu je zcela zničená. Nejde elektřina, teplo, lidé nemají vodu.
Ukrajinská armáda sestřelila tři ruské vrtulníky a vyhodila do vzduchu železniční most na hranici s Ruskou federací. V 15. patře obytného domu v Charkově byla odhalena sabotážní a průzkumná skupina. V bytě byly nalezeny antény a další rádiové vybavení. Podrobnosti vyšetřují příslušníci Bezpečnostní služby Ukrajiny.
Ukrajinský internetový deník The Kyiv Independent zveřejnil svědectví mužů z Ruskem okupované Doněcké oblasti, kteří byli násilně mobilizováni aniž předtím absolvovali vojenskou službu. Ozbrojenci z odštěpenecké Doněcké republiky je odvedli přímo z pracoviště a bez vojenského výcviku je poslali na frontu u Mariupolu. Manželky nelegálně mobilizovaných obyvatel Donbasu nevědí jak najít své muže a některé se s žádostí o pomoc obrátily přímo na Putina. Podle zpravodajské jednotky ukrajinského ministerstva obrany je naprostá většina mobilizovaných obyvatel Donbasu posílána do nejžhavějších míst bez speciálního výcviku, „aby odstraňovali překážky a kopali zákopy“. Ztráty mezi novými rekruty dosahují 70–80 %. Rusko využívá Doněcký metalurgický závod ke spalování těl obyvatel Donbasu zabitých v boji, aby skrylo skutečný počet obětí.
Britský premiér Boris Johnson na konferenci své konzervativní strany v Blackpoolu srovanal instinktivní boj Ukrajinců o své území, a boj o svobodu s překvapivým hlasováním o Brexitu v 2016. „Britové rovněž chtěli rozhodovat o svých věcech a mít svobodu řídit krajinu po svém (jako nyní Ukrajinci).“

### 20. březen

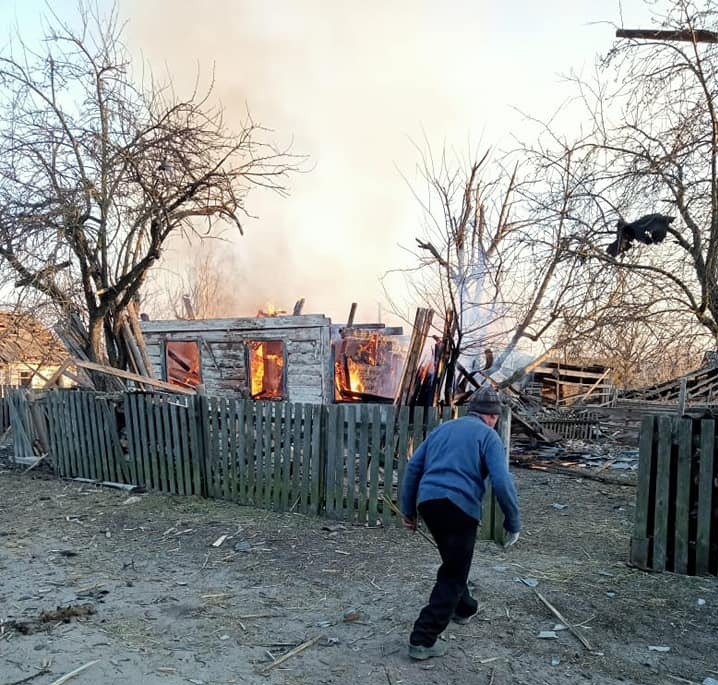
Korosten po bombardování, 20. března

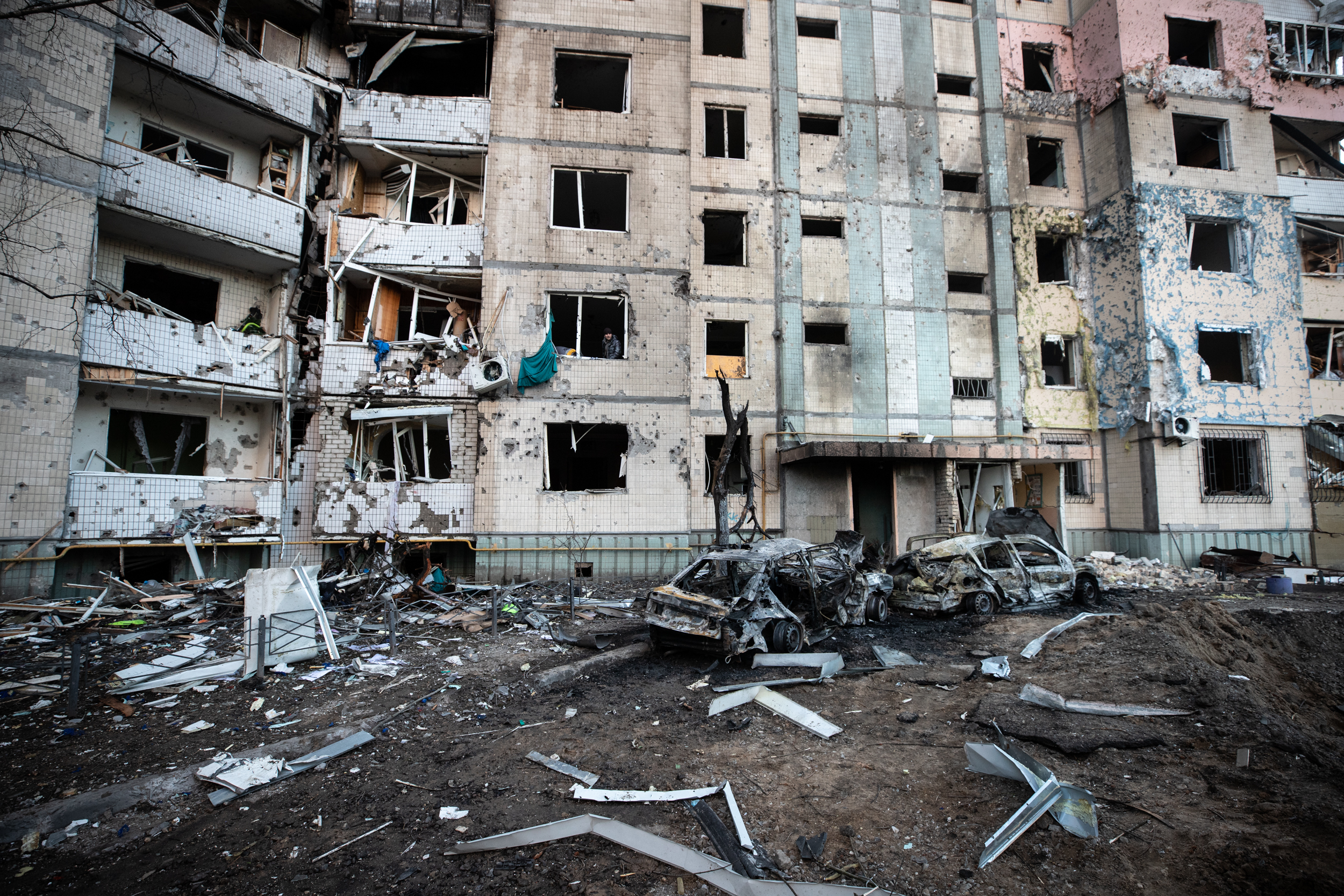
10poschoďový dům v Kyjevě po ruském ostřelování, 20. března

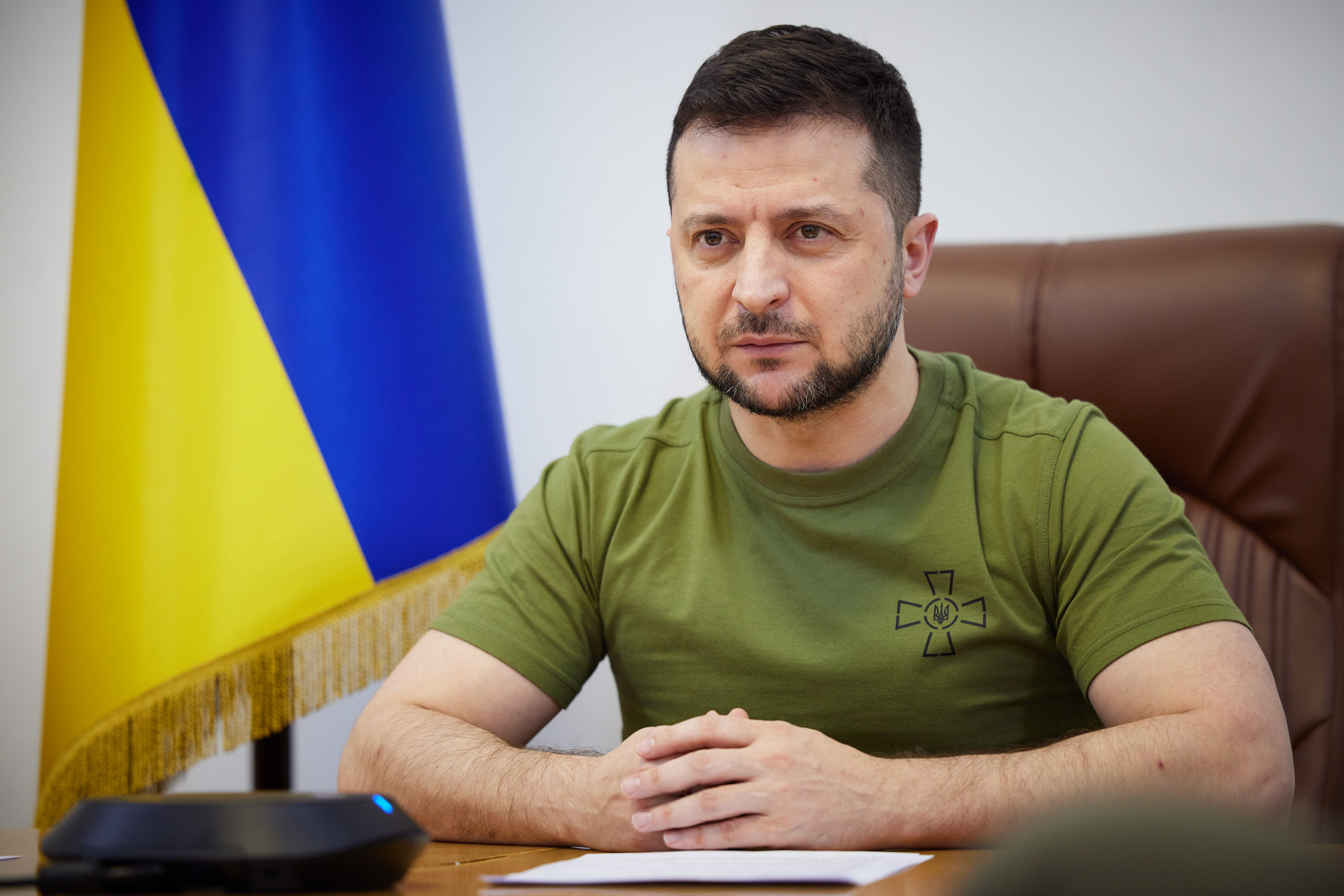
Projev Volodymyra Zelenského v Knesetu

Podle ředitele ukrajinských železnic Oleksandra Kamyšina přerušili běloruští železničáři blíže neurčeným způsobem železniční dopravu mezi Běloruskem a Ukrajinou a znemožnili tak přesuny ruských vojenských jednotek.
Prezident Volodymyr Zelenskyj oznámil, že vzhledem k rozsahu ruské invaze na Ukrajinu se Rada národní bezpečnosti a obrany rozhodla pozastavit veškeré aktivity stran, které mají vazby na agresorskou zemi. Zákaz se týká stran a hnutí: „Опозиційна платформа – За життя“, „Партія Шарія“, „Наші“, „Опозиційний блок“, „Ліва опозиція“, „Союз лівих сил“, „Держава“, „Прогресивна соціалістична партія України“, „Соціалістична партія України“, „партія Соціалісти“, „Блок Володимира Сальдо“.
Nedělní mnohatisícové demonstrace proti okupantům se konaly v řadě měst obsazených ruskou armádou. V Enerhodaru lidé demonstrovali proti únosu náměstka primátora Ivana Samoidyuka a místní televizní kanál odmítl spolupracovat s Rusy. Pokus ruských vojáků unést autem další civilisty se nezdařil a z davu se vysvobodili až střelbou do vzduchu. Několik tisíc občanů se sešlo na pokojném protestu proti ruské vojenské okupaci Chersonu. Skandovali: „Vraťte se domů, dokud jste naživu!“, „Cherson je Ukrajina!“. Další protesty proběhly v okupované Kachovce, 200–250 lidí protestovalo v Berďansku. Dav na podporu Ukrajiny se sešel v Jerevanu i v Bělehradě aby demonstroval, že ne všichni obyvatelé Srbska podporují Putina.
Ukrajinská rozvědka uvedla, že Rusové vysílají na Ukrajinu další teroristickou skupinu s cílem zlikvidovat vedení země. Na Ukrajinu začaly přijíždět skupiny ozbrojenců Wagnerovy skupiny, které financuje blízký Putinův přítel Jevgenij Prigožin. Cílem žoldáků je prezident Volodymyr Zelenskyj a dále vedoucí prezidentské kanceláře Andrij Jermak a premiér Denys Šmyhal.
Západní zpravodajské služby odhadují, že celkový počet mrtvých a zraněných ruských vojáků ve válce na Ukrajině dosahuje jednoho tisíce denně a asi třetina všech sil, které byly plánovány k dobytí Ukrajiny, je vyřazena z provozu kvůli ztrátám. Ukrajinské odhady jsou ještě vyšší. Řada vojenských expertů a západních představitelů obrany tvrdí, že ruské jednotky trpí nedostatkem personálu, munice a narušením dodávek proviantu a pohonných hmot. Snahy Ruska doplnit své rezervy žoldáky ze Sýrie, okupované Abcházie a Jižní Osetie nebyly příliš úspěšné a válka může dojít do slepé uličky, kdy ani jedna ze stran nebude schopna provést útočné operace, které by mohly změnit její průběh. Britské zpravodajské služby se domnívají, že ruský prezident Vladimir Putin se nachází v „informační bublině“, kde mu nikdo není schopen sdělit objektivní informace o stavu věcí v souvislosti s ruskou invazí na Ukrajinu.
Ukrajinský novinář Oleh Baturin, kterého 12. března unesli okupanti na autobusovém nádraží v Kachovce a 20. března se dostal na svobodu, sdělil na Facebooku své zkušenosti:
187 hodin zajetí. Téměř osm dní jsem seděl se zakloněnou nebo zakrytou hlavou. Báli se, abych jim neviděl do tváře. Prakticky žádné jídlo. Některé dny téměř bez vody. Žádné mýdlo, žádná výměna oblečení. Nechápal jsem, kde jsem. Ale oni zjevně věděli proč. Chtěli mne zlomit, ukázat, co se stane každému novináři: budete rozdrceni. Budete zabiti.

20. března oznámil šéf regionální správy Serhij Hajdaj, že 11. března ruské jednotky rozstřílely domov důchodců v Luhanské oblasti zblízka z tanku. Zahynulo 56 lidí, přežilo jen 15. Na místo tragédie, které okupují ruská vojska, se nelze dostat. Ruské jednotky shodily bomby na uměleckou školu v Mariupolu, kde se ukrývalo asi 400 lidí. Budova je zničena, lidé zůstávají pod troskami. O případných obětech zatím nejsou žádné informace.
Podle poradce ministra vnitra Denyšenka 19. března ukrajinské ozbrojené síly zlikvidovaly dva vysoce postavené ruské velitele: zástupce velitele Černomořského loďstva (Andreje Palije) a zástupce velitele ženijních vojsk Západního vojenského okruhu Ruské federace. Ukrajinská armáda zlikvidovala také velitele průzkumné roty separatistů z DLR Sergeje Maškina.
Maďarští celníci zadrželi manželku někdejšího poslance a člena mimoparlamentní strany Народний Фронт Igora Kotvického, která se přes Zakarpatskou Ukrajinu pokusila převézt přes hranice hotovost ve výši 28 milionu dolarů a 1,3 milionu euro. Kotvický byl už předtím roku 2014 obviněn z korupce.
Časopis Time věnoval obálku Rusku s titulkem: „Russia is down. Forever“.
Prezident Volodymyr Zelenskyj oslovil prostřednictvím videokonference poslance izraelského parlamentu Kneset. Připomněl, že 24. únor, kdy Rusko napadlo Ukrajinu, se zapsal do dějin dvakrát a v obou případech jako tragédie pro Ukrajince a Židy – před 102 lety, 24. února 1920, byla založena NSDAP. Ruské „konečné řešení ukrajinské otázky“ se tak velmi podobá nacistickému „konečnému řešení židovské otázky.“ Ruské rakety zasáhly město Uman, které každoročně navštěvují desítky tisíc Židů, i Babí Jar, kde je pohřbeno více než 100 000 obětí holocaustu. Izraeli vyčetl lhostejnost, která zabíjí a dodal, že zprostředkování může být mezi státy, a ne mezi dobrem a zlem. Na závěr svého emotivního apelu se zeptal, proč Izrael dosud nezavedl sankce proti Rusku a neposkytl Ukrajině svůj protiraketový systém Železná kopule.
Podle Generálního štábu ukrajinské armády ruská vojska ztratila útočný potenciál. V ruských regionech Kubáni, Primorském kraji, Jaroslavské oblasti a Uralském federálním okruhu byla vyhlášena skrytá mobilizace, která má nahradit ztráty vojenského personálu během invaze na Ukrajinu. Kromě toho Moskva souhlasila se zapojením libyjských „dobrovolníků“. Přesun vojenských žoldnéřů se pravděpodobně uskuteční na náklady soukromé vojenské společnosti Jevgenije Prigožina „Liga“ (dříve „Wagner Group“).
Podle Generálního štábu ukrajinské armády činí ztráty nepřítele ke 20. březnu: kolem 14 700 vojáků, 476 tanků, 1487 obrněných bojových vozidel, 230 dělostřeleckých systémů, 74 kusů raketových systémů, 44 prostředků protivzdušné obrany, 96 letadel, 118 vrtulníků, 947 automobilů, 3 čluny, 60 cisteren, 21 UAV (drony) operační a taktické úrovně, 12 kusů speciálního vybavení.

### 21. březen

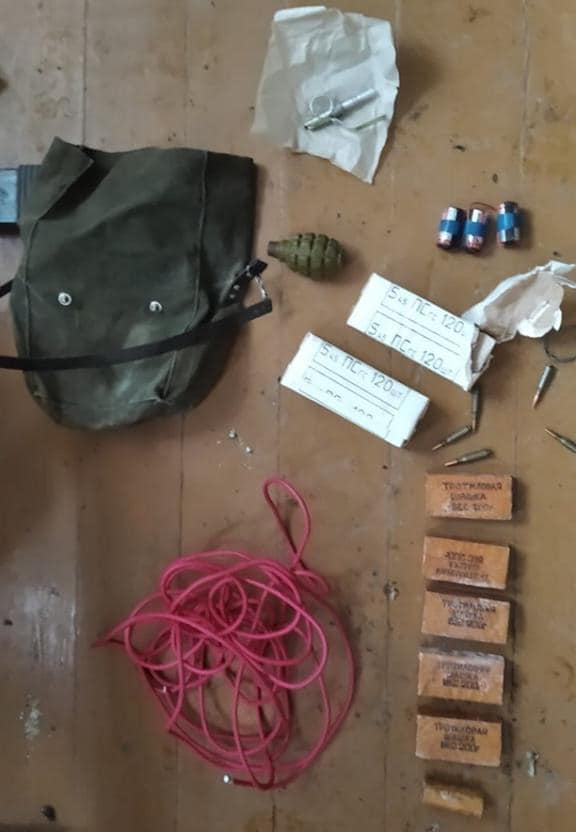
Výbava sabotéra zatčeného v Donbasu. Pohraničníci luhanského oddílu zadrželi muže, který se pokoušel sabotovat most. Poté pohraničníci spolu se zástupci vojenské kontrarozvědky Bezpečnostní služby Ukrajiny prohledali rezidenci sabotéra a nalezli velké množství výbušnin, Bickfordskou šňůra, munici a granáty označené Ruskou federací. Zadržený byl předán Národní policii Ukrajiny, jeho totožnost a výše přestupku se objasňuje. 21. března 2022.

Ministerstvo obrany Ruské federace adresovalo Ukrajině osmistránkové ultimátum, podle kterého musí ukrajinští vojáci do 21. března do 5:00 složit zbraně a opustit Mariupol. Ukrajina to odmítla a vicepremiérka Iryna Vereščuková znovu požádala pouze o otevření humanitárního koridoru.
Ruská vojska v noci ostřelovala chemickou továrnu Sumychimprom v Sumách a způsobila únik čpavku. V Kyjevě ruské ostřelování kompletně zničilo velké nákupní centrum Retroville o rozloze 1500 m² a poškodilo šest okolních domů, dvě školy a mateřskou školku. Zahynulo osm lidí. Později ukrajinská tajná služba SBU zatkla muže, který vyfotografoval a zveřejnil na sociální síti TikTok jednotku ukrajinské armády v blízkosti nákupního centra těsně před ruským raketovým útokem. Na Mariupol dopadají bomby každých 10 minut a kromě toho je ostřelován z tanků a děl. Počet mrtvých civilistů je vyšší než 3000, ale ve skutečnosti mrtvé nelze spočítat, protože řada lidí zůstala zavalena pod troskami domů.
Vůdce běloruské opozice Franak Vjačorka uvedl, že v Bělorusku partyzáni zastavují ruské vlaky, poškozují ruskou techniku a rozdávají letáky, aby zabránili invazi běloruských vojsk na Ukrajinu. Podle Ministerstva obrany Běloruska se výsadkáři 38. brestské samostatné gardové útočné brigády po úspěšném splnění úkolu vrátili z ukrajinské hranice do místa stálého působení v Brestu.
Vojáci Vinnyckého motorizovaného pěšího praporu ve spolupráci s námořní pěchotou zničili kolonu ruských vojsk v oblasti Záporoží a jedno z ukořistěných provozuschopných obrněných bojových vozidel „Tiger“ už přemalovali do ukrajinských barev. Další ruská zásobovací vozidla Kamaz i s posádkou byla zničena v oblasti Černihivu. Ve směrech na Doněck a Luhansk ukrajinské jednotky odrazily sedm útoků Ruské federace a zničily 12 tanků, 9 bojových vozidel pěchoty, 3 automobily a asi 170 vojáků. Jednotky protivzdušné obrany sestřelily 1 Su-34 a 1 vrtulník. Operační taktická skupina „Východ“ má důkazy o zničení jednoho ruského systému elektronického boje RB-341V „Leer-3“. Obránci Mariupolu zničili dva ruské tanky, potopili nepřátelský člun „Raptor“, zlikvidovali 17 útočníků a zmocnili se mnoha pěchotních zbraní. V Mykolajivské oblasti osvobodily ukrajinské výsadkové jednotky jednu vesnici a 80. brigáda Ukrajinských vzdušných sil zničila dělostřelbou ruskou zásobovací kolonu.
Zločiny Ruska na Ukrajině vyšetřuje ve spolupráci s ukrajinskou generální prokuraturou šest zemí: Estonsko, Litva, Německo, Polsko, Slovensko, Švédsko. Podle mezinárodního trestního zákoníku může prokuratura daného státu vyšetřovat válečné zločiny a zločiny proti lidskosti po celém světě.
Ukrajinské Centrum pro strategickou komunikaci a informační bezpečnost varovalo obyvatele, že informátoři ruské armády zjišťují výsledky ostřelování a poškození infrastruktury pomocí sociálních sítí, kde nabízejí zasklení oken zdarma a přitom se dotazují co vše bylo v tom místě poškozeno. Nabádá proto Ukrajince neprozrazovat pohyb ukrajinské techniky, neopravovat a neuvádět okamžitě následky nepřátelských útoků, nesdělovat cizím lidem, kde se nacházejí strategické objekty a neprozrazovat přesnost útoků vedených nepřítelem.
Ukrajinská tajná služba SBU zveřejnila důkazy o rabování ruských vojáků na obsazených územích. V telefonátu své matce prostřednictvím ukradeného mobilního telefonu s ukrajinskou SIM kartou se chlubí ruský voják, že je možné přijít do jakéhokoli bytu a vzít cokoli se hodí, včetně peněz, domácích zařízení a cenností. V okupované Trostjance rabují vojáci už tři týdny a ukradli i jedinou zdejší sanitku.
Podle agentury Ukrinform činí ztráty nepřítele ke 21. březnu: téměř 15 000 vojáků, 498 tanků, 1 535 obrněných bojových vozidel, 240 dělostřeleckých systémů, 80 kusů raketových systémů, 45 prostředků protivzdušné obrany, 97 letadel, 121 vrtulníků, 969 automobilů, 3 čluny, 60 cisteren, 24 UAV (drony) operační a taktické úrovně, 13 kusů speciálního vybavení.
Na webu Komsomolskaja pravda se zřejmě nedopatřením objevily oficiální údaje o ztrátách ruských vojáků s odkazem na ruské ministerstvo obrany. To udává 9 861 mrtvých a 16 153 zraněných ruských vojáků, což je mohem vyšší počet než týž den zveřejnily oficiální ukrajinské zdroje. Údaj byl rychle smazán, ale mezitím ho stihl uchovat jako screen běloruský opoziční web Nexta.
V bojích na předměstí města Izjum v Charkovské oblasti ukrajinské síly rozbily ruský konvoj, který podle izjumské radnice zanechal více než 20 kusů užitečného vybavení. V Donbasu přišla ruská armáda za jeden den o zhruba 30 kusů techniky a 300 lidí.
Rusko pociťuje nedostatek vojáků pro boje na Ukrajině a podle ukrajinských zpravodajců ministr obrany Sergej Šojgu podepsal rozkaz, podle kterého se mají do bojů zapojit i nezletilí členové dětské polovojenské organizace Junarmija, která spadá přímo pod Ministerstvo obrany.
Podle poradce vedoucího kanceláře prezidenta Oleksije Arestovyče ukrajinská armáda během dosavadních bojů zničila 11 praporů tanků, 34 praporů bojových obrněných vozidel, 5 praporů raketometů, 17 dělostřeleckých praporů, téměř 5 leteckých pluků letadel a 5 leteckých pluků vrtulníků. To představuje celkem 3 ruské úderné armády a 1 leteckou armádu z celkem 10, které má Ruská federace k dispozici.

### 22. březen
V oblasti Ochtyrka v Sumské oblasti asi 300 ruských vojáků odmítlo splnit rozkaz k vedení bojových akcí, zinscenovalo vzpouru a opustilo své pozice. V ruských ozbrojených silách se vojenský personál otevřeně odmítá účastnit vojenské kampaně proti Ukrajině. Pouze 43 ze 132 vojáků 155. samostatné námořní brigády (vojenský útvar 30926, Vladivostok) souhlasilo s přesunem na západ. 60 vojáků přesun odmítlo ještě ve Vladivostoku, zbytek odmítl přesun na Ukrajinu na území Běloruska.
Ukrajinské síly oznámily, že během jednoho dne odrazily 13 útoků, provedly protiútok ve směru na Mykolajiv a vyhnaly ruské jednotky z Makariva v Kyjevské oblasti, zatímco ruské síly svírají další oblasti poblíž hlavního města. V Kyjevě byl vyhlášen zákaz vycházení. Poté, co obránci Mariupolu odmítli požadavky na kapitulaci, pokračují boje přímo ve městě. Civilisté, kterým se podařilo z města evakuovat, popisovali neustálé bombardování a mrtvoly ležící v ulicích.
V Černihivě zůstalo pouze přibližně 130 000 lidí z 285 000, kteří zde žili před válkou. Ve městě zůstává mnoho nemocných a postižených lidí. Ministr obrany Oleksij Reznikov vyzval obyvatele území dočasně okupovaných Ruskem, aby se vzdali ukrajinským silám, a slíbil, že jejich životy nebudou z ukrajinské strany ohroženy. Ministr slíbil, že Ukrajina vezme v úvahu účinnou lítost.
Čína pomalu mění svůj postoj k ruské invazi a věnovala symbolickou částku deset miliónů činských juanů na humanitární pomoc Ukrajině. Zároveň neumožní Rusku směnit jeho finanční rezervy v jüanech, které má uložené v čínských bankách, na dolary nebo eura. Čínská ambasáda, která je přestěhována do Lvova, nabídla Ukrajině ekonomickou pomoc. Čínský ministr zahraničí Wang I prohlásil, že „čas ukáže, že Čína stojí na správné straně historie“.
Ruské jednotky ztratily během uplynulých 24 hodin 11 tanků, 11 dronů, 2 letadla a 2 vrtulníky a 300 vojáků, což představuje celkovou ztrátu živé síly 15 300. Celkové ztráty techniky ruské armády k 22. březnu podle ukrajinských zdrojů činí: 509 tanků, 1556 obrněných vozidel, 252 dělostřeleckých systémů, 1000 konvenčních vozidel, 99 letadel, 123 vrtulníků a 35 bezpilotních letounů.
Poradce ukrajinského ministra vnitra Viktor Andrusiv uvedl, že národní policie již několik týdnů identifikuje telefony používané Rusy a posílá jim SMS zprávy s návodem jak se vzdát a odevzdat vybavení. Z výpovědi ruského tankisty, který se vzdal i s tankem, vyplynulo, že zbylí členové posádky ho opustili a utekli. Voják neviděl smysl v boji, ale nemohl se ani vrátit domů, protože velitel řekl, že ho zastřelí a odepíše na bojové ztráty. Podle něj ruským vojákům došly potraviny a velení je chaotické. Centrum pro obranné reformy Ukrajiny uvedlo, že vojenské Ozbrojené síly Ruské federace už hromadně odmítají jít do války proti Ukrajině. Rusko mobilizuje dlužníky a nabízí jim osvobození od úvěrových závazků, pokud podepíší smlouvu s ruskou armádou. Ukrajina nabízí amnestii a pět milionů rublů každému, kdo dezertuje z ruské armády a souhlasí s tím, že půjde do ukrajinského vězení.
Ukrajinské armádě se daří ničit ruské zásobovací konvoje a podle Generálního štábu ukrajinské armády mají ruské jednotky zásoby jídla a munice jen na tři dny. Tanky a obrněná vozidla stojí na místě protože okupační armádě nefunguje ani zásobování pohonnými hmotami.
Během 22. března ukrajinští obránci odrazili 7 nepřátelských útoků a zničili 7 tanků, 2 bojová vozidla pěchoty, 6 dělostřeleckých systémů a několik vozidel a zmocnili se 3 obrněných vozidel pěchoty BMP-3. Jednotky protivzdušné obrany zasáhly 5 bezpilotních letounů, 5 stíhaček, 1 helikoptéru, 5 raket s plochou dráhou letu a raketu Točka-U. Ztráty nepřátelského personálu činí asi 100 osob.
Společenství železničářů Běloruska podalo ukrajinské armádě zprávu, že z Běloruska míří po železnici ruský konvoj, který kromě krytých vagonů a tanků obsahuje asi 5 salvových raketometů BM-21 Grad, více než 15 sklápěcích nákladních automobilů „Ural“ a bojová pásová vozidla.
Vojáci 128. samostatné horské útočné brigády Ozbrojených sil Ukrajiny zajali během bitvy podplukovníka Olexandra Alehoviče Košela z jednotky 47084 – Vladikavkaz v Severoosetské republice, vedoucího skupiny informační a psychologické protiakce 58. vševojskové armády. Košel, který byl v přímém kontaktu s velitelem 58. armády Ruské federace generálem Michailem Zuskem a osobně mu podával denní hlášení, byl předán ukrajinské kontrarozvědce.
Jednotka speciálního určení Azov Národní gardy Ukrajiny zlikvidovala v Mariupolu osádku obrněného vozidla Tiger, kterou podle nalezených dokumentů tvořili příslušníci ruských speciálních jednotek GRU Specnaz 33letý kapitán Konstantin Družkov, 19letý Islam Abduragimov a Šamil Aselderov. Družkov pocházel z ukrajinského Donbasu a sloužil v ústředí vojenské rozvědky jižního vojenského okruhu Ruska. V roce 2014 se zapojil do bojů v Donbasu a na účtu na sociálních sítích používal pseudonym Konstantin Džugašvili, kterým se hlásil ke Stalinovi.

### 23. březen

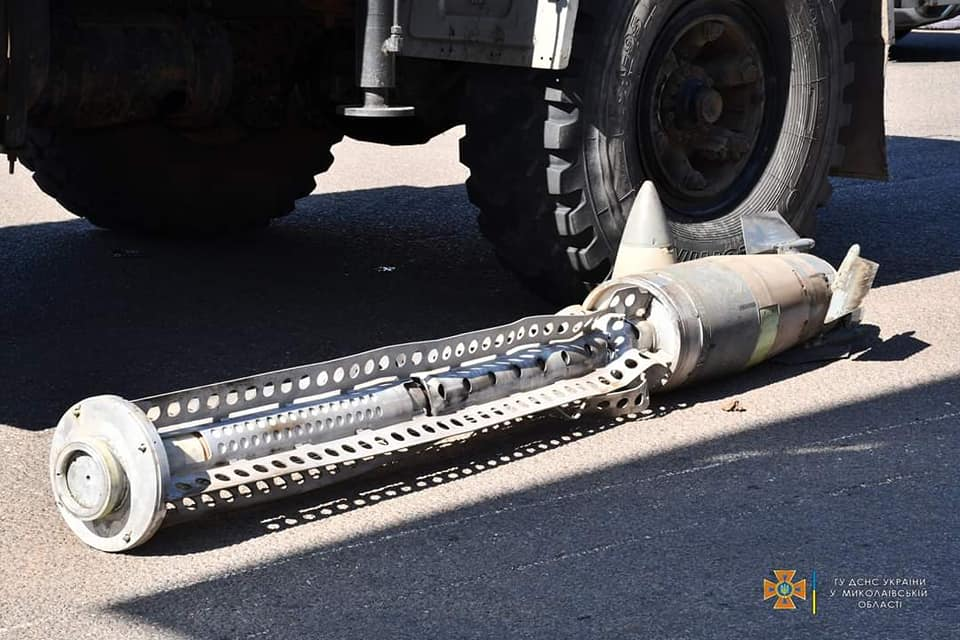
Zbytek ruské rakety nesoucí kazetovou munici, Mykolajiv, 23. březen

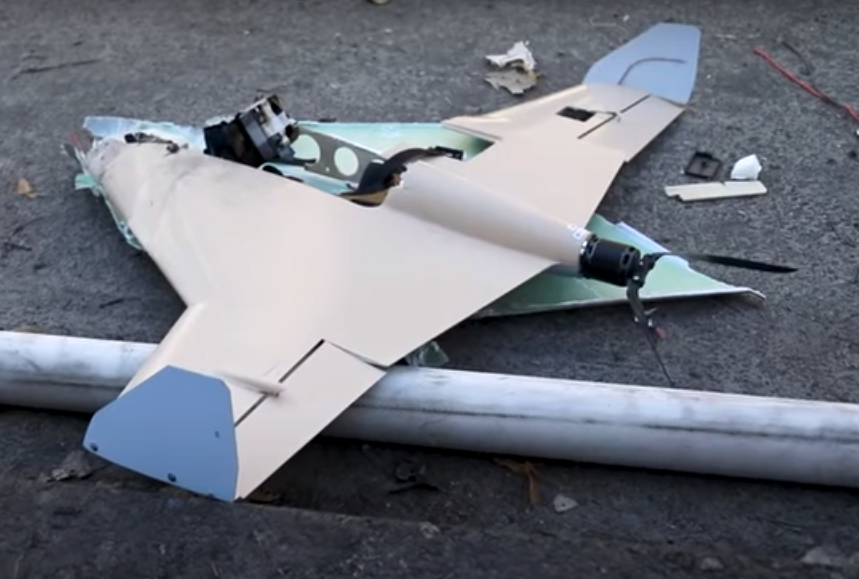
Sestřelený ruský dron

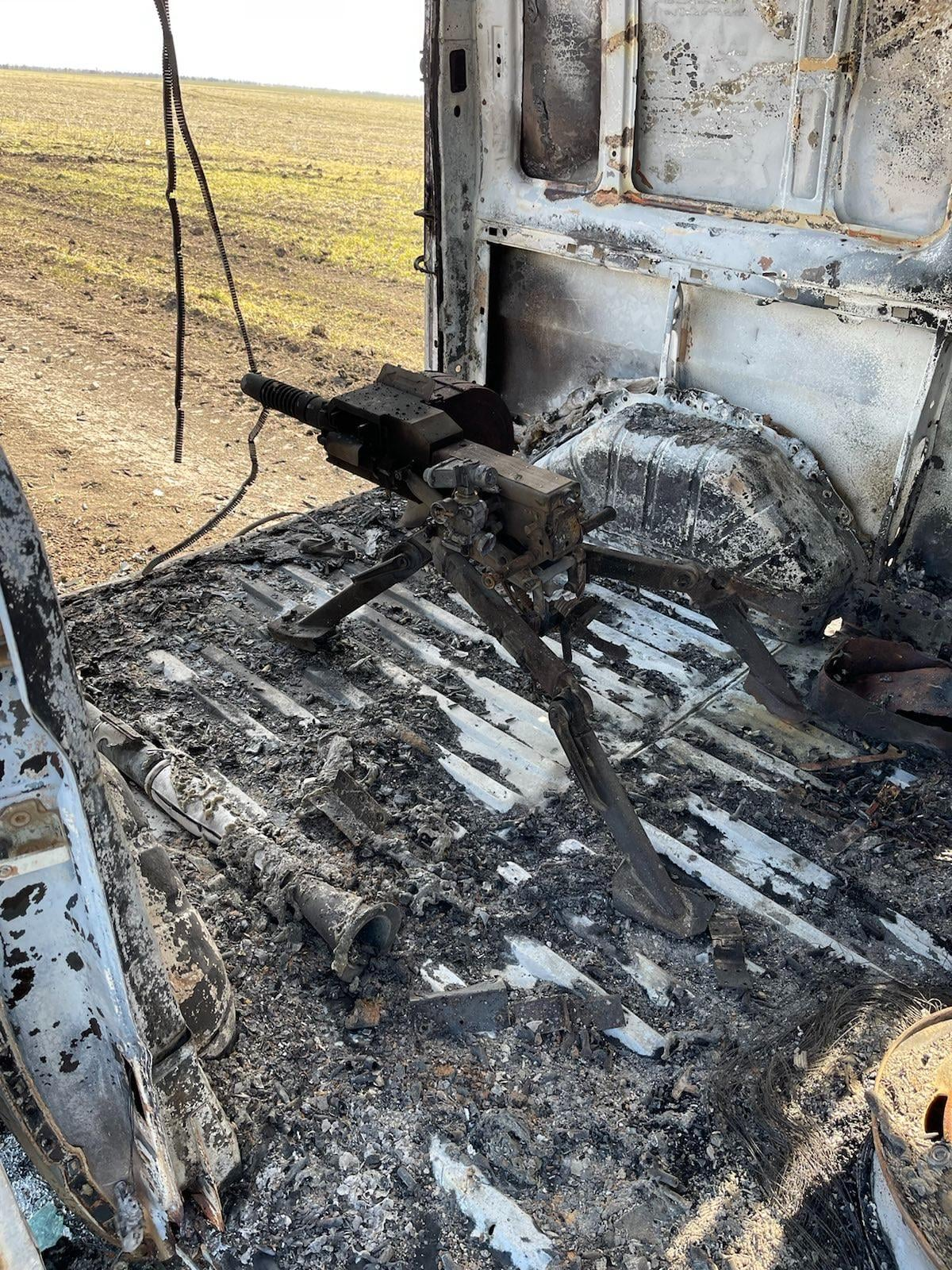
Zničené civilní vozidlo užívané Rusy k průzkumu a sabotážím

Bulharsko, které bylo po dlouhou dobu za vlád Bojko Borisova vnímáno jako země prorostlá korupcí a pátá kolona Ruska v Evropské unii, se pod předsednictvím Kirila Petkova od Ruska radikálně odklání. Po invazi Ruska na Ukrajinu odvolal předseda vlády ministra obrany Stefana Janeva, který požadoval neutralitu Bulharska. Dříve proruský prezident Rumen Radev válku na Ukrajině odsoudil a vicepremiér a ministr financí Asen Vasilev oznámil, že po vypršení smlouvy s Gazpromem ke konci roku 2022 země odběr ruského plynu neobnoví. Bulharsko roku 2021 vyhostilo šest ruských diplomatů v souvislosti s výbuchy muničních skladů a dalších deset, kteří měli v zemi provádět špionáž, vyhostilo roku 2022. V průzkumech veřejného mínění klesly sympatie k Rusku i Vladimiru Putinovi na minimum.
Polsko vyhostilo 45 ruských diplomatů. Na opuštění země mají lhůtu 5 dní.
Ruští vojáci 23. března vyrabovali a zničili nejmodernější Centrální analytickou laboratoř za 6 milionů eur, která se nachází v ochranné zóně kolem černobylské jaderné elektrárny a byla zřízena v rámci spolupráce Ukrajiny s Evropskou unií v oblasti jaderné bezpečnosti. Laboratoř disponovala téměř 100 kusy nejmodernějšího cenného analytického vybavení, které nemá v Evropě obdoby.
Podle Oleksandra Danyljuka, ředitele Centra pro obrannou reformu a koordinátora meziresortní platformy pro boj s hybridními hrozbami, která funguje v rámci spolupráce Ukrajina-NATO, je Národní lékařské výzkumné centrum Višněvského v Moskvě plné zraněných ruských vojáků, včetně branců. Středisko dostalo příkaz, aby o situaci neinformovalo a matky vojáků se nemohou dovolat ani na přijímací oddělení.
Ukrajinská armáda 23. března zveřejnnila informaci, že ruské speciální služby se snaží přesvědčit běloruské vojáky, aby se zúčastnili války s Ukrajinou, a slibují jim 1 000-1 500 dolarů měsíčně. Tiskový mluvčí ukrajinského Velitelství pozemních sil Volodymyr Fitio tisku sdělil, že se je snaží kontaktovat běloruská armáda a prohlašuje, že v případě jejího nasazení na Ukrajině je připravena se vzdát.
Vláda USA 23. března prostřednictvím ministra zahraničí USA Antony Blinkena sdělila, že „po pečlivé analýze dostupných informací z oficiálních a zpravodajských zdrojů se domnívá, že ruská vojska se na Ukrajině dopustila válečných zločinů a vláda USA bude usilovat o vyvození odpovědnosti s využitím všech dostupných nástrojů, včetně trestního stíhání.“
Na území jaderného zařízení Charkovského fyzikálně-technologického institutu, poté, co výzkumné jaderné zařízení bylo 6. a 10. března ostřelováno ruskými vojsky, byla 23. března v sousedství neutronového zdroje nalezena nevybuchlá raketa ze salvového raketometu „Tornado“, která vytváří potenciální nebezpečí nového výbuchu v samotném jaderném zařízení. Zařízení bylo odstaveno už 24. února, ale pokračující bombardování nebo ostřelování by mohlo vést k vážným radiačním následkům a kontaminaci okolí.
Podle údajů z 23. března sestřelila ukrajinská armáda za posledních 24 hodin 6 ruských letadel, 1 vrtulník, 5 dronů a 5 řízených střel. Nedaleko Mariupolu ukrajinský odstřelovač zlikvidoval velitele 810. brigády námořní pěchoty ruské armády plukovníka Alexeje Nikolajeviče Šarova. V Kyjevské oblasti jsou obce Irpiň, Buča a Hostomel obklíčeny ukrajinskými ozbrojenými silami. Několik vesnic zůstává pod neustálým ostřelováním a nejméně 6 vesnic je obsazeno a blíží se humanitární katastrofě.
Ztráty ruské armády dosáhly podle ukrajinských zdrojů přibližně 15 600 osob. NATO odhaduje, že bylo zabito 7 000 až 15 000 příslušníků a celkové ztráty včetně zraněných, nezvěstných a zajatců dosahují až 40 000 osob.
Některé ztráty mají na svědomí samotní Rusové. Ruský voják ze 37. motostřelecké brigády, která bojovala pravděpodobně na jihu Ukrajiny, nejprve obvinil svého velitele plukovníka Jurije Medveděva kvůli smrti poloviny svých spolubojovníků a pak mu přejel nohy tankem. Incident je doložen z ruských zdrojů. Plukovník Medvěděv zemřel na následky zranění 26. března v běloruské nemocnici.
Starosta Mariupolu Vadym Bojčenko opustil město, ale zůstal v kontaktu s úřady a armádou, aby zorganizoval humanitární koridor pro civilisty, který je v současné době blokován ruskými jednotkami.
Podle Józefa Davydowskeho z investigativního webu Insider Rusko prakticky vyčerpalo své zásoby raket a vycvičených vojáků, nemá jasnou strategii a utrpělo obrovské ztráty. Za těchto podmínek nemůže očekávat žádné přijatelné výsledky jednání s Ukrajinou a zároveň není připraveno na vleklou válku. Proto lze očekávat že se pokusí zahájit poslední rozhodující útok všemi dostupnými silami.

### 24. březen

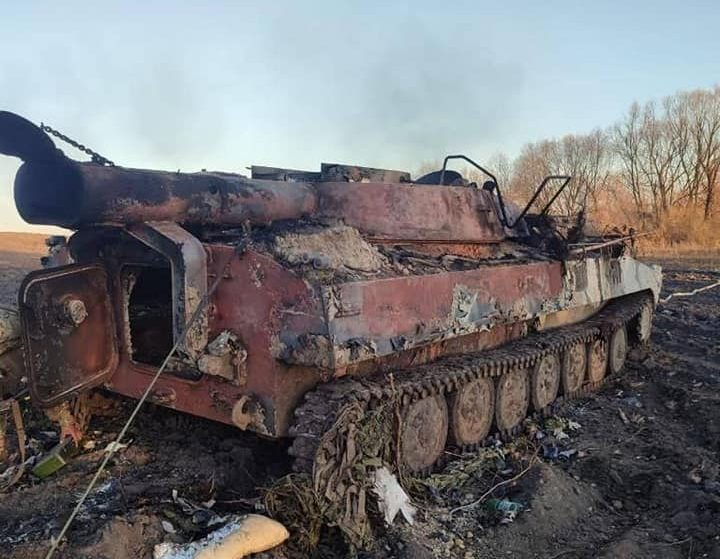
Část zničené ruské kolony na severu Ukrajiny

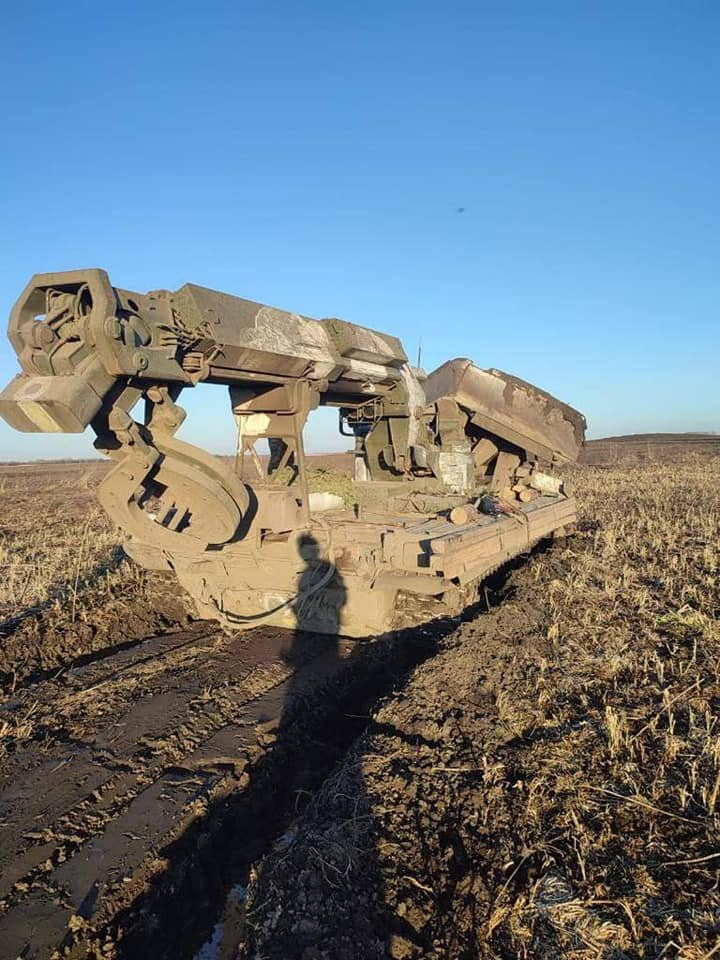
Opuštěné vozidlo ruských ženistů

Podle prvních zpráv byla v okupovaném přístavu Berďansk v Azovském moři, který ruská armáda plánovala využít k zásobování svých jednotek, 24. března v 7 hodin ráno zničena Ozbrojenými sílami Ukrajiny velká výsadková loď okupační armády. Podle některých zpráv se loď potopila, druhá byla poškozena, třetí se snaží odplout. Kromě toho byla zničena nádrž o obsahu 3 000 tun paliva. Požár se rozšířil na ruský muniční sklad a bylo slyšet výbuchy.
Podle předběžných údajů zveřejněných během 24. března odpoledne bylo zničeno předsunuté velitelské stanoviště ruské 49. armády na jihu a v přístavu Berdiansk náhle explodovala velká výsadková loď Orsk, která přivezla přibližně 400 příslušníků námořní pěchoty, 20 tanků a 45 obrněných transportérů. Další loď byla poškozena. Podle informací ukrajinského námořnictva oběma těmto lodím veleli Ukrajinci, kteří v roce 2014 zradili svou zemi a připojili se k Rusku. Podle kanálu NEXTA velitel Státní pohraniční služby Ukrajiny Serhij Děineko poděkoval ruskému propagandistovi Valentinu Gvozděvovi za to, že 21. března ukázal Orsk ve vysílání televizního kanálu Zvezda a upozornil na něj ukrajinskou armádu.
Státní pohraniční služba Ukrajiny informovala 24. března, že od počátku ruské invaze se na Ukrajinu vrátilo ze zahraničí 386 000 lidí, z toho 19 000 za posledních 24 hodin. Většinu z nich tvoří muži, kteří se chtějí zapojit do obrany Ukrajiny.
Ruští vojáci násilně deportují tisíce obyvatel Mariupolu do Ruska. V okupovaném Dokučajivsku v Doněcké oblasti zřídila Ruská federace filtrační tábor pro přepravu osob z okupovaných území, kde působí příslušníci FSB. Po průchodu filtračním táborem jsou lidé odváženi do Ruska do ekonomicky zanedbaných regionů.
Stanice humanitární pomoci v Charkově byla ostřelována z ruského raketového systému „Uragan“ s kazetovou municí. Rakety dopadaly i na soukromé domy v okolí, nejméně šest lidí zahynulo a patnáct bylo zraněno. Ruští vojáci ostřelovali také charkovský Památník slávy, který byl postaven na hrobech osvoboditelů Ukrajiny od nacismu. V Malé Rohani poblíž Charkova bylo zlikvidováno velké množství personálu a vojenských vozidel okupačních sil „přátelskou palbou“ ruského vrtulníku.
Melitopol v Záporožské oblasti je na pokraji humanitární katastrofy – ve městě docházejí potraviny, léky, hotovost i pohonné hmoty na čerpacích stanicích. Humanitární pomoc byla do města vyslána, ale ruská armáda ji záměrně 8 hodin zadržovala na kontrolním stanovišti do noci, podle starosty Melitopolu Ivana Fedorova se záměrem ji vyrabovat.
Městská rada vyzývá k záchraně lidí v Mariupolu, kteří začínají umírat hlady a město zůstává bez jakýchkoli zásob potravin. Všechny pokusy o zahájení rozsáhlé humanitární operace na záchranu obyvatel Mariupolu jsou ruskou stranou blokovány.
Ukrajinská armáda posílila svou bojeschopnost na úkor ruské. Podle analytiků přišla Ruská armáda od začátku války o 530 tanků, zatímco ozbrojené síly Ukrajiny ztratily 74 vlastních, ale ukořistily 117 nepřátelských tanků a mají tedy o 43 tanků více než na začátku války.
Ukrajinská armáda osvobodila obec Lukianivka poblíž Kyjeva a zlikvidovala 9 vozidel pěchoty, 2 tanky a kolem 40 ruských vojáků a ukořistila jeden tank. V Záporoží byla od ruských okupantů osvobozena vesnice Malinovka. Podle zpřesněných údajů Generálního štábu ozbrojených sil Ukrajiny bylo během 24. března zničeno 12 ruských tanků, asi 20 kusů další techniky a 9 nepřátelských dělostřeleckých systémů, Rusové ztratili více než 200 lidí. Jednotky protivzdušné obrany sestřelily 2 letadla a 2 ruské bezpilotní letouny a 4 střely s plochou dráhou letu.
Na příkaz prezidenta Volodymyra Zelenského se uskutečnila první plnohodnotná výměna válečných zajatců. V jejím důsledku bylo ze zajetí propuštěno 19 námořníků ze záchranného člunu, který směřoval na ostrov Zmiyiny.
Ukrajina reagovala na vypovězení svých diplomatů z Běloruska a zredukovala počet běloruských diplomatů v Kyjevě na pět a zavřela konzulát ve Lvově.

### 25. březen

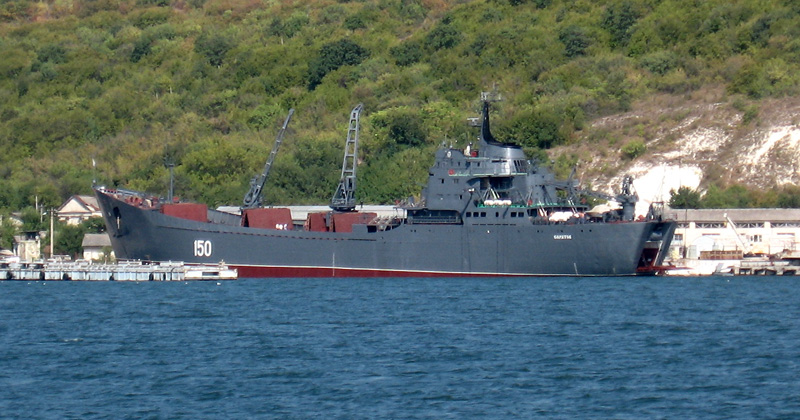
Výsadková loď Saratov v Sevastopolu, 2007

Podle upřesněného zpravodajství kanálu Ukrainska Pravda byla při útoku na okupovaný přístav Berďansk zničena ruská výsadková loď „Saratov“. Velké vyloďovací lodě „Caesar Kunikov“ a „Novočerkassk“ byly poškozeny.
Na Ukrajině byl zabit další ruský vysoký důstojník – generálporučík Jakov Rezancev, velitel 49. vševojskové armády Jižního vojenského okruhu. Ukrajinská bezpečnostní služba publikovala odposlech telefonního hovoru ruských vojáků, z nichž jeden měl být v oblasti ukrajinského města Mykolajiv a v hovoru se zmiňuje, že mu velí generálporučík Jakov Rezancev. Generál Jakov Rezancev byl zabit na letišti v Čornobajivce u Chersonu, kde je předsunuté velitelské stanoviště 7. výsadkové útočné divize Ruské federace.
V Charkovské oblasti ztratily ruské jednotky polovinu svého personálu, ale pokračují v útočné akci u města Izjum. V Charkově ruské jednotky ostřelovaly městskou kliniku, kde se nacházelo centrum humanitární pomoci. Čtyři lidé byli zabiti nebo zraněni. Klíčové boje se v noci odehrály v Kyjevské oblasti, kde ukrajinská armáda zničila 12 ruských tanků, několik letadel a více než 10 jednotek ruské obrněné techniky. Zároveň lidské ztráty vojsk Ruské federace během dne činí nejméně tři stovky osob.
Ukrajinská armáda převzala iniciativu a podniká protiútoky u Kyjeva, Charkova, ústí Bugu pod Mykolajivem a na některých místech Doněcké a Luhanské oblasti. Ukrajinci ovládli Makariv, a Mošun bojují o Irpiň a pokoušejí se obklíčit Buču a Hostomel. Zastavili ruský útok ze severovýchodu přes Brovary, a uvolnili pozemní tlak na Charkov, který je ostřelován raketami. Podařilo se jim osvobodit nedaleký Izjum na půl cestě do Kramatorsku, který Rusové obsadili před týdnem. Ukrajinské jednotky zajistily levý břeh ústí Bugu a zmírnily tak tlak na Mykolajiv.
Tři američtí představitelé odhadují, že u některých přesně naváděných raket, které Rusko používá k útokům na Ukrajinu, dosahuje míra selhání až 60 %. Ukrajinské ministerstvo obrany uvedlo, že od 24. února bylo na Ukrajinu odpáleno více než 1 200 ruských raket, z nichž dopadlo celkem 467.
Podle ukrajinských ozbrojených bylo do 25. března zabito 16 100 ruských vojáků a Rusko ztratilo v bojích 561 tanků, 1 625 obrněných vozidel, 1 089 automobilů, 291 dělostřeleckých zařízení, 90 vícenásobných raketometů, 49 raket země-vzduch, nejméně 115 stíhaček, 125 vrtulníků, 5 člunů, 72 cisteren a 53 dronů.
Bezpečnostní služba Ukrajiny oznámila, že od 24. února zadržela více než 350 členů ruských diverzních skupin a v Kyjevě eliminovala ozbrojenou sabotážní skupinu. Na území Luhanské oblasti bylo odhaleno více než 10 agentů ruských speciálních služeb, kteří se podíleli na pomoci okupantům. Byli zadrženi příslušníci zpravodajských sítí Ruské federace, kteří shromažďovali zpravodajské informace o elektronických bojových zařízeních a bezpilotních letounech ukrajinských vojenských jednotek. Byly eliminovány hlavní nadnárodní kanály pro nábor žoldnéřů pro válku proti Ukrajině a bylo zablokováno 89 kanálů na YouTube patřících ruským médiím a kremelským propagandistům. Byly zablokovány tisíce účtů na sociálních sítích, jejichž prostřednictvím nepřátelští internetoví agenti šířili dezinformace nebo předávali údaje o rozmístění a pohybu ukrajinských vojsk.
Náměstkyně ministra obrany Ukrajiny Anna Maljarová sdělila, že podle zákona přijatého Nejvyšší radou byla zavedena trestní odpovědnost za šíření nepovolených informací o mezinárodní vojenské pomoci a také za zveřejňování informací o pohybu, umístění a bojových operacích ukrajinských vojsk. Předčasné zveřejnění informací už narušilo dodávky zbraní ze zahraničí. V Žytomyru byli zadrženi dva informátoři, kteří fotografovali vojenskou základnu, kam později dopadla ruská raketa.
Podle západních zpravodajských služeb Rusko začalo stahovat své jednotky z vojenských základen v zahraničí, aby nahradily ztráty utrpěné na Ukrajině. Jde řádově o tisíce vojáků, kteří slouží v motostřeleckých jednotkách v Sýrii, Arménii nebo Jižní Osetii a Abcházii. Podle odborníků ale Ruská armáda nemá v zahraničí tolik vojáků, aby konflikt na Ukrajině rozhodli a nemůže je stáhnout ve vyšších počtech aniž by Rusko ohrozilo své pozice v daných zemích.
Na území velitelství ukrajinských vzdušných sil ve Vinnycji bylo vypáleno 6 ruských raket s plochou dráhou letu, z nichž některé sestřelila protivzdušná obrana. Došlo k významnému poškození infrastruktury, další škody ukrajinská armáda nesdělila.
Podle poradce šéfa ministerstva vnitra Ukrajiny Antona Heraščenka utrpěl ministr obrany Ruské federace Sergej Šojgu infarkt poté, co ho Putin obvinil z neúspěchu ruské armády na Ukrajině.

### 26. březen

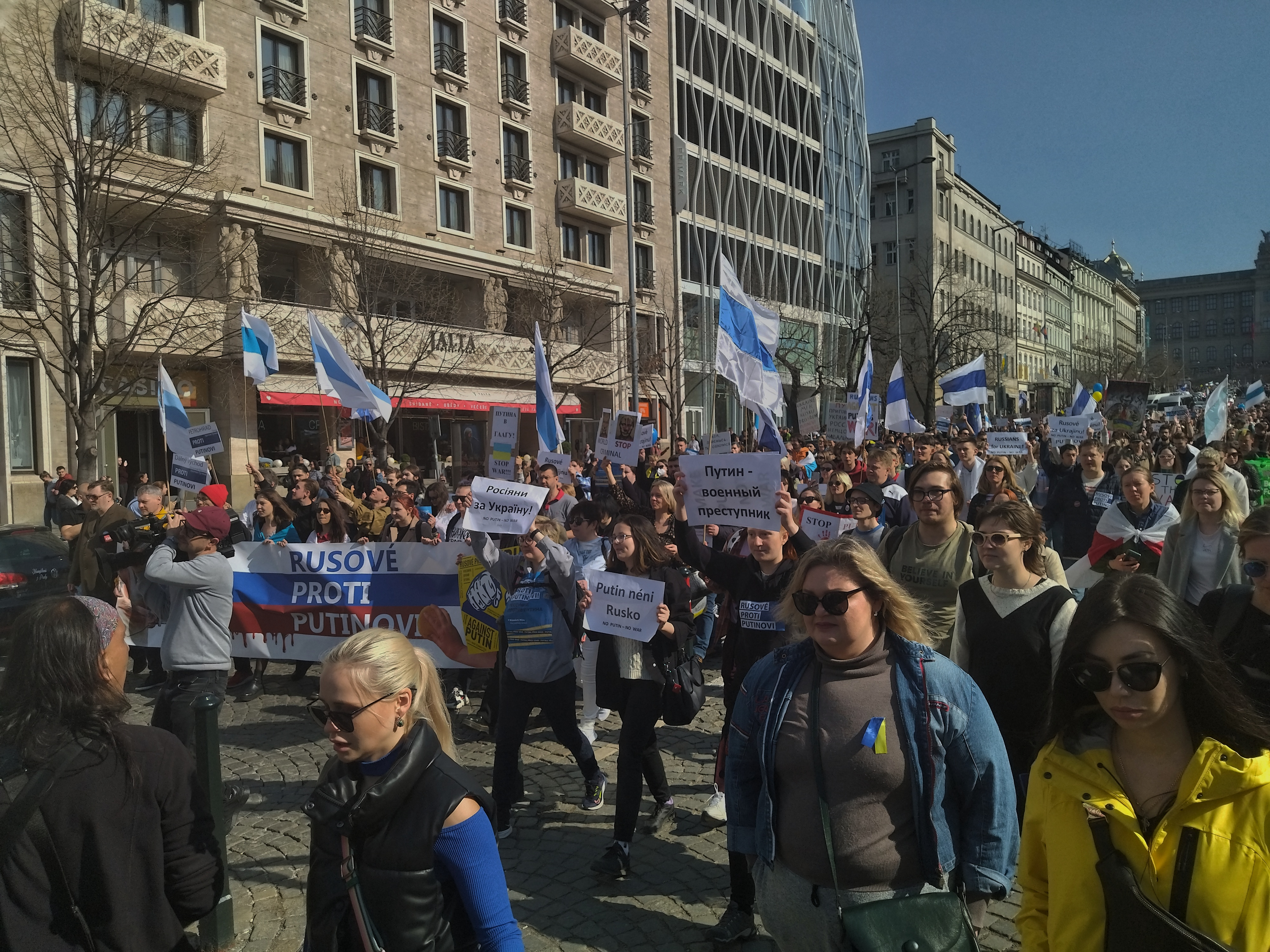
Protestní pochod Rusů žijících v Praze, 26. března

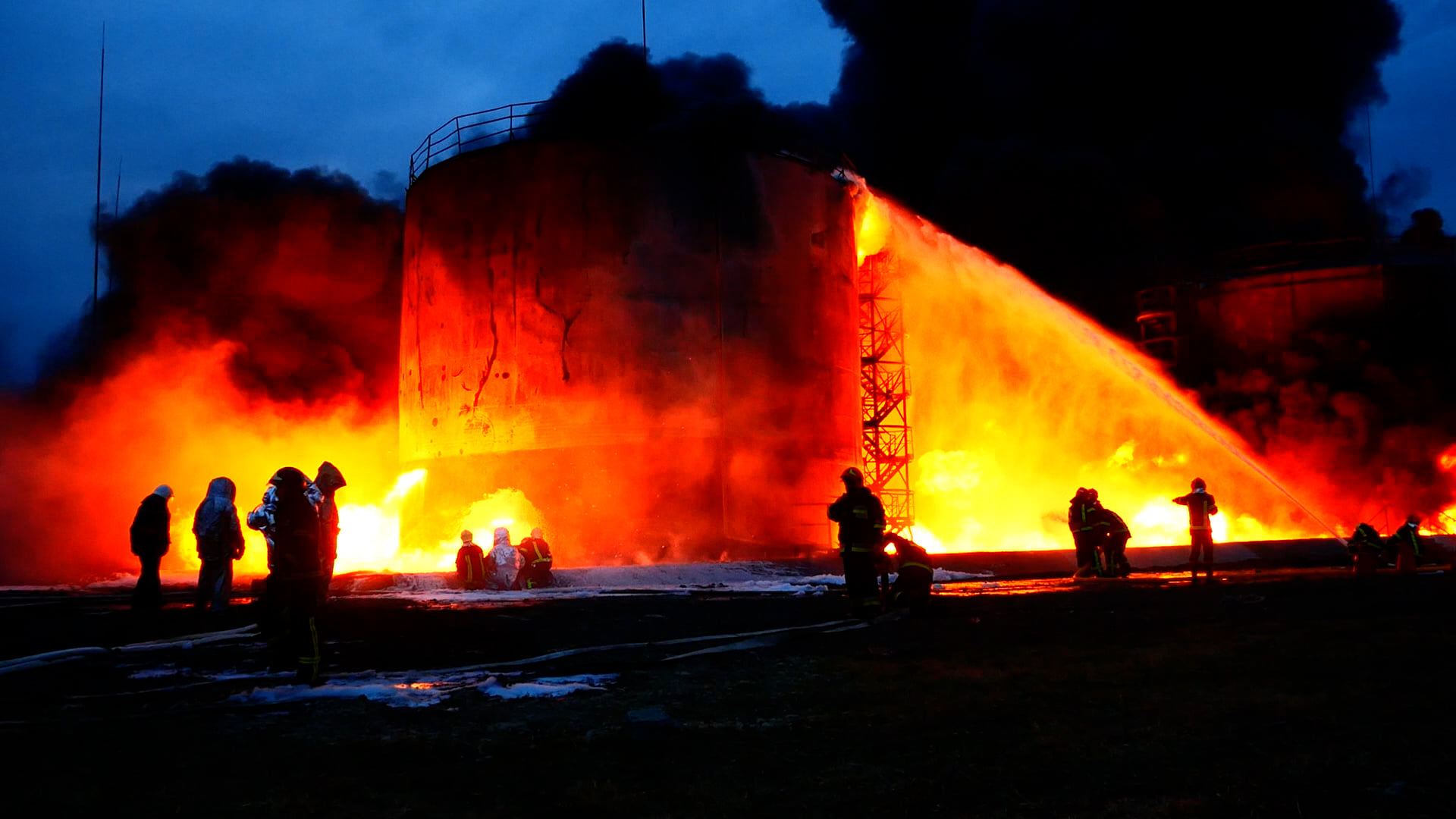
Požár ve skladu paliv poblíž Lvova po zásahu ruskou raketou, 26-27. března)

V Polsku se při příležitosti návštěvy prezidenta Joe Bidena sešli ministři zahraničí a obrany Ukrajiny a Spojených států, aby jednali o spolupráci při obraně Ukrajiny. Podle ukrajinského ministra zahraničí Dmytro Kuleby dostala Ukrajina od Spojených států další bezpečnostní přísliby.
Rusku, které je nuceno kvůli zničeným železničním tratím na východě Ukrajiny (ty na počátku invaze preventivně vyhodila do povětří ukrajinská armáda) dopravovat veškeré náklady po silnici, docházejí vojenské nákladní automobily a začalo je nahrazovat civilními nákladními vozidly.
Tři ruské rakety zasáhly továrnu a sklad pohonných hmot na předměstí Lvova a zranily pět lidí. Ukrajinská protivzdušná obrana zneškodnila jedno letadlo, 12 dronů různých typů a 5 raket s plochou dráhou letu. Večer 26. března byl zasažen i sklad pohonných hmot ve městě Dubno v regionu Rivne. Rusko ostřelovalo raketami ukrajinské území z okupovaného Sevastopolu, protože nechce riskovat další ztráty svých letadel.
Ukrajinská 93. brigáda Cholodnyj Jar oznámila, že za pomoci územní obrany a místních partyzánů osvobodila město Trostjanec v Sumské oblasti od ruské Kantěmirovské tankové divize. Tomu předcházelo zničení velitelského stanoviště spolu s vedením 96. samostatné průzkumné brigády. Ruská armáda z Trostjance ustoupila a zanechala na místě zbraně, techniku a munici.
Ukrajinská armáda v doněckém a luhanském směru, kam se nyní soutřeďují hlavní síly ruské armády, odrazila 26. března 7 útoků a zničila 8 nepřátelských tanků, 8 obrněných transportérů, 3 automobily a jeden minomet. Armáda také ukořistila ruskou radarovou stanici 1L261 kompletu 1L260 „Zoo-1M“, která se užívá při řízení palby z děl, raketometů a minometů a zajišťuje odpalování taktických raket.
Podle údajů Generálního štábu ukrajinské armády ztratila ruská vojska do 26. března kolem 16 400 vojáků, 575 tanků, 1640 obrněných transportérů, 293 dělostřeleckých systémů, 91 raketometů, 51 protiletadlových systémů, 117 letadel, 127 vrtulníků, 1131 automobilů, 7 lodí, 73 cisteren, 56 dronů, 19 kusů speciálního vybavení, 2 systémy taktických balistických raket.
Ázerbájdžán využil toho, že Rusko přesunulo na Ukrajinu část svých vojsk zajišťujících mír v Náhorním Karabachu, narušil linii dotyku a zřídil zde své pozorovací stanoviště. Kromě toho od 24. do 25. března ozbrojené síly Ázerbájdžánu provedly 4 údery bezpilotního letounu Bayraktar-TB 2 na jednotky Náhorního Karabachu poblíž osady Furuch.
Hlavní ředitelství rozvědky Ministerstva obrany Ukrajiny uvedlo, že nově zřízená ruská opravárenská základna na letišti v obci Klimovo v Brjanské oblasti se snaží „zprovoznit“ značné množství techniky, která byla zakonzervována ve skladech. Přitom bylo zjištěno, že většina tanků se využívala jako zdroj součástek a pouze 10 % je v provozuschopném stavu. Podle dostupných informací se velitel 13. tankového pluku 4. tankové divize Ruské federace zastřelil.
Rusko na Ukrajinu vypálilo rekordní počet raket najednou – z lodí Černomořské floty u Sevastopolu bylo vypáleno 52 raket a nejméně 18 z území Běloruska. Celkové náklady na tyto rakety přesahují 340 milionů dolarů v přímých výrobních nákladech v cenách roku 2020 a s přihlédnutím k logistice až půl miliardy dolarů najednou jen při salvách z lodí Černomořské floty. Ukrajinská protivzdušná obrana zároveň stanovila rekord v počtu sestřelených cílů – z nejméně 70 raket vypálených Ruskem jich doletělo na cíl pouze osm a ostatní se podařilo zneškodnit ve vzduchu.

### 27. březen

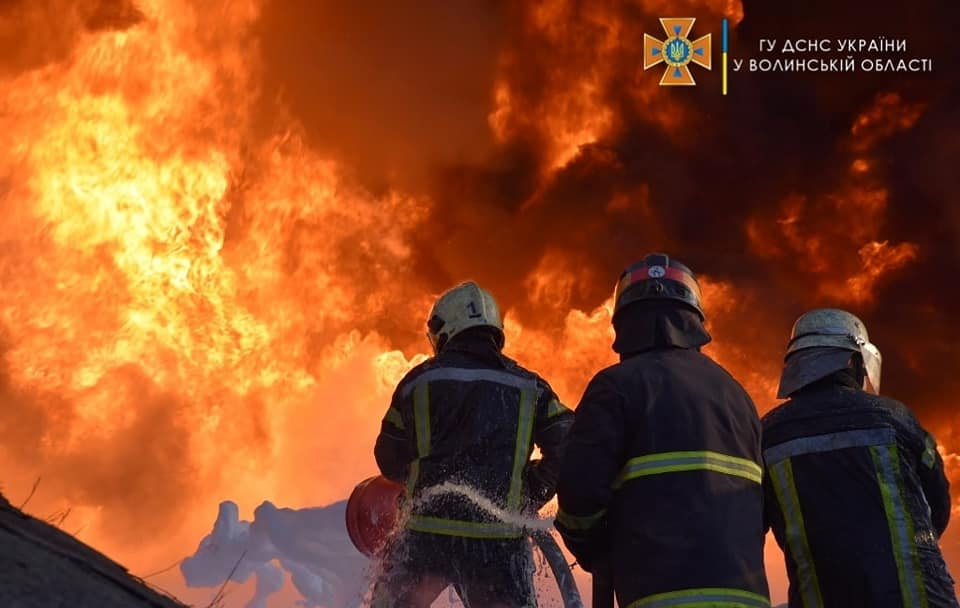
Požár skladu paliv v Lutsku po zásahu ruské rakety, 27. března

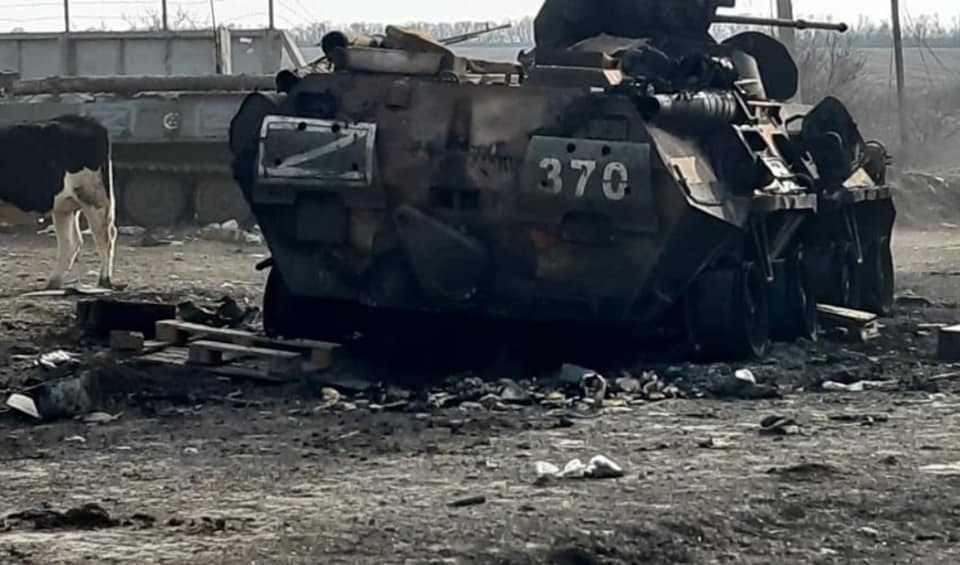
Zničený ruský transportér v Charkivské oblasti, 27. března

Ve Lvově hlídka zadržela osoby, které předávaly informace o pohybu ukrajinské armády a zátarasech na ruská telefonní čísla. Jeden z nich měl video a fotografie zachycující pohyb ukrajinské armády, další natáčel místo zásahu ruskou raketou a měl u sebe fotografie všech kontrolních stanovišť v regionu.
Ukrajinský prezident Volodymyr Zelenskyj poskytl rozhovor několika ruským médiím. Ruský cenzurní úřad Roskomnadzor je následně varoval před uveřejněním rozhovoru. V černobylské zóně hoří více než 10 000 hektarů lesa a hrozí radioaktivní zamoření okolních zemí. Požár není možné hasit, protože území je obsazeno ruskými vojsky.
Ukrajinští vojáci dobyli zpět vesnice Poltavka a Malynivka v Záporožské oblasti severozápadně od Mariupolu a Husarivku a několik dalších vesnic okolo obce Mala Rohan na východním předměstí Charkova. Do bojů ve vesnici Vilchivka východně od Charkova se zapojili příslušníci pluku Azov. Podle jejich zprávy zabili členové pluku okolo 70 ruských vojáků, 27 jich zajali a ukořistili několik obrněných vozidel. Ukrajinská armáda získala zpět pod kontrolu některé oblasti u hlavního města Kyjeva a levý břeh ústí Bugu severně od města Cherson a několik vesnic na severovýchodě země v Sumské oblasti.
Generální štáb ozbrojených sil Ukrajiny hlásí, že všechny útoky 27. března na Mariupol byly odraženy. Ruské jednotky zastavily postup a utrpěly velké ztráty – 150 vojáků, 2 tanky, 7 bojových vozidel pěchoty a 1 obrněný transportér.
Podle Generálního štábu ozbrojených sil Ukrajiny si Rusko zřídilo muniční sklad v blízkosti jaderné elektrárny Černobyl a přemisťuje tam desítky tun raket a munice z logistické základny dislokované v Narovljanském okrese Homelské oblasti Běloruska. Rusové ve městě Černobyl umístili také dočasné velitelské stanoviště Východních spojeneckých vojsk a velitelské stanoviště 38. samostatné motostřelecké brigády.
Ministerstvo obrany Spojeného království předalo Ukrajině sérii přenosných protiletadlových raketových systémů Starstreak a vycvičilo vojáky v jejich užívání. Starstreak je považován za nejrychlejší raketu země-vzduch krátkého dosahu na světě a může zasáhnout vzdušné cíle ve výšce až 5 km. Spojené království rovněž poskytlo ukrajinským ozbrojeným silám více než 4 000 protitankových raketových systémů NLAW a 3,7 milionu kusů léků.

### 28. březen

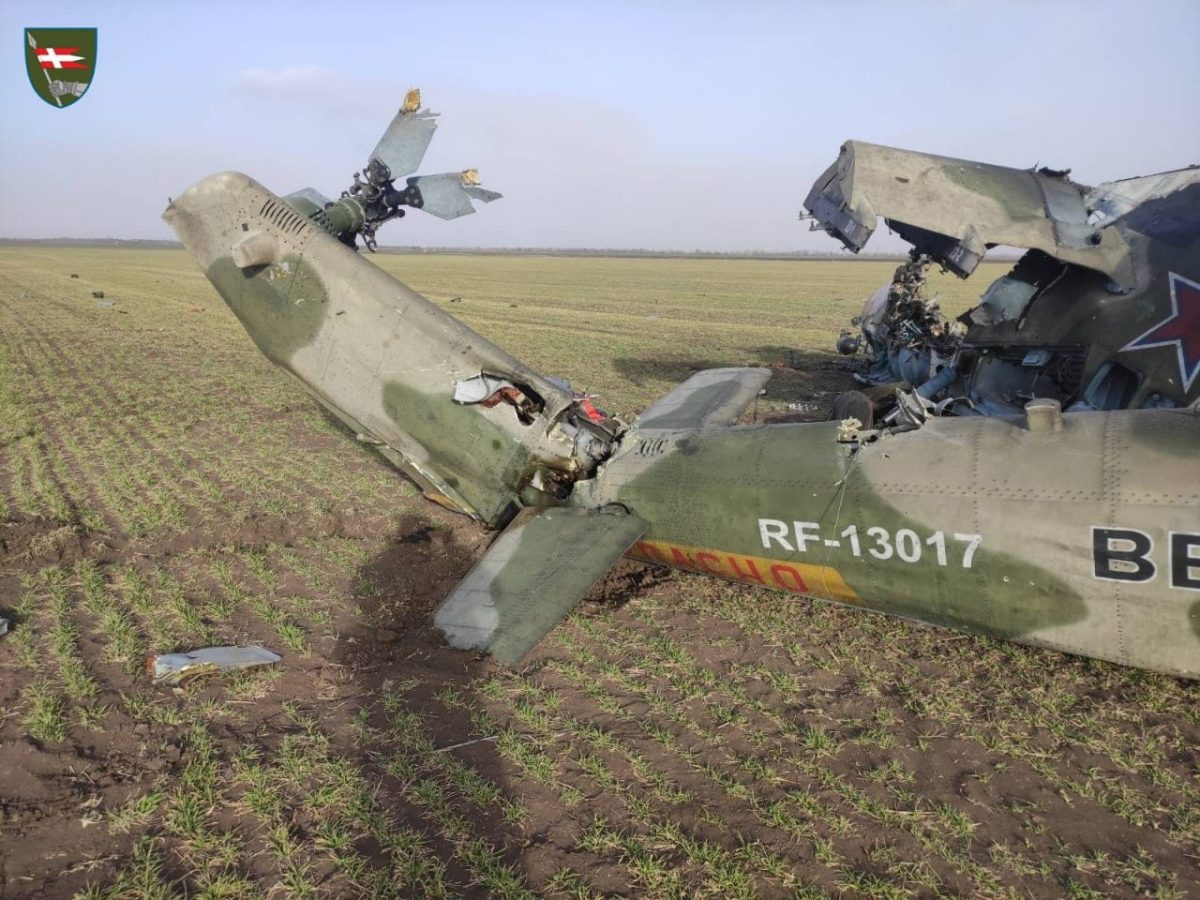
Sestřelený ruský vrtulník Mi-35, 28. března

28. března zadržela běloruská KGB jednoho ze strojvůdců přímo v prostorách železničního depa v Homelu. O den dříve byli v Homelu zadrženi tři pomocní strojvedoucí. KGB se obává o bezpečnost přepravy jednotek okupačních vojsk Ruské federace na běloruské železnici a proto se čistky mohou týkat zejména zaměstnanců, kteří mají přístup k utajovaným informacím.
Podle náčelníka Charkovské oblastní vojenské správy Oleha Synegubova dopadlo za 24 hodin v Charkově a okolí více neř 200 dělostřeleckých a minometných granátů a 180 raket z raketometů. Ruská vojska použila také kazetovou munici, kterou mezinárodní smlouvy zakazují. Ozbrojené síly Ukrajiny v Charkovské oblasti provedly v některých oblastech protiútok.
Ústřední zpravodajská služba ministerstva obrany Ukrajiny získala seznam 620 důstojníků ruské FSB, kteří působí v Evropě. Na svých stránkách zveřejnila jejich jména, pracoviště, adresu registrace, údaje z pasů, značky, modely a čísla automobilů atd.
V Donbasu ukrajinské ozbrojené síly odrazily sedm ruských útoků a zničili 12 tanků, 10 bojových vozidel pěchoty a tři automobily. Do 28. března dosáhly ztráty ruské armády 17 000 vojáků. Operačně-taktická skupina ukrajinské armády „Východ“ zasáhla ruské velitelské stanoviště a usmrtila velitele a náčelníka štábu 503. motostřeleckého pluku 19. motostřelecké divize 58. všeruské armády.
V Černihivské oblasti ztratili ruští okupanti po bojích s ukrajinskou armádou kolem 22 vojáků, 2 obrněné vozy „Tiger“, nákladní automobil „Ural“ s BC a tank T-72. Další ruská technika byla poškozena a kořistí se stal zásobovací automobil s potravinovými balíčky.
Starosta Oleksandr Markušyn oznámil, že město Irpiň v Kyjevské oblasti bylo osvobozeno od ruských okupantů. Irpiň kontrolují a čistí ukrajinští vojáci a jeho obyvatelé se zatím nemohou vrátit.
28. března zlikvidovala ukrajinská protivzdušná obrana 8 letadel, 3 vrtulníky, 2 drony a 2 střely s plochou dráhou letu. Kromě toho ukrajinští vojáci zničili 12 tanků, 10 bojových vozidel pěchoty a 3 vozidla na doněckém a luhanském směru a v oblasti Operačně-taktické skupiny Východ kolem 70 vojáků, 7 tanků, 4 bojová vozidla pěchoty a 2 bezpilotní letouny.

### 29. březen

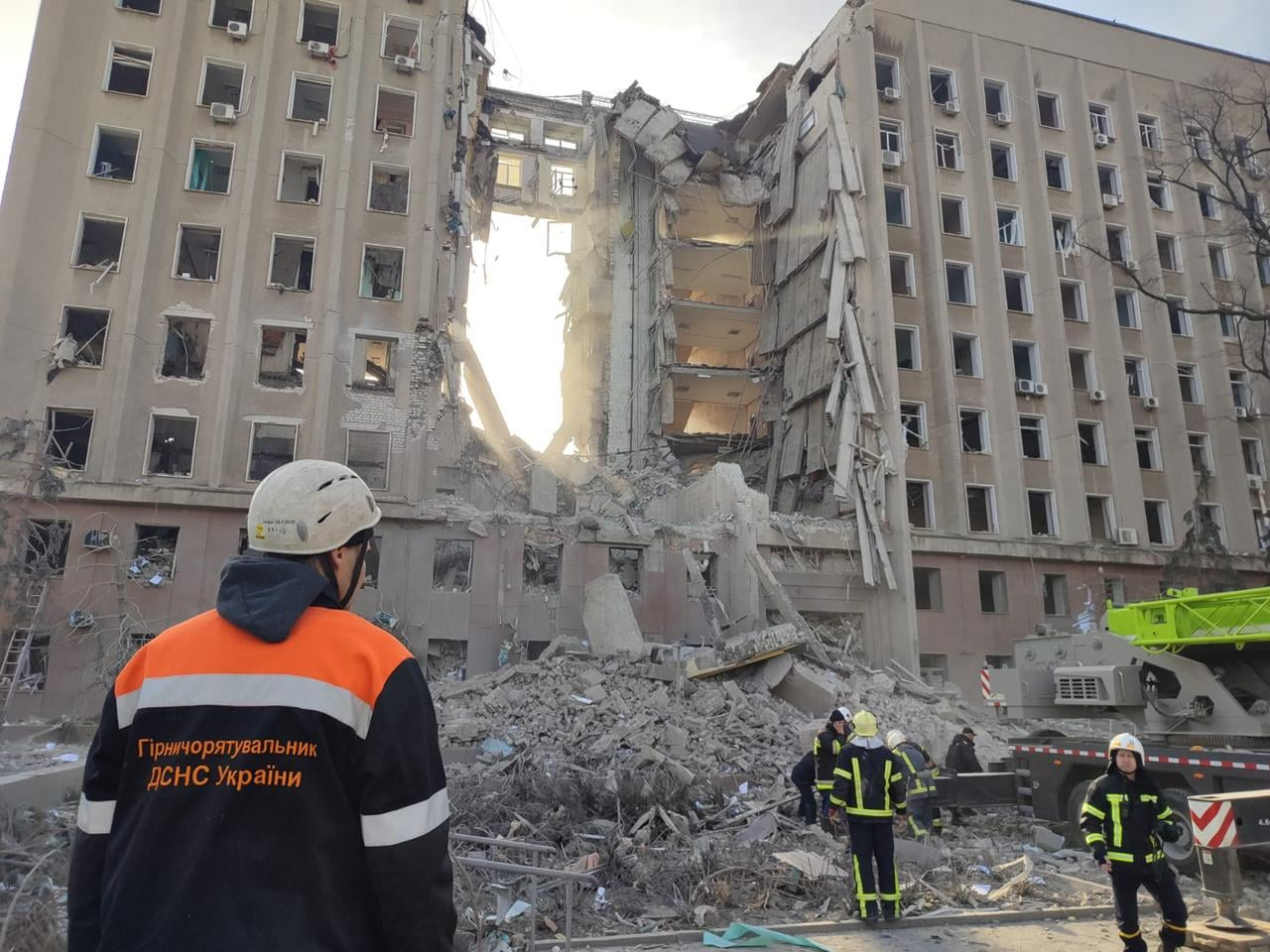
Zničená budova Administrativní správy v Mykolajivu, 29. března

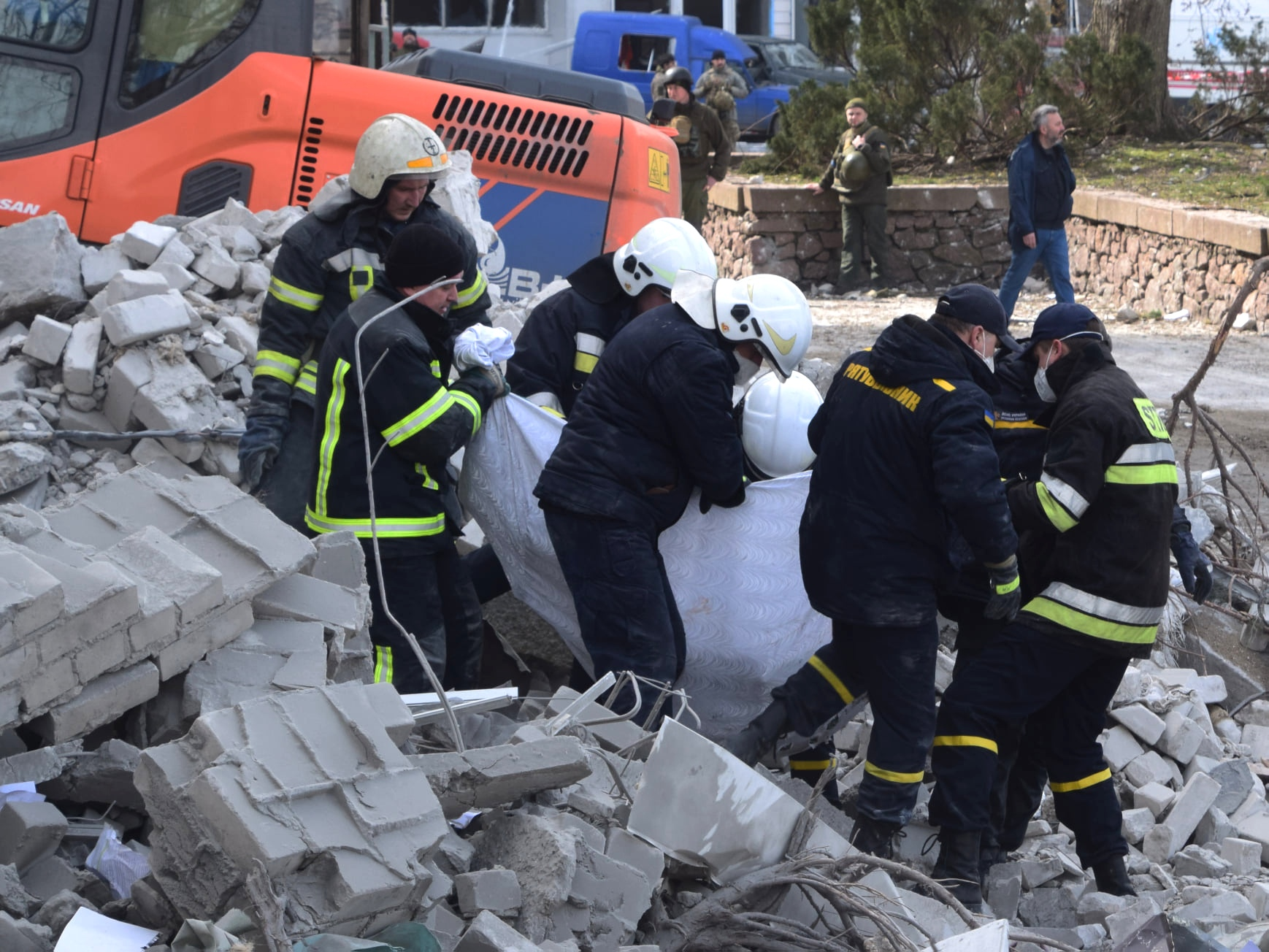
Záchranné práce ve zničené budově Administrativní správy v Mykolajivu

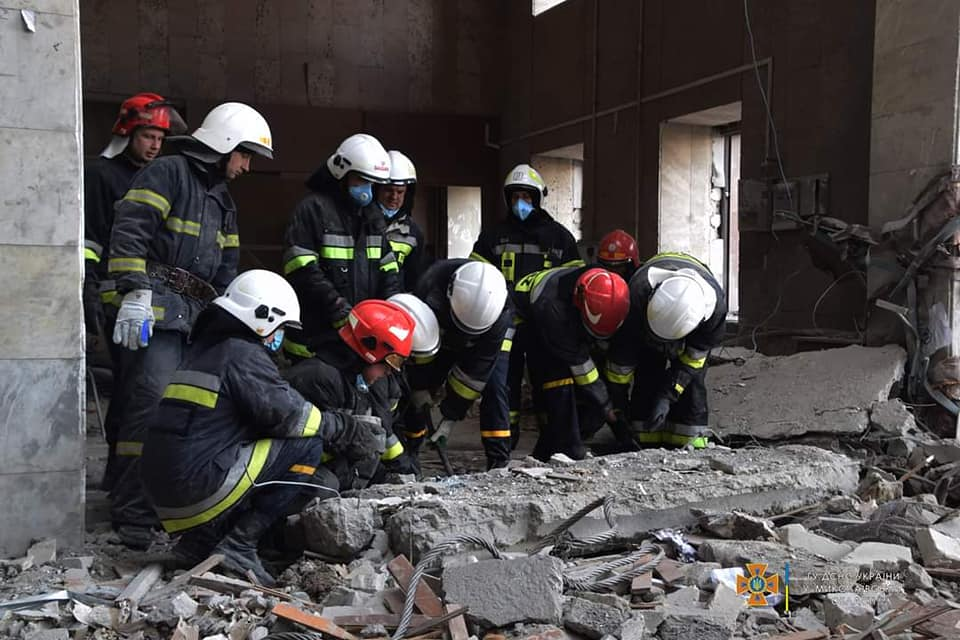
Záchranné práce ve zničené budově Administrativní správy v Mykolajivu

Den poté, co ukrajinská kontrarozvědka zveřejnila seznam 620 příslušníků ruské zpravodajské sítě FSB v Evropě, vypověděla Belgie 21 ruských diplomatů, Nizozemsko 17 a Irsko 4. Z České republiky byl vypovězen zástupce ruského velvyslance Feodosij Vladyševskij. Již dříve vyhostilo ruské špiony pod diplomatickým krytím Polsko, Bulharsko a všechny pobaltské státy.
Jednání delegací Ukrajiny a Ruska v Istanbulu dospěla k dílčím výsledkům, podle kterých má být Ukrajina neutrální a bezjadernou zemí, ale za její bezpečnost se zaručí vojenské mocnosti (a dostane silnější záruky než kdyby se stala členskou zemí NATO). Rusko nemá námitky proti vstupu Ukrajiny do Evropské unie. Otázka Krymu a obou neuznaných odštěpeneckých republik má být řešena mírovou cestou do 15 let. Ukrajina bude trvat na tom, aby dohodu o bezpečnostních zárukách podepsaly a ratifikovaly parlamenty, aby se neopakovala chyba Budapešťského memoranda z roku 1994. Mezi nové garanční země mohou patřit USA, Velká Británie, Čína, Rusko, Francie, Turecko, Německo, Kanada, Itálie, Polsko a Izrael. Ukrajinská vláda podepíše dohodu o bezpečnostních zárukách pouze v případě, že bude ratifikována v celonárodním referendu.
Kolem 08:45 byla ruským bombardováním zasažena devítipatrová administrativní budova státní správy v Mykolajivu a došlo ke kompletnímu zničení její centrální části. Starosta Mykolajivu Vitaly Kim stihl vyslat varování aby se lidé uchýlili do krytů, když z Krymu směrem na Mykolajiv odstartovala ruská letadla. Sám útok přežil a zachránil tak pravděpodobně další životy. K útoku došlo v době, kdy lidé přicházeli do práce. Z trosek budovy bylo vyproštěno 12 mrtvých a 18 zraněných osob, dalších 33 lidí bylo zraněno při výbuchu troskami.
Francouzský prezident Emmanuel Macron představil Putinovi plán evakuace civilního obyvatelstva z Mariupolu, který Francie připravila společně s Řeckem a Tureckem. Putin plán odmítl a požadoval, aby nejprve ukrajinští „nacionalističtí” bojovníci přestali klást odpor a složili zbraně. Svjatoslav Palamar, zástupce velitele Azovského pluku v Mariupolu, vysvětlil prezidentu Zelenskému, že nemá jinou možnost než pokračovat v ochraně města, každého domu, každé ulice. Upozornil na humanitární katastrofu a genocidu vůči místnímu obyvatelstvu ze strany okupantů, ale připomněl že jde také o záchranu raněných a pohřbení zabitých vojáků.
Došlo k výbuchu v ruském muničním skladu poblíž obce Krasnyj Okťjabr, asi 30 km jihozápadně od Bělgorodu na území Ruska. Bělgorod leží 80 km severně od ukrajinského města Charkov, které ruské síly v posledních týdnech intenzivně bombardují. Podle agentury TASS zasáhla sklad ukrajinská raketa.
Ruská armáda záměrně terorizuje civilní obyvatelstvo a ničí obytné budovy i celé vesnice. Vojenskou invazi Ruské federace lze podle ukrajinské SBU charakterizovat jako trestnou operaci s cílem zničit mírumilovné Ukrajince. SBU v Trostjance v Sumské oblasti odposlechla rozhovor dvou důstojníků okupační armády s volacími znaky „Věnec“ a „Bojovník“, ve kterém velitel 4. tankové divize plukovník Evžen Žuravljov („Věnec“) dává svému podřízenému rozkaz aby srovnal se zemí vesnici Skrjagovku. Stejný velitel vydal pokyn ke zničení dalších dvou ukrajinských vesnic.
Podle ukrajinského Generálního štábu Rusko od začátku invaze přišlo o 17 200 vojáků, 597 tanků, 1 710 dalších obrněných vozidel, 303 děl, 96 raketometů, 127 letadel, 129 vrtulníků a 71 bezpilotních letounů. Zničenou ruskou techniku ve většině dokumentuje fotografiemi a lze ji dohledat i na tureckém webu Oryx. Naopak ruské Ministerstvo obrany uvádí (bez možnosti ověření), že ruské síly od začátku „speciální operace“ zničily 123 ukrajinských letadel, 311 dronů, 1738 tanků a dalších obrněnců. Ztráty civilního obyvatelstva způsobené ruským ostřelováním uvádějí jen ukrajinské zdroje – jen v Černihivu kolem 400 lidí.
Rusko raketovými útoky cíleně ničí zásobníky paliva na ukrajinském území aby vyvolalo humanitární krizi. 29. března rakety zasáhly palivové zásobníky na letišti v Starokonstantinovu ve Chmelnické oblasti a o den dříve na západě Ukrajiny poblíž Lvova. Ukrajinský prezident Volodymyr Zelenskyj po rozhovoru s prezidentem Ilhamem Alijevem oznámil, že Ukrajina dostane z Ázerbájdžánu palivo na osevní kampaň.
29. března ruské letectvo provedlo letecký úder na území Brovarské oblasti a raketa zasáhla sklady s potravinami, domácími chemikáliemi a dalším zbožím. Následný požár zachvátil budovu o rozloze 20 000 m². V Kyjevské oblasti takto ruská armáda záměrně zničila několik podobných civilních objektů. Prokurátoři brovarské okresní prokuratury zahájili vyšetřování ve věci porušení zákonů a zvyklostí války – čl. 438 trestního zákoníku Ukrajiny.
Ozbrojené síly Ukrajiny vytlačily ruské ozbrojené síly 40–60 kilometrů od Kryvého Rihu. Podle oficiálních údajů osvobodila ukrajinská armáda 28. března několik dalších osad v Chersonské oblasti a kontaktní linie se již nenachází na hranici s Dněpropetrovskou oblastí.
V Mariupolu bylo během ruského obléhání zabito asi 5 tisíc lidí, z toho asi 210 dětí. Podle údajů městských úřadů zůstává v obležení ruských vojsk 170 tisíc lidí. Do Ruska bylo deportováno 30 tisíc lidí.
Podle informace Generálního štábu ozbrojených sil Ukrajiny obránci v bojích u Charkova zlikvidovali velitele ruské 200. samostatné motostřelecké brigády plukovníka Denise Kurila. Celkové ztráty 200. brigády jsou více než 1 500 vojáků. Ve stejný den byl zabit i velitel motostřeleckého praporu 21. samostatné motostřelecké brigády Sergej Panov.
V Doněcké a Luhanské oblasti ukrajinští vojáci 29. března úspěšně odrazili 4 nepřátelské útoky a zničili 7 tanků, 7 kusů obrněných vozidel, 2 auta a jedno protitankové dělo MT-12.

### 30. březen

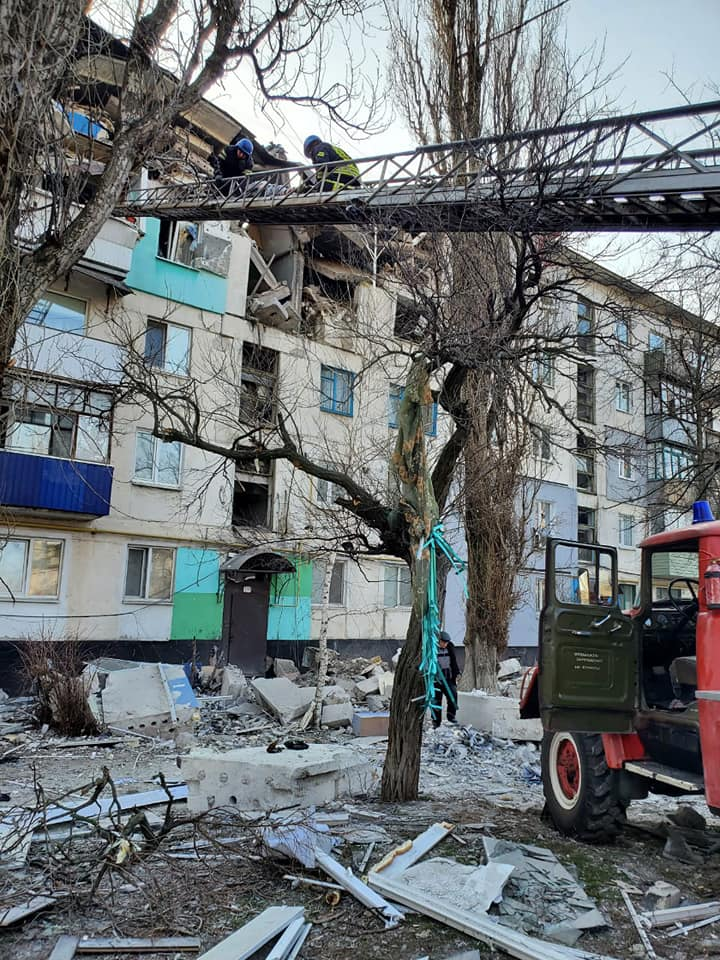
Domy v Lysyčansku poškozené ruským ostřelováním, 30. března

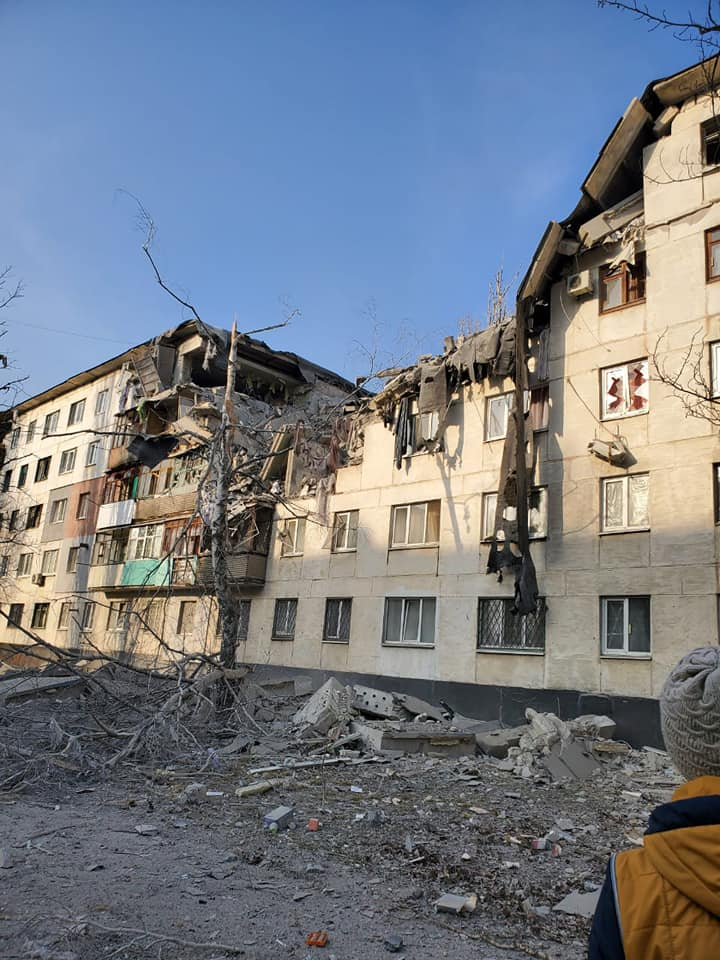
Domy v Lysyčansku poškozené ruským ostřelováním, 30. března

Ruské vojenské lodě zadržují v Černém moři 94 civilních lodí přepravujících potraviny a brání jim vplout do Středozemního moře a tři lodě ostřelovali. Ruské námořnictvo blokuje přístup do ukrajinských přístavů, čímž fakticky zastavuje vývoz obilí. Z černomořského regionu obvykle pochází asi 30 % světového vývozu pšenice, 20 % kukuřice a 75 % slunečnicového oleje.
Na předměstí Kyjeva se odstraňují následky ruského ostřelování skladu potravin, který před týdnem zasáhly střely s kazetovou municí. Bylo přitom zničeno 50 000 tun zmražených potravin a hrozilo zamoření vzduchu a vody ze zkažených zbytků masa a ryb. Rusové dále ostřelují civilní infrastrukturu v Černihivu, kde zasáhli obytné domy a nákupní střediska. Do osvobozeného města Irpiň se nemohou vrátit jeho obyvatelé, protože ruské jednotky ho při ústupu zaminovaly.
Ruské armádě chybějí pozemní síly a sáhla pro vojáky dislokované na územích odtržených od Gruzie. Na Ukrajinu se přemístily jednotky ze základny číslo 4 v Cchinvali v Jižní Osetii a číslo 7 v Abcházii, které spadají pod ruský Jižní vojenský okruh. Loutkový prezident mezinárodně neuznaného státu Jižní Osetie Anatolij Bibilov oznámil, že jeho strategickým cílem je připojení k Ruské federaci.
Podle ukrajinského vyjednavače s Ruskem Oleksandra Čalyje budou bezpečnostní garance požadované Ukrajinou stejně silné jako článek 5 Washingtonské smlouvy NATO. Garanty mají být země zastoupené v Radě bezpečnosti OSN a dále Turecko, Německo a patrně i Itálie. Rusko bude pouze jedním z ručitelských států a nebude mít žádné právo veta. Při ohrožení Ukrajiny nebudou garantující země vést žádné konzultace s Ruskem a o vyslání sil nebo vyhlášení bezletové zóny rozhodnou do tří dnů po selhání diplomatického řešení konfliktu.
Slovensko, které v uplynulých dvou letech vyhostilo devět ruských diplomatů, rozhodlo 30. března vyhostit dalších 35 zaměstnanců ruského velvyslanectví. Vláda České republiky rozhodla o navýšení životního a existenčního minima, jako reakci na růst cen i uprchlickou krizi.
Ukrajinská rozvědka získala osobní údaje 1327 vojáků ze střediska rozvědky a speciálních sil GRU v dagestánské obci Botlich. Seznam obsahuje také osobní údaje 75 ruských špionů, jejich funkce a vojenské hodnosti. Dagestán, kam byl jako hlava státu dosazen předseda strany Jednotné Rusko ve státní Dumě Vladimir Vasiljev a po něm vrchní velitel vojsk Ruské národní gardy Sergej Melikov, patří k nejzkorumpovanějším a nejchudším zemím Ruské federace. Je zde základna 136. motostřelecké brigády, která se spolu s dalšími jednotkami a útvary 58. polní armády Ruské federace aktivně účastní bojů na Ukrajině. Ztráty mezi dagestánskými vojáky jsou řádově ve stovkách.
Ve středu 30. března v oblasti Charkova napadla ukrajinská armáda ruskou kolonu asi 20 vozidel, z nichž 5 zničila a další poškodila. Ve stejném dni sestřelila protivzdušná obrana Ukrajiny v Charkovské oblasti tři ruské stíhací letouny a jeden dron.
Prezident Volodymyr Zelenskyj měl hodinový telefonický hovor s americkým prezidentem Joe Bidenem, během kterého jednali o konkrétní obranné podpoře, novém balíčku zesílených sankcí, makrofinanční a humanitární pomoci.
Dva odvedenci z Petrohradu vyslaní na Ukrajinu byli vráceni domů. Matka jednoho z nich napsala Putinovi dopis, v němž uvedla, že velení nutí vojáky z povolání „k účasti na speciální operaci na území Ukrajiny a k podpisu smlouvy s Ozbrojenými silami Ruské federace, a to proti jejich vůli“.
Mediazona zjistila, že video šířené ruskými státními médii, na němž uprchlice z Mariupolu hovoří o zvěrstvech batalionu Azov, jim zaslala tisková služba FSB s požadavkem, aby necitovaly zdroj.
Ruská raketa zasáhla další ukrajinský sklad pohonných hmot – ve městě Dnipro.
Tohoto dne 30. března ukrajinské ozbrojené síly úspěšně odrazily pět nepřátelských útoků na doněckém a luhanském směru a zničily 10 tanků, 18 obrněných vozidel, 13 aut a 15 dělostřeleckých systémů. Kromě toho jednotky protivzdušné obrany sestřelily jedno letadlo, tři bezpilotní letouny a jednu řízenou střelu. Východní velitelství letectva ohlásilo, že ve Slobožanském směru ukrajinská protivzdušná obrana sestřelila tři nepřátelská letadla a jeden bezpilotní letoun. V Mariupolu vojáci Azovského pluku zničili 3 ruské tanky a zneškodnili více než 64 členů pěchoty, včetně speciálních sil GRU Ruské federace.
V Charkovské oblasti svádějí ukrajinské jednotky boje s ruskou armádou o město Izjum. Ruským okupantům se podařilo nepozorovaně vstoupit do města díky městskému zastupiteli Anatoliji Fomičevskému za opoziční proruskou stranu Opoziční platforma – Za život, který ruské armádě ukázal cestu. Tuto stranu před invazí řídila ruská FSB.
Ruská sociologická agentura Levada Center zjistila, že od zahájení ruské invaze na Ukrajinu 24. února vzrostla podpora ruského prezidenta Vladimira Putina na 83 %. S Putinovými kroky „nesouhlasí“ 15 % Rusů.
Ruská vojska se stahují z areálu jaderné elektrárny Černobyl směrem do Běloruska, kde se přeskupuje ruská armáda k útoku na východ Ukrajiny. Podle výpovědi zaměstnanců elektrárny, kteří chování Rusů v zamořené oblasti označili za nebezpečné až vyloženě „sebevražedné“, někteří ruští vojáci přiznali že o havárii, ke které na místě došlo, nikdy neslyšeli.
Během bojů o Charkov přišla ruská 200. motostřelecká brigáda celkem o 1 500 vojáků a 30. března ukrajinská armáda ohlásila, že se jim podařilo zabít i velitele jednotky plukovníka Denise Kurilo. Zároveň vyšlo najevo, že minulý týden byl zabit podplukovník Dmitrij Dormidontov, když ukrajinská mina zasáhla zákop, kde byli tři důstojníci: velitel divize, velitel praporu a letecký návodčí. Další ztrátou byl podplukovník Igor Žarov a plukovník Nikolaj Ovčarenko, který byl zabit při přepadení u pontonového mostu přes řeku Severní Doněc. Plukovník Konstantin Žizevskij, velitel útočné letecké jednotky, padl na jihu Ukrajiny.

### 31. březen

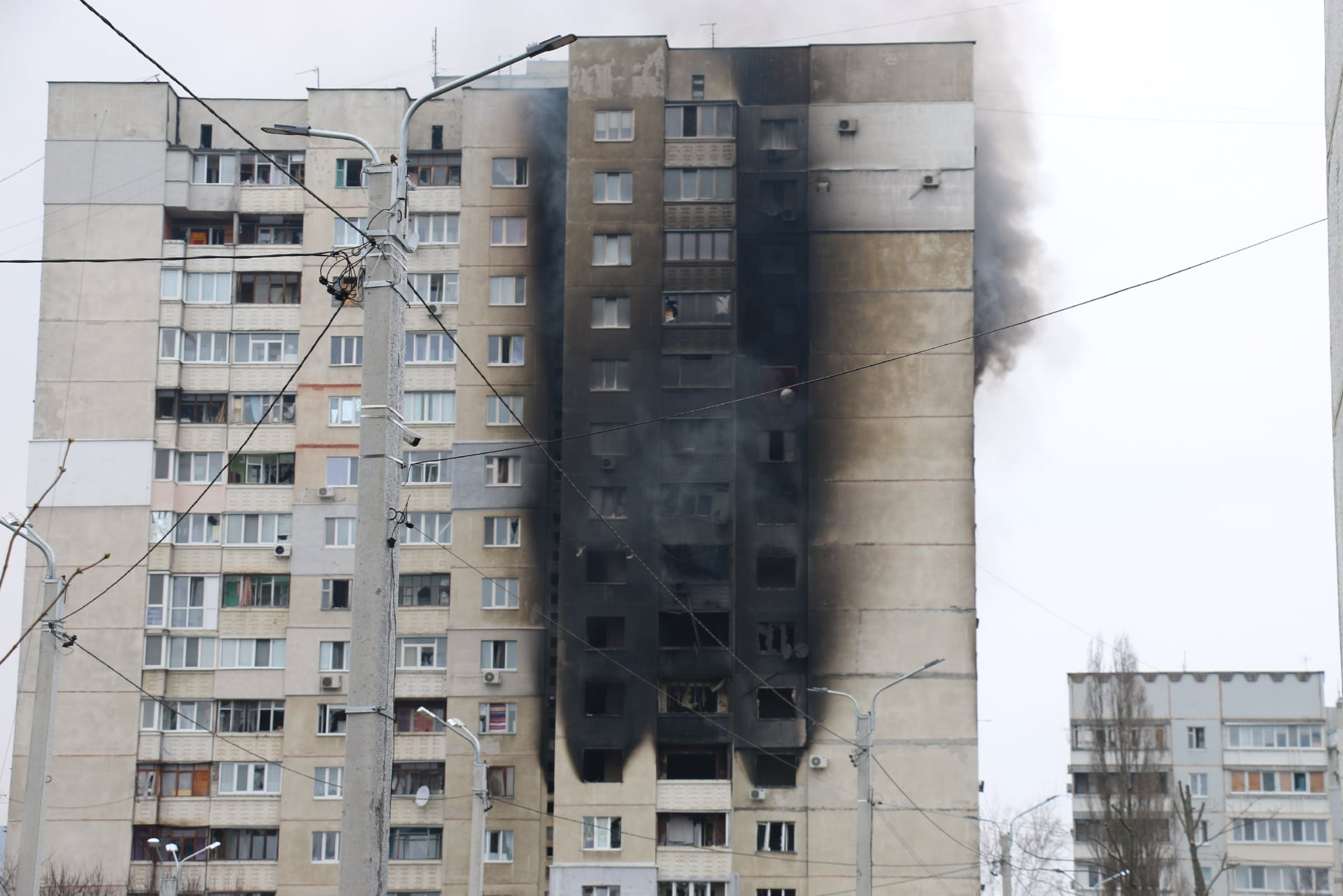
Obytné domy v Charkově po ruském ostřelování a požáru, 31. března

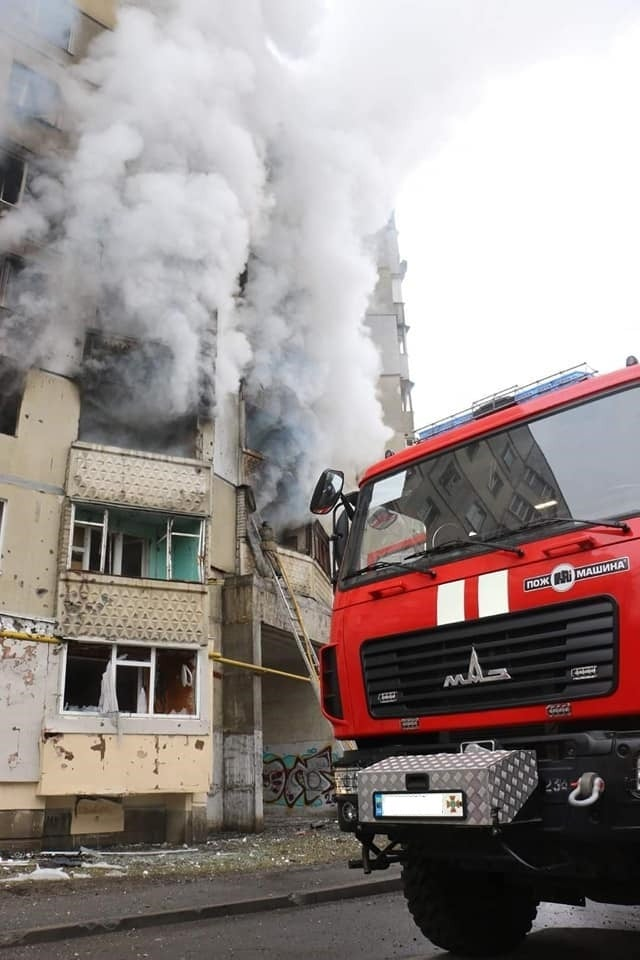
Požár domu v Charkově po ruském ostřelování, 31. března

Podle ukrajinského zpravodajského webu Ukrajinska pravda Rusko přišlo o další generály. Kromě těch, kteří zahynuli v bojích (generálporučík Andrej Suchoveckij, generálporučík Jakov Rjazancev, ad.), byli těžce zraněni zástupce velitele 35. vševojskové armády generálmajor Sergej Nirkov a náčelník štábu – zástupce velitele 36. vševojskové armády generálmajor Andrej Serickij. V nejvyšším velení ruské armády proběhla čistka a velitel 1. tankové armády generálporučík Sergej Kisel byl odvolán z funkce, velitel 6. vševojskové armády generálporučík Vladislav Jeršov byl odvolán z funkce a zatčen, velitel 58. vševojskové armády generálporučík Michail Zusk byl odvolán z funkce a zatčen.
Ředitel britské zpravodajské služby GCHQ Jeremy Fleming má zprávy, že ruští vojáci odmítají plnit rozkazy a záměrně ničí techniku, aby se nemuseli zapojit do bojů. Často se vzdávají nejen ukrajinské armádě ale i civilistům. Britský ministr obrany Ben Wallace prohlásil, že Rusko se v důsledku invaze na Ukrajinu stalo „méně významnou zemí“ a „pověst velké ruské armády je podkopána.“
Brigádní generál Oleksandr Gruzevič, zástupce náčelníka štábu Velitelství pozemních sil Ozbrojených sil Ukrajiny, uvedl, že během noci se tři až čtyři ruské taktické praporní skupiny a téměř 700 kusů techniky pohybovalo od Kyjeva směrem k Ivankovu, k běloruské hranici. Podle něj se tyto jednotky po přeskupení a doplnění přesunou na Donbas.
Ukrajinští pohraničníci zlikvidovali střelbou z kulometů a automatických granátometů ruskou jednotku, která se snažila překvapit ukrajinské obránce v okrese Marinka v Doněcké oblasti. Od zahájení ruské invaze na Ukrajinu byly pohraniční jednotky terčem ostřelování dělostřelectvem, minomety, pěchotou, tanky a letadly téměř čtyřicetkrát.
Desítky ruských vojáků opouštějících obklíčenou jadernou elektrárnu v Černobylu mají podle několika zpráv nemoc z ozáření. Předtím údajně kopali zákopy ve vysoce toxické zóně Červeného lesa. Vojáci byli převezeni do speciálního zařízení v Bělorusku.
Rusko stahuje jednotky do Běloruska i kvůli utrpěným ztrátám. Podle údajů ukrajinského Generálního štábu činily ztráty 1. motostřeleckého praporu 36. samostatné motostřelecké brigády (jednotka 06705, Borzja) 29. vševojskové armády Ruské federace více než 60 % osob. Velitel 29. armády, generálmajor Andrej Kolesnikov (podle Ukrajiny byl zabit 11. března 2022), nařídil prapor zcela rozpustit poté, co byly jeho zbytky staženy z Ukrajiny.
Místopředsedkyně vlády – ministryně pro dočasně okupovaná území Ukrajiny Iryna Vereščuková uvedla, že do Melitopolu dorazilo 12 autobusů pro evakuaci lidí s humanitární pomocí, ale ruští vojáci náklad 14 tun potravin a léků ukradli. Vláda vyjednává o návratu autobusů s obyvateli z okupovaného Melitopolu. 45 evakuačních autobusů vyslaných do Berďansku okupanti do města nepustili. Z Enerhodaru odjelo 50 osobních aut s lidmi a jeden autobus s dětmi do Záporoží. Z Mariupolu a dalších měst Záporožské oblasti přijelo vlastní dopravou třemi humanitárními koridory 1458 lidí. Z Mariupolu se zachránilo asi 75 000 obyvatel. Asi 100 000 jich zůstalo a potřebují okamžitou evakuaci. Dalších asi 45 000 lidí bylo okupanty násilně deportováno do takzvané „Doněcké lidové republiky“ a Ruska.
Podle posledního průzkumu veřejného mínění podporuje už 61 % Finů vstup země do NATO. O „zásadách a postupech“ pro přijímání nových členů do Aliance jednali s generálním tajemníkem NATO Jensem Stoltenbergem finský prezident Sauli Niinistö i premiérka Sanna Marinová.

## Duben 2022

### 1. duben

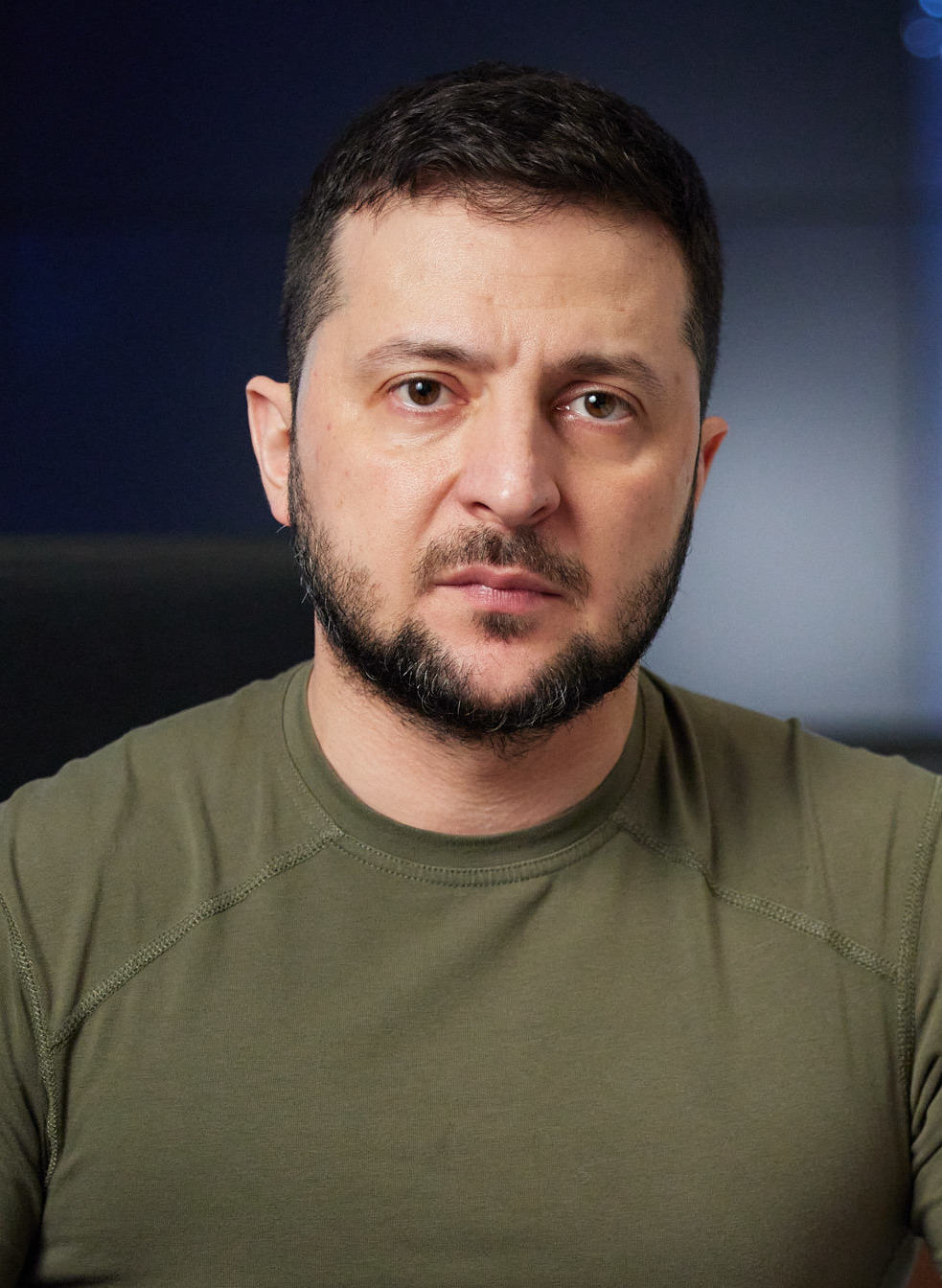
Prezident Volodymyr Zelenskyj, 1. dubna

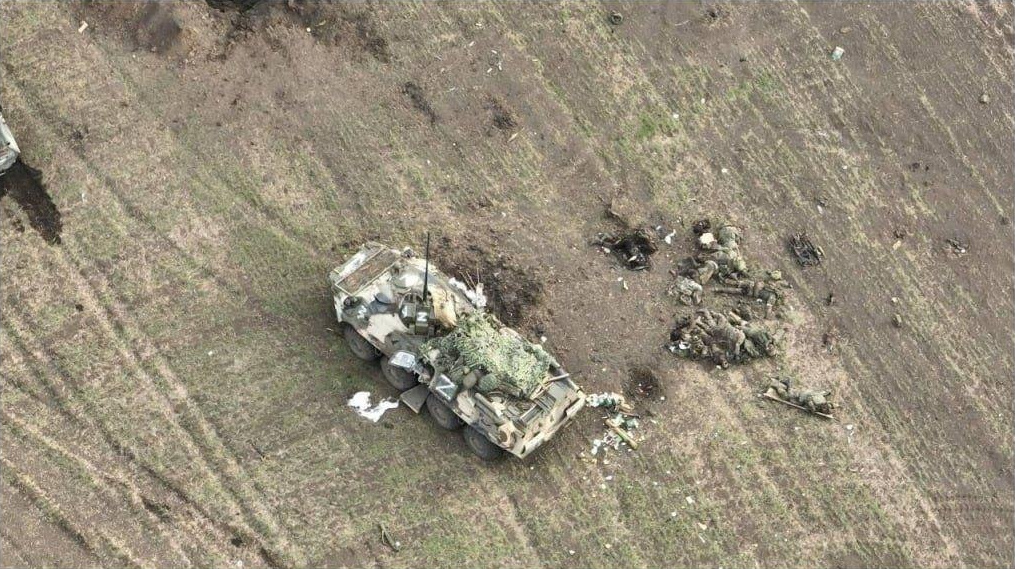
Zničený ruský obrněný transportér a jeho osádka v Doněcku, 1. dubna

Zničené ruské obrněné transportéry v Doněcku, 1. dubna

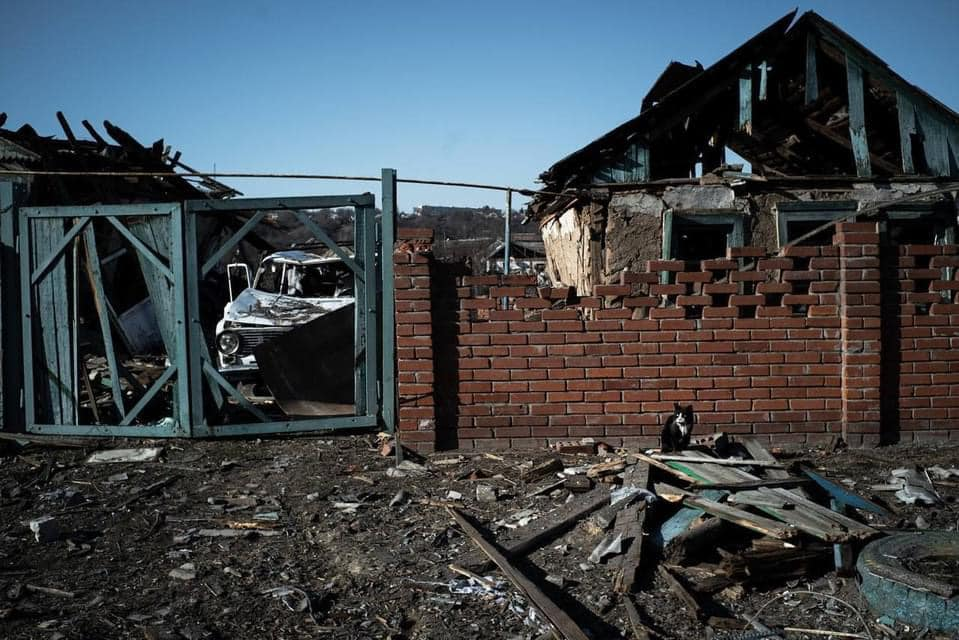
Zničený venkovský dům, 1. dubna

1. dubna navštívila Kyjev předsedkyně Evropského parlamentu Roberta Metsolaová a ujistila, že Ukrajina bude uznána za kandidáta na členství v Evropské unii a bude jí poskytnuta pomoc při obnově po skončení ruské okupace.
Proběhl virtuální summit Evropské unie a Číny. Podle předsedkyně Evropské komise Ursuly von der Leyenové dali evropští zástupci Číně jasně najevo, že pokud sankce nechce podpořit, tak alespoň nemá do konfliktu zasahovat. Leyenová zdůraznila status Číny jako stálého člena Rady bezpečnosti OSN a její odpovědnost za dodržování mezinárodního práva a ochranu suverenity Ukrajiny. Zároveň upozornila, že žádný evropský občan by nepochopil jakoukoli podporu schopnosti Ruska vést válku ze strany Číny a pověsti Číny v Evropě by to velmi uškodilo.
Prezident Volodymyr Zelenskyj v interview pro televizi Fox News prohlásil, že „kromě vítězství se ukrajinský lid nesmíří s žádným výsledkem“ a „otázka územní celistvosti a suverenity Ukrajiny je mimo diskusi.“
Ozbrojené síly Ukrajiny z 60. samostatné pěší brigády, která je součástí skupiny vojsk „Jih“ osvobodily v Chersonské oblasti 11 vesnic a ukořistily ruské tanky T-64 včetně munice a obrněná vozidla BMP-2, BMD-2, děla ZU-2M na podvozku MT-LB.
Podle Mediazone se někteří ruští vojáci z Jižní Osetie odmítli účastnit bojových akcí na území Ukrajiny a vrátili se do Cchinvali na vlastní pěst. Podle tohoto zdroje se vrátilo asi 300 vojáků.
Kolem 5:50 hod. zaútočily dva ukrajinské vrtulníky Mi-24V na sklad nafty a benzinu v ruském městě Bělgorod vzdáleném 30 km od ukrajinské hranice, odkud se zásobují ruská invazní vojska Západního okruhu. Vrtulníkům, které letěly velmi nízko, se podařilo podletět radarovou ochranu a sklad zapálily neřízenými střelami. Zároveň z kulometů ostřelovaly několik budov. Místní podnik Těchsafir byl zasažen dělostřeleckými granáty. Rusko předtím cíleně ničilo ukrajinské zásobníky paliv ve městech Dnipro, Lutsk, Rivno, Lvov nebo Vasilkov.
Jednu třetinu až polovinu zraněných v ruské armádě tvoří mladí vojáci rekrutovaní v chudých oblastech Ruské federace na Severním Kavkaze a na Dálném Východě. Tyto nestandardní jednotky skládající se z národnostních menšin jsou na rukávech označovány bílými páskami. Podle vojenského analytika Gudajeva se jedná o mladé a nevzdělané muže z venkova, kteří nevědí jak se vojenské službě vyhnout a v reálném životě mají jen malou perspektivu uplatnění. Na frontě kvůli špatnému výcviku a vyzbrojení fungují jako „potrava pro děla“.
Ukrajinský prezident Volodymyr Zelenskyj odvolal dva vysoké představitele ukrajinské tajné služby, které označil za zrádce. Jedná se o předsedu Hlavní správy vnitřní bezpečnosti ukrajinské tajné služby SBU Andrije Olehovyče Naumova a šéfa chersonského oddělení SBU Serhije Oleksandroviče Kryvoručenka.
Nejvyšší rada schválila zákon „O stanovení odměn za použitelnou vojenskou techniku státu agresora dobrovolně předanou Ozbrojeným silám Ukrajiny“. Odměna je určena jak pro vojáky Ruské federace, tak pro občany Ukrajiny. Odměny sahají od 10 000 USD za ženijní vozidla, 50 000 USD za obrněný transportér, 100 000 USD za tank až po 500 000 USD za vrtulník nebo 1 000 000 dolarů za bojová letadla a lodě 1. a 2. velikosti. Ruští vojáci zároveň získají právo na vystavení nových osobních dokumentů, zabezpečení jejich pobytu na Ukrajině nebo vytvoření podmínek pro odjezd do bezpečné třetí země.
Podle agentury Ukrinform, od 24. února do 1. dubna zahynulo na Ukrajině 17 700 ruských vojáků. Kromě toho nepřítel ztratil 625 tanků, 1 751 bojových obrněných vozidel, 316 dělostřeleckých systémů, 96 raketometů, 54 systémů protivzdušné obrany, 54 letadel, 143 letounů, 131 vrtulníků, 1 220 motorových vozidel a 7 lodí nebo člunů. Celkem Rusko přišlo na Ukrajině o vojenské vybavení za více než 10 miliard dolarů.
Ukrajinská rozvědka GUR MoD vzkázala Rusům, že za zločiny proti civilnímu obyvatelstvu Ukrajiny budou všichni váleční zločinci pohnáni k odpovědnosti. Zároveň zveřejnila seznam 448 vojáků 34. velitelské brigády (vojenská jednotka 29202) ve Vladikavkazu, kteří napadli Ukrajinu.
Spojené státy mají informace o tom, že ruské síly cíleně ničí sklady obilí na východě Ukrajiny a od začátku března poškodily nejméně šest skladů. Ukrajina je přitom čtvrtým největším vývozcem obilí na světě a válka může mít globální dopady na potravinovou bezpečnost. Ruské válečné lodě navíc blokují přístup k ukrajinským přístavům i plavbu 94 obchodních lodí z Černého do Středozemního moře a pokládají námořní miny.
Evropská komise navrhla systém, v jehož rámci by si Ukrajinci mohli vyměnit hotovostní hřivny za měny členských států Evropské unie. Navrhuje se stanovit maximální částku do 10 tisíc hřiven na osobu. Cílem návrhu je vytvořit koordinovaný přístup všech členských států EU a nabídnout osobám prchajícím z Ukrajiny stejné podmínky pro výměnu hřiven.
Řada zemí sousedících s Ruskem se proti němu v souvislosti s invazí na Ukrajinu začala vymezovat. Gruzínská prezidentka Salome Zurabišviliová potvrdila, že Gruzie se připojila ke všem mezinárodním sankcím uvaleným na Ruskou federaci kvůli její agresi proti Ukrajině. Zástupce vedoucího prezidentské administrativy Kazachstánu Timur Sulejmenov prohlásil, že Kazachstán bude dodržovat sankční režim uvalený na Rusko. Kazachstán se řídí stanoviskem OSN a nebojí se nazvat ruskou agresi proti Ukrajině válkou a respektuje územní celistvost Ukrajiny. Neuznává okupaci Krymu ani okupaci Donbasu. Tajemník ukrajinské Rady národní bezpečnosti a obrany Alexej Danilov prohlásil, že v důsledku války se Ruská federace rozpadne a řada států uplatní nároky na svá historická území. Jmenoval konkrétně Japonsko v souvislosti s Kurilskými ostrovy a Polsko a Kaliningrad.
Podle tureckých zdrojů poskytla Arménie těsně před invazí 23. února Rusku 4 bojové letouny Su-30. Dokládají to i satelitní snímky letiště u Jerevanu, kde měla letadla svou základnu. Pokud se tento fakt potvrdí, bude Arménie čelit sankcím.
Na Oděsu byly vypáleny tři ruské balistické rakety Iskander, jejichž cílem byla kritická infrastruktura města. Díky zásahu protivzdušné obrany byly rakety zneškodněny, ale dopadly na sídliště, kde způsobily škody a oběti.

### 2. duben

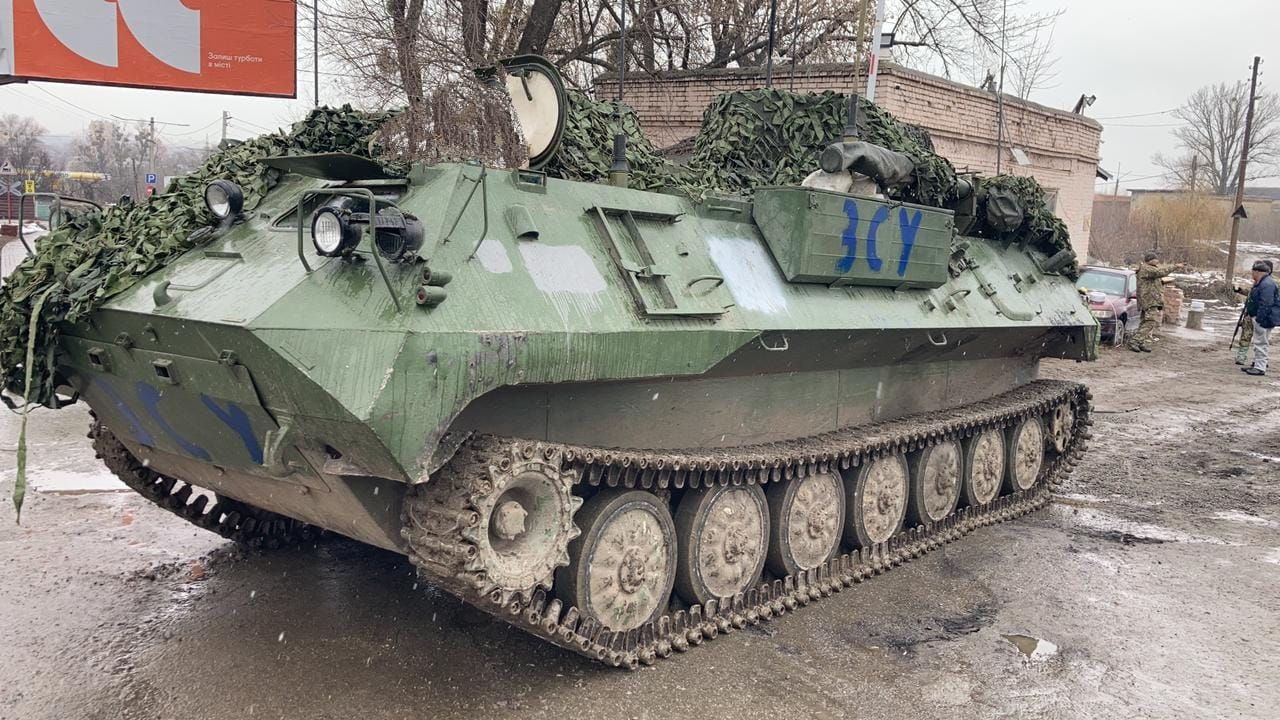
ruský 9S932-1 (Barnaul-T), zajatý 2. března 2022

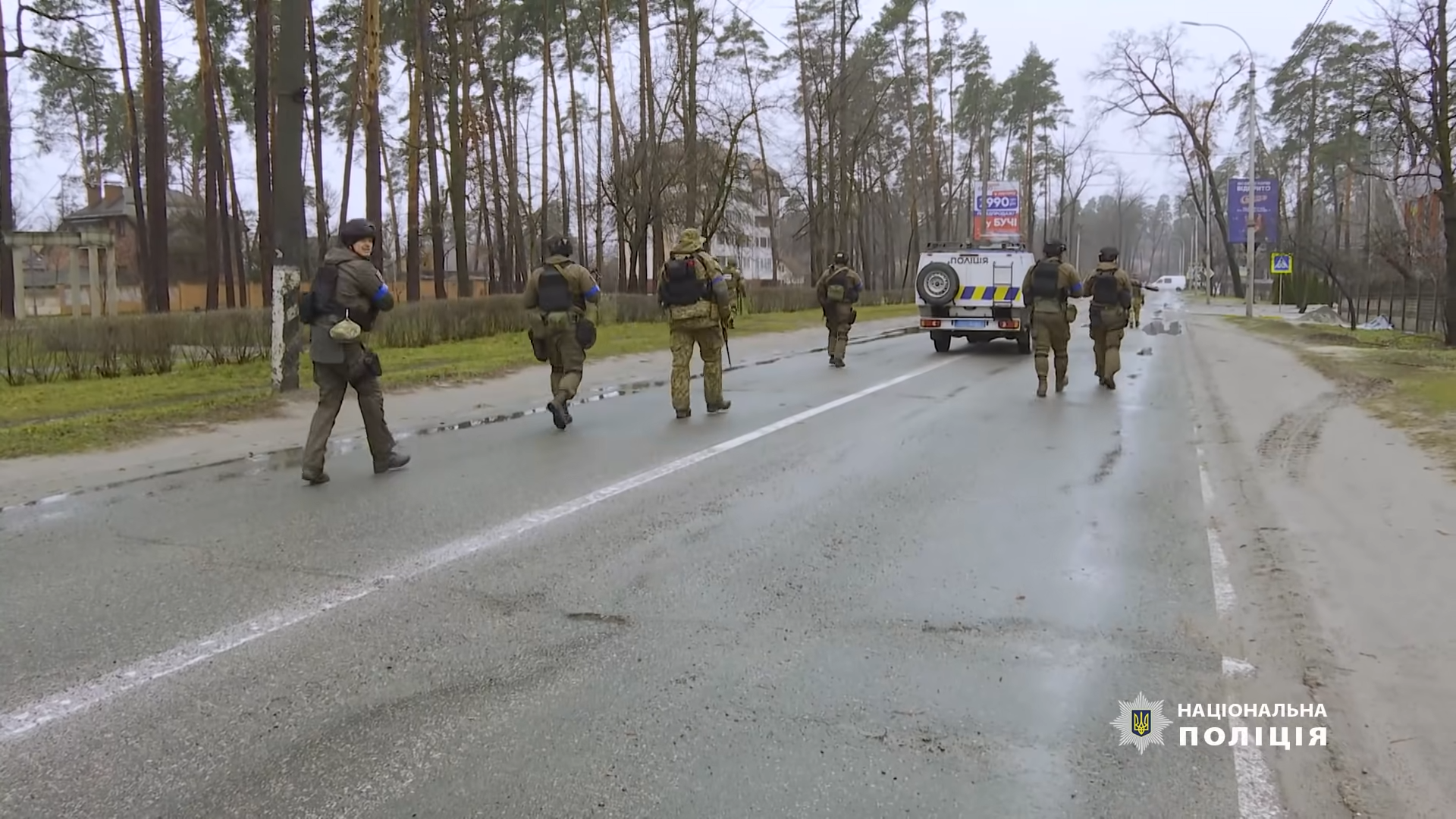
Ukrajinská policie na cestě do Buči, 2. dubna

BBC shromáždila z veřejných zdrojů data o 39 mrtvých vojácích z elitního 331. gardového výsadkového pluku ruské armády, který měl plnit roli předvoje. Ukrajinským obráncům se na počátku ruské invaze podařilo neutralizovat jejich kolonu lehkých obrněných vozidel, která překročila hranice z Běloruska. 13. března Ukrajinci zabili i velitele pluku plukovníka Sergeje Suchareva. Těla mrtvých parašutistů se postupně vracejí do místa jejich posádky v Kostromě a podle místních mohlo zahynout až 100 příslušníků pluku. Ukrajinská armáda tvrdí, že zlikvidovala celý pluk. 331. jednotka se zúčastnila bojů v Donbasu roku 2014 a Ukrajinci ji viní za porušení příměří a zabití stovek ukrajinských vojáků v Ilovajsku.
Ruská armáda od počátku invaze do 2. dubna poškodila 869 škol a 83 z nich kompletně zničila. Kromě toho poškodila 80 zařízení sloužících dětem, jako jsou nemocnice, sportovní zařízení, knihovny, hudební školy apod. Ve stejné době bylo zabito 158 dětí a 254 dětí bylo zraněno.
Obráncům Kyjeva pomohla přírodní překážka, když odstřelili hráz na řece Irpiň, která vytvořila v okolí neprostupnou bažinu. Uvázlo v ní několik nepoškozených ruských pásových vozidel, včetně nejmodernějšího průzkumného a řídicího kompletu protivzdušné obrany Barnaul-T 9C932-2. Toto vozidlo je vybaveno radarovou stanicí, která dokáže detekovat cíle na vzdálenost až 40 km a předávat tyto informace protivzdušné obraně v automatickém režimu.
Během posledních 24 hodin ukrajinští vojáci následovali ustupující ruské jednotky a osvobodili více než 30 obcí v Kyjevské oblasti, včetně Irpině, Buči a Hostomelu. Ukrajinské jednotky společných sil (JFO) odrazily šest útoků a zničily čtyři nepřátelské tanky, šest obrněných vozidel a sedm motorových vozidel. V prostoru Východní operačně-taktické skupiny ukrajinští vojáci odrazili dva nepřátelské útoky. Ruští útočníci přišli až o 80 vojáků, tři tanky, dvě bojová vozidla pěchoty, jeden dělostřelecký systém/minomet a tři dělostřelecké tahače. 2. dubna letectvo ukrajinských ozbrojených sil sestřelilo osm ruských vzdušných cílů: 2 letadla SU-34, 1 vrtulník, 1 bezpilotní letoun a 4 řízené střely.
Ruská armáda ostřelovala raketami město Myrhorod v Poltavské oblasti. Jednotkám protiletadlové obrany Ozbrojených sil Ukrajiny se podařilo několik řízených střel zničit, ale byla poškozena vzletová a přistávací dráha a infrastruktura letiště a došlo k požáru skladu pohonných hmot a olejů. Ruské rakety zasáhly také ropnou rafinérii poblíž města Kremenčuk a vyřadily ji z provozu.
Ruční protitankové zbraně účinně ničí ruskou obrněnou techniku a mění výrazně rovnováhu sil na bojišti. NATO už dodalo Ukrajině přes 17 tisíc protitankových střel (včetně střel Javelin) a kromě toho má ukrajinská armáda ve výzbroji vlastní střely Stugna-P, které lze navádět i ze zákopu bez přímého vizuálního kontaktu s cílem. Kromě toho má ukrajinská armáda ve výzbroji vlastní přenosný protitankový systém RK-3 Korsar, kterým je schopná ničit i nepřátelské vrtulníky.
Poradce prezidentské kanceláře Mychajlo Podoljak zveřejnil fotografie z města Buča, odkud se stáhli ruští okupanti, dokládající válečné zločiny. Jsou na nich zastřelení civilisté, kteří mají ruce svázané za zády. Ukrajinští vojáci ukládají mrtvá těla do masového hrobu, kde je pohřbeno kolem 300 lidí. V osvobozené obci Motyžyn byla nalezena mrtvá těla starostky obce Olhy Suchenko a jejího manžela, které okupanti zajali 23. března.

### 3. duben

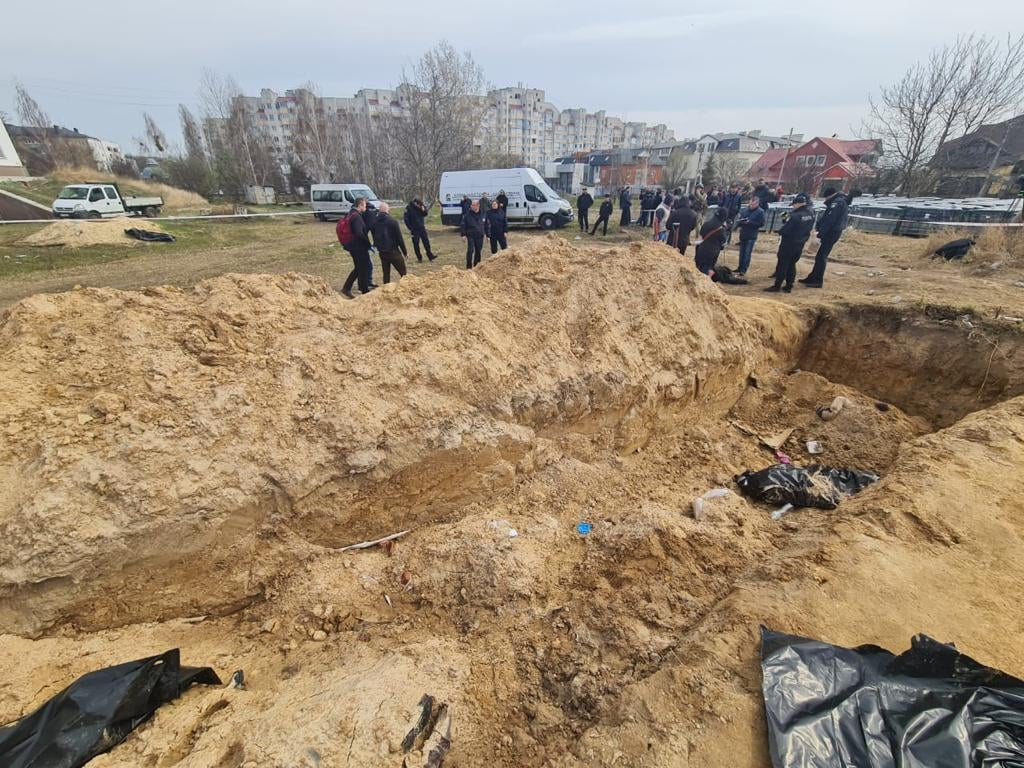
Masový hrob v Buči

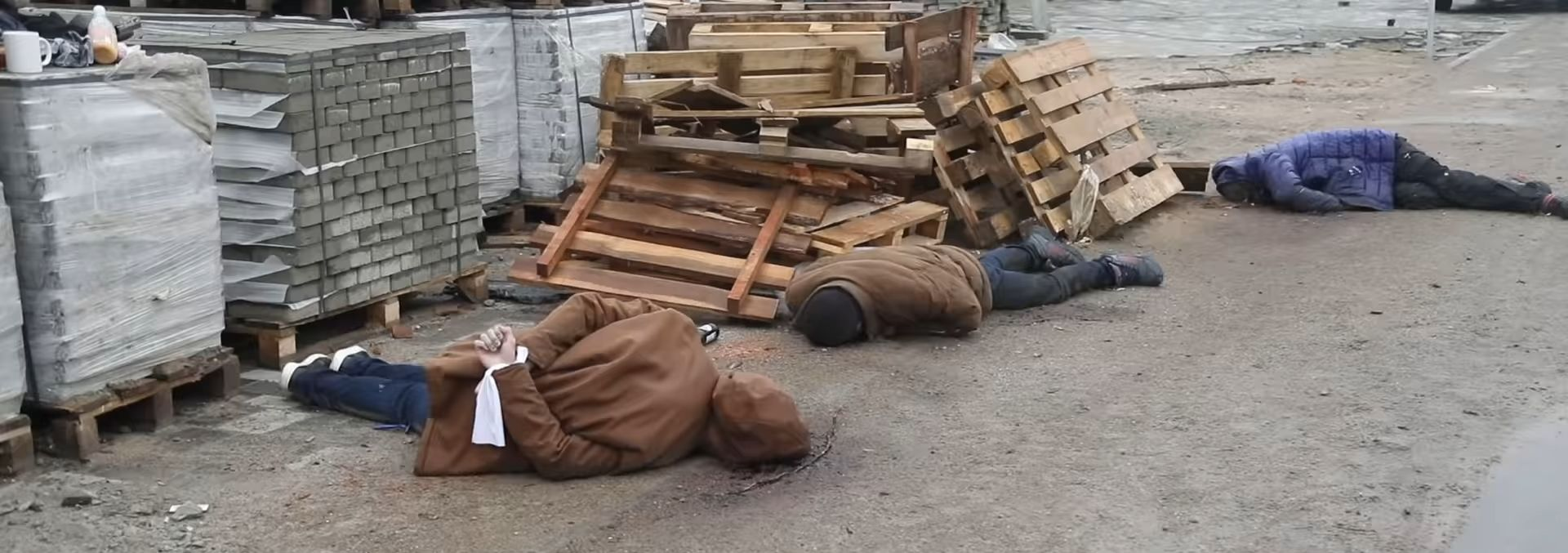
Těla zavražděných civilistů v Buči

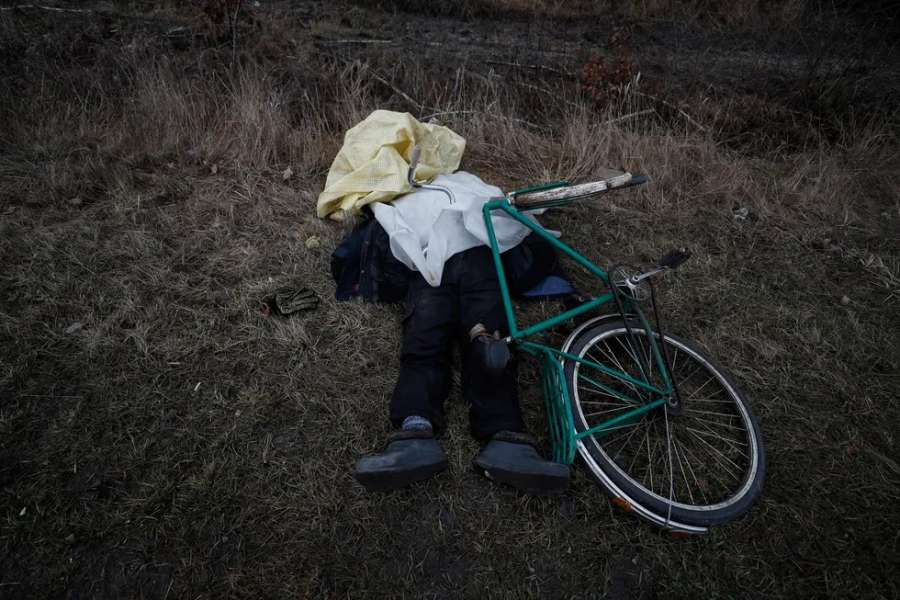
Zastřelený cyklista v Buči

Podle ukrajinského Generálního štábu se ruští velitelé různých stupňů odmítají zúčastnit bojových akcí a ruská armáda sepisuje hromadná hlášení o propuštění ze služby. Konkrétně jde o velitele 3. motostřelecké divize 20. vševojskové armády Západního vojenského okruhu a personál 2. praporu taktických skupin 4. vojenské základny 58. vševojskové armády Jižního vojenského okruhu. Tyto jednotky se vracejí zpět do místa svých posádek. Kvůli značným personálním ztrátám se asi 25 vojáků 31. samostatné útočné brigády z Uljanovska odmítlo účastnit války s Ukrajinou a chtějí podat výpověď. Zástupce velitele 83. gardové útočné brigády podplukovník Vitalij Slabcov byl vyřazen z armády.
Ruské jednotky posilují přítomnost na východě Ukrajiny. Bylo potvrzeno přesunutí některých jednotek 37. samostatné útočné letecké brigády (Čerňachovsk, Kaliningradská oblast) na území Doněcké a Luhanské oblasti. Do Homelské oblasti v Bělorusku, která leží na hranicích s Ukrajinou, přijíždí další ruská technika a naznačuje, že nejde o stažení, ale rotaci ruských jednotek. Tajemník Rady národní bezpečnosti a obrany Ukrajiny Oleksij Danilov potvrdil, že zaznamenali velké uskupení ruských vojsk ve směru na Doněckou, Luhanskou a Charkovskou oblast.
Rusko zasáhlo raketami rafinerii a sklad paliv v Oděse. Část ruských raket zničila protivzdušná obrana, ale v některých částech Oděsy propukly požáry. Předtím ruské rakety zasáhly rafinérii a přilehlá skladiště paliv ve městě Kremenčuk, z nichž byla zásobována ukrajinská vojska v centrálních a východních částech země.
Běloruským opozičním novinářům z projektu Gujun se podařilo získat videozáznam z bezpečnostních kamer, na kterém ruští okupanti registrují na poště v Bělorusku a posílají prostřednictvím zásilkové služby do Ruska majetek uloupený na Ukrajině. Podle uniformy se jednalo o 56. gardový útočný pluk ruských ozbrojených sil, který je dislokován ve Feodosii na okupovaném Krymu. O krádežích ruských vojáků nalezli důkazy i sami Ukrajinci v poškozeném obrněném transportéru, ze kterého posádka uprchla a zanechala na místě ukrajinské peníze a laptopy.
Ministr zahraničí Dmytro Kuleba prohlásil, že masakr civilistů v Buči byl úmyslný. Požaduje uvalení dalších destruktivních sankcí na Rusko ze strany států G7. Britská velvyslankyně na Ukrajině Melinda Simmonsová také obvinila ruskou armádu z vědomého používání znásilnění jako vojenské zbraně. Britský premiér Boris Johnson poskytl Ukrajině protiletadlový systém Starstreak a usiluje o vyzbrojení Ukrajiny protilodními střelami na obranu Oděsy.
Podle údajů Generálního štábu ozbrojených sil Ukrajiny jsou ztráty ruské armády ke 3. dubnu: kolem 18 000 vojáků, 644 tanků, 1 830 obrněných bojových vozidel, 325 dělostřeleckých systémů, 105 salvových raketometů, 54 odpalovacích zařízení protiletadlových raket, 143 letadel, 134 vrtulníků, 1 249 automobilů, 7 lodí nebo člunů, 76 cisteren, 89 bezpilotních letounů, 24 kusů speciálního vybavení, 4 odpalovací zařízení operačně taktických raket.
Organizace Human Rights Watch shromažďuje v Buči důkazy o válečných zločinech ruských vojáků. Mrtví civilisté leželi vedle jízdního kola nebo v ruce svírali tašku s nákupem. Vyslechnutí svědci potvrdili, že viděli jak vojáci bez důvodu střelili do týla jednoho z mužů. Ukrajinští vojáci nalezli v jednom sklepě 18 mrtvých těl mužů, žen i dětí ve věku 14–16 let se známkami mučení, z nichž někteří měli uřezané uši, jiní vytrhané zuby. Spojené království spolupracuje s dalšími zeměmi na shromažďování důkazů a podporuje vyšetřování válečných zločinů Mezinárodním trestním soudem.
V okupovaném Chersonu se znovu shromáždili obyvatelé s ukrajinskými vlajkami na pokojné demonstraci a okupantům dali jednoznačně najevo, že Cherson je ukrajinské město.
Generální tajemník NATO Jens Stoltenberg prohlásil, že pokud Finsko a Švédsko požádají o členství v NATO, bude je aliance schopna přijmout velmi rychle. Po zahájení ruské invaze zaznamenali ukrajinští sociologové rekordní podporu vstupu Ukrajiny do NATO mezi ukrajinskými občany – více než 75 %.
Prezident Volodymyr Zelenskyj oznámil, že na Ukrajině bude vytvořen zvláštní justiční mechanismus, který bude vyšetřovat a stíhat všechny zločiny okupantů. Podstatou bude společná práce národních a mezinárodních odborníků: vyšetřovatelů, státních zástupců a soudců. Všichni viníci těchto zločinů budou zapsáni do zvláštní „Knihy katů“. Volodymyr Zelenskyj zároveň pozval bývalou německou kancléřku Angelu Merkelovou a francouzského prezidenta Nicolase Sarkozyho do Buči, osvobozené od ruských okupantů, aby se seznámili s důsledky spolupráce Evropy s Putinem. Rusům vzkázal: „Takto bude nyní vnímán ruský stát. To je váš obraz. Vaše kultura a lidský obraz zahynuly spolu s Ukrajinci, které jste přišli zabíjet.“
Protiletadlové rakety ukrajinského letectva 3. dubna zasáhly šest nepřátelských vzdušných cílů - dvě řízené střely, jeden vrtulník, dva letouny (Su-34 a Su-35) a zasáhly letoun Il-22 s komunikačním zařízením (vzdušné velitelské pracoviště), který musel nouzově přistát v Rostově. Velitelství operací společných sil Ukrajiny ohlásilo odražení sedmi ruských útoků a zničení 2 obrněných vozidel a 43 vojenských nákladních automobilů v Doněckém a Luhanském směru. Během speciální průzkumné a pátrací operace týmu ukrajinských speciálních sil společně s bojovníky hnutí odporu objevili vojáci v oblasti jedné z osad ruský SAM systém Buk. Vedle opuštěného protiletadlového raketového systému se nacházel ruský úkryt, kde zanechali munici, zbraně a vybavení.
Ukrajinští vojáci osvobodili od ruských útočníků další tři vesnice v Černihivské oblasti: Kolyčivka, Jahidne a Ivanivka. O den dříve také obec Mychajlo-Kocjubynske, která se nachází 20 kilometrů západně od Černihiva.
Podle deníku Mail Online otrávili obyvatelé města Izjum pirožky s jedem 30 ruských vojáků 3. motostřelecké divize. 2 zemřeli a 28 je na jednotkách intenzivní péče. Již předtím bylo více než 500 ruských vojáků hospitalizováno po vypití otráveného alkoholu.

### 4. duben

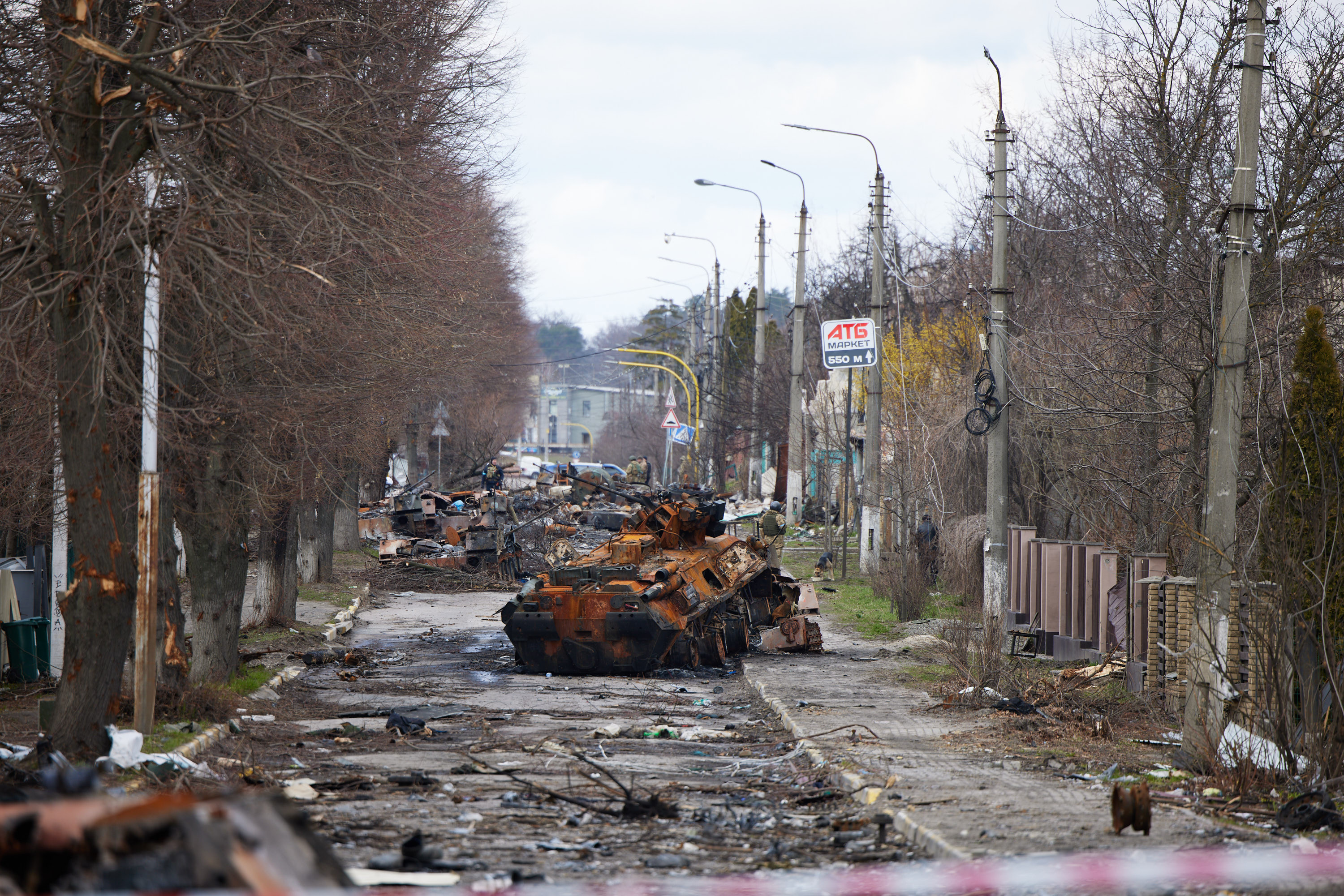
Zničená ruská technika na předměstí Kyjeva, 4. dubna

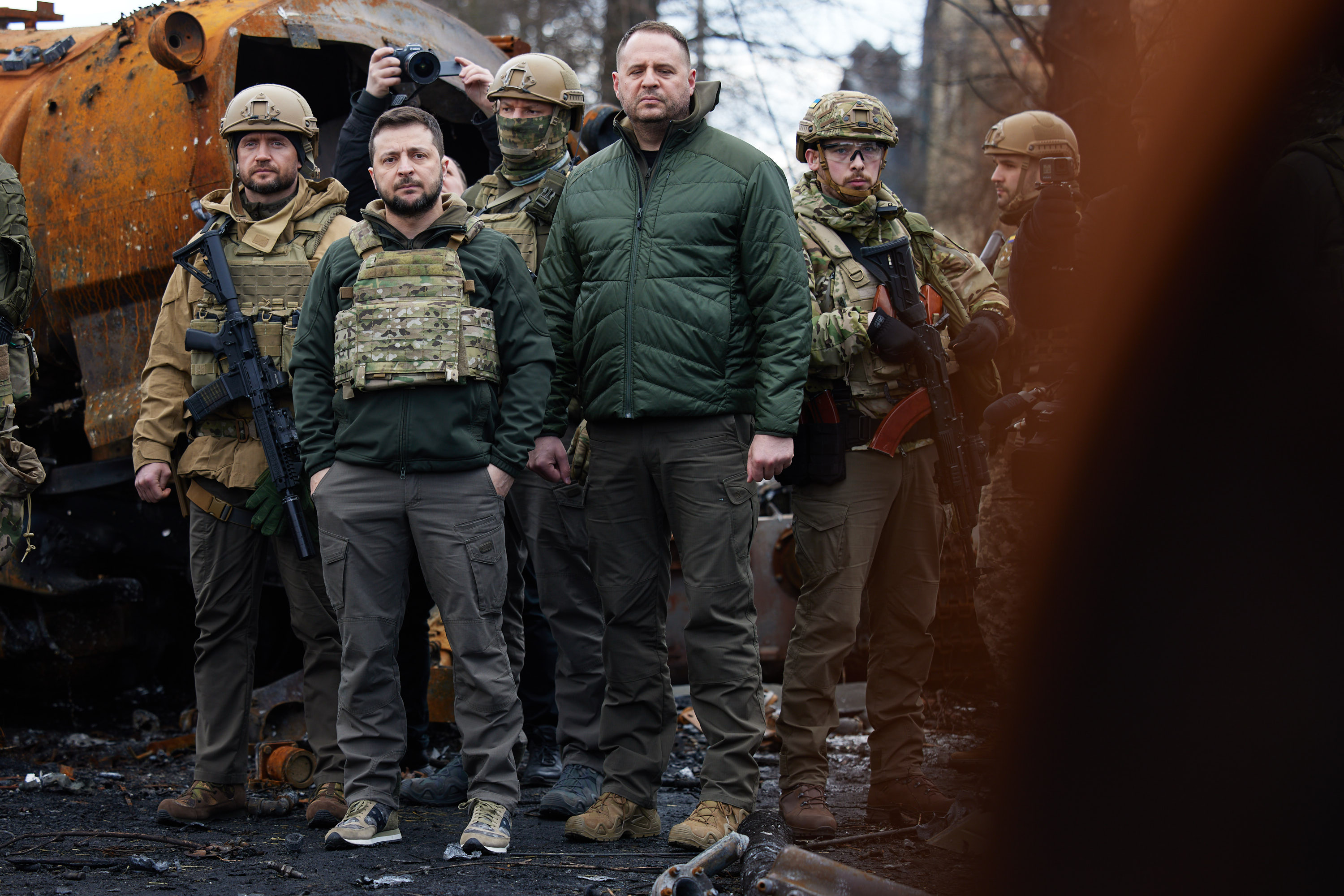
Pracovní cesta prezidenta Volodymyra Zelenského do Buči, 4. dubna

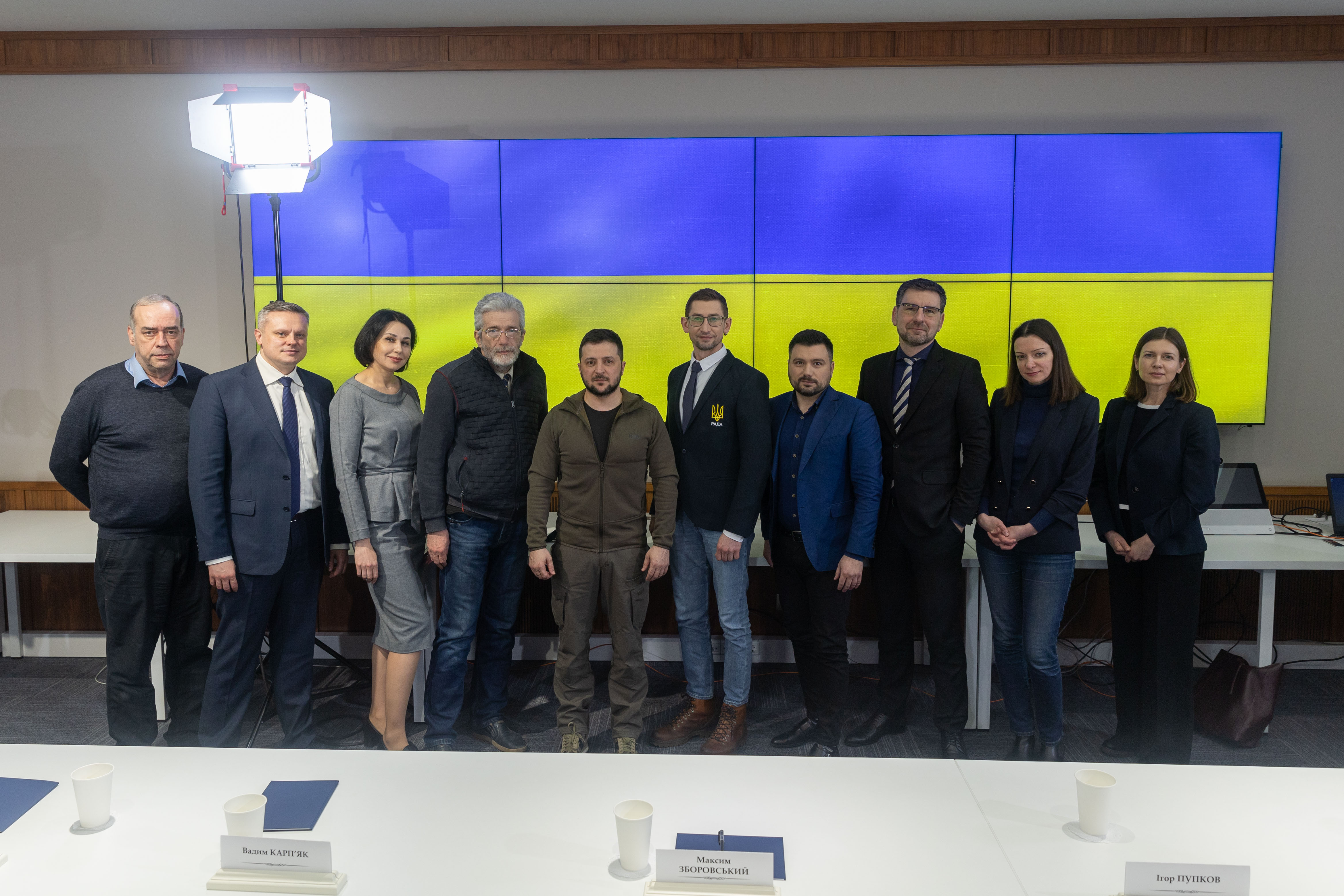
Setkání prezidenta Volodymyra Zelenského se zástupci ukrajinských médií, 4. dubna

Hlavní zpravodajské ředitelství Ministerstva obrany Ukrajiny získalo a zveřejnilo seznam vojáků ruské 64. samostatné motostřelecké brigády, kteří se přímo podíleli na páchání válečných zločinů v Buči. Masové vraždy ukrajinských civilistů ruskou armádou byly zaznamenány ve všech osvobozených městech v Kyjevské oblasti.
Tisková služba Hlavního zpravodajského ředitelství ministerstva obrany Ukrajiny upozornila, že aby Rusko obešlo sankce, které mu znemožnily získávat širokou škálu vojenského, duálního a civilního zboží, zřizují ruští agenti pašerácké kanály, které procházejí zejména přes Gruzii. Zároveň byli zástupci gruzínských zvláštních služeb politickým vedením instruováni, aby do činnosti pašeráků nezasahovali.
Předseda polské vlády Mateusz Morawiecki navrhuje zřídit mezinárodní komisi pro vyšetřování zločinů Rusů, kteří páchají genocidu na Ukrajině a požaduje zpřísnění sankcí vůči Rusku, které by zastavily jeho agresi na Ukrajině. Vyzval evropské lídry k rozhodným krokům, které by nakonec „rozbily Putinovu vojenskou mašinérii, zbavily ji kyslíku, zabavily ruský majetek uložený v západoevropských bankách a zkonfiskovaly majetek oligarchů, kteří Putina podporují“. Kritizoval vstřícné nebo nerozhodné chování Emmanuela Macrona a Olafa Scholze a vyzval bývalou kancléřku Angelu Merkelovou, aby prolomila své mlčení.
Rusko zvyšuje používání zakázaných protipěchotních min na Ukrajině a dokonce testuje nové modely této munice jako jsou POM-3 (Medallion). Po první vlně ruské ozbrojené agrese proti Ukrajině v roce 2014 bylo třeba odstranit miny na 16 000 km² Luhanské a Doněcké oblasti. Ruská armáda při ústupu masivně pokládá nástražné miny na potravinářská zařízení, soukromá obydlí i mrtvá těla. K dubnu 2022 je podle předběžných odhadů zaminováno přibližně 80 000 km² území Ukrajiny.
Poblíž města Ichnia v Černihivské oblasti rozbily ozbrojené síly Ukrajiny ustupující ruskou kolonu. Na snímcích jsou zničené tanky, cisterna i nákladní auta. Byl obnoven silniční provoz mezi Černihivem a Kyjevem. Ukrajinská armáda vytlačila ruská vojska také z Žytomyrské oblasti ale řadu domů Rusové zaminovali.
Další země vypovídají ruské špiony pod diplomatickým krytím – Francie 35, Německo 40. Litva vypovídá ruského velvyslance, stahuje vlastního a ruší konzulát Ruska v Klajpedě.
Ukrajinští obránci v pondělí 4. dubna úspěšně odrazili sedm útoků ruských útočníků v oblasti operace společných sil na východě Ukrajiny a zničili sedm tanků, osm obrněných vozidel a tři dělostřelecké systémy nepřítele.
Prokuratura a kyjevská policie našly v Buči ve sklepě dětské ozdravovny mučírnu, kde ležela těla pěti neozbrojených civilistů se svázanýma rukama. Mezi dalšími oběťmi válečných zločinů ruských vojsk jsou znásilněné ženy, jejichž těla se vojáci pokusili spálit, dále zabití místní vládní úředníci, děti, staří lidé a muži. Mnozí mají svázané ruce, jsou na nich stopy po mučení a mnoho lidí bylo střeleno do týla.
Ústřední ředitelství rozvědky ukrajinského Ministerstva obrany získalo telegram adresovaný velitelům devíti ruských vojenských jednotek a podepsaný zástupcem velitele Jižního vojenského okruhu Ruska Peterem Gibertem, který dokládá, že ruská armáda nedostává slíbené peněžní platby a místo toho si vojáci mají vybrat další dny volna. Současně zakazuje stěžovat si na nedostatek finančních prostředků a dokonce zahajovat řízení o takových pokusech.

### 5. duben

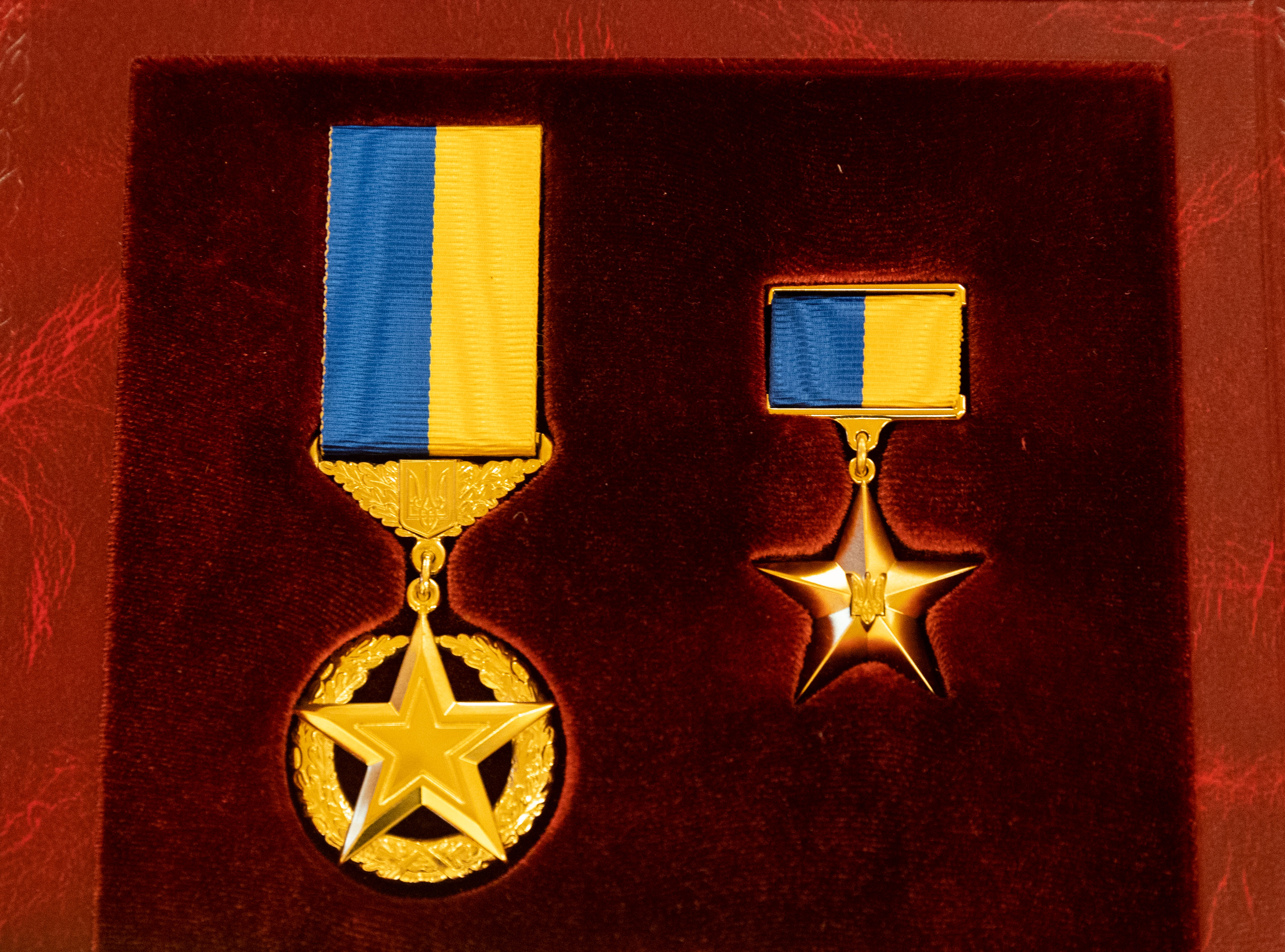
Vojenské řády Ukrajiny

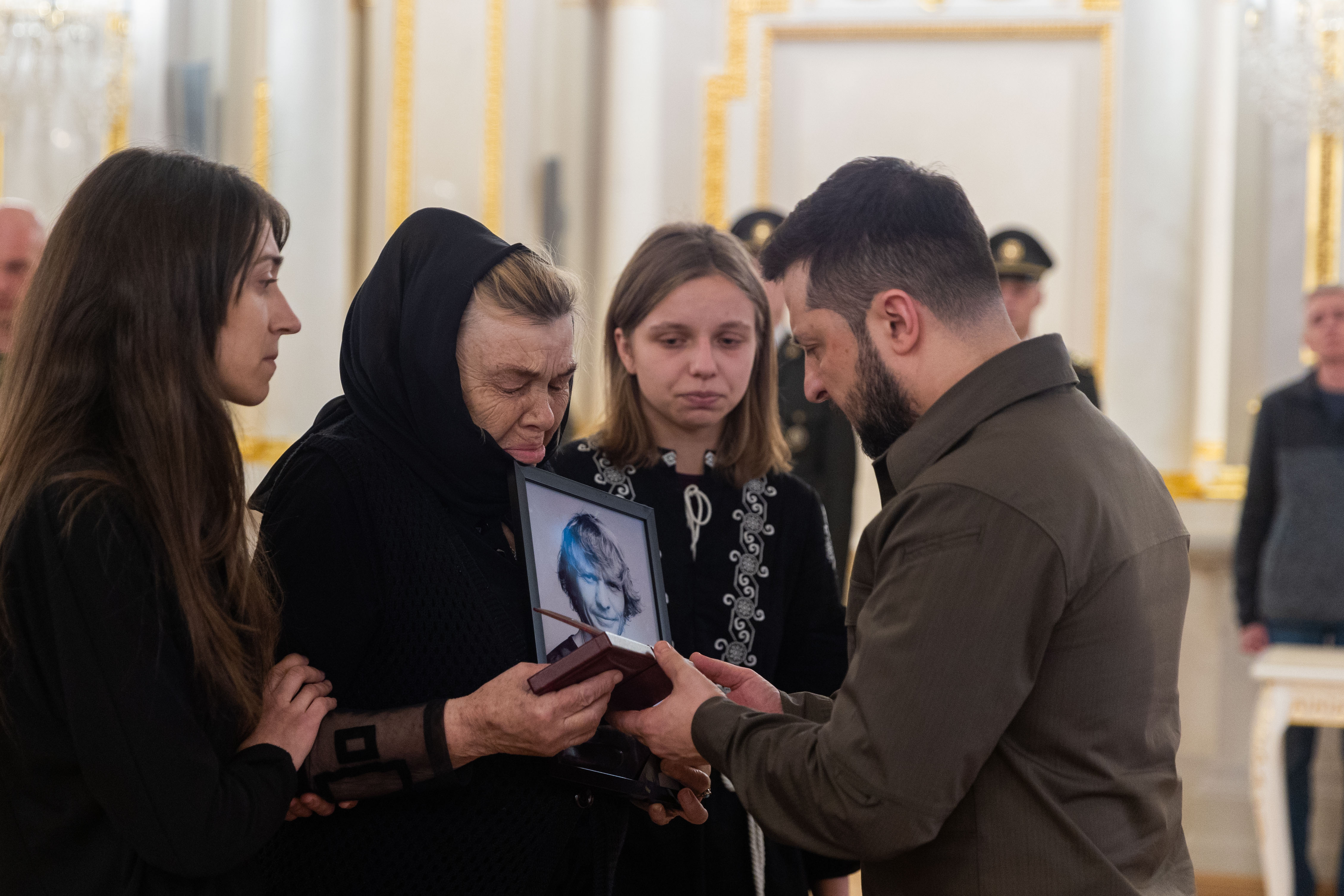
Udělení státních cen Ukrajiny - rodina fotografa Maksyma Levina, 5. dubna

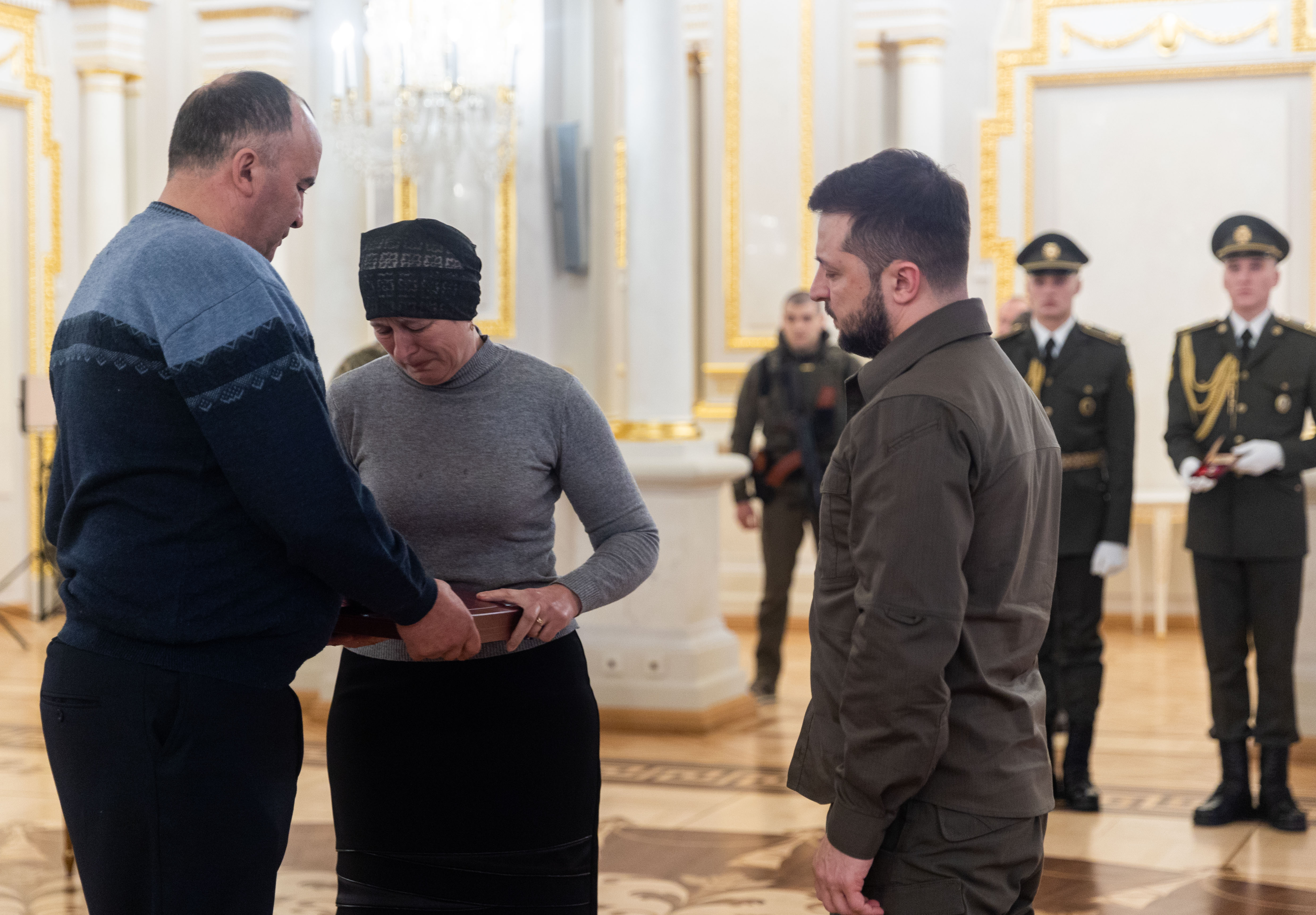
Udělení státních vyznamenání Ukrajiny – rodina padlého vojáka, 5. dubna

Ruské špiony s diplomatickým krytím vypovědělo také Dánsko – 15 agentů a Itálie – 30 agentů, Španělsko se chystá vyhostit 27 ruských diplomatů. Slovinské ministerstvo zahraničí nařídilo Rusku snížit počet pracovníků velvyslanectví v Lublani na úroveň slovinské mise v Moskvě, která nyní čítá osm lidí, což znamená vypovězení 33 ruských diplomatů. Lotyšsko nařídilo uzavření dvou ruských konzulátů ve městech Liepája a Daugavpils. Estonsko nařídilo uzavřít ruský konzulát v Narvě a jeho kancelář ve městě Tartu a rozhodlo o vyhoštění 14 pracovníků těchto zastupitelských úřadů, z nichž sedm jsou diplomaté. Rumunsko vyhostí deset ruských špionů pod diplomatickým krytím. Portugalsko nařídilo do dvou týdnů opustit zemi desítce zaměstnanců ruského velvyslanectví. 6. dubna se připojilo Řecko a vypovědělo 12 ruských diplomatů. Celkem od 4. dubna dostalo výzvu k návratu do Ruska více než 160 pracovníků ruských ambasád v šesti zemích. Evropská unie jedná o dalším balíku sankcí.
Hackeři z hnutí Anonymous zveřejnili podrobný seznam, obsahující jména, hodnosti i údaje o pasech Rusů sloužících v 64. motostřelecké brigádě, která okupovala Buču na konci března a je zodpovědná za vraždění tamních civilistů. Dobrovolníci začali zveřejňovat fotografie členů jednotky, které získali prostřednictvím sociálních sítí, nebo přímo z ukrajinských bojišť.
Česká armáda věnovala Ukrajině několik desítek staršího typu tanků T-72 ve verzi M 1, které měla v rezervě pro potřeby aktivních záloh, a také stará bojová vozidla pěchoty československé výroby (BVP-1), která Ukrajinci umějí ovládat.
Ruská vojska zasáhla nádrž s kyselinou dusičnou ve městě Rubižne v Luhanské oblasti. Obyvatelstvo bylo vyzváno, aby neopouštělo a utěsnilo kryty a připravilo si plynové nebo improvizované obličejové masky. Ruské ostřelování zasáhlo dětskou nemocnici v Mykolajivu. Předtím 4. dubna okupační armáda užila kazetovou munici, která v Mykolajivu zabila deset a zranila 46 lidí. Během bitvy o vesnici Mala Rohan v Charkovské oblasti použili ruští okupanti zakázanou munici. Termobarické zbraně a munici s bílým fosforem určenou pro systém TOS-1A Solncepjok na místě našli příslušníci Národní gardy Ukrajiny. Tyto zbraně je zakázáno používat v blízkosti osad.
V noci na 5. dubna vypálily dvě ruské stíhačky Su-35 na Ukrajinu rakety s plochou dráhou letu z území Běloruska, ale protivzdušná obrana rakety zneškodnila. Během 5. dubna protiletadlové raketové jednotky ukrajinského letectva sestřelily celkem osm řízených střel. Ukrajinská 95. letecká útočná brigáda sestřelila ruský vrtulník Ka-52 – Alligator protitankovým raketovým systémem Stugna ukrajinské výroby. Za týden zničily síly protivzdušné obrany více než 30 nepřátelských vzdušných cílů.
Zmocněnkyně ukrajinské Nejvyšší rady pro lidská práva Ljudmyla Denisová apelovala na Komisi OSN pro vyšetřování porušování lidských práv během ruské vojenské invaze na Ukrajinu a na expertní misi zřízenou účastnickými státy OBSE v rámci Moskevského mechanismu, aby vyšetřily válečné zločiny a zločiny proti lidskosti a lidským právům na Ukrajině, kterých se dopouštějí ruská vojska. Ve městě Irpin byly nalezeny dvě mrtvé děti mladší 10 let se známkami znásilnění a mučení. V dětském táboře Prolisek, kde si ruská vojska zřídila základnu, bylo ve sklepě nalezeno pět mrtvol mužů s rukama svázanýma za zády. Byli mučeni a poté chladnokrevně zabiti. Jedné z obětí byla lebka rozdrcena údery pažbou, ostatní byli střeleni do týla nebo do hrudi. V okrese Konotop v Sumské oblasti byli v místech bývalých ruských stanovišť nalezeni nejméně tři k smrti umučení civilisté.
Analýza satelitních snímků provedená deníkem The New York Times vyvrací tvrzení Ruska, že k zabíjení civilistů ve městě Buča došlo až poté, co jeho vojáci město opustili. Satelitní snímky poskytnuté společností Maxar Technologies ukazují, že nejméně 11 těl zabitých civilistů, které nalezla ukrajinská armáda po osvobození Buči, leželo na ulici už od 11. března, kdy Rusko podle vlastního vyjádření město obsadilo a další se na satelitních snímcích objevila mezi 20. a 21. březnem.
Evropská unie uvalila na Rusko další balík sankcí. Týká se vývozu ruského uhlí a dalšího zboží a surovin, jako je dřevo, semena, mořské plody a alkohol. Do Ruska je zakázáno vyvážet polovodiče, stroje a dopravní zařízení a ruské lodě mají zákaz vplout do evropských přístavů. Sankce omezují vjezd nákladních automobilů z Běloruska a Ruska. Kromě toho jsou zakázány jakékoli transakce se čtyřmi klíčovými ruskými bankami, včetně VTB.
Ukrajinský prezident Volodymyr Zelenskyj pomocí telemostu pronesl projev k Radě bezpečnosti OSN a na závěr ukázal krátké video, které dokládá zločiny ruské armády ve městech Motyžyn, Irpiň, Dymerka, Mariupol, Buča. Záběry jsou drastické, ukazují mrtvé děti, spálená těla, oddělené končetiny, masové hroby.
Operačně-taktická skupina ukrajinské armády „Východ“ odvrátila ruský útok a zabila kolem 80 vojáků, zničila 3 tanky a jeden ukořistila a kromě toho zničila 9 obrněných transportérů, 10 bojových vozidel pěchoty, 1 raketomet Grad, 1 minomet, 17 protitankových systémů, 1 dron a 2 cisterny. Výsledky dělostřeleckého útoku jednotky 54. samostatné mechanizované brigády Ozbrojených sil Ukrajiny na kolonu ruské techniky v Doněcké oblasti zachytilo video pořízené z dronu.

### 6. duben

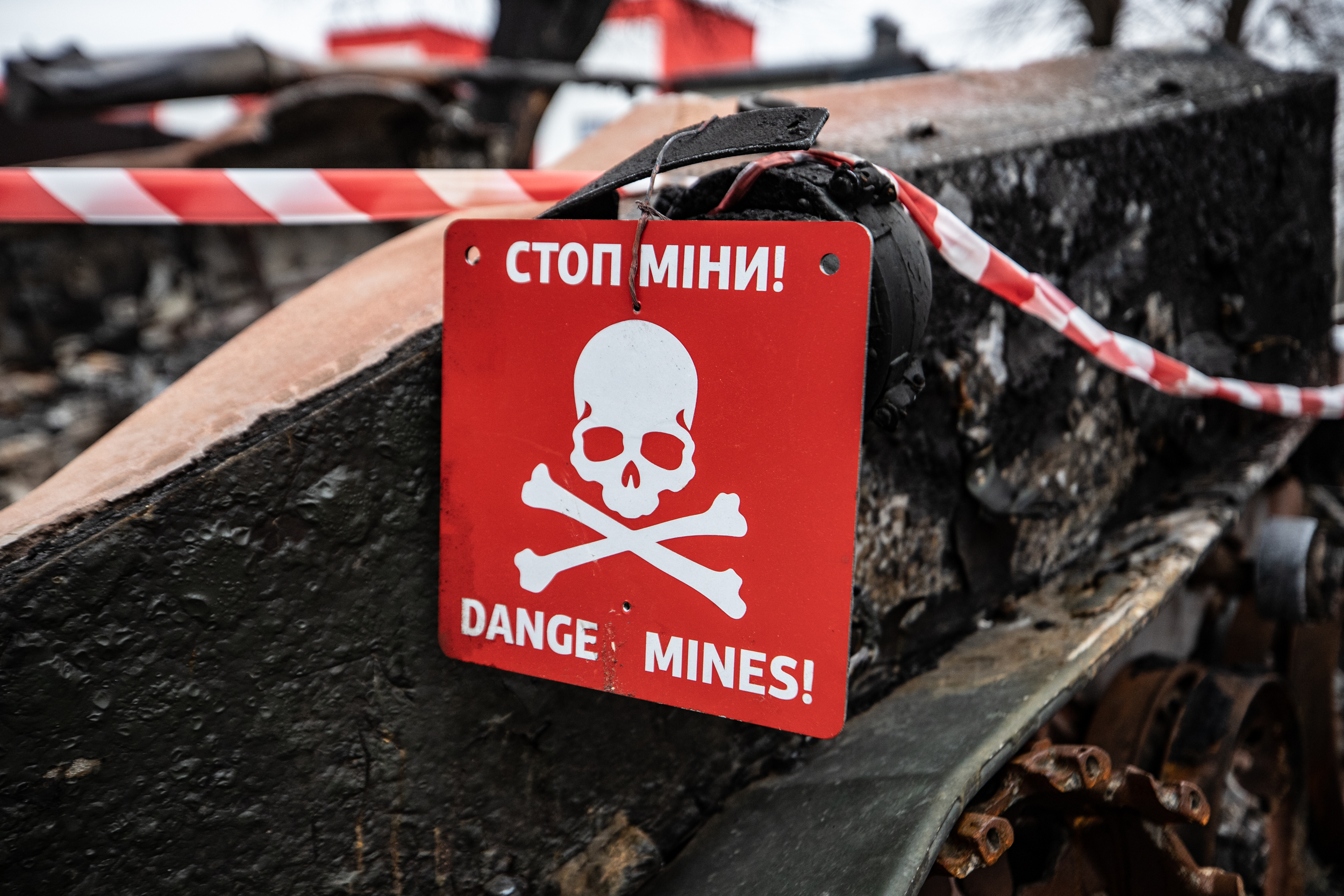
Ruští vojáci v okolí Kyjeva po sobě zanechávají rozmístěné miny na cestách, na zavražděných osobách, v bytech nebo v automobilech

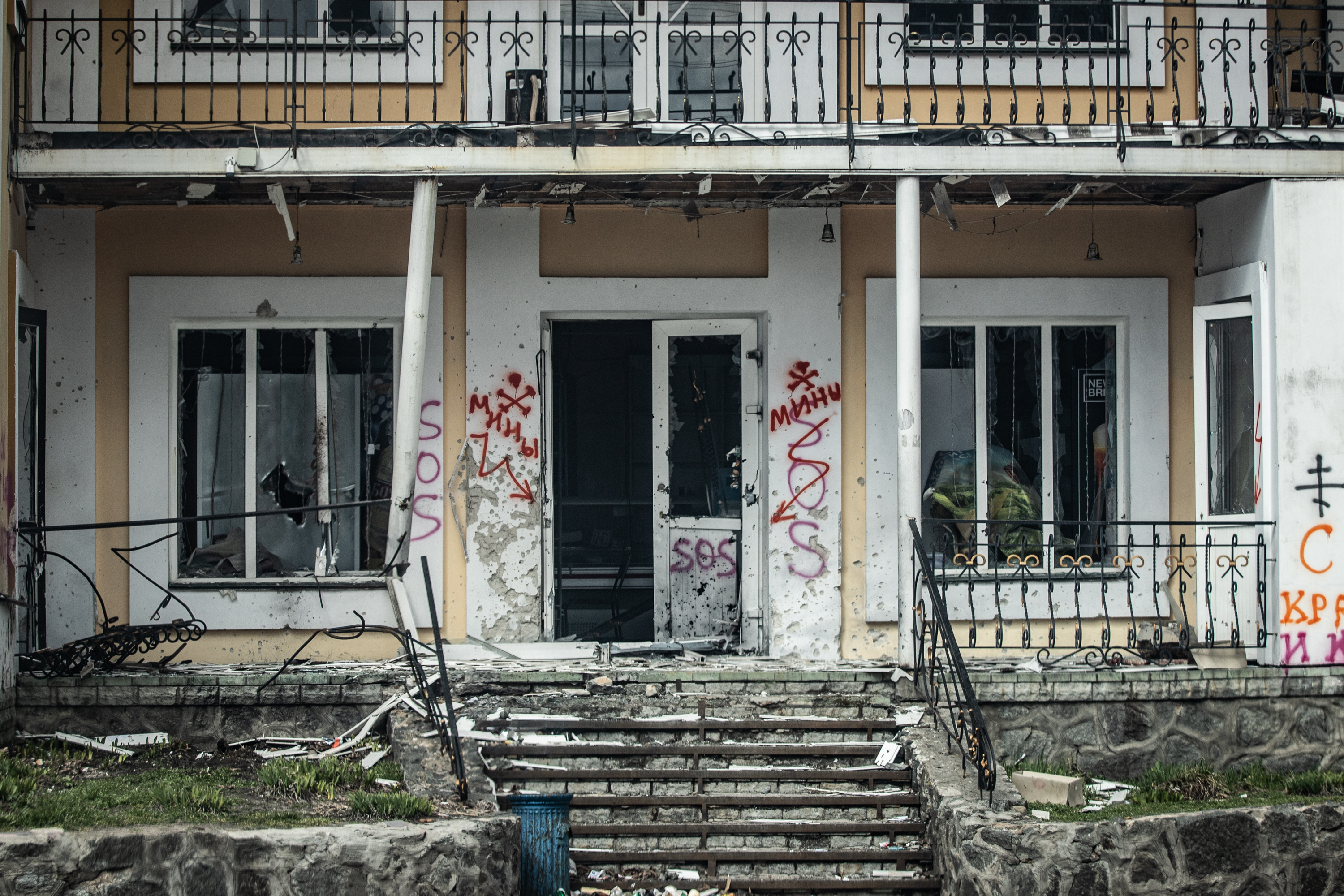
Ruští vojáci v okolí Kyjeva po sobě zanechávají rozmístěné miny na cestách, na zavražděných osobách, v bytech nebo v automobilech

V noci podnikli ruští okupanti asi 27 útoků z různých zbraní na obytné oblasti Charkova a další lokality regionu. Ve snaze demoralizovat obyvatelstvo ruská armáda pokračuje v chaotických úderech na civilní infrastrukturu v obcích Pivnična Saltivka, Pjatychatky, Mala Rohan, Derhači a zeména Izjum, kde se ukrajinské armádě daří držet obranné pozice. V noci byl sestřelen nepřátelský vrtulník Ka-52 a byla rozbita kolona tanků a další nepřátelské techniky, která se snažila prorazit ve směru na Barvinkove. V noci ruská armáda podnikla také několik leteckých úderů na Dněpropetrovskou oblast a zasáhla jeden závod a sklad ropných produktů, kde došlo k rozsáhlému požáru. Podle zmocněnkyně ukrajinské Nejvyšší rady pro lidská práva Ljudmyly Denisové byl Mariupol bombardován během 24 hodin 118krát a Luhanská oblast 81krát. Denisovová zdůraznila, že ostřelování mírových měst a objektů civilní infrastruktury je válečným zločinem, zločinem proti lidskosti a hrubým porušením čtyř Ženevských úmluv z roku 1949 a dodatkových protokolů k nim.
Ukrajinská armáda použila proti ruským jednotkám obléhajícím Izjum jejich vlastní raketomet TOS-1A s termobarickou municí, který se podařilo ukořistit Rusům během jejich ústupu od Kyjeva. Dva další systémy TOS-1 přitom ukrajinští vojáci zničili v koloně ustupující ruské armády protitankovým systémem Stugna-P.
V Mariupolu začala pracovat ruská mobilní krematoria, která mají zničit veškeré důkazy o tamních zločinech ruské armády. Po širokém mezinárodním ohlasu na zavraždění civilistů v Buči nařídilo nejvyšší vedení Ruské federace zlikvidovat jakékoli důkazy o zločinech své armády v Mariupolu, kde už koncem března opatrné odhady uváděly smrt 5 000 civilistů, z toho asi 210 dětí. Mariupolský starosta Vadym Bojčenko zdůraznil, že takový rozsah tragédie jako v Mariupolu svět nezažil od dob existence nacistických koncentračních táborů. Rusové zapojili do speciálních čisticích brigád místní obyvatele a teroristy „Doněcké lidové republiky.“ Tyto skupiny koordinuje přímo samozvaný starosta-kolaborant Kostiantyn Ivaščenko, který se předtím po mnoho let opakovaně pokoušel převzít moc ve městě. V obraně města dál pokračují vojáci mariupolského Azovského pluku.
Ruští okupanti unášejí civilisty v Chersonské oblasti, včetně novinářů, vedoucích představitelů obcí, členů místních rad a aktivistů. Unesené lidi drží ve vězeňských celách v Chersonu, kde je mučí a vyslýchají. Rusové požadují, aby se přiznali k účasti v „Pravém sektoru“, aby mohli potvrdit Putinovu tezi o ukrajinských fašistech. Osud mnoha civilistů je již mnoho dní neznámý.
V období od 24. února do 6. dubna bylo na Ukrajině zabito přibližně 18 600 ruských vojáků a zničeno 684 tanků, 1 861 obrněných vozidel, 332 dělostřeleckých systémů, 107 raketových systémů s vícenásobným odpalováním, 55 systémů protivzdušné obrany, 150 letounů, 135 vrtulníků, 1 324 vozidel, 7 lodí/člunů, 76 palivových cisteren, 94 bezpilotních letounů, 25 kusů speciální techniky a čtyři mobilní systémy SRBM.
Mariupolská městská rada oznámila, že pět jejích poslanců, kteří patří ke straně „Opoziční platforma – Pro život“ spolupracovalo s ruskou armádou, působili jako informátoři a fakticky korigovali ostřelování kritické civilní infrastruktury. Ukrajinský prezident Volodymyr Zelenskyj je přesvědčen, že ruská armáda nechce povolit humanitární konvoje do Mariupolu, aby se svět nedozvěděl o zločinech na civilním obyvatelstvu, které tam spáchala.
Ukrajinský kanál InformNapalm zjistil z otevřených zdrojů, že velitelem ruské 64. samostatné motostřelecké brigády, která je odpovědná za vraždy civilistů v Buči, je podplukovník Azatbek Asanbekovič Omurbekov. InformNapalm uvedl i jeho telefonní číslo a e-mailovou adresu.

### 7. duben
Přes noc Rusko pokračovalo v ostřelování několika ukrajinských měst a zasáhlo sklady pohonných hmot v okolí Mykolajivu, Záporoží, Charkova a Čugujeva pomocí řízených střel odpalovaných z lodí v Černém moři. V obleženém přístavním městě Mariupol za nejasných okolností vzplála ukrajinská velitelská loď Donbas i nedaleká budova. V samotném Mariupolu probíhají boje o každou ulici. Komunikaci ruských vojáků v Mariupolu, ve které si stěžují na ukrajinskou převahu a nedostatečnou leteckou podporu, odposlechla německá tajná služba.
Z bojů byla stažena více než třetina ruských praporních taktických skupin, které vstoupily na území Ukrajiny. Podle poradce ministra vnitra Ukrajiny Vadyma Děnisenka ruská vojska kvůli neúspěchu pozemní operace přesunou své hlavní úsilí na ostřelování ukrajinské civilní infrastruktury daleko od frontové linie.
Podle běloruského vydání Naša Niva asi 60 výsadkářů z Pskova, kteří byli přepraveni na území Běloruska, odmítlo bojovat na území Ukrajiny. Řidič, který vojáky odvážel zpět do Pskova, redaktorce řekl: „domnívám se, že vojáci by měli chránit svou vlast především před napadením, a ne se podílet na imperiální zášti úzké skupiny lidí (nebo možná i jednoho člověka) za hranicemi vlastní země.“
Ve Slovjansku a Kramatorsku byly zablokovány tři evakuační vlaky kvůli ruskému ostřelování nadjezdu doněcké železnice u stanice Barvenkove. Jedná se o jediný železniční výjezd z měst jako Slovjansk, Kramatorsk a Lyman kontrolovaný Ukrajinou.
Obsazení Záporožské jaderné elektrárny, která je největší jadernou elektrárnou v Evropě, velel ruský generálmajor Alexej Dombrovskij. Je osobně zodpovědný za ničení města Enerhodar a poškození jaderné elektrárny a zařízení na jejím území i za skladování výbušnin v areálu elektrárny. Společnost Energoatom uvedla, že na energetické bloky elektrárny a další budovy na území JE bylo vypáleno nejméně 50 střel, které však většinou nevybuchly. Budovy ZNPP byly na několika místech poškozeny a pracovníci stanice byli zajati. 12. března se deset pracovníků Rosatomu, včetně dvou vedoucích inženýrů, neúspěšně pokusilo vniknout do elektrárny a převzít nad ní kontrolu. Dombrovského později nahradil náčelník Sil radiační, chemické a biologické ochrany Ruské federace generálmajor Valerij Vasiljev.
Týdeník Der Spiegel 7. dubna uvedl, že německá zahraniční zpravodajská služba BND zachytila rádiové zprávy mezi ruskými vojáky, kteří diskutovali o zabíjení civilistů ve městě Buča. V jedné rádiové zprávě údajně ruský voják informuje jiného o tom, jak spolu s dalšími zastřelil člověka na kole. V jiné zprávě mluvčí údajně vypráví, jak ruská armáda vyslýchala nepřátelské vojáky, než je zabila. Odposlechy také naznačují, že klíčovou roli při zabíjení v Buči hráli žoldáci z ruské soukromé skupiny Wagner.
Mimořádné zasedání Valného shromáždění OSN pozastavilo Rusku členství v Radě pro lidská práva, z důvodu soustavného a hrubého porušování lidských práv během invaze. Rezoluci podpořilo 93 států, 24 bylo proti, 58 se hlasování zdrželo a 18 se jej neúčastnilo. Zástupce Ruska Genadij Kuzmin označil rozhodnutí za politicky motivované a také prohlásil, že Rusko z Rady vystoupilo již před hlasováním.

### 8. duben

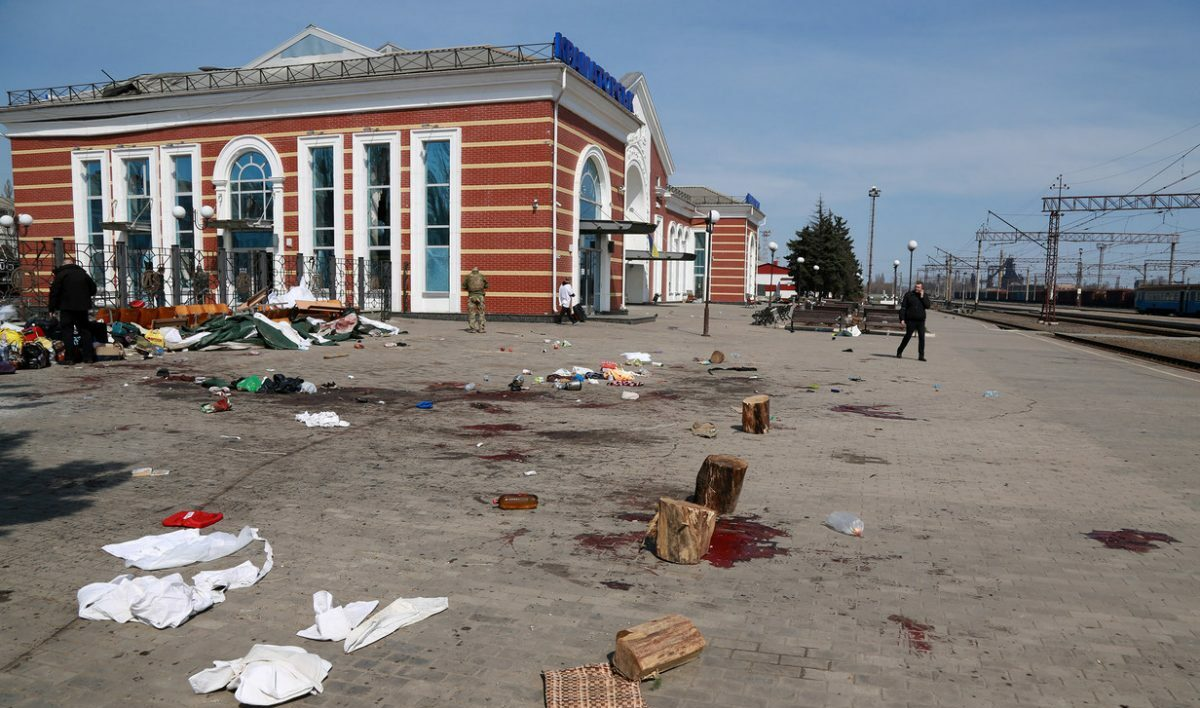
Vlakové nádraží v Kramatorsku po dopadu dvou ruských raket

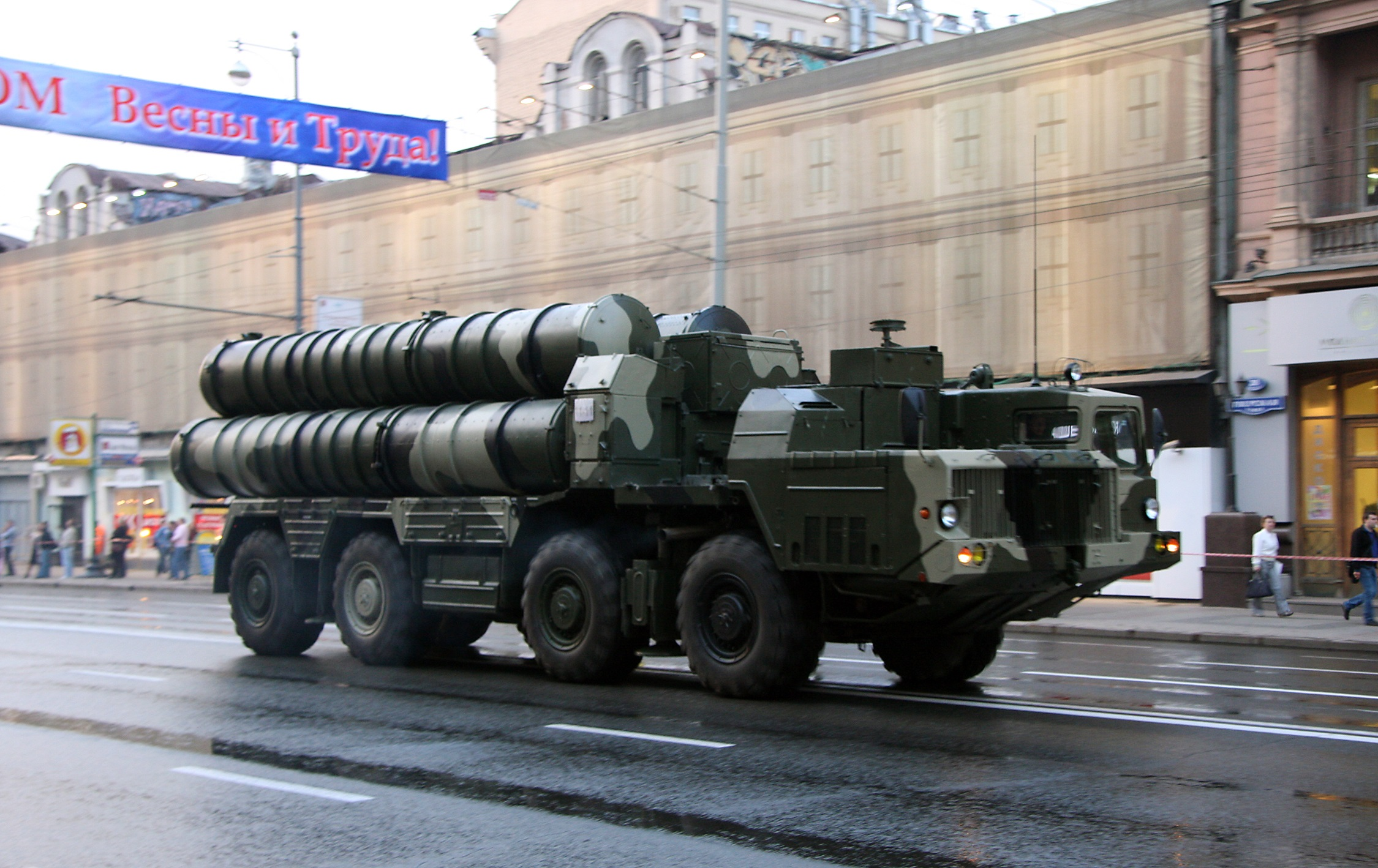
Protiletadlový systém S-300

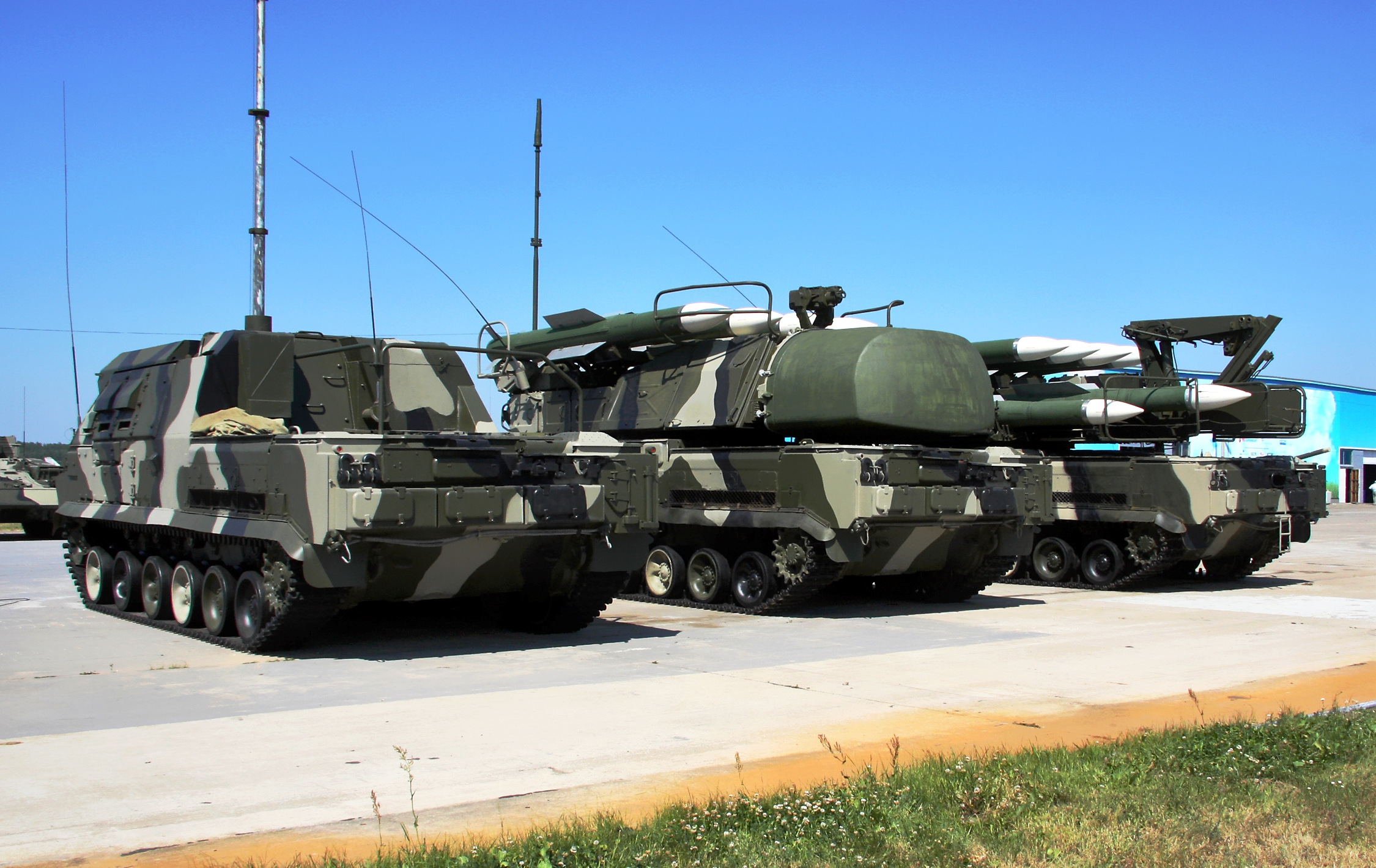
Protiletadlový systém Buk-M1-2

Krátce před 11. hodinou dopoledne 8. dubna ruské okupační síly vypálily dvě rakety Točka-U s kazetovou náloží na železniční stanici v Kramatorsku, odkud odjíždějí evakuační vlaky a v době útoku se na místě nacházelo kolem 4 000 lidí. Výbuch zabil 50 lidí a další tři stovky zranil, z toho některé velmi vážně. Na populárním telegramovém ruském kanálu Siloviki se nejprve objevila zpráva o zásahu ukrajinské armády, kterou ruský propagandista Dmitrij Stěšin prezentoval i na svém kanálu Russian tarantass, ale krátce po zveřejnění snímků masakru byly tyto zprávy opět smazány. Opakovala se tak situace, jako při sestřelení civilního letadla MH-17 roku 2014. Pozdější údaje v 17 hod. upřesnily, že přímo na stanici zemřelo 38 lidí a celkem 98 zraněných bylo převezeno do nemocnice, kde následně zemřelo dalších 12 těžce zraněných. Mezi mrtvými bylo pět dětí. Jednání okupantů je kvalifikováno podle článku 438 trestního zákoníku – porušení válečných zákonů a zvyklostí. Americké ministerstvo obrany potvrdilo, že raketový útok provedla ruská armáda.
Starosta Buči Anatolij Fedoruk uvedl, že vyšetřovatelé našli nejméně tři místa, kde se během ruské okupace střílelo na civilisty. Většina obětí podle něj zemřela na následky střelby, nikoliv ostřelování, a některé mrtvoly byly pohřbeny se svázanýma rukama do masových hrobů. Dosud bylo nalezeno 320 mrtvých civilistů, ale očekává, že jich bude více, protože ve městě, které bylo domovem pro 50 000 lidí, zbývá už jen 3 700 obyvatel.
Na Ukrajinu už dorazil protiletadlový systém S-300 darovaný Slovenskem a Austrálie odeslala první zásilku z celkem 20 víceúčelových obrněných transportérů Bushmaster, které jsou součástí jejího daru vojenské techniky v hodnotě 91 milionů australských dolarů (1,5 miliardy korun). Ukrajinské speciální síly ukořistily funkční baterii ruského protiletadlového systému Buk. Celý komplet obsahuje odpalovací vozidlo TELAR s přebíjecím vozidlem a radarem pro zaměřování cílů.
Po poledni dorazili vlakem do Kyjeva předsedkyně Evropské komise Ursula von der Leyenová, šéf unijní diplomacie Josep Borrell, slovenský premiér Eduard Heger a velvyslanec EU na Ukrajině Matti Maasikas, který obnoví činnost velvyslanectví EU v Kyjevě.
Ukrajinský vicepremiér a ministr pro digitální transformaci Mychajlo Fedorov spustil rubriku #russianlooters (#ruštízloději), kde bude na sociálních sítích zveřejňovat fotografie i jména ruských vojáků, kteří se na Ukrajině dopustili krádeží. Zároveň jim vzkázal, že Ukrajina disponuje technologiemi, které je najdou.
Ministerstvo zahraničních věcí Ukrajiny uvedlo, že spřátelené země od začátku invaze okupačních sil Ruské federace na Ukrajinu vyhostily již 443 ruských diplomatů. Již předtím významně snížily počet ruských diplomatů Spojené státy, Velká Británie a Česká republika.
Rusko naráží na rostoucí neochotu vojáků a záloh zúčastnit se bojů na Ukrajině. Jak uvádí rozvědka ministerstva obrany Ukrajiny, jednotka ruských speciálních sil se zkušenostmi z bojů v Sýrii v plném rozsahu odmítla účast na dalších pokusech o obsazení Mariupolu poté, kdy v době mezi 2. a 4. dubnem ztratila asi 30 vojáků. Podle zprávy o výsledcích náboru do služby v ruské armádě v Jekatěrinburgu dokonce méně než 1 % občanů v záloze souhlasilo s rozhovorem o možnosti podepsat smlouvu. Mimořádně nízká je také morálka již mobilizovaných vojáků. Z polikliniky v Novoajdaru byly vypraveny dva autobusy s vojáky zraněnými na nohou a lékaři uvedli, že nejpravděpodobnější příčinou těchto zranění bylo sebepoškození, aby se vyhnuli návratu do bojové zóny.
Ve městě Černihiv, kde před ruskou invazí žilo 285–290 000 obyvatel, z nich zůstalo jen 80–95 000. Mezi oběťmi ruského bombardování a ostřelování bylo identifikováno kolem 700 usmrcených vojáků a civilistů a dalších 70 těl se identifikovat nepodařilo.
Podle poradce vedoucího ukrajinské prezidentské kanceláře Michaila Podoliaka ruská vládnoucí elita postupně propadá panice. Putin téměř každý den oslovuje voliče prostřednictvím nejprve rozšířené a pak redukované Bezpečnostní rady. Nikdo v médiích nevysvětlil rezignace šéfa Centrální banky Nabiulina, ministra financí Siluanova, ministra vnitra Kolokolceva ani ministra zemědělství Patruševa mladšího. Mluvčí Kremlu Peskov v rozhovoru pro Sky News poprvé přiznal „obrovské ztráty ruské armády na Ukrajině“ a uvedl, že „pokud jde o speciální operaci, děje se něco podivného“.

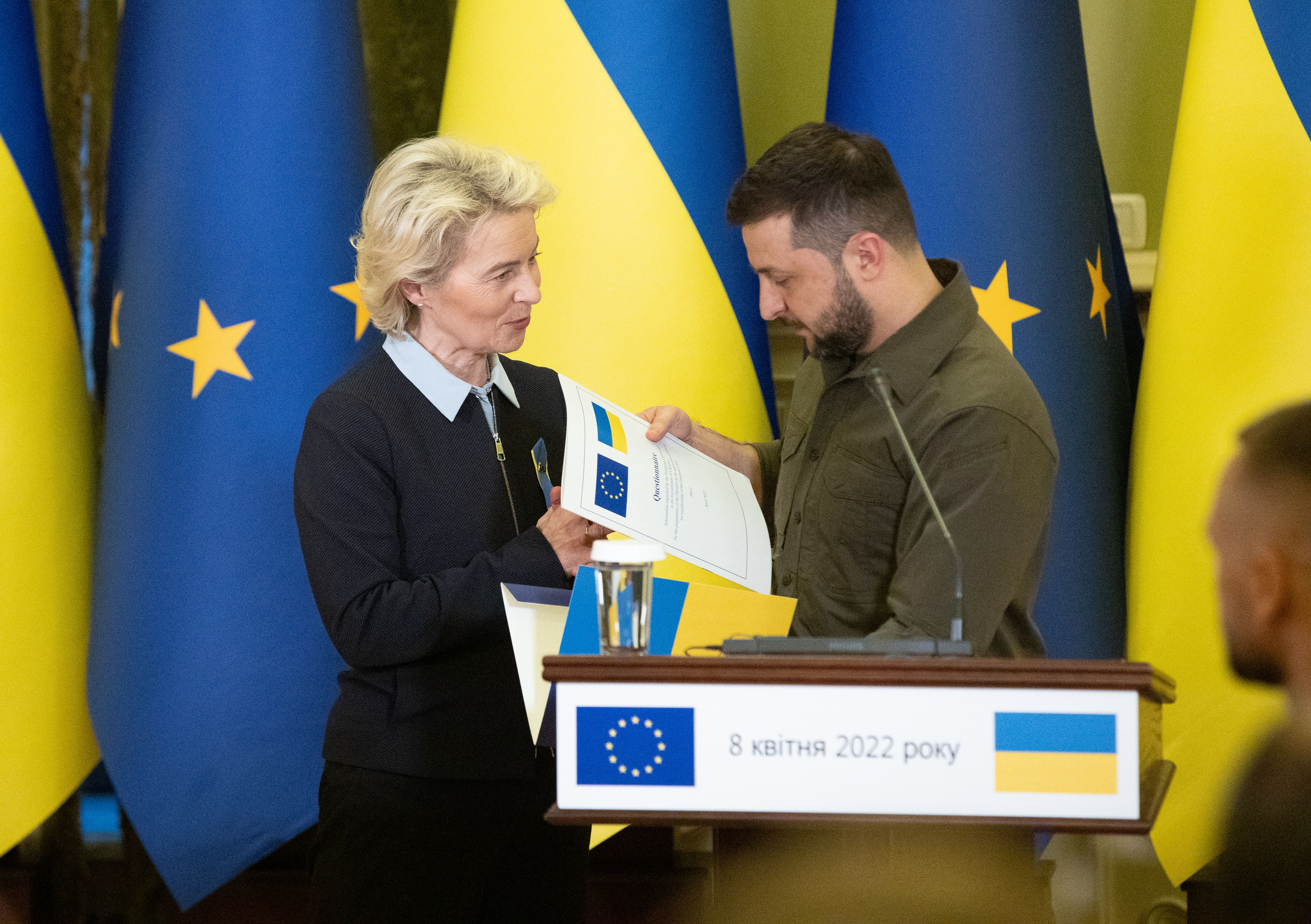
Předsedkyně Evropské komise Ursula von der Leyenová předala prezidentovi Volodymyru Zelenskému dotazník k udělení statusu kandidáta na členství v Evropské unii pro Ukrajinu

Ukrajinská ombudsmanka Ludmila Denisová uvedla detaily o trestných činech znásilnění, kterých se dopustili ruští okupační vojáci. V Buči pět vojáků znásilnilo čtrnáctiletou dívku a v tomtéž městě jiní vojáci znásilňovali jedenáctiletého chlapce před svázanou matkou. V Irpini tři vojáci znásilnili dvacetiletou ženu. Denisová připomněla, že znásilnění je přísně zakázáno článkem 27 Ženevské úmluvy o ochraně civilních osob za války z roku 1949 a vyzvala Komisi OSN pro vyšetřování porušování lidských práv při ruské invazi na Ukrajinu a expertní misi zřízenou účastnickými státy OBSE aby se těmito zločiny zabývala.
V obci Makariv ležící asi 50 km severně od Kyjeva, kde před ruskou invazí žilo asi 15 000 lidí, bylo zničeno asi 40 % domů, veškerá infrastruktura, nemocnice a mateřské školy. Zůstalo zde jen asi 1 000 obyvatel. Po osvobození obce koncem března zde byla nalezena těla 132 popravených civilistů.
Předsedkyně Evropské komise Ursula von der Leyenová předala prezidentovi Volodymyru Zelenskému dotazník k udělení statusu kandidáta na členství v Evropské unii pro Ukrajinu. Prohlásila, že Ukrajina sdílí hodnoty EU a díky dohodě o přidružení je s blokem EU již úzce propojena. Slíbila součinnost 24 hodin denně a co největší urychlení celého procesu za dodržení všech podmínek.
Ministerstvo spravedlnosti Ruské federace oznámilo zrušení registrace ruských poboček 15 mezinárodních lidskoprávních organizací, včetně Amnesty International, Human Rights Watch a Nadace Rosy Luxemburgové, které odůvodnilo „odhalením porušování současné legislativy Ruské federace.“

### 9. duben

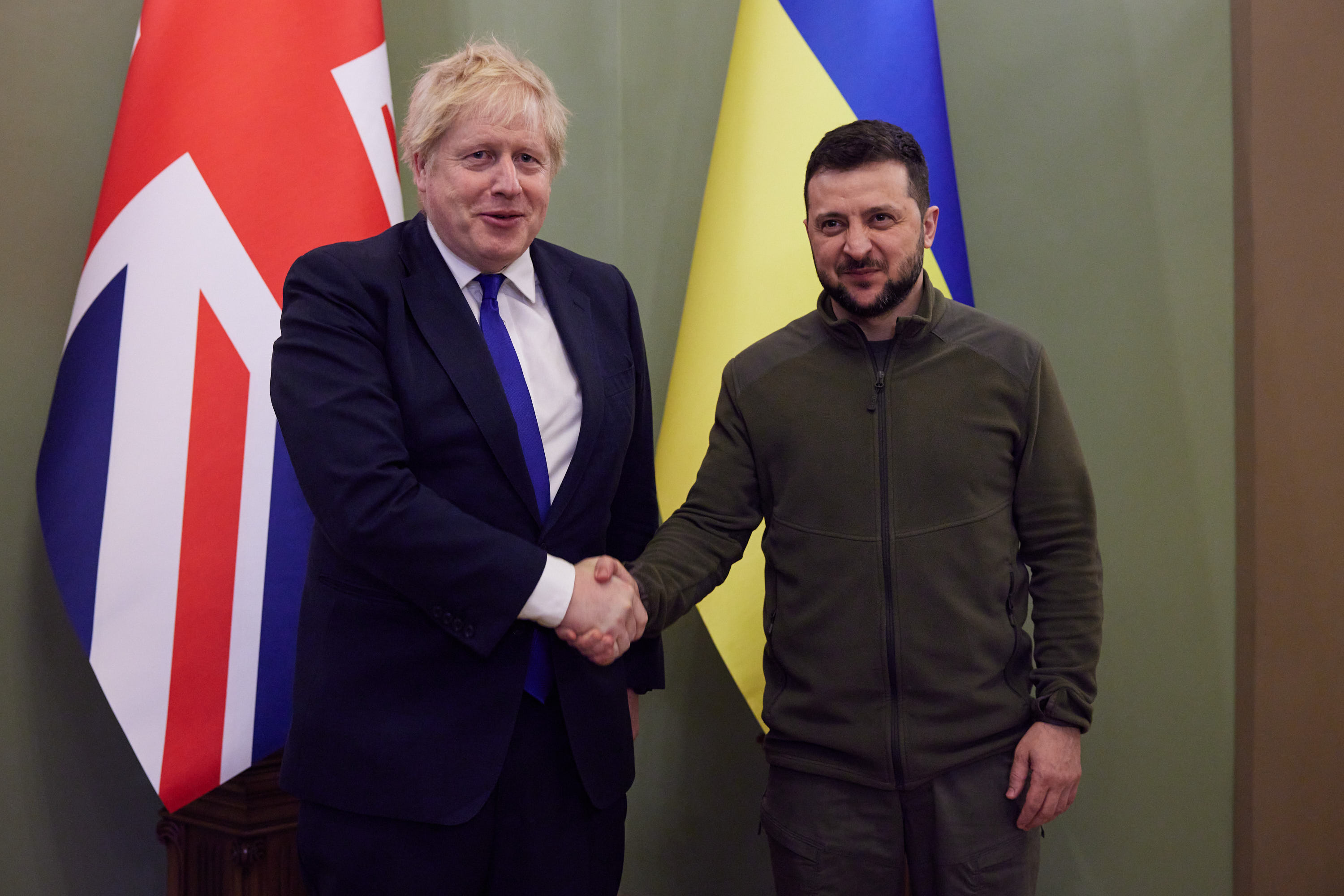
Setkání Volodymyra Zelenského s britským premiérem Borisem Johnsonem

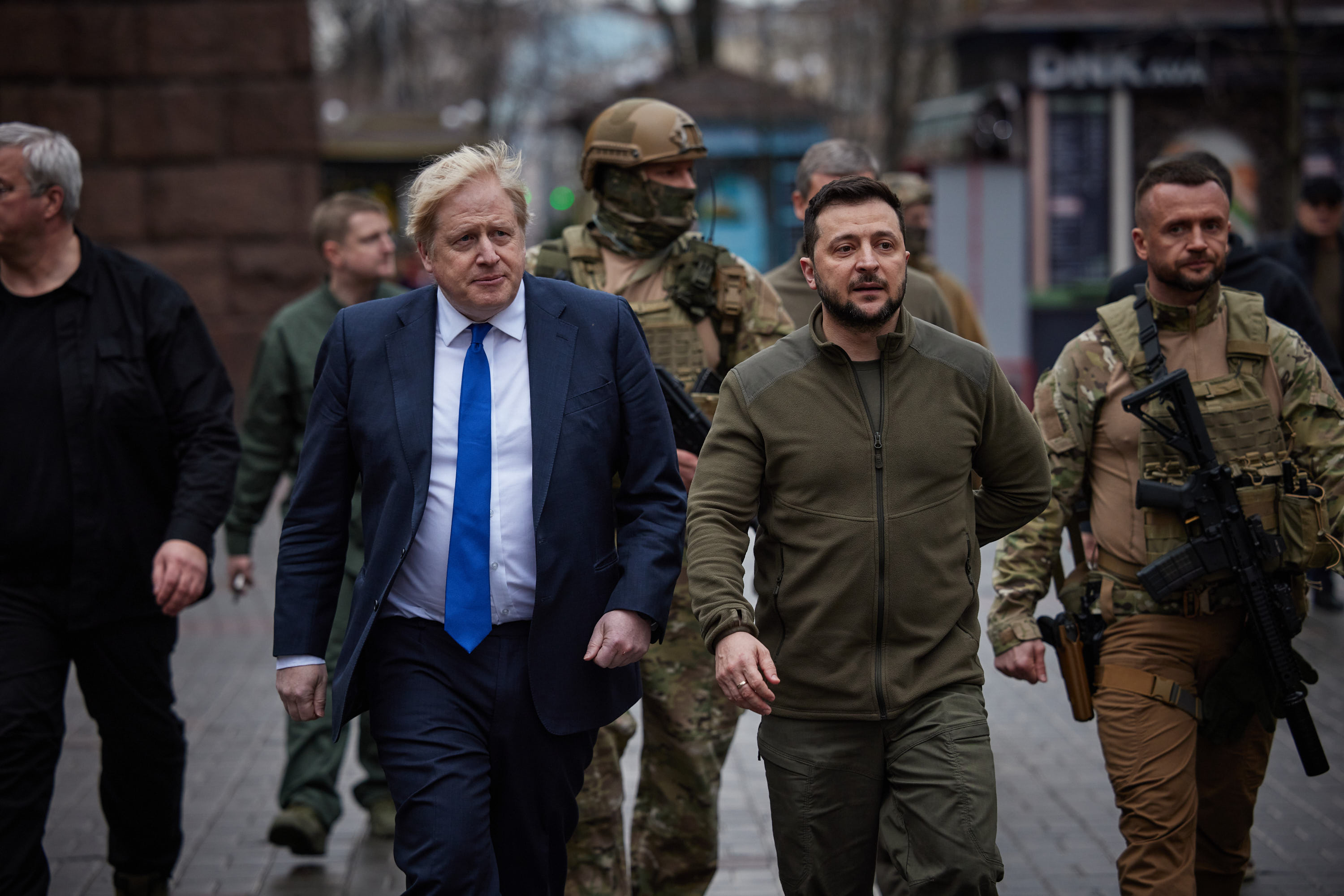
Boris Johnson v Kyjevě

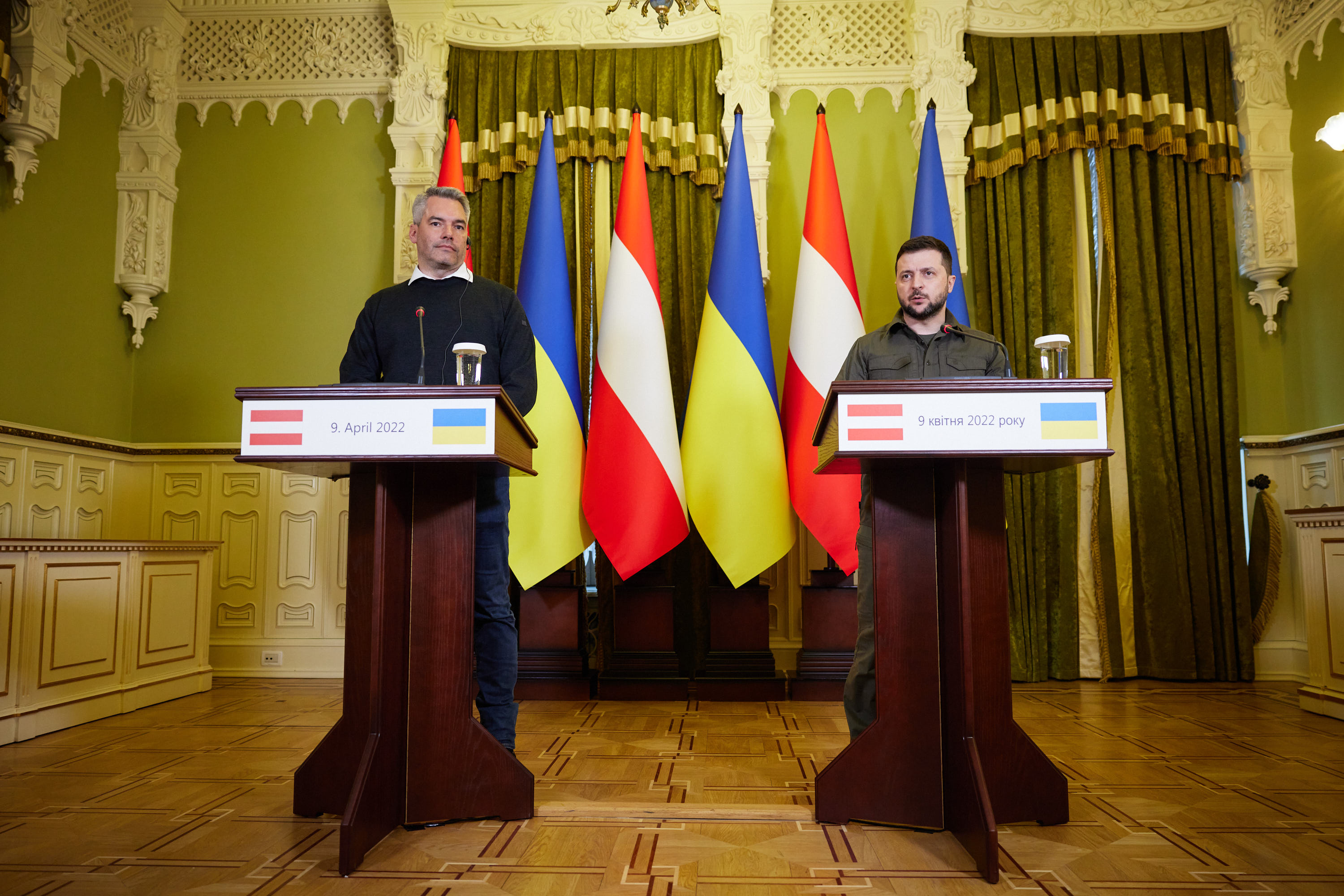
V Kyjevě se s prezidentem Volodymyrem Zelenským setkal rakouský kancléř Karl Nehammer, 9. dubna 2022

Do Kyjeva dorazil osobně britský premiér Boris Johnson aby představil nový balíček finanční a vojenské pomoci pro Ukrajinu v hodnotě 100 milionů liber. Ukrajina vnímá Velkou Británii jako nejvýznamnějšího lídra v protiválečné koalici a vojenské podpoře a jako vedoucího zastánce sankcí proti Rusku. Boris Johnson Ukrajině přislíbil dodávku 120 obrněných vozidel a nových protilodních raketových systémů, protiletadlové rakety Starstreak, 800 protitankových střel a špičkovou létající munici pro přesné údery. Ke 394 milionům liber, které Spojené království poskytlo jako grantovou pomoc, poskytne záruky na půjčky v celkové hodnotě 1 miliardy dolarů. Po skončení války Ruska proti Ukrajině je Velká Británie připravena převzít záštitu nad obnovou Kyjeva a Kyjevské oblasti.
V Kyjevě se s prezidentem Volodymyrem Zelenským setkal také rakouský kancléř Karl Nehammer. Slíbil, že je připraven zpřísnit sankce proti Rusku, dokud neskončí válka na Ukrajině.
Novým velitelem ruských invazních vojsk na Ukrajině byl jmenován generál Alexandr Dvornikov, který zastával funkci velitele Jižního vojenského okruhu a má zkušenost z bojů v Sýrii. V letech 2000–2003 byl náčelníkem štábu v Severokavkazském vojenském okruhu a účastnil se války v Čečensku. Má zlepšit koordinaci mezi jednotkami ruské armády a zajistit do státního svátku do 9. května nějaké úspěchy na bojišti.
Generální prokurátorka Ukrajiny Iryna Venediktovová potvrdila, že její úřad má zprávy o znásilňování žen na územích, která okupují ruská vojska. Bývalá ředitelka ukrajinské pobočky Transparency International Larysa Denysenková uvedla, že sexuální násilí na ženách je masová praxe v chování ruských vojáků a v ruské armádě je to tradice schválená a povolená psanými i nepsanými příkazy. Znásilnění mnohdy provázejí vraždy i týrání obětí.
Předsedkyně Evropské komise Ursula von der Leyenová během své návštěvy v Kyjevě oznámila, že v rámci celosvětové sbírky a kampaně „Stand Up for Ukraine“ se podařilo vybrat 9,1 miliardy eur pro lidi prchající před ruskou invazí na Ukrajině i v zahraničí, včetně 1 miliardy eur od Evropské komise. Kromě toho Evropská banka pro obnovu a rozvoj oznámila další půjčku ve výši 1 miliardy eur na pokrytí potřeb lidí vysídlených v důsledku invaze.
Podle jednoho z evropských představitelů je přibližně čtvrtina ruských sil použitých při invazi na Ukrajinu „fakticky nefunkční“ kvůli velkým ztrátám, špatné logistice a špatnému udržování. Z celkového počtu původně nasazených 120 praporních taktických skupin bylo během bojů už 29 zcela vyřazeno a zbylé se ruská armáda pokouší spojit do ucelených bojových jednotek.
Ukrajinská operačně-taktická skupina „Východ“ odrazila tři útoky a zničila kolem 80 nepřátelských vojáků, 3 tanky, 5 obrněných transportérů, 6 děl, 1 letadlo, 1 vrtulník a 1 dron. Celková bilance ukrajinské armády 9. dubna činí nejméně 13 vzdušných cílů ruských útočníků: tři letadla, jeden vrtulník, pět bezpilotních letounů, čtyři řízené střely a kromě toho ukrajinští obránci odrazili osm nepřátelských útoků a zničili čtyři tanky, osm obrněných vozidel, sedm motorových vozidel a čtyři bezpilotní letouny v oblasti operace společných sil.
Podle tureckého portálu Oryx ukrajinské ozbrojené síly od začátku války zabavily více než 1 000 kusů těžké vojenské techniky a vozidel Ruské federace. Podle téhož zdroje, který analyzuje ztráty ruské techniky potvrzené fotografickými a video důkazy, Rusko ve válce přišlo o 2 693 kusů techniky, z toho 1 413 ks bylo zničeno, 39 poškozeno, 236 opuštěno a 1 005 zabaveno.
Ruská armáda opět zasáhla zásobník s kyselinou dusičnou poblíž města Rubižne.
Ruský vojensko-průmyslový komplex zůstává závislý na dovozu špičkových technologií, a proto Rusko není schopno pokračovat ve výrobě moderních zbraní. V ruských loděnicích je kritická situace v realizaci stávajících kontraktů na stavbu a údržbu válečných lodí, způsobená obtížnou finanční situací a nedostatkem zahraničních komponent. Ve společnosti Vostočnaja Verf JSC (Vladivostok) byly do začátku dubna 2022 veškeré práce pozastaveny kvůli napjaté finanční situaci. Dochází k propouštění personálu a byly narušeny termíny plnění zakázek. Konkrétně se připravuje zahájení konkurzního řízení. Pokračování prací na stavbě válečných lodí a příslušných systémů muselo být zastaveno, protože chybějí mimo jiné sloupy řízení, navigační systémy a radiostanice a není možné najít ruské nebo asijské náhrady za dovážené komponenty. Kvůli nedostatku zahraničních komponentů a neexistenci ruských analogů byla zastavena i výroba prachových náplní pro námořní dělostřelectvo.

### 10. duben

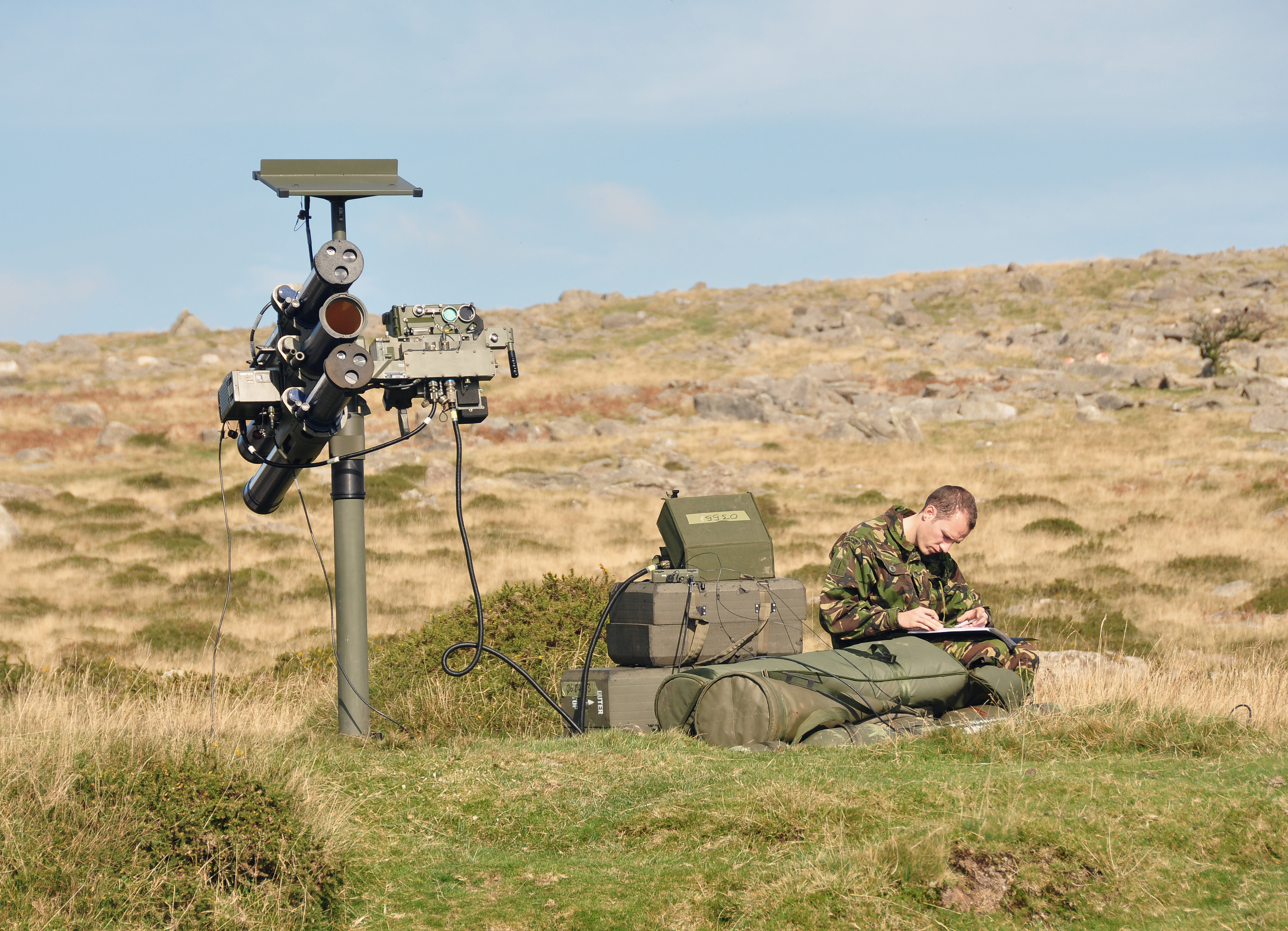
Britský protiletadlový systém Starstreak

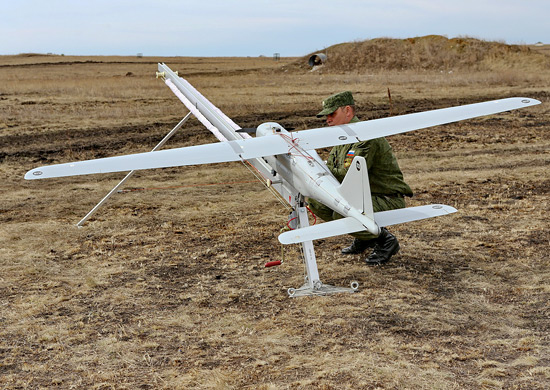
Ruský dron Orlan-10

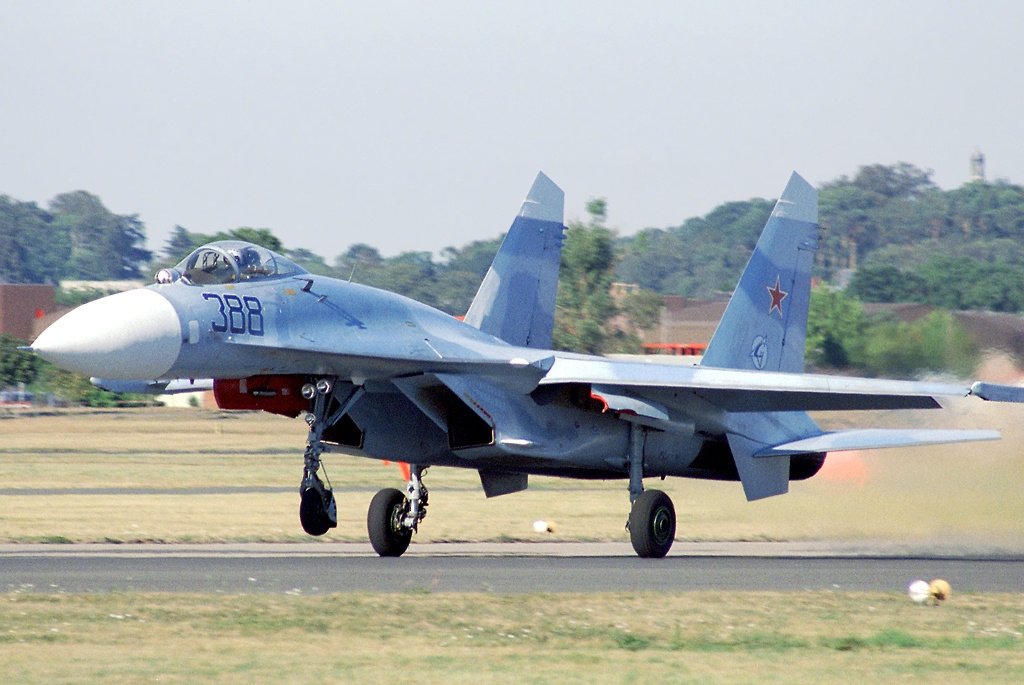
Suchoj Su-27

Ukrajinské síly v noci zlikvidovaly kolonu ruských tanků, která směřovala k městu Izjum v Charkovské oblasti a podnikly už pátý útok na pozice ruských vojsk a velitelské stanoviště na letišti okupovaného Melitopolu. Ukrajinští vojáci sestřelili pomocí přenosného britského protiletadlového systému Starstreak moderní ruský dron Orlan-10.
Na Donbasu odvrátili ukrajinští vojáci během dne čtyři útoky a zničili 5 ruských tanků, 8 obrněných transportérů, 3 vrtulníky, 2 drony, 6 vozidel a 8 dělostřeleckých systémů. Protiletadlová raketová jednotka ukrajinského letectva sestřelila ruský stíhací bombardér Su-34, který se pokoušel zaútočit na Mykolajiv. Od 24. února do 9. dubna ztratily ruské jednotky na Ukrajině přibližně 19 300 osob, 722 tanků, 1 911 bojových obrněných vozidel, 342 dělostřeleckých systémů, 108 raketometů (MLRS), 55 protileteckých systémů, 1 384 vozidel, 152 letadel, 137 vrtulníků, sedm člunů/kutrů, 76 palivových cisteren, 112 autonomních dronů (UAV), 25 jednotek speciálního vybavení a čtyři mobilní systémy balistických raket krátkého doletu.
Při čištění vesnice Olchovka u Charkova objevili ukrajinští vojáci 92. brigády jámu s deseti nepohřbenými ruskými vojáky, které tam zanechala ustupující vojska.
Sedm ruských raket bylo vypáleno na oblast Mykolajiva a dalších sedm na Dnipropetrovskou oblast, kde zničily továrnu v Pavlohradu a také civilní letiště v Dnipru, kde zranily pět záchranářů.
Ukrajinská námořní pěchota, která brání Mariupol, již podlomila bojeschopnost 13 praporně-taktických uskupení nepřítele. Vojáci samostatné brigády námořní pěchoty pojmenované po kontradmirálu Michailu Bilinském brání obklíčené město již 45 dní a dokázali si udržet bojovou připravenost. V Mariupolu ruští vojáci vraždí na ulici civilisty a pálí své oběti v krematoriích. Dospělé muže násilím rekrutují do armády tzv. Doněcké lidové republiky.
Podle ukrajinské generální prokurátorky Iriny Venediktovové byla v Kyjevské oblasti nalezena těla 1 222 civilistů, které usmrtili ruští vojáci. Kromě toho ruští okupanti zničili Boroďanku, přestože ve městě nebyly žádné vojenské objekty a vojenské jednotky. Probíhá 56 trestních řízení podle článků o válečných zločinech a zločinech proti lidskosti.
Ruská armáda po celý den ostřeluje Severodoněck v Luhanské oblasti, kde před válkou žilo 115 000 lidí. Bylo zasaženo několik obytných budov, klinika a téměř zničena kritická městská infrastruktura. Kvůli ostřelování není možné evakuovat obyvatele. Ruský pozemní útok na Severodoněck ale ukrajinské jednotky odrazily.
Rusko se připravuje k útoku na východní oblasti Ukrajiny a soustředilo velké množství letadel na vojenském letišti ve Voroněži. Podle satelitních snímků je zde nejméně 32 stíhaček Su-27 a několik dalších letadel, včetně transportního Il-76, An-26 a transportního vrtulníku Mi-26. Ruské síly se soustřeďují k pozemní ofenzivě v okolí města Izjum a kolona vozidel dlouhá 12 km byla pozorována v obci Velykyj Burluk východně od Charkova.

### 11. duben

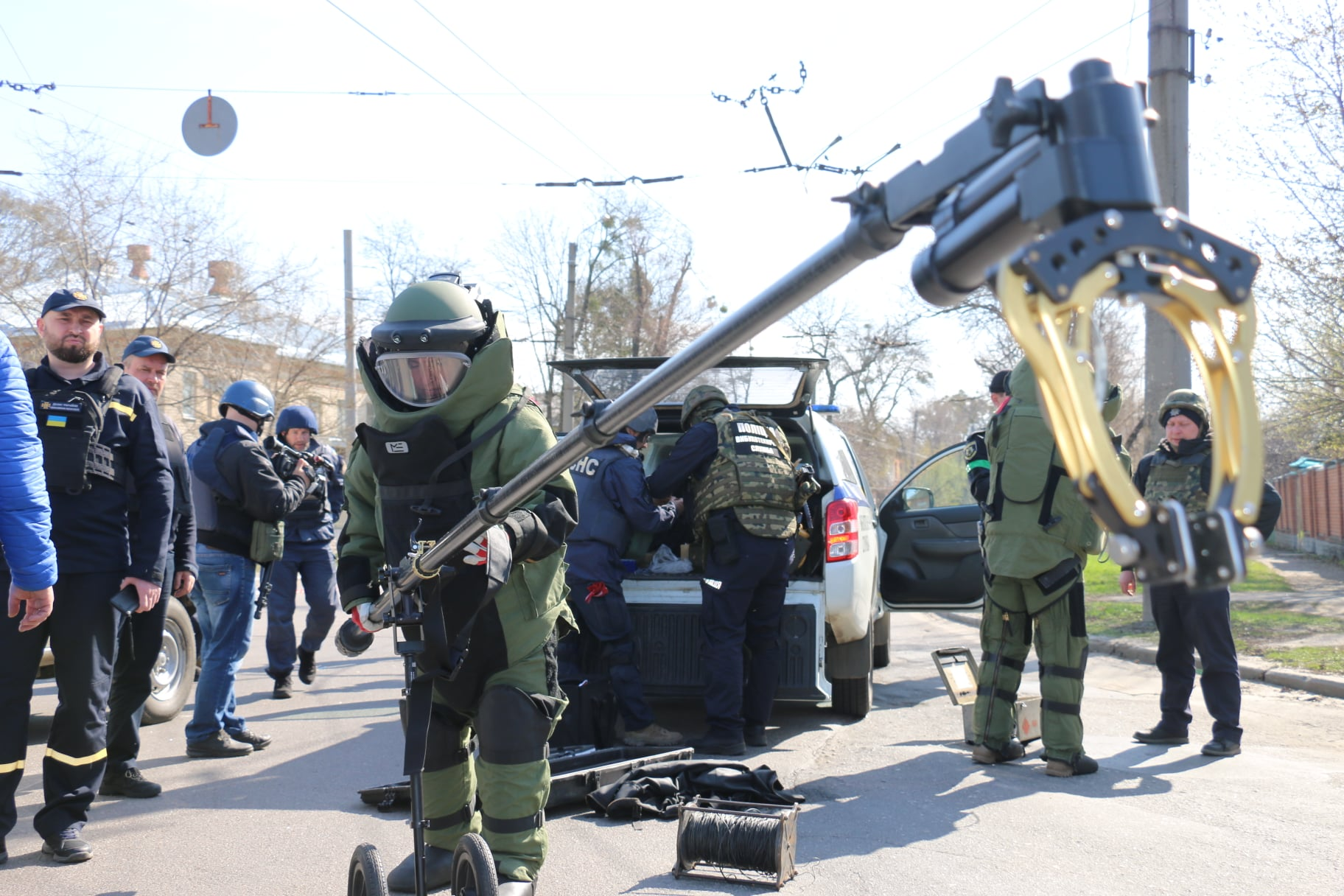
Odstraňování min v Charkově, 11. dubna

Prezident Volodymyr Zelenskyj v interview pro televizi CBS odpověděl na otázku zda je Ukrajina ochotná vzdát se území pro nastolení míru: „Nejsme připraveni vzdát se našich území. Nerad bych se dostal do situace, kdy o tom budu muset přemýšlet a skutečně si na tuto otázku odpovědět. Za záchranu státu jsme již položili životy mnoha lidí. Přinejmenším jim to dlužíme.“
Politolog Abbas Galljamov soudí, že Putin se nadále žene do pasti a „Zvláštní operace“ se ze zdroje vlastenectví stane ohniskem revolučních nálad – stejně jako tomu bylo v předchozích imperialistických válkách rozpoutaných Ruskem - v první světové válce a afghánské válce. Příliv rakví do země nepřispěje k růstu sociálního optimismu a za několik měsíců se veřejná koalice pro válku začne na okrajích drolit a nakonec se zhroutí úplně. Jediné, co může ruský režim zachránit, je okamžitý mír za podmínek zrušení sankcí.
Chorvatské ministerrstvo zahraničí si předvolalo ruského velvyslance na protest proti „brutální agresi vůči Ukrajině a četným zločinům, které tam byly spáchané“ a vypovědělo 24 pracovníků ruské ambasády v Záhřebu, z toho 18 diplomatů. Francie, která již před týdnem vyhostila 35 ruských diplomatů, identifikovala dalších šest ruských špionů a prohlásila je za nežádoucí osoby.
Náměstek starosty Mariupolu Serhij Orlov vyvrátil jako lež zprávu o tom, že obráncům dochází munice. Rusové dočasně obsadili část města. Ukrajinští vojáci pokračují v obraně centrální a jižní části města, stejně jako průmyslových oblastí. Vrchní velitel ukrajinských ozbrojených sil Valerij Zalužnyj uvedl, že armáda má stále stabilní a otevřené komunikační linie se svými vojáky uvnitř města.
Starosta Mariupolu Vadym Bojčenko uvedl, že při ruském obléhání města zemřelo více než 10 000 civilistů a že počet mrtvých může přesáhnout 20 000 a mrtvoly leží všude na ulicích. Ruské síly přivezly do Mariupolu mobilní kremační zařízení, aby se zbavily těl, a obvinil je že odmítají vpustit do města humanitární konvoje ve snaze zakrýt krveprolití.
Dne 11. dubna 2022 protiletadlové raketové jednotky vzdušných sil a jednotky protiletadlové obrany pozemních sil Ozbrojených sil Ukrajiny zničily sedm nepřátelských vzdušných cílů: jedno letadlo, dva vrtulníky a čtyři bezpilotní prostředky.
Podle tiskové mluvčí Bílého domu Jen Psakiové jmenování generála Alexandra Dvornikova velitelem války na Ukrajině nesmaže skutečnost, že ruská invaze na Ukrajinu je pro Rusko strategickým neúspěchem. Připomněla, že generál Dvornikov je známý tím, že ruské síly pod jeho vedením páchaly barbarské činy proti civilistům v Sýrii.
V Doněcké a Luhanské oblasti odrazily ukrajinské jednotky šest útoků a zničily čtyři tanky, pět obrněných vozidel a 26 motorových vozidel a osm dělostřeleckých systémů nepřítele. Ruské jednotky ztratily od 24. února do 11. dubna asi 19 500 vojáků.
Ukrajinský prezident Volodymyr Zelenskyj ve svém projevu v jihokorejském parlamentu uvedl, že ruské rakety a letecké údery ničí sklady ropy, sklady potravin, letiště, nádraží, výrobní závody a univerzity. K 11. dubnu bylo zničeno 938 vzdělávacích zařízení a téměř 300 nemocnic. Nepřátelské síly také záměrně ničí obytné čtvrti a celá ukrajinská města pomocí dělostřelectva, minometů a tanků.
Ředitel nouzových programů UNICEF Manuel Fontaine uvedl, že v důsledku ruské invaze na Ukrajinu muselo své domovy opustit 4,8 milionu z celkem 7,5 milionu ukrajinských dětí. OSN ověřila smrt 142 dětí, ale uvádí, že jejich počet je téměř jistě mnohem vyšší.
V Doněcké oblasti byla zničena skupina ruských útočníků 1. praporní taktické skupiny 70. motostřeleckého pluku 42. motostřelecké divize a 58. armády Jižního vojenského okruhu, kteří byli odpovědní za masakry civilistů v Sýrii.

### 12. duben
V noci na 12. dubna byla obec Novojakovlivka v Záporožské oblasti ostřelována fosforovými bombami. Použití fosforových bomb je zakázáno Ženevskou úmluvou o ochraně obětí války (Protokol z roku 1977) a Úmluvou o některých konvenčních zbraních. Vzhledem k deštivému počasí nedošlo k požáru, nikdo nebyl zraněn ani zabit.
Ukrajinské armádě pomáhají občané, kteří fotografují komunikační zařízení ruské armády a posílají ho na chatbot eVorog. Během dvou dnů tak ukrajinská armáda obdržela 30 snímků a geolokaci zařízení Redut-2US, které slouží k radiové komunikaci jednotek a velení ruské armády v uzavřeném okruhu.
V Bělgorodské oblasti Ruska poblíž Šebekina v blízkosti hranic s Ukrajinou partyzáni vyhodili do povětří železniční most na trati, která slouží k přesunu ruské vojenské techniky na východ Ukrajiny do oblasti Charkova. Od 11. dubna v sousední Kurské oblasti Ruska gubernátor Roman Starovoit vyhlásil vysoké nebezpečí teroristických útoků.
Putin spustil rozsáhlou čistku v tajné službě FSB a po uvěznění ředitele FSB Sergeje Besedy propustil ze služby 150 agentů, protože při přípravě invaze FSB podala zkreslené informace o situaci na Ukrajině. Intenzivně hledá zejména „zrádce“, kteří předali zahraničním rozvědkám plány ruské invaze na Ukrajinu již koncem roku 2021.
Od 24. února do 12. dubna ztratily ruské jednotky na Ukrajině přibližně 19 600 vojáků, 732 tanků, 1 946 bojových obrněných vozidel, 349 dělostřeleckých systémů, 111 raketometů (MLRS), 63 protileteckých systémů, 1 406 vozidel, 157 letadel, 140 vrtulníků, sedm člunů/kutrů, 76 palivových cisteren, 124 autonomních dronů (UAV), 25 jednotek speciálního vybavení a čtyři mobilní systémy balistických raket krátkého doletu.
Ukrajinská ombudsmanka Ljudmyla Denisovová oznámila svědectví o znásilňování žen v obci Buča ruskými vojáky. Ve sklepení jednoho z domů věznili kolem 25 žen ve věku 14-24 let, které opakovaně znásilnili. Devět žen otěhotnělo. V dalších domech byly znásilněny další ženy, z nichž jedna byla nalezena s proříznutým hrdlem, další žena byla znásilněna a přišla o manžela, který utrpěl průstřel břicha, když se ji pokoušel zachránit. Ruští vojáci byli opilí a zanechali na místě po ústupu drogy. Ukrajina požaduje, aby OSN zřídila zvláštní tribunál, který by osobně soudil Vladimira Putina pro obvinění z válečných zločinů, včetně znásilnění. V Buči bylo do 12. dubna nalezeno v hrobech celkem 403 zabitých obyvatel a exhumuje se další masový hrob, kde je pohřbeno 56 těl.
Z Rostovského regionu v Rusku se směrem k Donbasu přes obec Matveev Kurgan přesunuje velká kolona ruské vojenské techniky, aby podpořila ruskou ofenzivu, která už na Donbasu probíhá.
Německý prezident Frank-Walter Steinmeier během své návštěvy Polska uvedl, že měl v úmyslu navštívit Kyjev spolu s prezidenty Litvy, Lotyšska a Estonska, ale byl odmítnut ukrajinskou stranou pro své dřívější úzké vztahy s Ruskem a Sergejem Lavrovem. Steinmeier je považován za architekta projektu Nord Stream 2 a teprve počátkem dubna 2022 připustil, že jeho vstřícná politika k Rusku byla chybná. Ukrajinský prezident Volodymyr Zelenskyj se s ním odmítl setkat.
Rusko pašuje zbraně z Iráku od šíítských milic podporovaných ruským spojencem Íránem. RPG (granátomety) a protitankové střely v držení Hašd aš-Šaabí, nejsilnější šíitské milice, byly 26. března převezeny do Íránu přes hraniční přechod Salamja, kde je převzala íránská armáda a po moři odvezla do Ruska. 1. dubna byly demontovány a po částech odeslány do Íránu dva raketometné systémy Astros II brazilské konstrukce. Tři nákladní lodě schopné převážet vojenský materiál – dvě pod ruskou a jedna pod íránskou vlajkou – přepluly Kaspické moře z íránského přístavu Bandar Anzali do Astrachaně.
Ukrajinský vládní tým pro reakci na počítačové hrozby CERT-UA, který působí pod záštitou Státní speciální komunikační služby, informoval o kybernetickém útoku skupiny Sandworm (UAC-0082), která působí jako součást ruské GRU, na ukrajinská energetická zařízení pomocí malwaru Industroyer2 a CaddyWiper. V pátek 8. dubna 2022 večer útočníci plánovali odpojit elektrické rozvodny pomocí škodlivého programu Industroyer2 a vyřadit infrastrukturu společnosti pomocí Malware zacíleného na počítače s operačními systémy Windows a servery se softwarem Linux. Do jedné z cílových vysokonapěťových elektráren se hackerům podařilo proniknout a narušit část průmyslového řídicího systému, ale obsluha elektrárny dokázala výpadkům elektřiny zabránit. Hackeři ruské vojenské rozvědky GRU použili vylepšenou verzi malwaru, která byla poprvé zaznamenána při úspěšném útoku v roce 2016, který způsobil výpadky elektřiny v Kyjevě.
Hlavní ukrajinská civilní kontrarozvědka SBU během speciální operace zadržela poslance Opoziční platformy – Za život Viktora Medvedčuka, který je blízkým přítelem Vladimira Putina a na Ukrajině byl součástí ruské „páté kolony“ zrádců. Kontrarozvědka odhalila plán evakuační skupiny ruské FSB, která měla Medvedčuka vyzvednout v Podněstří. FSB pro svou operaci získala vůdce zločineckého světa a zkorumpované strážce zákona, kteří budou rovněž stíháni. Politika čeká soud a potvrzení předběžného opatření o vazbě.
Ukrajinským obráncům pomáhá počasí. Dlouhotrvající déšť, který má trvat několik dní, zpomaluje ofenzivu ruských útočníků v Luhanské oblasti. Terén se stává neprůchodný a kolony techniky na silnicích jsou snadným cílem pro ostřelování. Vylodění nepřátelských výsadků v Oděské oblasti brání bouřlivé počasí v Černém moři.
V Charkovské oblasti, ve směru na Izjum, ukrajinské ozbrojené síly zničily kolonu tanků 4. gardové tankové divize Kantěmirova – přehlídkové divize ruských ozbrojených sil. Tuto kolonu, která překračovala řeku Siverskij Doněc v oblasti Izjumu „za účelem rozhodujícího průlomu“, ukázal na videu ruský propagandista Alexandr Kots. Kolona byla zcela zničena a jeden tank T-80 ukrajinská armáda ukořistila.
Ukrajinská armáda posunula linii palby z okresu Kryvyj Rih hluboko do Chersonské oblasti a osvobodila více než 15 obydlených lokalit. Některé obce byly okupovány až jeden měsíc a chybějí tam potraviny a léky. Začala pracovat policie a energetici, opravují se vodovody.
Ukrajinské jednotky úspěšně odrazily šest nepřátelských útoků v oblasti operace společných sil (JFO) na východě Ukrajiny a zničily dvě vozidla a tři dělostřelecké systémy. Jednotky protivzdušné obrany sestřelily ruský vrtulník a dvě bezpilotní letadla. Jižní operační velitelství ohlásilo zničení ruského polního muničního skladu, 12 vojáků a 11 jednotek techniky, včetně tří bezpilotních letounů, dvou samohybných dělostřeleckých systémů, jednoho raketometu Grad a motorových vozidel.
Hlavní zpravodajské ředitelství Ministerstva obrany Ukrajiny varuje, že ruské speciální služby plánují sérii teroristických útoků s cílem vyhodit do povětří obytné budovy, nemocnice a školy v ruských osadách, aby „vyvolaly protiukrajinskou hysterii“. Rusku se nedaří mobilizace záloh a může se uchýlit k podobnému scénáři jako před válkou v Čečensku.

### 13. duben

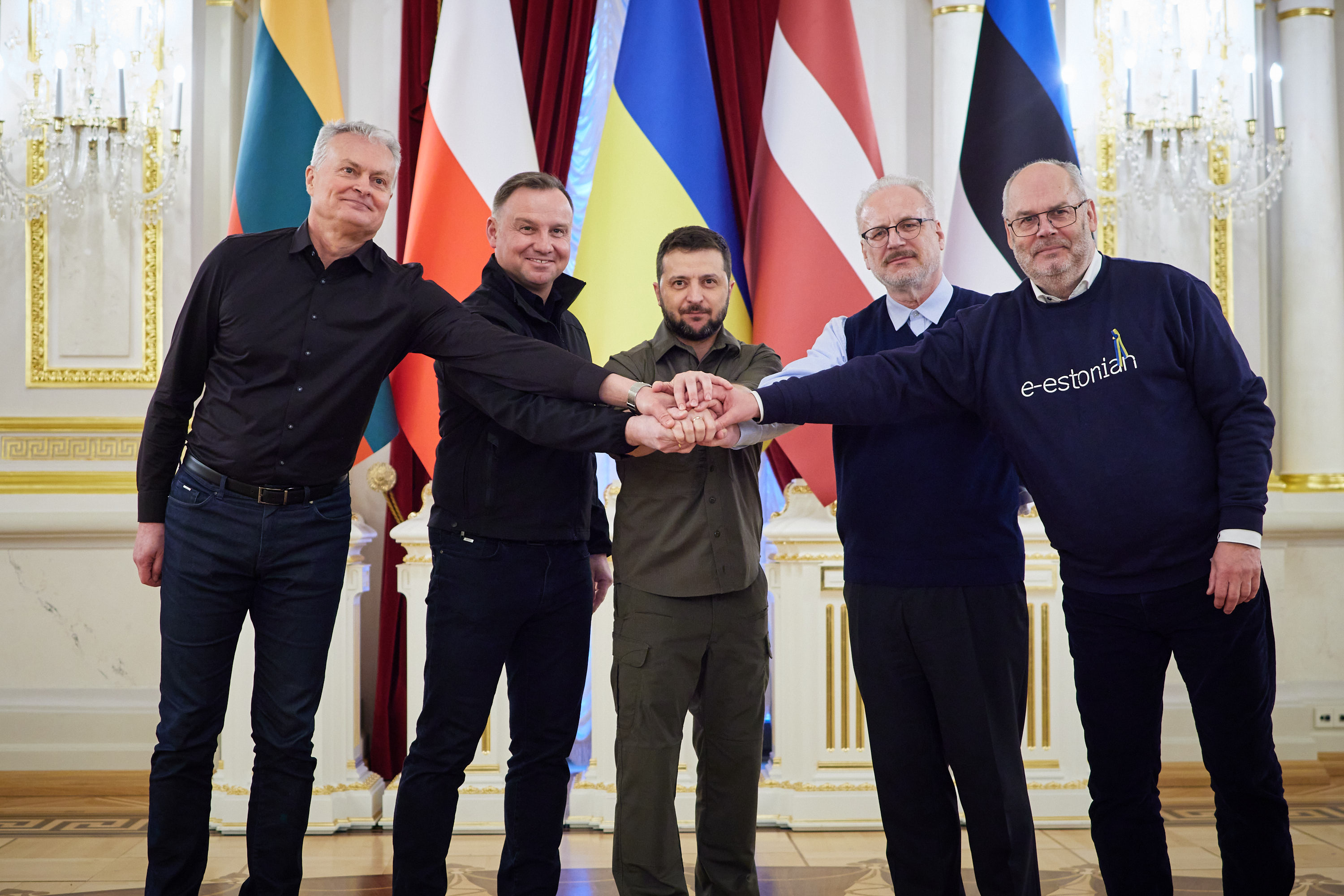
Do Kyjeva přijel estonský prezident Alar Karis spolu se svými kolegy, polským prezidentem Andrzejem Dudou, litevským prezidentem Gitanasem Nausedou a lotyšským prezidentem Egilsem Levitsem na setkání s prezidentem Ukrajiny Volodymyrem Zelenským

V Mariupolu se jednotky 36. brigády námořní pěchoty probily k Azovskému pluku a posílily obranu města, které se snaží dobýt 10 000 vojáků ruské armády.
Od začátku ruské invaze bylo v Kyjevské oblasti zahájeno více než 3 050 trestních řízení za zločiny spáchané ruskými vojáky. Počet nalezených a prozkoumaných civilních obětí v Kyjevské oblasti již přesáhl 720. Mezitím bylo dalších 200 osob prohlášeno za nezvěstné. Bylo zaznamenáno přes 150 případů rabování a 35 osobám doručila policie sdělení obvinění. 30 případů se týká kolaborace s okupanty a pěti osobám bylo doručeno sdělení obvinění.
Lotyšský ministr zahraničních věcí Edgars Rinkēvičs prohlásil, že jedinou zemí na světě, která potřebuje skutečnou denacifikaci, je Ruská federace.
Do Kyjeva přijel estonský prezident Alar Karis spolu se svými kolegy, polským prezidentem Andrzejem Dudou, litevským prezidentem Gitanasem Nausedou a lotyšským prezidentem Egilsem Levitsem. Hodlá se setkat s prezidentem Ukrajiny Volodymyrem Zelenským a dalšími představiteli.
Márnice ve městě Dnipro má čtyři přeplněné lednice s více než 1 500 těly mrtvých ruských vojáků o které ruská armáda nejeví zájem. Zástupce primátora proto vyzývá ruské matky, aby si těla vyzvedly a nabízí organizovat převoz do Ruska.

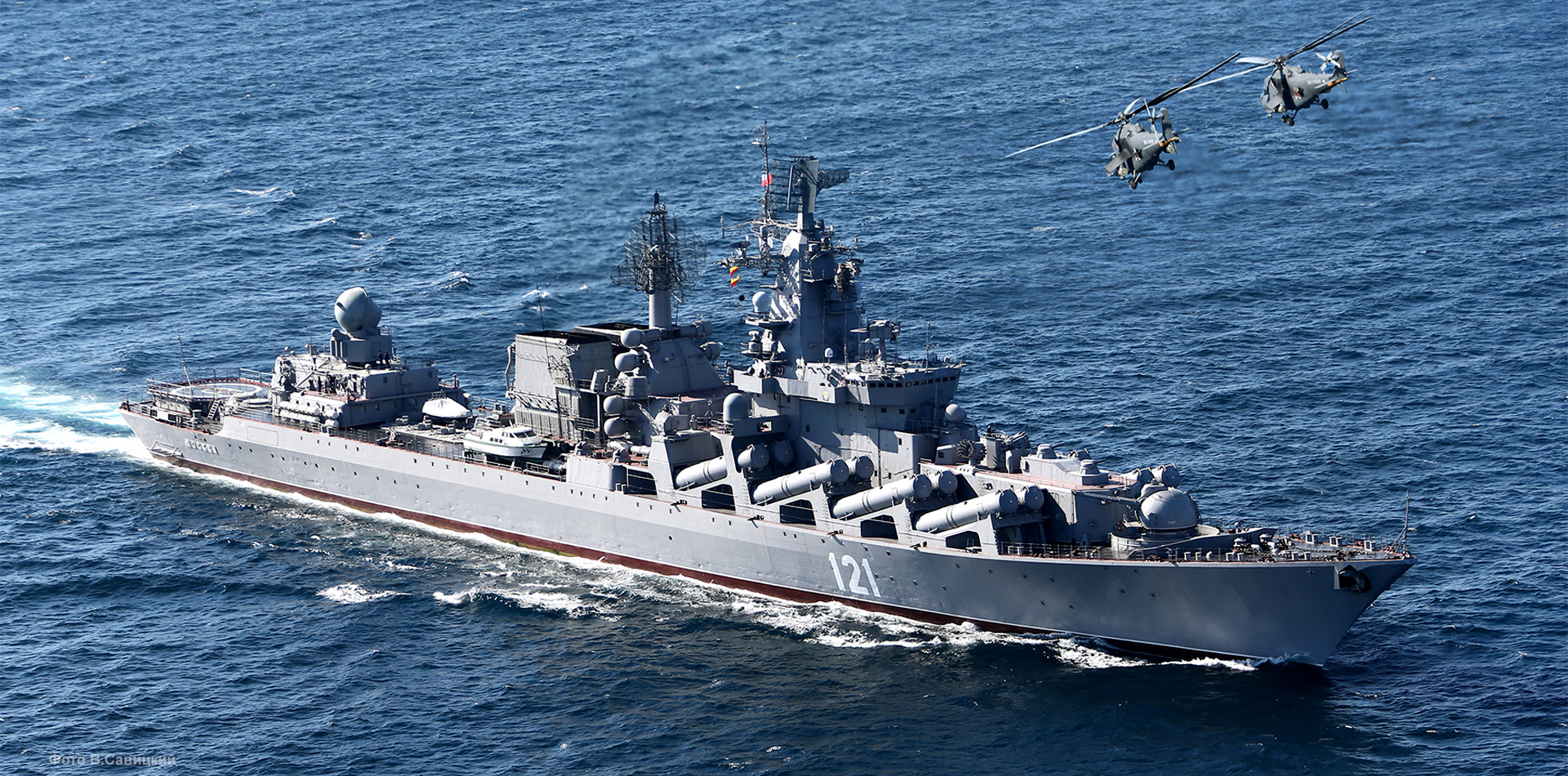
Raketový křižník Moskva v Černém moři byl vážně poškozen po útoku ukrajinských raket a potopil se při vlečení do přístavu

V Černém moři hoří vlajková loď ruského Černomořského loďstva – křižník Moskva. Poradce prezidentské kanceláře Oleksij Arestovyč přičítá vznik požáru nehodě na palubě. Moře je rozbouřené a záchrana 510 členů posádky bude obtížná. Podle agentury Unian loď zasáhly dvě ukrajinské rakety Neptun. Informace již potvrdila Oděská oblastní státní správa.
Spojené státy poskytnou Ukrajině další vojenskou pomoc ve výši 800 milionů dolarů, včetně obrněných transportérů, dělostřeleckých systémů, munice a vrtulníků. USA posílily výměnu zpravodajských informací s Ukrajinou o ruských silách v Donbasu a na Krymu, ale nikoli na území Ruska. Kanada oznámila dodávky zbraní Ukrajině za 500 milionů dolarů, Norsko může Ukrajině předat moderní protivzdušnou obranu.
Podle Hlavního zpravodajského ředitelství Ministerstva obrany Ukrajiny během tří týdnů okupace Melitopolu zemřelo na bodná nebo střelná zranění během nočních hlídek 70 příslušníků ruské armády včetně Čečenců. Jde o akce blíže neurčeného místního ukrajinského hnutí odporu. Jednotkám okupačních sil se nepodařilo nalézt osoby, které se na likvidaci ruských vojáků podílely.
Podle tiskové služby Generálního štábu Ozbrojených sil Ukrajiny zničila ukrajinská armáda ruskou kolonu obrněné techniky. Spolu s ní bylo zlikvidováno mobilní řídicí stanoviště a velitelský štáb 4. vojenské základny BTGr 201 Ústředního vojenského okruhu Ozbrojených sil Ruska. V Charkovské oblasti se vojákům ukrajinské protivzdušné obrany podařilo sestřelit dva nepřátelské stíhače.
Ukrajinská armáda využívá k analýze nezašifrované komunikace ruských jednotek umělou inteligenci vyvinutou americkou společností Primer. Spolu s anylýzou příspěvků na sociálních sítích a geolokací mohou tyto poznatky sloužit jako souřadnice pro dělostřelectvo nebo drony. Strojové učení má zejména schopnost odhalit v komunikaci klíčová slova a určit o jaký typ jednotek se jedná. Chytré algoritmy umí vyhodnotit i obraz, identifikovat obličeje nebo analyzovat metadata.

### 14. duben
Ruské ministerstvo obrany potvrdilo, že raketový křižník Moskva hoří, vybuchla munice a loď byla vážně poškozena. Podle zdroje ve zpravodajské službě přišly Moskvě na pomoc 4 ruské technické lodě a posádka byla kompletně evakuována. Ukrajinská strana uvedla, že bouře a silný výbuch munice loď převrátily a ta se začala potápět. Podle ukrajinského armádního webu Defense Express byl křižník Moskva součástí sil stálé pohotovosti Černomořského loďstva a mohl být nosičem jaderných zbraní. Křižník byl určen k ničení úderných skupin letadlových lodí a nesl 16 kusů protilodních střel P-1000 „Sopka“. Každá z nich může být vybavena jadernou hlavicí o síle 350 kt nebo konvenční 500 kg vysoce explozivní kumulativní hlavicí. Disponoval také 64 protiletadlovými řízenými střelami dalekého dosahu typu S-300 jimiž významně příspíval k protivzdušné obraně ruských sil na jižní frontě.
Ukrajinská rozvědka získala dokumenty dokazující, že uskupení ruských vojsk 'Střed', které operovalo na Černihivském a Sumském směru, mělo za úkol dobýt levobřežní část Kyjeva. Je to uvedeno v bojovém rozkazu vydaném veliteli 96. samostatné průzkumné brigády, který obdržel od velitelství 1. gardové tankové armády Západního vojenského okruhu. V dokumentu jsou uvedeny fáze ofenzívy a úkoly pro personál brigády. Ústup ruské armády od Kyjeva je tedy přiznáním porážky invazních sil.
Rusku se nedaří mobilizace záloh a proto hledá vojáky i prostřednictvím inzerce na webech HeadHunter a SuperJob, kde nabízí tisíce volných míst v armádě. Dalších 500 volných míst se inzeruje na webu propojeném s internetovou stránkou ministerstva obrany, které hledá přímo některé specialisty: střelce, průzkumníky, obsluhu protiletadlových zbraní, granátometů a další potenciální účastníky bojových operací. Vyřizování kontraktů se zkrátilo na několik dní. Velení ruské armády se nedaří mobilizace lidských zdrojů v severokavkazském regionu. Hlavním důvodem je neochota obyvatel tohoto regionu účastnit se bojových akcí na Ukrajině. V souvislosti s kritickou situací v personálním obsazení bojových jednotek plánuje velení Ozbrojených sil Ruské federace zahájit nový proces mobilizace na celostátní úrovni. Podle plánu bude mobilizace za účelem jejího utajení probíhat souběžně s plánovanými odvody.
Ruské ministerstvo obrany podle kremelské tiskové agentury TASS přiznalo, že se raketový křižník Moskva potopil během tažení do přístavu pro poškození trupu způsobené výbuchem munice. Šlo o největší válečnou loď ztracenou v boji od potopení křižníku ARA General Belgrano a první ztrátu vlajkové lodi ruského Černomořského loďstva od roku 1916 kdy explodoval muniční sklad dreadnoughtu Imperatrica Marija. Rusko přesunulo ostatní válečné lodě z dosahu raket do vzdálenosti 80 námořních mil od pobřeží.
Ukrajinští ženisté zničili most i s konvojem ruské vojenské techniky směřujícím do města Izjum v Charkovské oblasti. V Luhanském a Doněckém směru ukrajinská armáda odrazila šest útoků ruských vojsk a zničila čtyři tanky, šest obrněných transportérů, čtyři bojová vozidla pěchoty a jeden dělostřelecký systém nepřítele. Jednotky 80. samostatné letecké útočné brigády Ozbrojených sil Ukrajiny ze Lvova osvobodily od ruských vojsk několik obydlených lokalit na jihu Ukrajiny. Frontová linie byla odsunuta 40–50 kilometrů od Kryvého Rihu a ukrajinské jednotky vybudovaly nová obranná postavení.
Ruská armáda pokračuje v systematických raketových a leteckých úderech na objekty vojenské a civilní infrastruktury v Charkovské, Doněcké a Záporožské oblasti, částečně blokuje město Charkov a ostřeluje město dělostřelectvem. Nejsilnější boje se vedou u Slovjanska, Popasna, Kurachove a Oleksandrivky a také v Mariupolu, kde se ukrajinské síly úspěšně brání. V obci Borova v Charkovské oblasti střílela ruská armáda na evakuační autobusy s civilisty a zabila 7 lidí a dalších 27 zranila.
Předseda Nejvyšší rady Ukrajiny Ruslan Stefančuk, předseda Senátu České republiky Miloš Vystrčil a maršálek Senátu Polské republiky Tomasz Grodzki navštívili v Kyjevské oblasti města Buča, Boroďanka a Irpiň osvobozená od ruských okupantů.
Americká média informovala, že Spojené státy zvažují návštěvu vysokého úředníka v Kyjevě na znamení solidarity s Ukrajinou. Potenciálními kandidáty pro návštěvu Kyjeva jsou americký ministr zahraničí Antony Blinken nebo ministr obrany Lloyd Austin. Také americký prezident Joe Biden prohlásil, že je připraven přijet na Ukrajinu osobně.

### 15. duben
Prezident Volodymyr Zelenskyj odmítl tezi o společných „historických kořenech“, kterou často opakují ruští propagandisté i prezident Ruska. Podle Zelenského je „invaze Ruské federace absurdní a sebevražedná pro vše, co Rusko údajně „chrání“. Pro ruskou kulturu, pro vztahy s tímto národem, dokonce i pro ruský jazyk. To vše Rusko zničí svými zbraněmi. Před útokem na Ukrajinu napsal Putin několik pseudohistorických článků o Ukrajině a jejím obyvatelstvu, ve kterých se domnívá, že Ukrajinu stvořil Lenin a že ukrajinský národ „neexistuje“. Nezmínil se přitom o holodomoru a pokusech ukrajinského lidu vytvořit stát oddělený od vlivu Moskvy. Zapomněl, že současné Rusko je z větší části územím hordy kočovných kmenů.“
Krátce po půlnoci byly hlášeny silné exploze v Kyjevě, Chersonu, Charkově a Ivano-Frankivsku a po celé Ukrajině zněly sirény leteckého poplachu.
Podle zveřejněných zpráv zachránila projíždějící turecká nákladní loď 54 členů posádky křižníku Moskva a během dne 14. dubna se do Sevastopolu vrátilo pouze 14 členů posádky. Tyto zprávy nasvědčují, že Moskva pravděpodobně utrpěla značnou ztrátu námořníků. Podle některých zdrojů byl velitel Černomořské floty admirál Igor Osipov zatčen.
Podle ukrajinského ministerstva obrany pokračují boje kolem Iljičovy ocelárny v obléhaném Mariupolu.

### 18. duben
Ruský prezident Vladimir Putin udělil 64. samostatné motostřelecké brigádě, viněné ze spáchání masakru v Buči, čestné označení gardové jednotky.

### 23. duben
Dle serveru Ukrajinska pravda zaútočila ruská armáda na Oděsu, město na jižní Ukrajině, střelami s plochou dráhou doletu. Ukrajinská prezidentská kancelář informovala, že si útok vyžádal šest mrtvých a 18 zraněných.
Rusko odmítlo ukrajinský návrh na Velikonoční příměří.

### 24. duben
Rusko neodpovědělo na výzvy ukrajinských i světových představitelů k respektování klidu zbraní u příležitosti pravoslavných Velikonoc a pokračovalo v bojových akcích, včetně útoků v Mariupolu.

### 26. duben

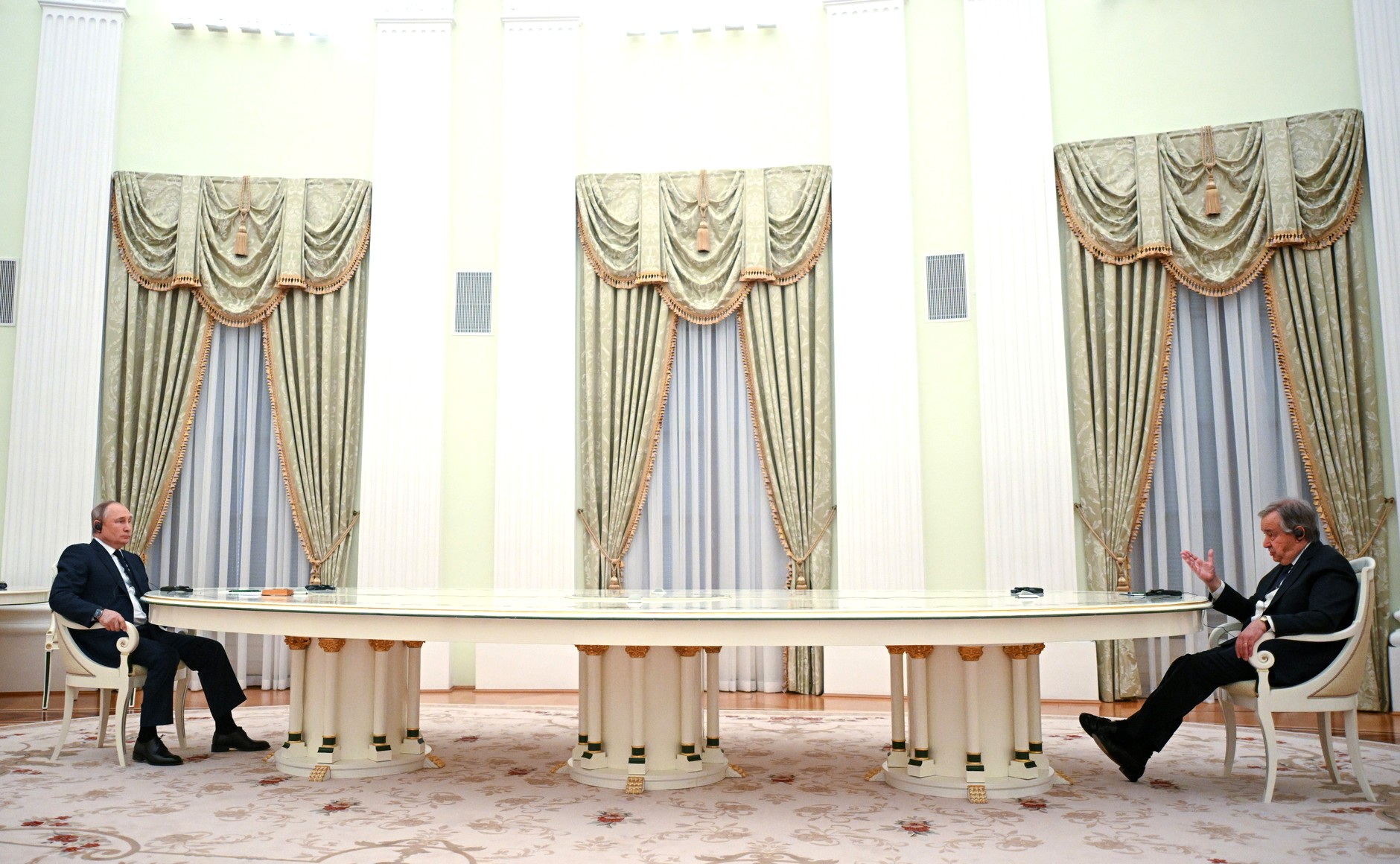
Ruský prezident Putin během jednání s generálním tajemníkem OSN Antóniem Guterresem (26. dubna 2022)

Ruská ofenzíva na východní frontě pokračovala mírným postupem jižně od Izjumu a severozápadně od Rubižne, ale jinde územních zisků nedosáhla. V Kyjevě byla demontována bronzová socha z roku 1981, symbolizující přátelství ruského a ukrajinského lidu. Podle kyjevského starosty Vitalije Klička „Rusko svými činy vztah s Ukrajinou zničilo“ a proto „sousoší již nemá ve městě místo“.
Generální tajemník OSN António Guterres zahájil třídenní pracovní návštěvu Ukrajiny a Ruska cestou do Moskvy, kde „vedl otevřenou diskusi“ s ruským ministrem zahraničních věcí Sergejem Lavrovem. Guterres mimo jiné volal po zastavení palby a nalezení mířového řešení, jež by válku ukončilo. Později se setkal i s ruským prezidentem Putinem.
Na americké letecké základně Ramstein v německé spolkové zemi Porýní-Falc se pod vedením amerického ministra obrany Lloyda Austina sešli představitelé 40 států, aby zde jednali o rozšíření vojenské podpory Ukrajině.

### 27. duben
Ruská společnost Gazprom, blízká Putinovu režimu, zastavila dodávky zemního plynu Bulharsku a Polsku poté, co odmítly platit v ruských rublech, s poukazem na to, že platné smlouvy stanoví platbu v eurech.

### 28. duben
Ruská ofenzíva na východní Ukrajině pokračovala pomalým postupem, zejména jihozápadně od Izjumu, pravděpodobně ve snaze obejít ukrajinské obranné pozice západně od Slovjansku. V jiných úsecích východní fronty pokračovalo dělostřelecké ostřelování a drobnější útoky, které nevedly k zisku žádného území. Byl zaznamenán příchod ruských sil do Bělgorodu, které mají nejspíše za úkol posílit vojska postupující u Izjumu. Zbývající obránci mariupolského Azovstalu byli i nadále vystaveni silným dělostřeleckým a leteckým útokům, včetně náletu na polní nemocnici nacházející se v areálu.
Generální tajemník OSN António Guterres si prohlédl dějiště ruských válečných zločinů v Boroďance a Buči a vyzval Rusko ke spolupráci s mezinárodním tribunálem. Rusko ani během jeho návštěvy Kyjeva nepřerušilo raketové útoky na město.
Kongres Spojených států amerických schválil zákon poskytující prezidentovi pravomoc zapůjčit či pronajmout vojenský materiál Ukrajině, vycházející z principů obdobné legislativy z doby druhé světové války.
Německý spolkový sněm schválil rezoluci podporující vojenskou pomoc Ukrajině, včetně dodávek těžkých zbraní.

## Květen 2022

### 1. květen
Ruský ministr zahraničí Sergej Lavrov během rozhovoru pro italskou televizi 1. května 2022, v němž se snažil obhajovat útok Ruska na Ukrajinu, mimo dalších dezinformací také uvedl, že na Ukrajině vládnou nacisté a nic na tom nemění, že ukrajinský prezident Volodymyr Zelenskyj má židovské předky, protože „Adolf Hitler měl také židovskou krev.“ Toto tvrzení následně odsoudil izraelský ministr zahraničí Ja'ir Lapid jako „nejhorší projev rasismu.“

### 6. květen
Podle prohlášení představitelů ukrajinských ozbrojených sil ruská fregata Admiral Makarov vzplála v blízkosti Hadího ostrova poté, co byla zasažena ukrajinskými raketami.

### 11. květen
Ukrajinské ozbrojené síly oznámily, že silám 17. tankové brigády se podařilo odrazit několik pokusů ruských vojsk o překročení řeky Severní Doněc a způsobit jim vážné ztráty. Nezávislí analytici rozborem leteckých fotografií bojiště potvrdili ztrátu nejméně 73 kusů ruské bojové techniky, včetně tanků.

### 16. květen
Ozbrojené síly Ukrajiny oznámily, že jednotkám 127. brigády Sil územní obrany se v Charkovské oblasti podařilo zatlačit síly nepřítele a dosáhnout předválečné hranice.

### 23. květen
Kyjevský soud odsoudil prvního vojáka za válečné zločiny, jímž byl seržant ruské armády Vadim Šišimarin, který se přiznal k zabití civilisty v době začátku invaze, k doživotnímu trestu odnětí svobody.

## Červen 2022

### 27. červen
Ruský raketový útok na nákupní centrum v Kremenčuku si vyžádal nejméně 20 obětí na životech a 59 raněných.

### 30. červen
Z Hadího ostrova, ruskými silami okupovaného od počátku konfliktu, se motorovými čluny stáhla ruská posádka, ačkoliv ještě koncem května byla zesilována. Podle ukrajinské strany byly důvodem pro ruský ústup silné dělostřelecké a raketové útoky na ostrov, zatímco ruská strana své opuštění ostrova označila za „gesto dobré vůle“.

Mapa držení obcí a měst stranami válčícími na Donbasu. Stav: 23. srpna 2022.

## Červenec 2022

### 3. červenec
Podle ruského ministra obrany Šojgua dobyla ruská armáda město Lysyčansk a tím získala samozvaná Luhanská lidová republika pod kontrolu celou Luhanskou oblast.

### 14. červenec
Rusko provedlo raketový útok na Vinnycju, který si vyžádal přes 20 obětí a přes 100 zraněných. Ruské rakety zasáhly civilní budovy v centru města.

### 27. červenec
V noci z 26. na 27. července uskutečnily ukrajinské ozbrojené síly útok na silniční Antonivský most v Chersonu za pomoci přesných střel z raketometu HIMARS, kterým jej poškodily do té míry, že musel být uzavřen pro nákladní dopravu, což ztížilo zásobování ruských vojsk v Chersonské oblasti západně od Dněpru.

### 29 červenec
V Olenivce došlo k masakru ukrajinských válečných zajatců, při explozi jejich budovy jich zemřelo nejméně 54 a dalších okolo 150 bylo zraněno.

## Srpen 2022

### 20. srpen
Na moskevském předměstí Bolšije Vjazjomy zemřela Darja Duginová, dcera Alexandra Dugina. Při návratu z kulturní akce „Tradice“ explodovalo v jejím autě improvizované výbušné zařízení. Cílem útoku mohl být její otec, ale ten na poslední chvíli změnil svoje plány a v autě nebyl. Podle Ilji Ponomarjova, bývalého poslance ruské Dumy, který nyní žije v exilu na Ukrajině, byla za útok zodpovědná ruská partyzánská skupina Národní republikánská armáda. Ruská Federální služba bezpečností obvinila Ukrajinu a zapojení ukrajinské státní příslušnice Nataliji Vovkové. Podle obvinění FSB měla po spáchání atentátu uprchnout do Estonska. Ukrajinská vláda zapojení do celé události popřela.

### 23. srpen
Polský prezident Andrzej Duda odcestoval do Kyjeva a setkal se s ukrajinským prezidentem Volodymyrem Zelenskym. V Kyjevě společně odhalili Chodník statečných. Na něm budou umístěna jména politiků a dalších zástupců, kteří se zasadili o významnou podporu Ukrajiny v době války. Prvním oceněným se stal Andrzej Duda.
Ukrajina slavíla Den vlajky.

### 24. srpen
Ministerstvo obrany Spojených států amerických oznámilo dvacátý balíček vojenské pomoci Ukrajině v hodnotě 3 miliard dolarů. Balíček zahrnuje:
- Šest systémů protivzdušné obrany NASAMS
- Až 245 000 kusů dělostřelecké munice ráže 155 mm
- Až 65 000 kusů minometné munice ráže 120 mm
- Až 24 protidělostřeleckých radarů
- Bezpilotní letecké systémy Puma a podpůrné vybavení pro systémy ScanEagle
- Raketový systém VAMPIRE určený na obranu před bezpilotními letouny
- Laserem naváděné raketové systémy

Při ruském raketovém útoku na železniční stanici v Čaplyne v Dněpropetrovské oblasti zahynulo 25 civilistů, z toho dvě děti a více než 80 osob bylo zraněno.

### 25. srpen
Lotyšský parlament nechal zbourat 79 m vysoký válečný památník. Ten nesl název Památník osvoboditelům sovětského Lotyšska a Rigy od německých fašistických okupantů a nacházel se v centru Rigy, konkrétně v Parku vítězství. Minulý týden odstranilo památník ze sovětské éry také Estonsko. Jednalo se o tank T-34, který byl převezen do vojenského muzea.
Od elektrické energie byly odpojeny zbývající dva reaktory v Záporožské jaderné elektrárně. Podle ukrajinské společnosti Energoatom k tomu došlo v důsledku požárů v nedaleké tepelné elektrárně způsobených ruským ostřelováním. Během dne se podařilo oba reaktory znovu připojit. Dle satelitních snímků však z okolí elektrárny stále stoupal kouř.
Prezident Vladimir Putin podepsal dekret o zvýšení počtu vojáků o 137 000. Počínaje lednem 2023 se zvýší počet aktivních vojáků z přibližně jednoho milionu na více než 1,15 milionu.

### 26. srpen
Podle ruských médií bylo na město Kadijivka v Luhanské oblasti vypáleno 10 raket HIMARS. V této oblasti se nacházel hotel Donbas, který se podle ukrajinských ozbrojených sil podařilo zasáhnout a zneškodnit v něm 200 výsadkářů. Ukrajina tvrdí, že hotel sloužil jako kasárna.

### 27. srpen
Rusko odmítlo schválení Smlouvy o nešíření jaderných zbraní, která byla předmětem pětileté revize. Nový návrh poukazoval na vojenské aktivity u Záporožské jaderné elektrárny a dalších jaderných zařízení na Ukrajině. Souhlas musí být jednomyslný. Moskva uvedla, že proti novému textu bylo více zemí.
Poslanecká sněmovna Parlamentu České republiky odsouhlasila vstup Finska a Švédska do Severoatlantické aliance (NATO). Zbývá pouze podpis prezidenta. Vstup obou zemí už 10. srpna odsouhlasil Senát Parlamentu České republiky. Finsko i Švédsko se rozhodlo ukončit svou neutralitu na základě invaze Ruska na Ukrajinu.

### 29. srpen
Ukrajina zahájila protiofenzívu v Mykolajivské a Chersonské oblasti. Ukrajinská vláda uvedla, že její armáda prolomila první obrannou linii Ruska u Chersonu a osvobodila čtyři vsi - Novodmytrivku, Archanhelske, Tomynu Balku a Pravdyne. Ruský resort obrany naopak uvedl, že útočící jednotky utrpěly velké ztráty a pokus o ofenzivu selhal.
Ruská Federální služba bezpečnosti obvinila dalšího ukrajinského občana z atentátu na Darju Duginovou. Podle ruských tajných služeb se jednalo o Bohdana Cyhaněnka, který pomáhal sestavit improvizované výbušné zařízení, obstaral falešné doklady a pomáhal dříve podezřelé Nataliji Vovkové. Ukrajina obvinění odmítla a naopak označila za strůjce atentátu ruskou tajnou službu.

### 30. srpen
Ministr zahraničí Jan Lipavský byl vyznamenán ukrajinským Řádem Za zásluhy I. stupně. Řád Za zásluhy III. stupně získal náměstek ministryně obrany Tomáš Kopečný a náměstek ministra pro evropské záležitosti Tomáš Pojar. Řádem kněžny Olgy II. stupně byla vyznamenána ministryně obrany Jana Černochová.
Tým expertů z Mezinárodní agentury pro atomovou energii (MAAE) dorazil do Kyjeva a setkal se s ukrajinským prezidentem Volodymyrem Zelenským. Mise v následujícím dnu pokračovala do Záporožské jaderné elektrárny, aby zjistila její stav. Zveřejněné snímky společnosti Maxar Technologies ukázaly řadu děr ve střeše elektrárny a ruská obrněná vozidla v areálu.
Ukrajina použila falešné HIMARS vyrobené ze dřeva. Tímto způsobem se podařilo odlákat 10 ruských řízených střel Kalibr. Podle amerických zdrojů nebyl žádný systém HIMARS zničen. Americké ministerstvo obrany doposud dodalo na Ukrajinu 16 salvových raketometů.

### 31. srpen
Rusko na tři dny zastavilo dodávky plynu do Německa prostřednictvím plynovodu Nord Stream 1. Jako důvod uvedlo opravy kompresorové stanice.

## Září 2022

### 1. září
Inspektoři MAAE přijeli do Záporožské jaderné elektrárny. Šéf mise Rafael Grossi uvedl, že fyzická integrita elektrárny byla několikrát narušena.
Zemřel Ravil Maganov, předseda představenstva společnosti Lukoil. Podle ruských médií vypadl z okna moskevské nemocnice a na následky zranění zemřel. Lukoil byl jednou z mála ruských společností, které se postavily proti válce na Ukrajině a vyzvaly k jejímu ukončení. Maganovova smrt je další z řady úmrtí vysoce postavených ruských podnikatelů.

### 6. září
Při bombovém útoku byl vážně zraněn Artem Bardin, Ruskem dosazený šéf okupační správy v Berďansku.
Podle amerických zpravodajských služeb si Rusko objednalo ze Severní Koreje přibližně milion dělostřeleckých granátů. Američtí zpravodajci se domnívali, že ruská ekonomika nedokáže dostatečně rychle vyrábět novou munici.
Iniciativa Dárek pro Putina ohlásila sbírku na modernizovaný tank T-72 Avenger. Cílem bylo vybrat 30 milionů korun. Tank byl pojmenován Tomáš, na počest prvního československého prezidenta Tomáše Garrigue Masaryka.
Útokem u Balakliji započala ukrajinská protiofenzíva v Charkovské oblasti.

### 8. září
Během protiofenzivy bylo osvobozeno město Balaklija. Podle zatím nepotvrzených zpráv byl zajat ruský generál Andrej Syčevoj, který velel ruskému uskupení Západ.

### 9. září
Ukrajinský prezident Volodymyr Zelenskyj předal Řád Za zásluhy I. stupně řediteli turecké firmy Baykaru Haluku Bayraktarovi. Kromě předání vyznamenání se mluvilo o možné výstavbě továrny na výrobu dronů Bayraktar přímo na Ukrajině.
Na Chodník statečných v Kyjevě byla umístěna pamětní deska se jménem Petra Fialy. Český premiér byl jedním z prvních státníků, kteří navštívili ostřelovaný Kyjev.
V důsledku postupující ukrajinské ofenzivy vyhlásily ruské úřady v okupovaných městech Kupjansk, Izjum a Velykyj Burluk evakuaci civilistů. Ukrajinské síly oznámily osvobození obce Volochiv Jar.

### 10. září
Ukrajinská Státní bezpečnostní služba SBU oznámila vstup armády do měst Kupjansk a Izjum. Obě města patří mezi strategicky významné dopravní křižovatky. Proruské kanály na síti Telegram informovaly o stažení ruských vojsk z Izjumu. Prezident Volodymyr Zelenskyj uvedl, že se v Charkovské oblasti podařilo dobýt více než 30 obcí.

### 11. září
Ruské síly v Charkovské oblasti ustoupily na východní břeh řeky Oskol. Bylo potvrzeno, že osady Kozača Lopaň, Vovčansk a Lypci jsou pod kontrolou ukrajinských sil. Ruské Ministerstvo obrany oznámilo formální stažení ruských sil z téměř celé Charkovské oblasti. Důvodem bylo přeskupení vojska a přesun na Donbas.
V odvetě za ukrajinskou protiofenzívu v Charkově provedlo Rusko raketové údery řízenými střelami Kalibr. Střely zasáhly objekty kritické infrastruktury, včetně charkovské tepelné elektrárny číslo pět. Útok si vyžádal nejméně jednu oběť. Během dne byly dodávky elektrické energie a vody obnoveny z 80 %.
Ruské úřady na neurčito odložily referenda. Původně se jednalo o připojení Luhanské a Doněcké oblasti, Záporožské, Chersonské a Charkovské oblasti k Rusku.

### 13. září
Ukrajinská strana poprvé zaznamenala nasazení kamikaze dronů HESA Šáhid-136 dodaných ruským ozbrojeným silám z Íránu.
Tiskový mluvčí ruského prezidenta Putina Dmitrij Peskov publikoval zprávu jíž kategoricky vyloučil možnost vyhlášení mobilizace v Rusku, navzdory úspěšné ukrajinské protiofenzívě.

### 14. září
Ruské raketové útoky na město Kryvyj Rih zničily několik objektů městského vodovodu a poškodily hráz Karačunivské vodní nádrže severozápadně od města. Hladina řeky Inhulec pak stoupla o jeden metr a zaplavila několik ulic a přes 100 domů.

### 19. září
Ruské ozbrojené síly ostřelovaly Jihoukrajinskou jadernou elektrárnu ve městě Južnoukrajinsk v Mykolajivské oblasti.

### 21. září
Vladimir Putin vyhlásil mobilizaci, kterou označil za částečnou. V ruských městech vypukly protesty, zadrženo bylo přes 1000 lidí.

### 23. září

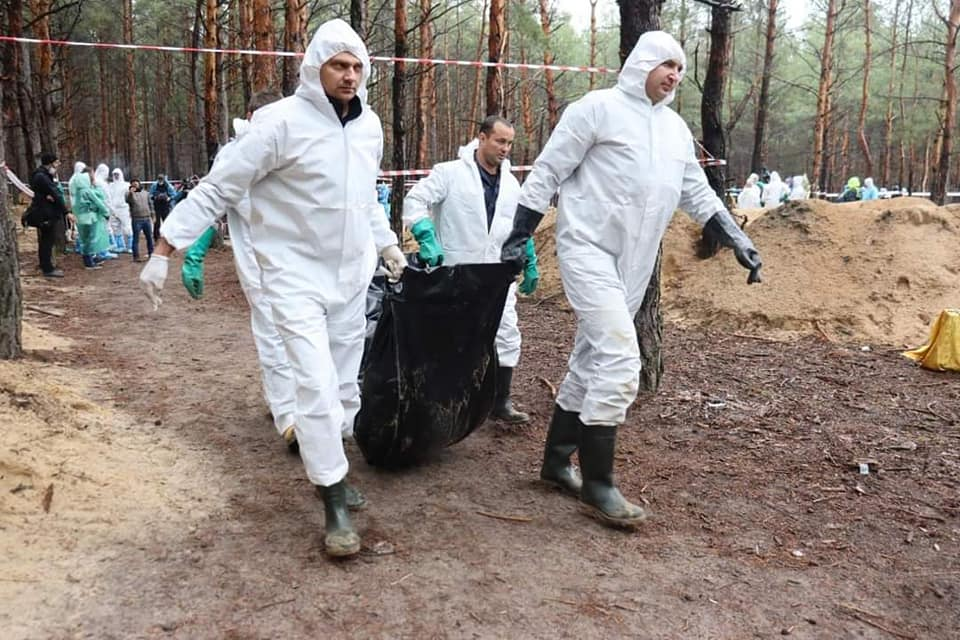
Exhumace ostatků obětí ruské okupace z masových hrobů v okolí Izjumu.

Ukrajinské úřady oznámily exhumaci 436 těl z hromadných hrobů v okolí Izjumu, z nichž 30 „neslo známky mučení.“

### 30. září
Čtyři ukrajinské oblasti z větší části okupované Ruskem (Doněcká, Luhanská, Chersonská a Záporožská oblast) se dle tvrzení RF staly součástí Ruské federace na základě pseudoreferend o připojení k Rusku. Výsledky těchto „referend“ a jejich průběh byly mezinárodně zpochybněny a většinou států OSN neuznány. Kromě Luhanské oblasti navíc Rusko nemá území žádné z oblastí zcela pod kontrolou.

## Říjen 2022

### 2. říjen
Prezident Zelenskyj oznámil, že Ozbrojené síly Ukrajiny dosáhly plného osvobození města Lyman, významného dopravního uzlu východní Ukrajiny.

### 8. říjen
Na Krymském mostě došlo k mohutné explozi, která vyvolala požár cisternové železniční soupravy, po nichž následoval kolaps několika sekcí silniční části mostu a přerušení provozu na jeho železniční části. Představitelé ruských okupačních úřadů na Krymu prohlásili, že čin si vyžádal tři oběti na životech a z odpovědnosti za něj obvinili „ukrajinské vandaly“.

### 9. říjen
Ruské raketové útoky na sídliště v Záporoží si vyžádaly 13 obětí na životech.

### 10. říjen
Ozbrojené síly Ukrajiny pokračovaly v protiofenzívě. V Luhanské oblasti se jim od jejího počátku již podařilo osvobodit území o ploše okolo 200 km².
Ozbrojené síly Ruské federace zahájily vlnu útoků proti ukrajinské civilní infrastruktuře, při nichž zahynulo nejméně 11 lidí. Brutalitu ruských útoků odsoudil generální tajemník OSN António Guterres, americký prezident Joe Biden a další světoví představitelé. Podle ukrajinských představitelů bylo na cíle v 20 městech zaměřeno 84 střel s plochou drahou letu a 24 útočných dronů, z toho 13 HESA Šáhid-136 íránské výroby, přičemž přes polovinu útočných prostředků se obráncům podařilo sestřelit než dosáhly svých cílů.

### 12. říjen
Valné shromáždění OSN schválilo rezoluci odsuzující ruský pokus o protiprávní anexi okupovaných území na jihovýchodě Ukrajiny následující po Ruskem inscenovaných referendech, kterou podpořilo 143 zemí. Proti rezoluci s Ruskem spoluhlasovaly pouze Bělorusko, Nikaragua, Severní Korea a Sýrie. Dalších 35 členských států OSN se hlasování zdrželo.

### 14. říjen
Mezinárodní výbor Červeného kříže vydal prohlášení v němž vyjádřil frustraci nad tím, že jeho představitelům nebyl umožněn přístup ke všem válečným zajatcům. Prohlášení výslovně nezmiňuje ani jednu ze stran konfliktu, ale jako příklad uvedlo nechvalně proslulý zajatecký tábor nacházející se v Olenivce na území Doněcké oblasti okupovaném Ruskem, ve kterém došlo v červenci 2022 k masakru.

### 15. říjen
Ve výcvikovém prostoru ruské armády v obci Soloti v Bělgorodské oblasti došlo k hromadné střelbě, která si vyžádala nejméně 11 obětí na životech a 15 zraněných. Střelci, kteří podle zpráv během incidentu také přišli o život, byli dva vojáci tádžického původu, kteří svým činem údajně reagovali na urážlivé výroky ruského důstojníka o Alláhovi.

### 17. říjen
Ozbrojené síly Ruské federace uskutečnily vlnu útoků na obytné čtvrtě a kritickou infrastrukturu ukrajinských měst. Podle prohlášení představitelů Ukrajinského letectva podnikly 39 náletů a vypustily 9 raketových střel. Z území jižní Ukrajiny vyslaly také 43 útočných dronů, většinou íránského typu Šáhid-136, z nichž 37 se podařilo obráncům sestřelit. Pět dronů Šáhid-136 ale zasáhlo cíle v Ševčenkovském rajónu Kyjeva, včetně budovy Ukrenergo, ukrajinského provozovatele elektrické přenosové soustavy. Při útocích přišlo o život 20 civilistů, včetně jedné těhotné ženy.
V Jejsku v ruském Krasnodarském kraji se na obytnou budovu zřítil stíhací bombardér typu Suchoj Su-34 Vzdušně-kosmických sil Ruské federace. Oba piloti se zachránili katapultáží, ve vícepodlažním domě po výbuchu a následném požáru zahynulo 13 osob, dalších 19 bylo raněno.

### 19. říjen
Ruský prezident Putin vyhlásil stanné právo v okupovaných oblastech Ukrajiny nárokovaných Ruskou federací. Současně podepsal i dekret omezující občanská práva a svobody v oblastech Ruska sousedících s Ukrajinou a na poloostrově Krym (obsazeném roku 2014), a udělující mimořádné pravomoci hlavám federálních subjektů Ruska.
Ruské okupační úřady v jihoukrajinském městě Mariupol odstranily památník obětem Holodomoru.

### 23. říjen
Ruský ministr obrany Sergej Šojgu se telefonicky obrátil na své protějšky ve Francii, Spojeném království, Spojených státech amerických a v Turecku, kterým sdělil své obavy z údajné snahy Ukrajiny, s pomocí západních zemí, „použít tzv. špinavou bombu ve snaze eskalovat konflikt“. Své tvrzení nedoložil žádným důkazem a ukrajinský ministr zahraničních věcí Dmytro Kuleba je označil za „absurdní a nebezpečnou lež“ a údajné „ukrajinské přípravy“ rozhodně popřel.

### 25. říjen
Vlády Francie, Spojeného království a USA vydaly společné prohlášení v němž odmítly ruská tvrzení o údajných ukrajinských přípravách k použití „špinavé bomby“ jako „průhledně falešná“ a odmítly „jakoukoliv snahu ruské strany o eskalaci.“ Vyjádřily také „trvající podporu Ukrajině“ a zdůraznily „význam otevřených komunikačních kanálů s Ruskem pro minimalizaci rizika miskalkulace a usnadnění deeskalace“ konfliktu.
Ukrajinská vláda pozvala do země inspektory Mezinárodní agentury pro atomovou energii (MAAE) aby zkontrolovali aktivity v ukrajinských jaderných zařízeních.

### 26. říjen
Ruský politik a generálplukovník národní gardy Ramzan Kadyrov prohlásil válku proti Ukrajině za „džihád“ (islámskou svatou válku) a vyzval ostatní muslimy aby se do ní zapojili na straně Ruska.

### 27. říjen
Stálý představitel Ruské federace při RB OSN Vasilij Něbenzja obvinil Ukrajinu a Spojené státy americké ze snahy vyvinout a bojově nasadit bezpilotní letouny s komáry „šířícími nebezpečné viry“.
Zástupkyně Spojeného království Barbara Woodwardová na jeho tvrzení reagovala prohlášením, v němž konstatovala, že „ruská obvinění zde byla vyslyšena již před měsícem a bylo zjištěno, že sestávají ze zavádějícím způsobem presentovaných veřejně dostupných dokumentů a ilustrací zkopírovaných z Wikipedie“ a označila je za „součást ruské dezinformační kampaně“ a „zahlcování agendy konspiračními teoriemi.“ Vyzvala Rusko k „plnění jeho povinností vyplývajících z Charty Spojených národů, včetně ukončení vojenské agrese“ a ruský návrh na další vyšetřování označila za „mrhání časem Rady“.

### 28. říjen
Vláda Republiky Slovinsko vydala prohlášení jímž se ohradila proti pokusu ruské vlády použít fotografie radioaktivních materiálů ze Slovinska (pořízené v roce 2010) coby „důkaz“ pro údajnou výrobu „špinavé bomby“ Ukrajinou. Kromě těchto fotografií se Rusko pokusilo svá tvrzení dokládat také dalšími fotografiemi nijak nesouvisejícími s Ukrajinou, včetně ruských.
Ruský ministr obrany Sergej Šojgu vydal prohlášení o „ukončení částečné mobilizace.“ Podle jeho tvrzení došlo k „povolání 300 000 mobilizovaných, z nichž je 218 000 stále ve výcviku a 82 000 již bylo vysláno na Ukrajinu, z toho polovina se již v rámci jednotek aktivně účastní bojů.“ Prohlásil také, že „žádná další akce v plánu není.“

### 29. říjen
V ranních hodinách došlo k výbuchům v přístavu Sevastopol na Ruskem okupovaném poloostrově Krym. Ukrajinská strana událost nekomentovala, představitelé Ruskem dosazených orgánů nejprve tvrdili, že „šlo o součást plánovaného cvičení“ a že „došlo k úspěšnému odražení vzdušných útoků“, ale později obvinili Ukrajinu z „teroristického útoku za pomoci bezpilotních letadel a bezposádkových hladinových plavidel, při němž došlo k lehkému poškození jedné minolovky.“ Po útoku bylo sevastopolské kotviště „dočasně uzavřeno.“ Rusko v reakci na útok pozastavilo svou účast na multilaterální dohodě o umožnění vývozu zemědělských produktů z Ukrajiny, uzavřené v červenci 2022.
Ministerstvo obrany Ruské federace obvinilo Britské královské námořnictvo z provedení útoků na podmořský plynovod Nord Stream k nimž došlo 26. září, ale neuvedlo pro své tvrzení žádný důkaz. Britské ministerstvo obrany obvinění odmítlo a označilo je za „nepravdivé tvrzení epického rozsahu šířené ve snaze odvrátit pozornost od katastrofálního postupu při nezákonné invazi na Ukrajinu.“

### 31. říjen
Ozbrojené síly Ruské federace provedly další vlnu útoků na ukrajinské civilní cíle, především s cílem narušit zásobování vodou a elektrickou energií. Použily více než 50 střel s plochou dráhou letu Ch-101 a Ch-555, z nichž 44 bylo podle tvrzení ukrajinské strany sestřeleno. Trosky jedné střely dopadly na území Moldavska.
Z ukrajinských přístavů vyplul konvoj 12 plavidel s nákladem 354 500 t potravin, podle dohody sjednané mezi OSN, Ukrajinou a Tureckem. Rusko, které od své dřívější účasti na programu umožnění exportu zemědělské produkce 29. října odstoupilo, bylo účastníky „informováno o jeho pohybu.“

## Listopad 2022

### 2. listopad
Rada bezpečnosti OSN zamítla další návrh Ruské federace na zřízení komise pro vyšetřování nepodložených tvrzení o údajném „společném americko-ukrajinském programu biologických zbraní“.

### 3. listopad
Mezinárodní agentura pro atomovou energii (IAEA) vydala prohlášení o dokončení inspekce ukrajinských jaderných zařízení, provedené na žádost ukrajinské vlády z 25. října, vznesenou v odpověď na obvinění pronesená představiteli vlády Ruské federace, v němž konstatuje, že „provedené šetření nenašlo žádné známky nepřiznané jaderné činnosti nebo materiálů na zkoumaných lokacích.“

### 5. listopad
Ruské okupační orgány v Melitopolu znovuvztyčily sochu komunistického politika ruské národnosti V. I. Lenina, odstraněnou v roce 2014. K tomuto činu došlo v rozporu s platnou ukrajinskou legislativou.
Ruský prezident Putin podepsal dekret dovolující do služby v ruských ozbrojených silách povolat osoby odsouzené za závažnou trestnou činnost, s výjimkou pachatelů pohlavního zneužívání mladistvých a protistátní činnosti.

### 6. listopad
Moldavsko a Ukrajina obnovily přímé vlakové spojení obou zemí zahájením provozu vlaků společnosti Ukrzaliznycja na trati Kišiněv–Kyjev.

### 7. listopad
Vláda Korejské lidově demokratické republiky vydala prohlášení v němž označila tvrzení představitelů USA o „údajných dodávkách dělostřelecké munice Rusku,“ vznesená začátkem listopadu, za „nepodložená“ a označila je za „nepřátelskou snahu o poškození obrazu KLDR na mezinárodní scéně.“

### 8. listopad
Ukrajinský prezident Volodymyr Zelenskyj v televizním projevu vyjádřil ochotu „zahájit vážně míněná mírová jednání s Ruskem“, pod podmínkou „respektování ukrajinské územní integrity, náhrady válečných škod a stíhání válečných zločinců.“

### 9. listopad
Ruský ministr obrany Sergej Šojgu nařídil stažení ruských sil z pravého břehu Dněpru v Chersonské oblasti.
Nedaleko Heničesku zemřel na následky dopravní nehody Kirill Stremousov, Ruskem dosazený zástupce gubernátora okupované Chersonské oblasti.

### 10. listopad
Ozbrojené síly Ukrajiny oznámily osvobození strategicky významného města Snihurivka v Mykolajivské oblasti silami 131. samostatného průzkumného praporu.
Mezinárodní nevládní organizace Amnesty International vydala zprávu v níž potvrdila informace o případech zavlékání ukrajinských občanů do Ruska, na které již dříve upozorňovali ukrajinští představitelé.
Ministerstvo obchodu Spojených států amerických zrušilo klasifikaci hospodářství Ruska coby „tržní ekonomiky“ a přeřadilo je do kategorie „netržních států“, vzhledem k vzrůstajícímu podílu vládního ovlivňování a řízení ruské ekonomiky. Toto opatření umožňuje plně uplatnit americkou antidumpingovou legislativu ve vztahu k dovozu zboží ruského původu.

### 11. listopad
Okolo poledne vstoupily první jednotky ukrajinské armády do Chersonu, od března okupovaného Ruskem. Během ústupu ruských vojsk byl zničen chersonský Antonivský most.
V Melitopolu byl ukrajinským odbojovým hnutím proveden pokus o atentát na Andreje Bojka, představitele kolaborační správy dosazeného ruskými okupačními úřady. Podle tvrzení ruských médií jej „přežil, ale utrpěl lehká zranění, kvůli kterým musel být hospitalizován.“

### 12. listopad
Ruské okupační orgány oznámily „dočasný přesun hlavního správního centra Chersonské oblasti“ do Heničesku.

### 14. listopad
Ukrajinský prezident Zelenskyj navštívil město Cherson osvobozené od ruské okupace.
Valné shromáždění OSN schválilo rezoluci uznávající zodpovědnost Ruska za jeho invazi na Ukrajinu, včetně práva Ukrajiny na válečné reparace a požadující vznik mezinárodního mechanismu, který by umožnil jejich vymáhání. Rezoluci podpořilo 94 členských zemí, 14 bylo proti a 73 se hlasování zdrželo.

### 15. listopad
Prezident Zelenskyj ve videorozhovoru s představiteli států skupiny G20, zasedajícími na Bali, zopakoval svůj mírový plán v 10 bodech, „které mají zajistit ukončení války založené na spravedlnosti a respektování mezinárodního práva a Charty OSN.“ V průběhu konání konference byly téměř všechny oblasti Ukrajiny zasaženy více než stovkou raket. Polské rádio Zet informovalo, že během bombardování dopadly dvě ruské rakety na území Polska, kde ve vesnici Przewodów zabily dva lidi. Polský premiér Mateusz Morawiecki naléhavě svolal Výbor pro národní bezpečnost. Následujícího dne polský prezident Andrzej Duda a generální tajemník NATO Jens Stoltenberg vydali prohlášení, že střela byla pravděpodobně vystřelena ukrajinskou protivzdušnou obranou a na území Polska dopadla nešťastnou náhodou.
Poslanecká sněmovna Parlamentu České republiky přijala usnesení jímž označila vládnoucí režim Ruska za teroristický. Pro návrh hlasovalo 129 poslanců ze 156 přítomných.

### 16. listopad
Představitelé skupiny G20 vydali prohlášení, kterým „potvrdili odmítavou pozici většiny členů k ruské agresi proti Ukrajině, již vyjádřenou jinými mezinárodními fóry, včetně rezoluce Valného shromáždění OSN odsuzující tuto agresi nejsilnějšími možnými slovy.“

### 17. listopad
Ozbrojené síly Ruské federace provedly další vlnu útoků, zahrnující pět náletů a vyslání 25 střel s plochou dráhou letu na cíle civilní infrastruktury v Dnipru, Charkově, Oděse a Záporoží. Představitelé Ozbrojených sil Ukrajiny nárokovali sestřely 4 střel s plochou dráhou letu, 5 dronů Šáhid-136 a 2 raketových střel Ch-59.

### 19. listopad
Ukrajinské železnice obnovily provoz vlakových spojů na trati Kyjev–Cherson.

### 23. listopad

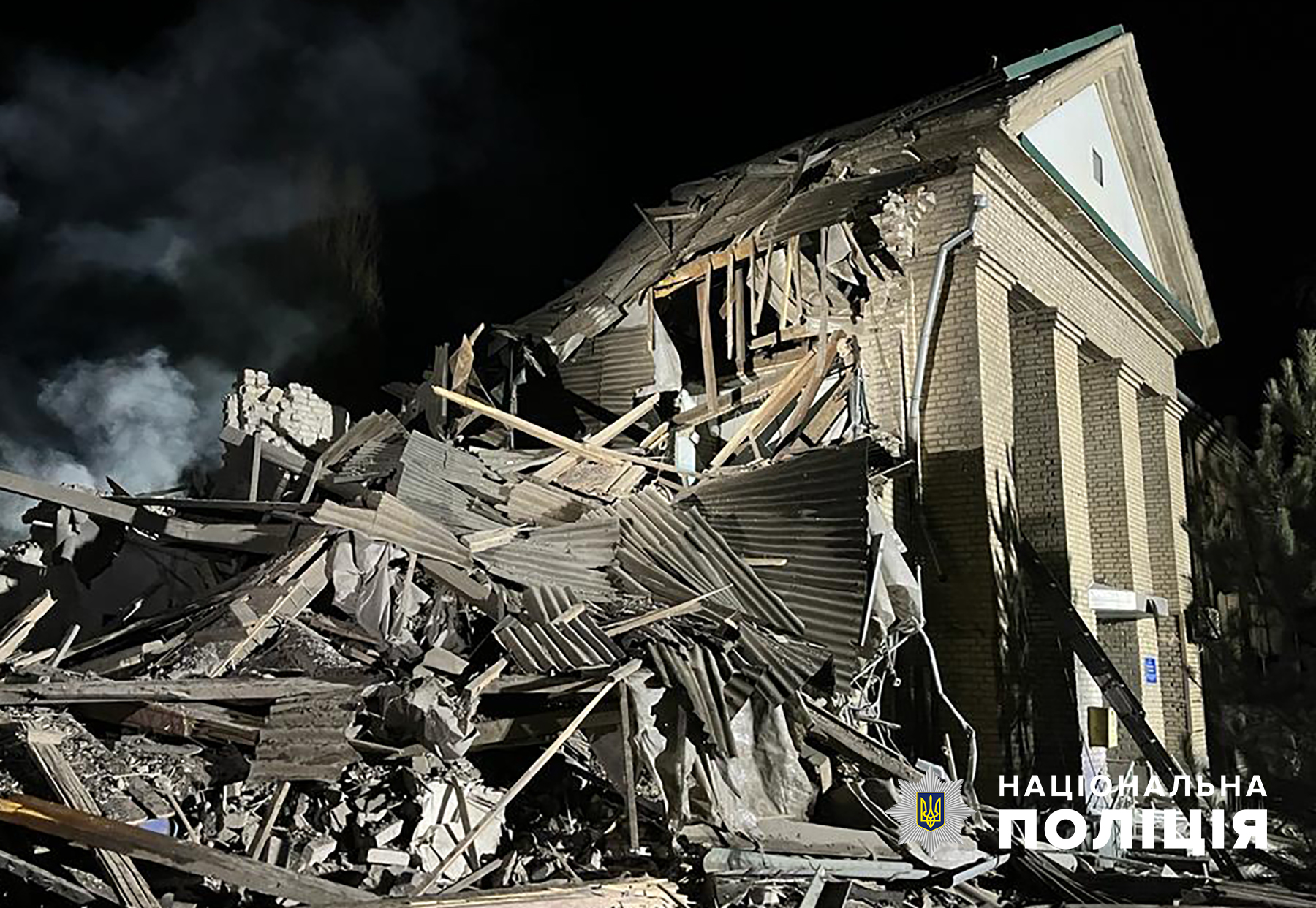
Vilňanská nemocnice po ruském ostřelování

V noci z 22. na 23. listopadu při ruském raketovém ostřelování nemocnice ve Vilňansku zemřel novorozenec.
Ruské ozbrojené síly podnikly další vlnu útoků na cíle ukrajinské civilní infrastruktury. Podle prohlášení představitelů Ozbrojených sil Ukrajiny k nim použily 71 střel s plochou dráhou letu a 5 útočných dronů, z nichž si ukrajinská strana nárokovala sestřelení 51 střel a všech 5 dronů, ale útočníkům se podařilo zasáhnout obytné budovy, tepelné elektrárny a transformační stanice v Kyjevě a kyjevské, vinnycké, lvovské a záporožské oblasti. Následkem byly pokračující výpadky dodávek elektřiny, tepla a vody obyvatelstvu. V důsledku ruských útoků rozsáhlý výpadek dodávky elektrického proudu postihl i Moldavsko.
Evropský parlament přijal usnesení označující Rusko za stát podporující terorismus, vzhledem k záměrným útokům jeho ozbrojených sil na ukrajinské civilní cíle, a vyzývající unijní orgány k zařazení některých ozbrojených formací bojujících na straně Ruska, například Vagnerovy skupiny, na evropský seznam teroristických organizací. Po přijetí usnesení se stal Evropský parlament terčem kyberútoku ze strany hackerů napojených na Rusko.

### 25. listopad
Ukrajina oznámila evakuaci pacientů z chersonských nemocnic, vzhledem k jejich pokračujícímu ostřelování ruskými ozbrojenými silami.

## Prosinec 2022

### 1. prosinec
Americký prezident Biden v průběhu setkání s francouzským prezidentem Macronem vyjádřil ochotu jednat s ruským prezidentem Putinem, pokud „Putin prokáže ochotu usilovat o ukončení války.“

### 5. prosinec
Ozbrojené síly Ruské federace provedly další vlnu útoků na cíle ukrajinské civilní energetické infrastruktrury. Generální štáb Ozbrojených sil Ukrajiny uvedl, že ukrajinské síly protivzdušné obrany sestřelily 60 ze 70 ruských střel s plochou dráhou letu.
Ozbrojené síly Ukrajiny uskutečnily útoky na dvě ruské letecké základny, kterými byly vážně poškozeny a z boje vyřazeny 2 strategické bombardéry Tupolev Tu-95. Podle tvrzení ruských médií útoky zapříčinily také úmrtí 3 a zranění dalších 6 osob z řad příslušníků Ozbrojených sil Ruské federace.

### 14. prosinec
Zmocněnec ukrajinského parlamentu pro lidská práva Dmytro Lubinec oznámil, že v Chersonu byly objeveny mučírny užívané v době  ruské okupace k věznění a terorizování nezletilých projevujících proti ní odpor.
Bylo oznámeno, že Maroko se stalo první zemí afrického kontinentu, která podpoří Ukrajinu dodávkami vojenského materiálu.

### 15. prosinec
Mluvčí ruského prezidenta Putina Dmitrij Peskov odmítl návrh ukrajinského prezidenta Zelenského na vánoční příměří spojené se zahájením stahování ruských vojsk z Ukrajiny, které by představovalo první krok na cestě k dosažení mírového uspořádání.
Evropský parlament přijal rezoluci jíž uznal hladomor na Ukrajině, vyvolaný v letech 1932–1933 sovětským režimem, za genocidu. Pro návrh hlasovalo 507 poslanců, 12 bylo proti a 17 se hlasování zdrželo.

### 21. prosinec

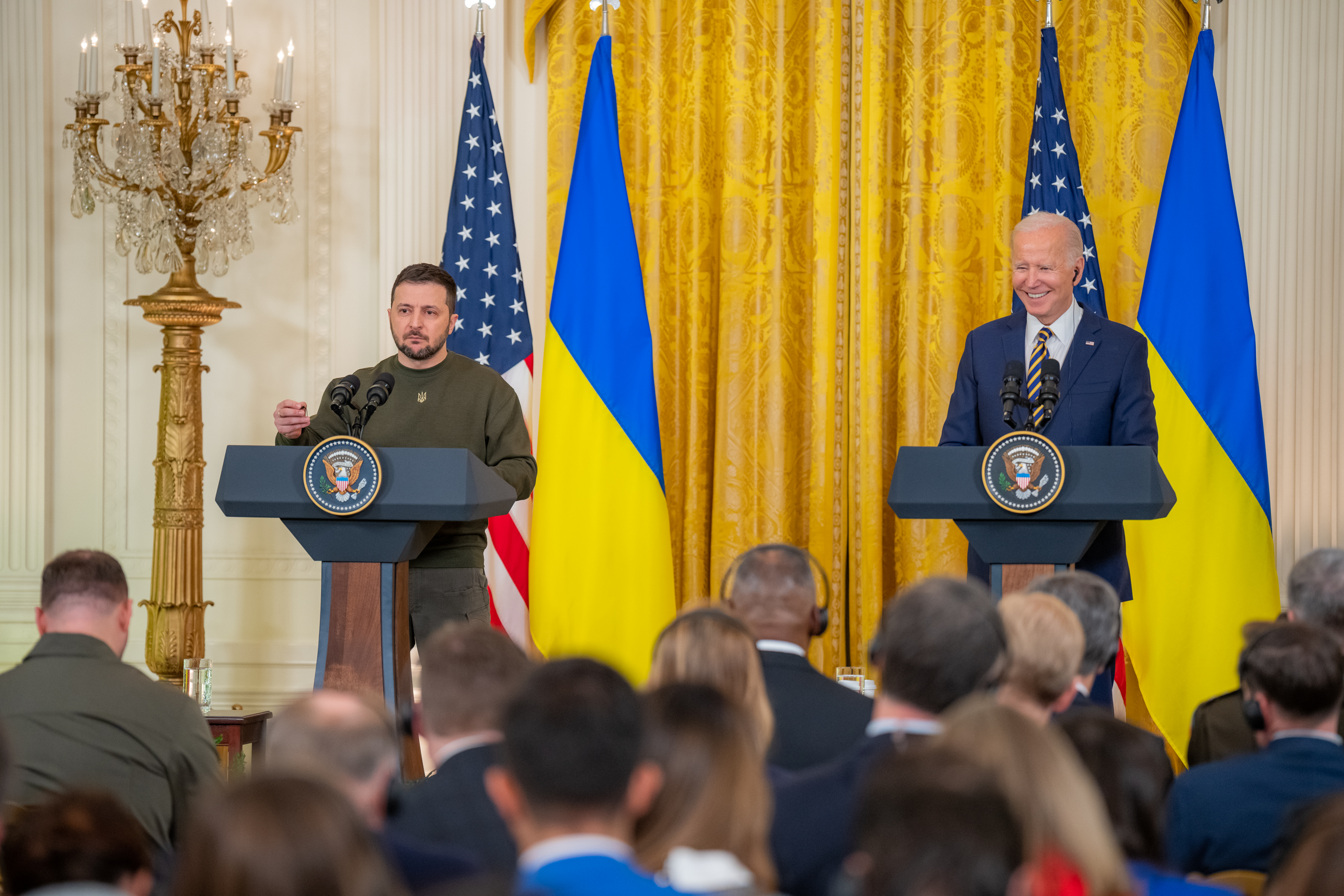
Společná tisková konference prezidentů Zelenského a Bidena

Ukrajinský prezident Volodymyr Zelenskyj uskutečnil oficiální návštěvu USA, během níž přednesl projev v Kongresu a jednal s americkým prezidentem Bidenem. Jednalo se o jeho první zahraniční cestu od únorového začátku ruského útoku.
Americký ministr zahraničních věcí Antony Blinken oznámil, že v rámci obranné pomoci USA budou Ukrajině poskytnuty systémy protiletecké obrany Patriot.

### 22. prosinec
Při výbuchu nástražného systému umístěného v automobilu zahynul Ruskem dosazený starosta Ljubymivky Andrij Mykolajovyč Štepa. Ljubymivka leží na levém okupovaném břehu Dněpru, poblíž měst Kachovka a Nova Kachovka.

### 24. prosinec
Ozbrojené síly Ruské federace ostřelovaly centrum jihoukrajinského města Cherson, přičemž zahynulo nejméně 10 civilistů a 60 jich bylo zraněných.

### 26. prosinec
Výbuch na ruské letecké základně Engels nedaleko stejnojmenného města v Saratovské oblasti si podle tvrzení ruského ministerstva obrany vyžádal nejméně 3 oběti na životech z řad ruských vojáků. Tisková agentura TASS, kontrolovaná ruským vládnoucím režimem, za jeho příčinu označila dopad ukrajinského dronu na letiště po jeho sestřelu prostředky ruské protivzdušné obrany.

### 30. prosinec
Ruský prezident Vladimir Putin podepsal dekret, kterým povolil „nikoliv přátelským zemím“ provádět platby za dodávky ruského zemního plynu v jiných měnách než rublem, jak požadoval jeho předchozí dekret z 31. března.

### 31. prosinec
Moskevský hlavní rabín Pinchas Goldschmidt, žijící od července 2022 v exilu, zopakoval svou výzvu aby ruští Židé v zájmu vlastní bezpečnosti opustili Rusko dokud mohou.
Krátce před půlnocí Ozbrojené síly Ukrajiny provedly útok raketometem systému M142 HIMARS proti koncentraci příslušníků ruských ozbrojených sil v obci Čulakivka v Chersonské oblasti. Ukrajinská strana si nárokovala zabití či zranění okolo 500 ruských vojáků, ruská strana se k události nevyjádřila.

## 2023
První leden 2023 byl již 312. dnem otevřeného válečného konfliktu.
V létě došlo na ruské straně ke vzpouře wagnerovců, soukromé vojenské společnosti Jevgenije Prigožina.
Ruské jednotky v létě odstřelily Kachovskou přehradu.

## 2024
Ani do konce kalendářního roku 2023 nedošlo k ukončení bojů. První leden 2024 se tak stal 677. dnem otevřeného válečného konfliktu.
V průběhu léta 2024 došlo k průniku ukrajinských pozemních sil do Kurské oblasti v Rusku, mimo jiné za využití tanků Leopard 2A4, BVP Marder a obrněných transportérů Stryker, bylo obsazeno několik stovek kilometrů čtverečních ruského území.
Na podzim 2024 se do bojů na straně Ruska zapojili také vojáci KLDR.

## 2025
Ani do konce roku 2024 nebyla válka u konce. První leden 2025 tedy byl 1043. dnem otevřeného válečného konfliktu.